# レーティッシュ鉄道

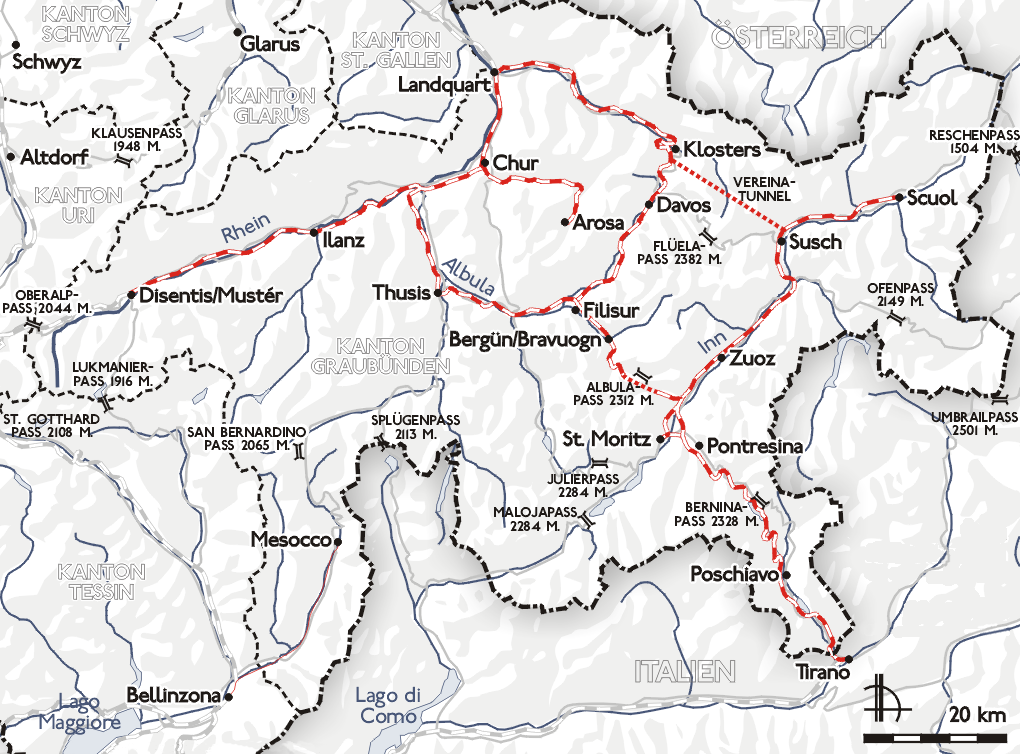
レーティッシュ鉄道路線図

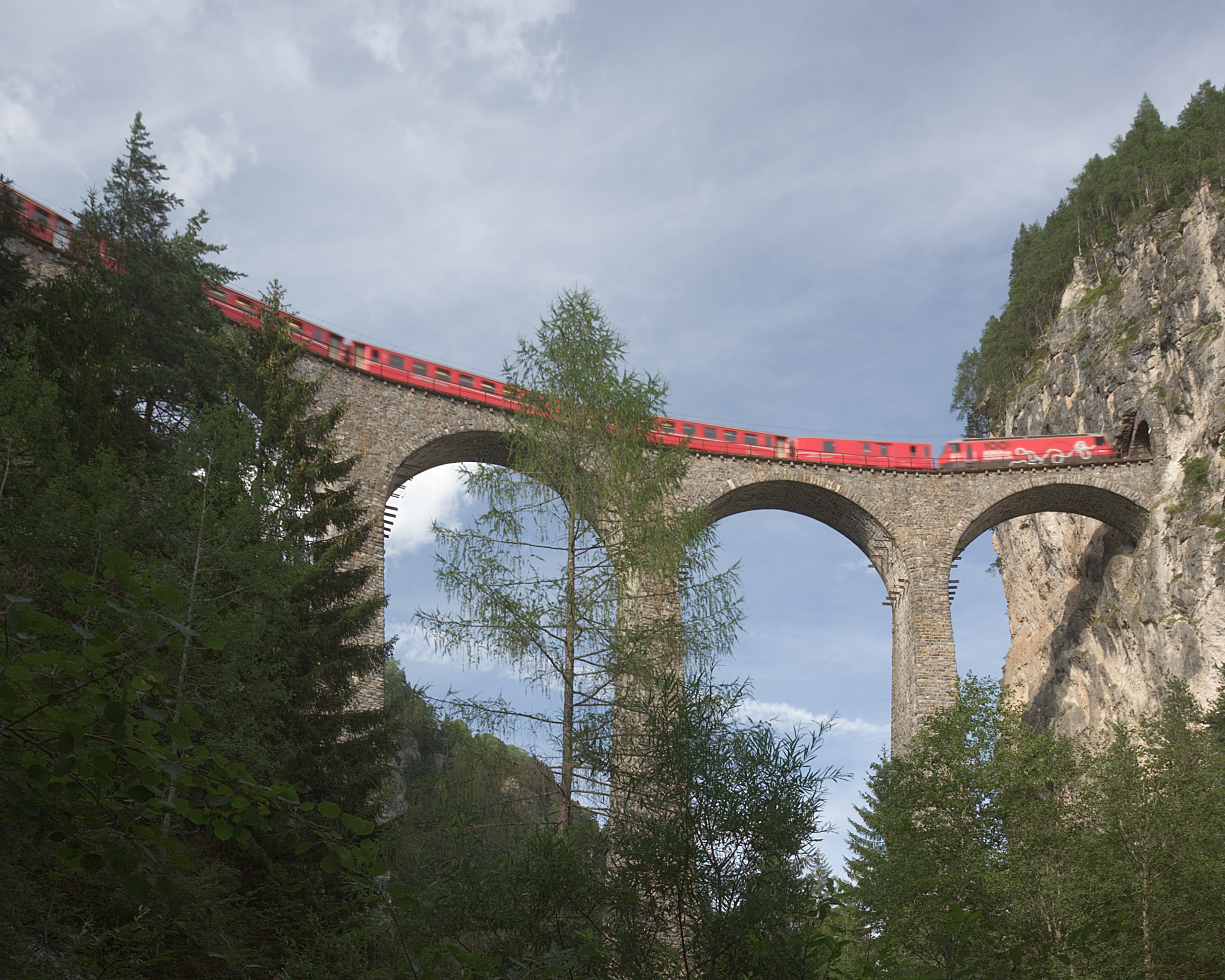
沿線の名所のひとつラントヴァッサー橋を渡る列車

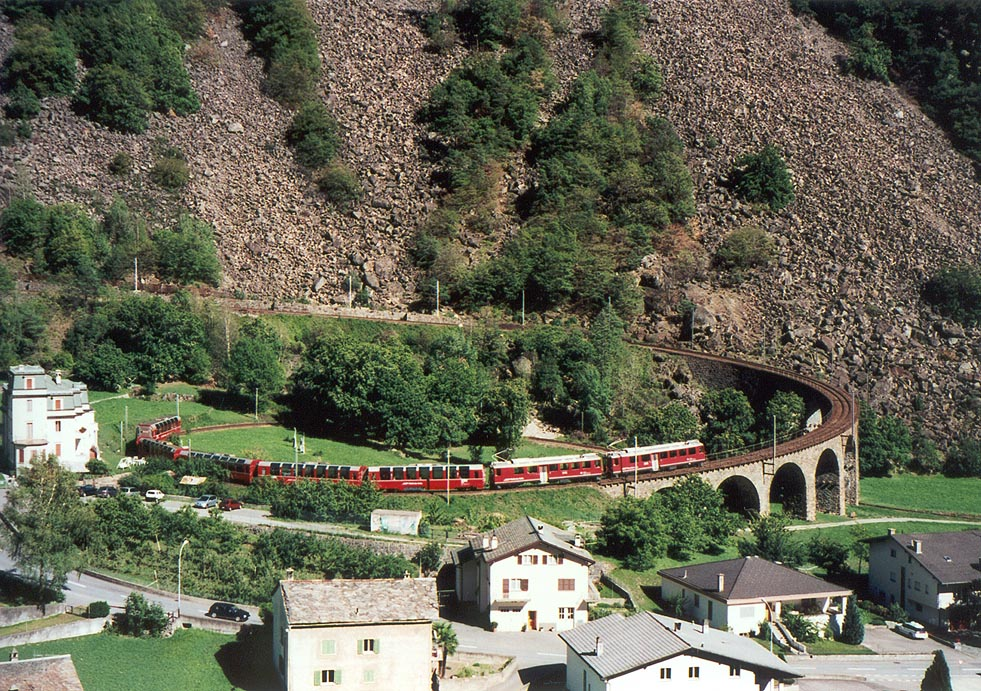
もう一つの沿線の名所であるベルニナ線、ブルージオのオープンループ線

レーティッシュ鉄道（レーティッシュてつどう、ドイツ語: RhB: Rhätische Bahn、イタリア語: Ferrovia retica、ロマンシュ語: Viafier retica）は、スイス東部のグラウビュンデン州を中心に約400kmの路線網を持つスイス最大級の私鉄である。沿線にサンモリッツやダヴォスなどの世界的なリゾート地を持ち、氷河急行やベルニナ急行といった看板列車を走らせている観光路線であるほか、地域の生活路線としても旅客・貨物輸送共に多数の列車を運行してグラウビュンデン州の鉄道輸送をほぼ一手に担い、州の経済において重要な役割を果たしている。アルブラ線の一部とベルニナ線は「レーティッシュ鉄道アルブラ線・ベルニナ線と周辺の景観」として世界遺産リストへの登録もされている。日本語では、レーテッシュ鉄道、レーティッシェ鉄道、レーティシュ鉄道（鉄道はバーンとも）などとも表記される。

## 概要
レーティッシュ鉄道はグラウビュンデン州の州都クールに本社を置くスイス最大級の私鉄で、以下の各言語で表記され、所属する車両にもいずれかの表記でロゴが入れられている。
- ドイツ語表記：Rhätische Bahn
- フランス語表記：Chemins de fer rhétiques
- イタリア語表記：Ferrovia retica
- ロマンシュ語表記：Viafier retica

いずれも「ラエティアの鉄道」の意味である。ラエティアは紀元前3000年頃からこの地に住んでいたとされるスイス東部の先住民族の名前またはそれに由来するこの地方の古い地名（ラエティア/レーティエン）である。
グラウビュンデン州にはスイス連邦鉄道（スイス国鉄）はほとんど路線を持たず、レーティッシュ鉄道がほぼすべての鉄道輸送を担っている。このため、私鉄でありながら、株式の51%をグラウビュンデン州が、43%をスイス連邦が所有し、民間の所有は6%となっており、多くの機関車や電車の前面にはグラウビュンデン州の紋章が設置されているほか、2004年以降順次採用されている客車の新塗装では車体側面にもグラウビュンデン州のロゴが入っている。
また、レーティッシュ鉄道は、スイスアルプスの山岳地帯に路線網を持つにもかかわらず、ループ線やトンネルを多用することでラック式には頼らずに勾配を本線系統では45パーミル、ベルニナ線やクール - アローザ線でも72パーミルや60パーミルに抑え、すべて粘着式鉄道としているのが特徴であり、結果として長大編成の列車を運行可能としており、現在では主要路線の各駅は約260 - 300mの線路有効長が確保されている。
レーティッシュ鉄道はラントクアルトからダヴォスまでの路線を建設したラントクアルト-ダヴォス鉄道を前身としている。同社が最初にダヴォスまでの路線を計画した際にはラック式やスイッチバックによることも検討された。しかし、結果的には通常の粘着式鉄道とし、スイッチバックも1箇所（Klosters Platz railway station　後に解消される）のみとし、費用的な面から標準軌ではなくメーターゲージ（狭軌）で建設することとなり、このときの決定がその後のレーティッシュ鉄道の各路線建設における基本方針となっている。ラントクアルト-ダヴォス鉄道は1890年にはダヴォスまでの路線を開業させたが、グラウビュンデン州の他の地域へ路線を拡大するために1895年には社名をレーティッシュ鉄道に変更し、その後1897年には住民投票により州営となって急速に路線を拡大していくこととなった。また、第一次世界大戦による石炭価格の高騰により、交流11kV16.7Hzでの電化が検討され、エンガディン線開業時にサメダン - シュクオール・タラスプ間が電化されたのを皮切りに1913年から1922年にかけて本線系統はすべて電化されている。なお、スイス国鉄などでは交流15kVを採用しているが、レーティッシュ鉄道ではトンネル断面が小さいため、絶縁上の問題から11kVと低い電圧を採用している。その後、1942年には同じクールとリゾート地のアローザを結ぶクール-アローザ鉄道とティチーノ州のベリンツォーナ-メソッコ電気鉄道を、1943年にはサンモリッツとイタリアのティラーノを結ぶベルニナ鉄道を合併し、グラウビュンデン州の鉄道をレーティッシュ鉄道に統合した。
第二次世界大戦後1970年代までは財政的には厳しかったものの、助成金によって路線や駅を廃止せずに乗切ることができたが、スイス国鉄によるレーティッシュ鉄道の統合も議論されることがあった。1970年代以降1980年代にかけての助成金の減少に伴い、レーティッシュ鉄道は観光鉄道としての利用喚起に本腰を入れるようになり、美しい沿線風景を旅行者にアピールした結果、氷河急行 、 ベルニナ急行などの看板列車は1年を通じて多数の旅行者を輸送することとなった。また、利用の少ない駅の廃止や停留所の格下げもこの時期に実施されているが、その後も続く財政問題の解決のため、現在も合理化プログラムが進行しつつ、輸送力増強や近代化のための設備増強も実施されている。また、運行面ではスイス全国に及ぶ交通網改良計画であるBahn+Bus 2000計画によって、レーティッシュ鉄道でも2004年12月より旅客列車の運行系統の整理がなされて昼間時間帯を中心に1時間ごとのパターンダイヤ化され、ダイヤ上必要ないくつかの区間についてはそれぞれ短区間ながら積極的に複線化が進められて運行の効率化を図っている。
レーティッシュ鉄道とスイス、イタリアおよび各沿線自治体ではアルブラ線とベルニナ線とその沿線の景観について、世界遺産登録を目指してGe4/4III形650号機およびABe4/4 51-56形51号機をラントヴァッサー橋をデザインした広告塗装機とするなどの活動を行ってきた。その結果、2008年の第32回世界遺産委員会で「レーティッシュ鉄道アルブラ線・ベルニナ線と周辺の景観」として正式に世界遺産リストに登録されている。なお、世界遺産登録名に「鉄道」と明記されている世界遺産はオーストリアの「ゼメリング鉄道」、インドの「インドの山岳鉄道群」に続き3例目である。

### 沿革
- 1889年10月9日 ラントクアルト - クロスタース間（32.4km）開通
- 1890年7月21日 クロスタース - ダヴォス間（17.5km）開通
- 1896年7月1日 クール - テュシス間（27.3km）開通
- 1896年8月29日 ラントクアルト - クール間（13.7km）開通
- 1903年7月1日 テュシス - ツェレリーナ間（59.1km）開通
- 1903年6月1日 ライヒェナウ - イランツ間（19.3km）開通
- 1904年7月9日 ツェレリーナ - サンモリッツ間（2.6km）開通
- 1907年5月6日 ベリンツォーナ-メソッコ電気鉄道ベリンツォーナ - ロスタッロ間（21.4km）開通
- 1907年7月31日 ベリンツォーナ-メソッコ電気鉄道ロスタッロ - メソッコ間（9.9km）開通
- 1908年7月1日 サメーダン - ポントレジーナ間（5.9km）、ベルニナ鉄道ポントレジーナ - モルテラッチュ間（6.4km）、ポスキアーヴォ - ティラーノ間（17.0km）開通
- 1908年8月18日 ベルニナ鉄道チェレリーナ - ポントレジーナ間（3.8km）、モルテラッチュ - ベルニナ・ハウザー間（3.6km）開通
- 1909年7月1日 ダヴォス - フィリズール間（19.3km）、ベルニナ鉄道サンモリッツ - チェレリーナ間（2.0km）、ベルニナ・ハウザー - ベルニナ・ホスピッツ間（6.6km）開通
- 1910年7月5日 ベルニナ鉄道ベルニナ・ホスピッツ - ポスキアーヴォ間（21.3km）開通 (現在のベルニナ線全線開通）
- 1912年8月1日 イランツ - ディセンティス/ミュンスター間（30.0km）開通
- 1913年7月1日 ベーベル - シュクオール・タラスプ間（49.4km）開通
- 1914年12月14日 クール-アローザ鉄道（25.7km）全線開通
- 1926年7月4日 フルカ・オーバーアルプ鉄道との直通運転（クール - ブリーク間）開始
- 1929年8月1日 食堂車運行開始
- 1930年6月22日 氷河急行運転開始
- 1942年1月1日 ベリンツォーナ-メソッコ電気鉄道とクール-アローザ鉄道がレーティッシュ鉄道へ合併
- 1943年1月1日 ベルニナ鉄道がレーティッシュ鉄道へ合併
- 1958年 クール - ドマート/エムス間（6.3km）複線化
- 1961年 ドマート/エムス - ライヒェナウ・タミンス間（3.4km）複線化
- 1973年6月3日 ベルニナ急行運転開始
- 1979年6月1日 箱根登山鉄道（現：小田急箱根）と姉妹鉄道提携を結ぶ
- 1998年8月 プレダ駅付近（2.1km）複線化
- 1999年11月19日 クロスタース - スーシュ間（21.5km）開通
- 2004年 トゥシス - シルス（ドムレシュク）間（1.8km）複線化
- 2007年4月15日 トリミス - ウンテルファッツ間（2.3km）複線化

## 路線

### ラントクアルト - ダヴォス（プレティガウ線）
- 路線長：49.9km
- 開通年

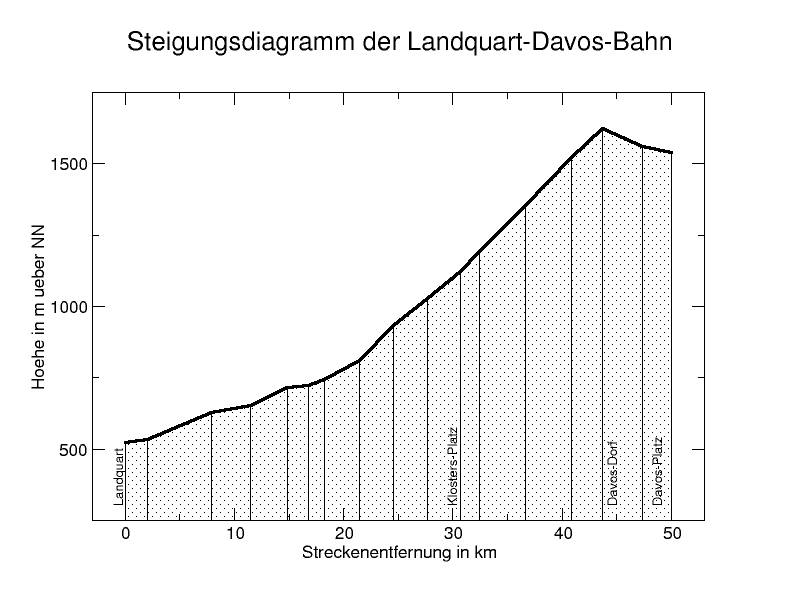
プレティガウ線の線路高低図

  - ラントクアルト - クロスタース（32.4km）：1889年10月9日
  - クロスタース - ダヴォス・プラッツ（17.5km）：1890年7月21日
- 電気方式：交流11kV 16.7Hz
- 最急勾配：45パーミル
- 最小曲線半径：100m
- 標高：523.4-1652.2m
- 隧道：7箇所
- 橋梁：16箇所
- 複線区間
  - シエールス駅前後（約4km）

ラントクアルト-ダヴォス鉄道により開通したレーティッシュ鉄道で最も古い路線であり、スイス国鉄と連絡するラントクアルトから同じくラントクアルトでライン川から分かれる支流のラントクアルト川を遡り、ダヴォスの手前で分水嶺を越えてダヴォス湖およびそこから流れるランドヴァッサー川沿いのダヴォス・プラッツへ至る路線であり、一部の氷河急行もダヴォス発着となっている。
ラントクアルトはライン川沿いのザンクト・ガレン州との境界に近い位置にあるグラウビュンデン州の玄関口となっている都市であり、スイス国鉄もここからグラウビュンデン州に入る。同地は現在でもレーティッシュ鉄道の0km地点となっているほか、レーティッシュ鉄道最大の車両工場であるラントクアルト工場の所在地でもあり、所属車両の検査および修繕を行っているほか、機関車の運転台交換や機器更新などの大規模改造も行われている。工場はトラバーサーの両側に3棟計21線の主工場や2棟計4線の検修庫、11線の留置線や倉庫と引込線が並ぶほか、転車台と19線の扇形庫、3線の列車検修庫などで構成されている。また、ラントクアルト工場はスイス国内の車両メーカーで製造された車両の各種試験のベースとなったり、シュタッドラー・レール社が製造する車両の一部はラントクアルト工場で最終組立が行われたりしたほか、他鉄道の車両の改造や修繕工事も実施されている。
開業当初、クロスタース駅はレーティッシュ鉄道唯一のスイッチバック駅であったが、1928年から30年にかけて駅の側方にループトンネルを設けて駅の後方へ回り込む線路を設けてスイッチバックを解消している。
ダヴォスはランドヴァッサー川沿いにある19世紀からのリゾート地で、高地療養のためのサナトリウムとして造られたほか、スキーリゾートとしても有名であり、街の北東にダヴォス・プラッツ駅が、南西にダヴォス・ドルフ駅がある。また、クロスタースもダヴォスからつながるスキーリゾート地であり、冬季にはスキー客輸送用のシャトルトレインがクロスタース-ダヴォス・プラッツ間に多数運行される。

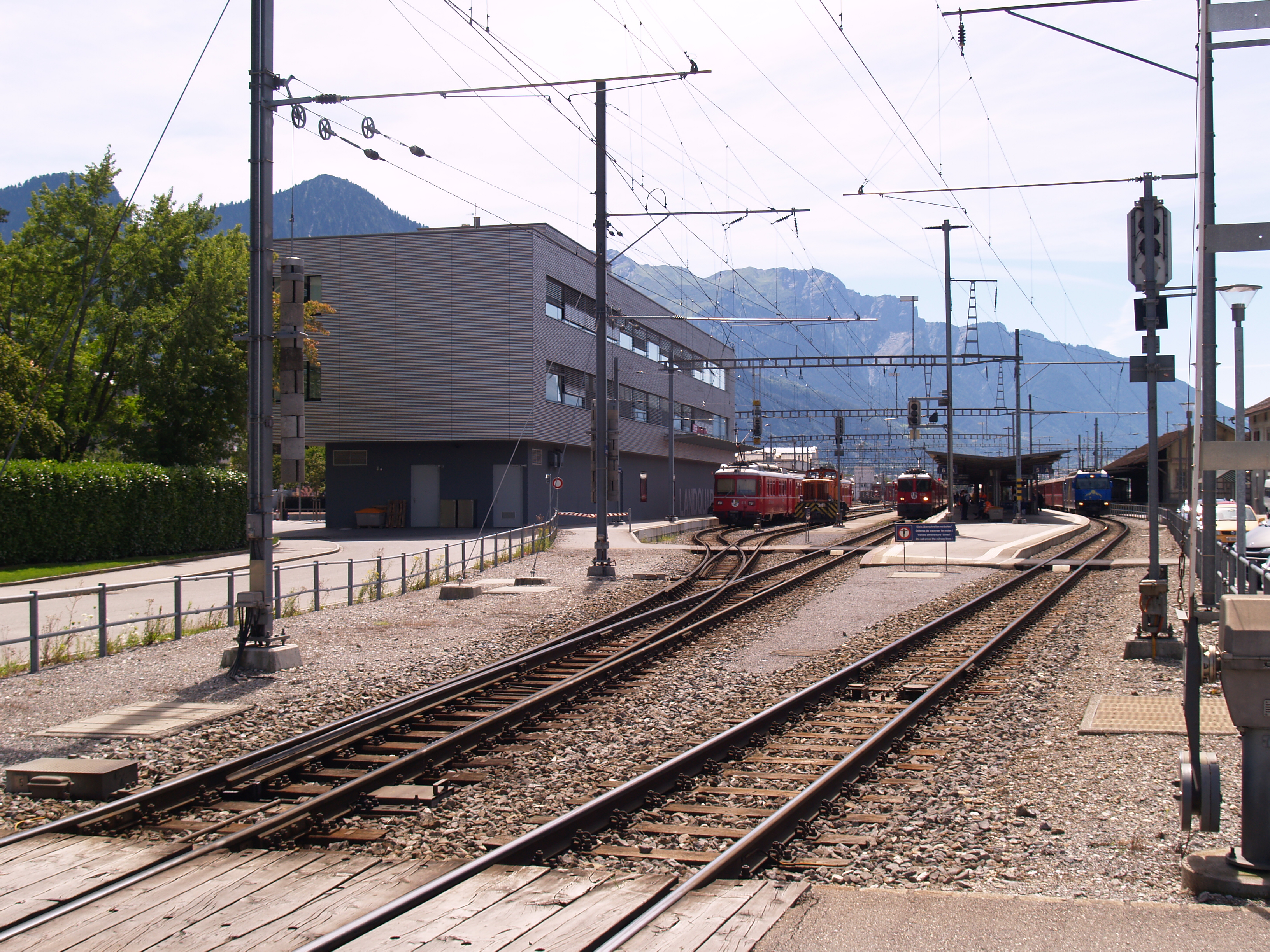
ラントクアルト駅、画面左側に広大な工場がある
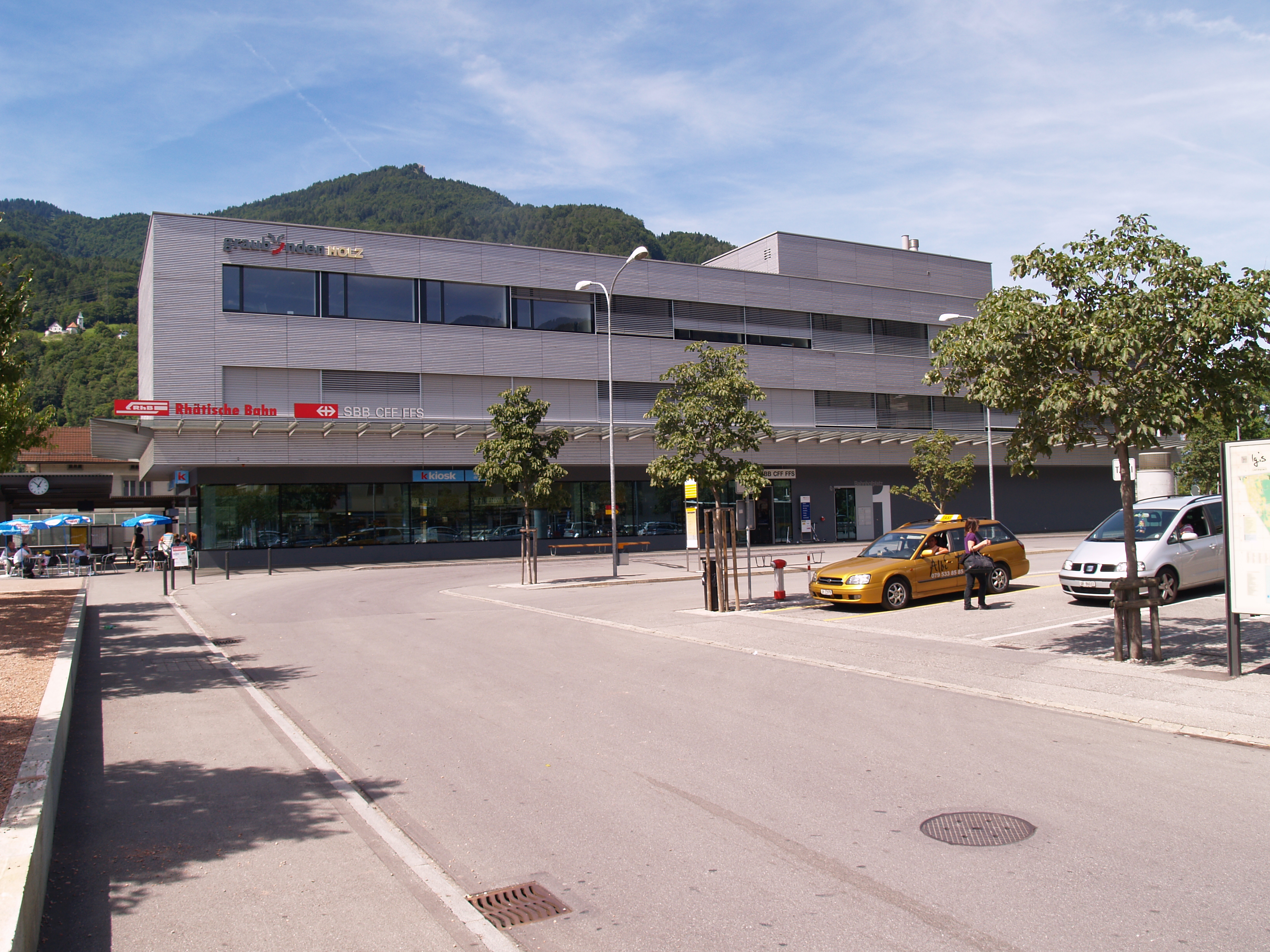
ラントクアルト駅
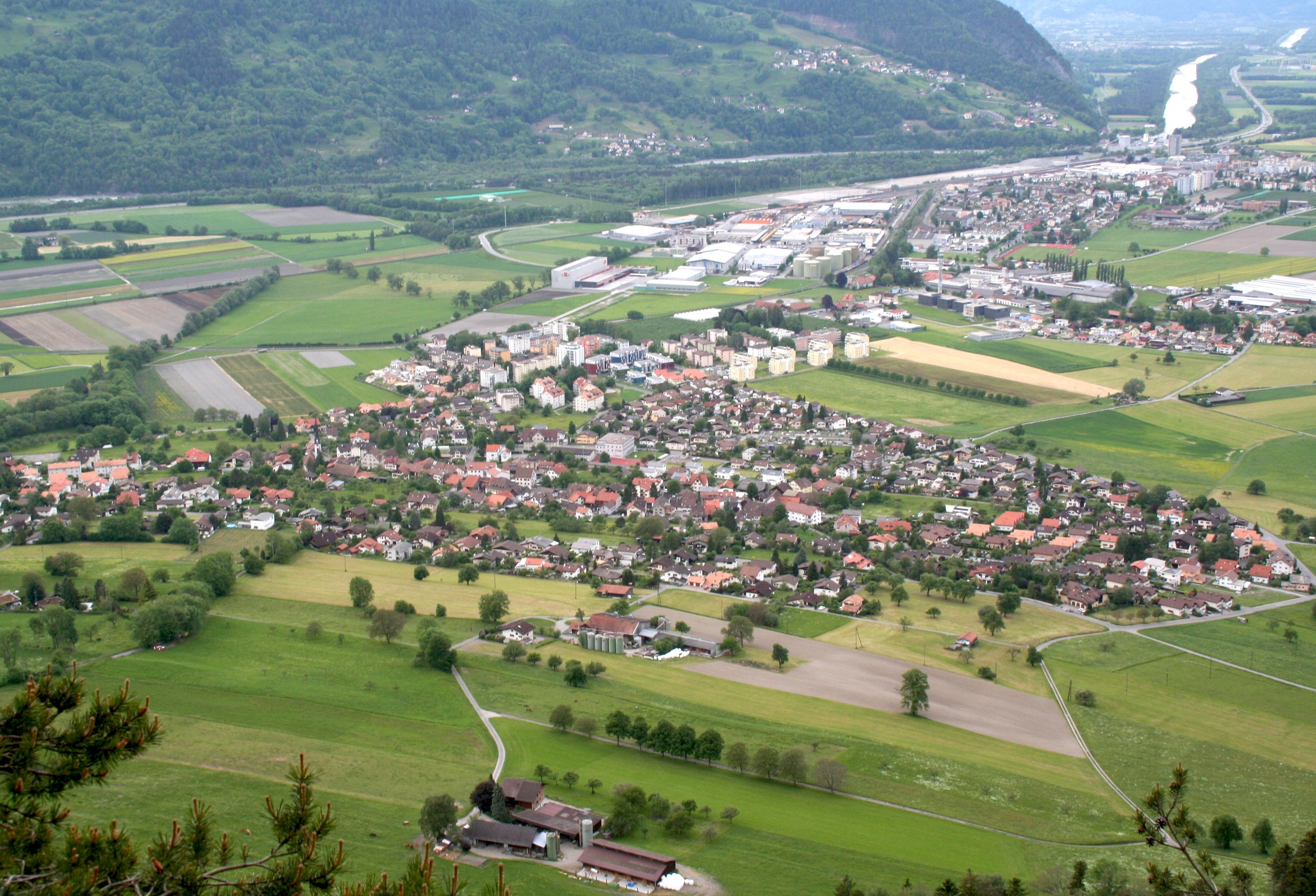
ラントクアルト駅および付近の工業地帯
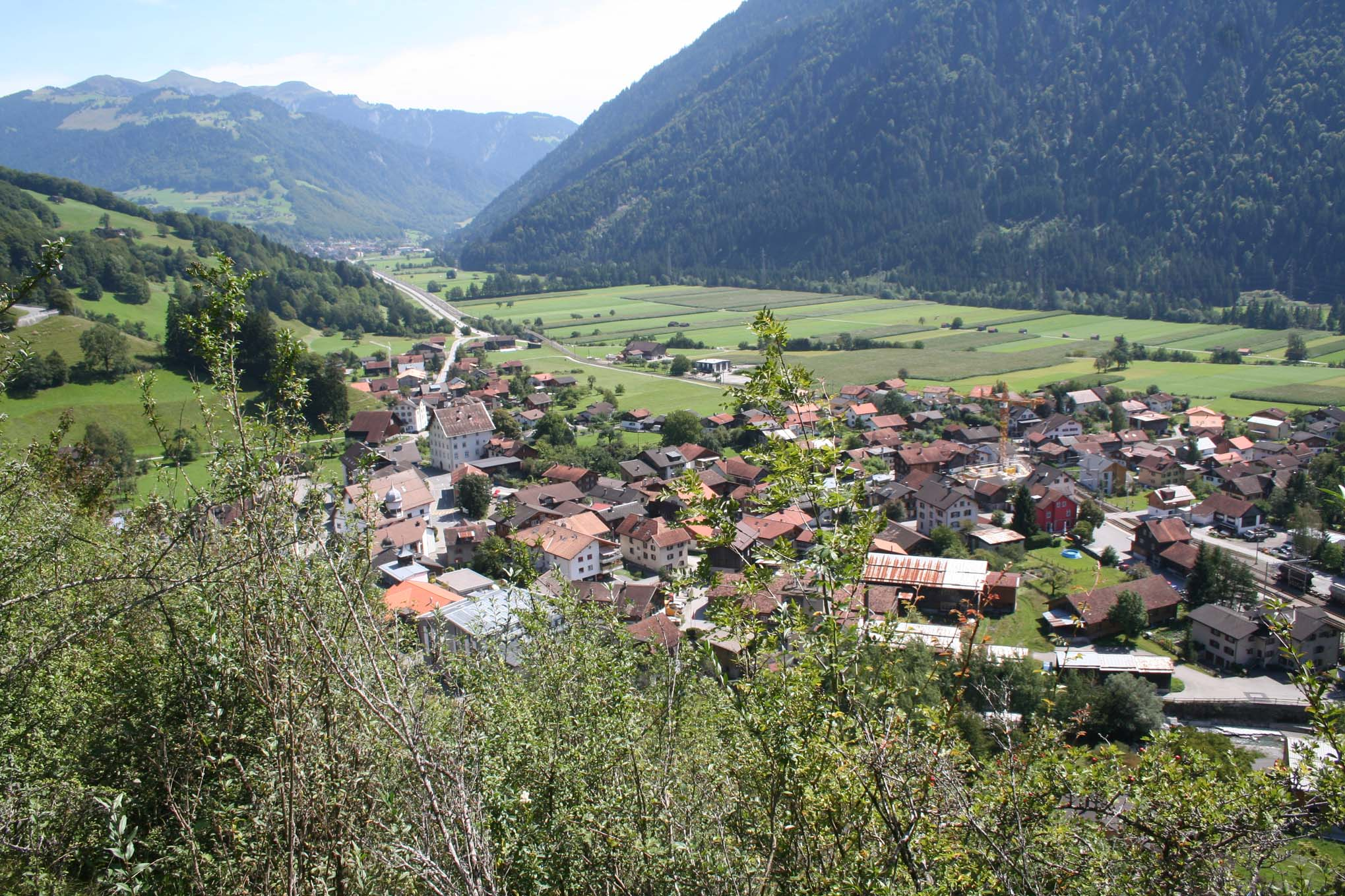
グリューシュ駅とその付近
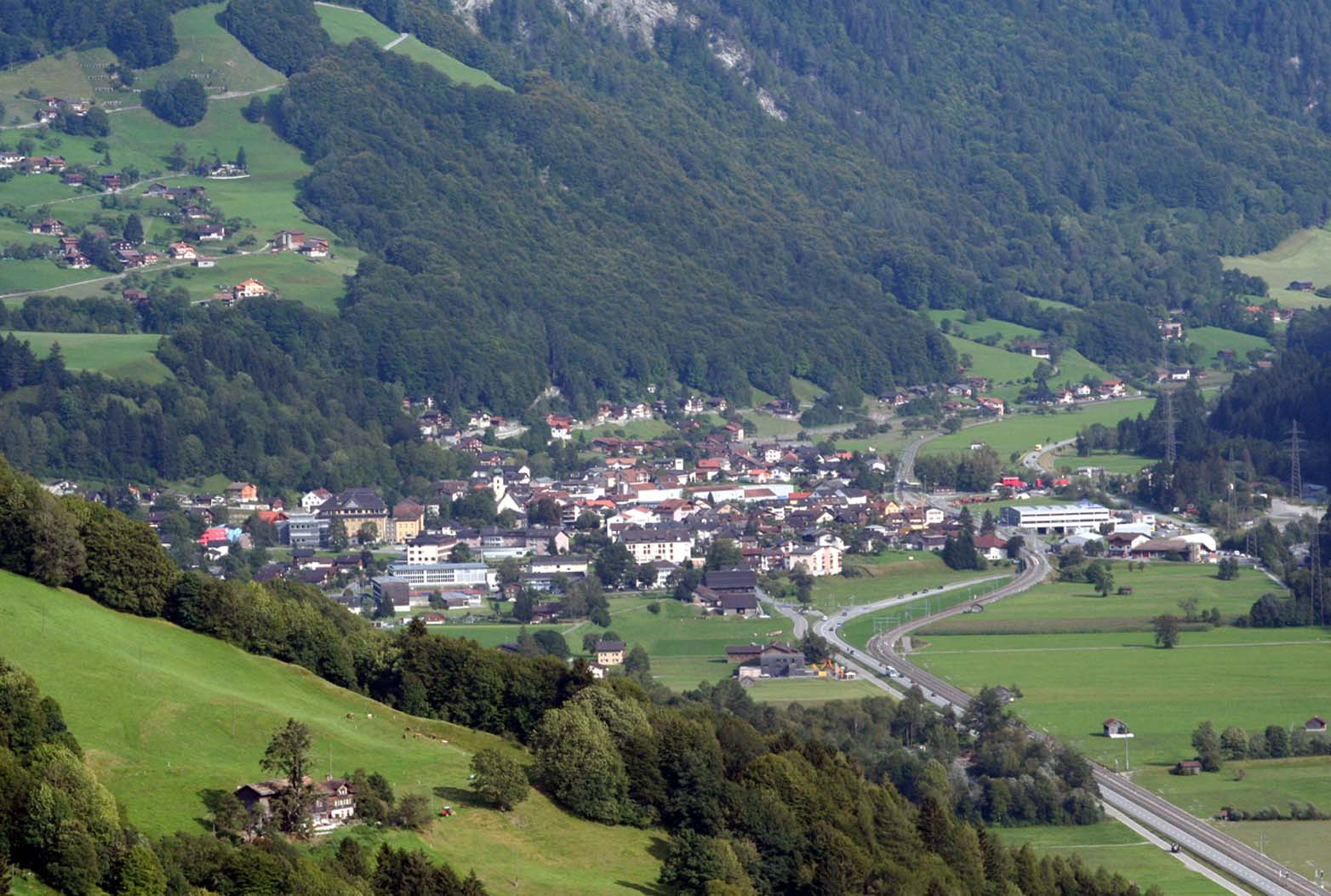
複線区間とシエールス駅およびその付近
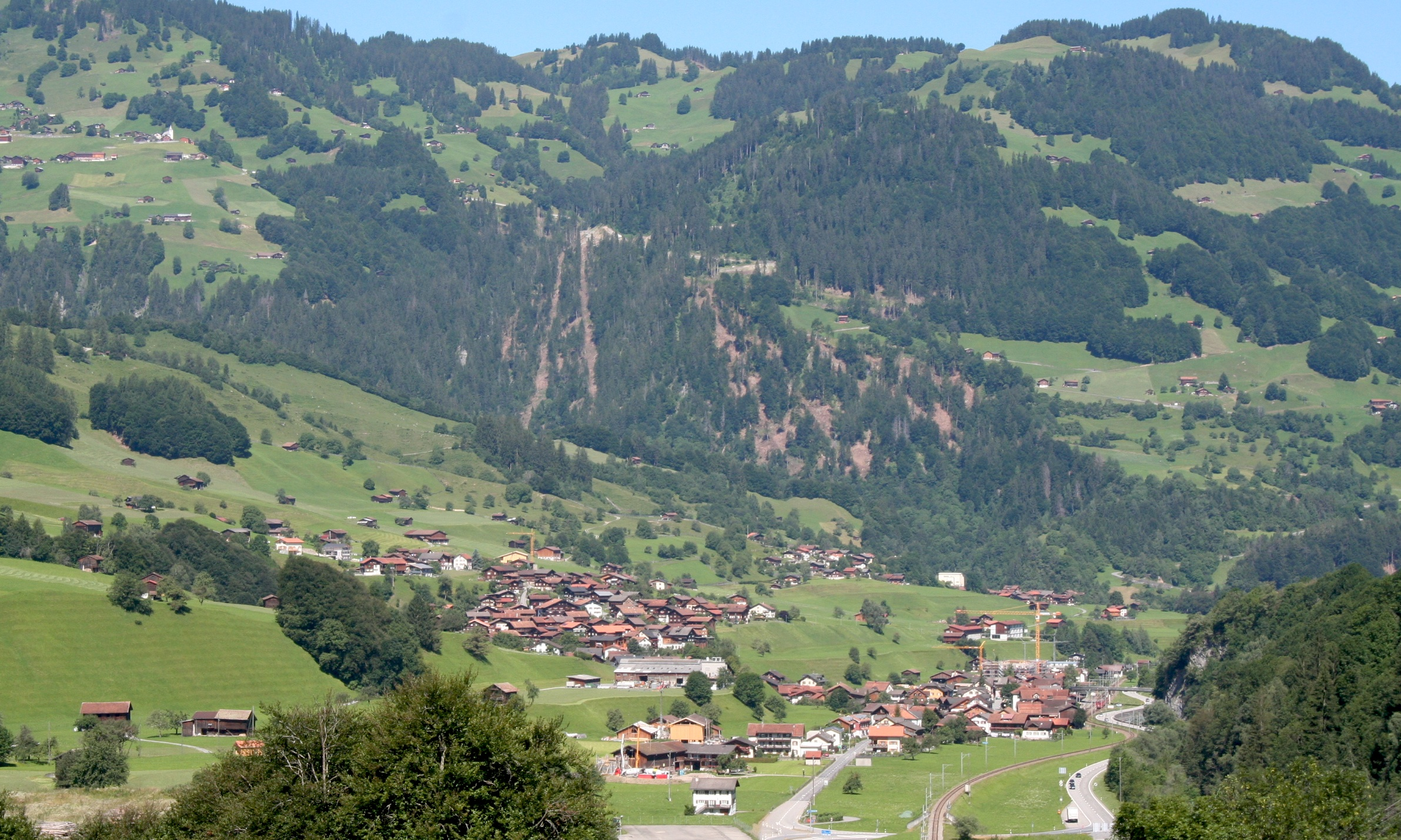
イェナッツ駅とその付近
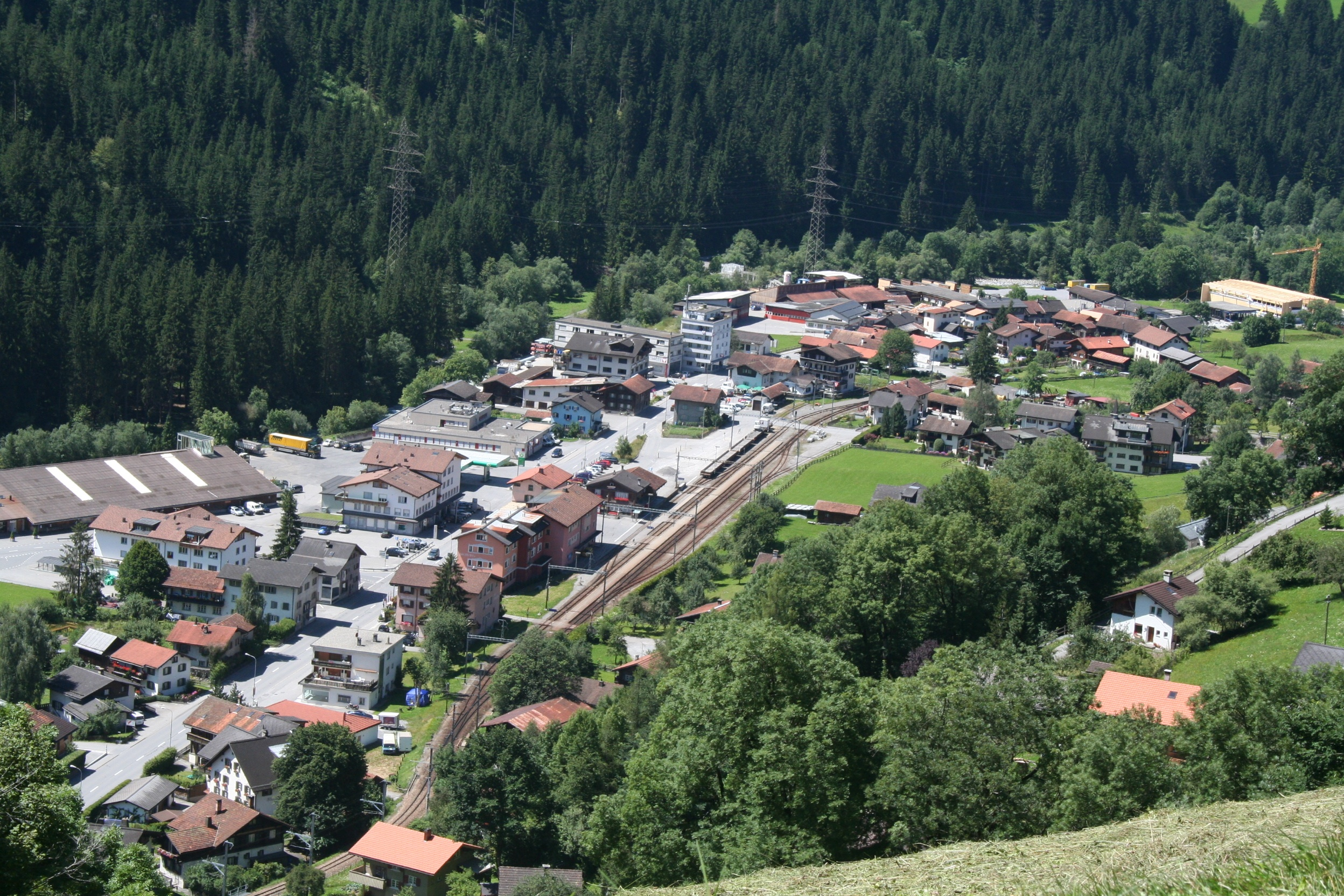
クブリス駅とその付近
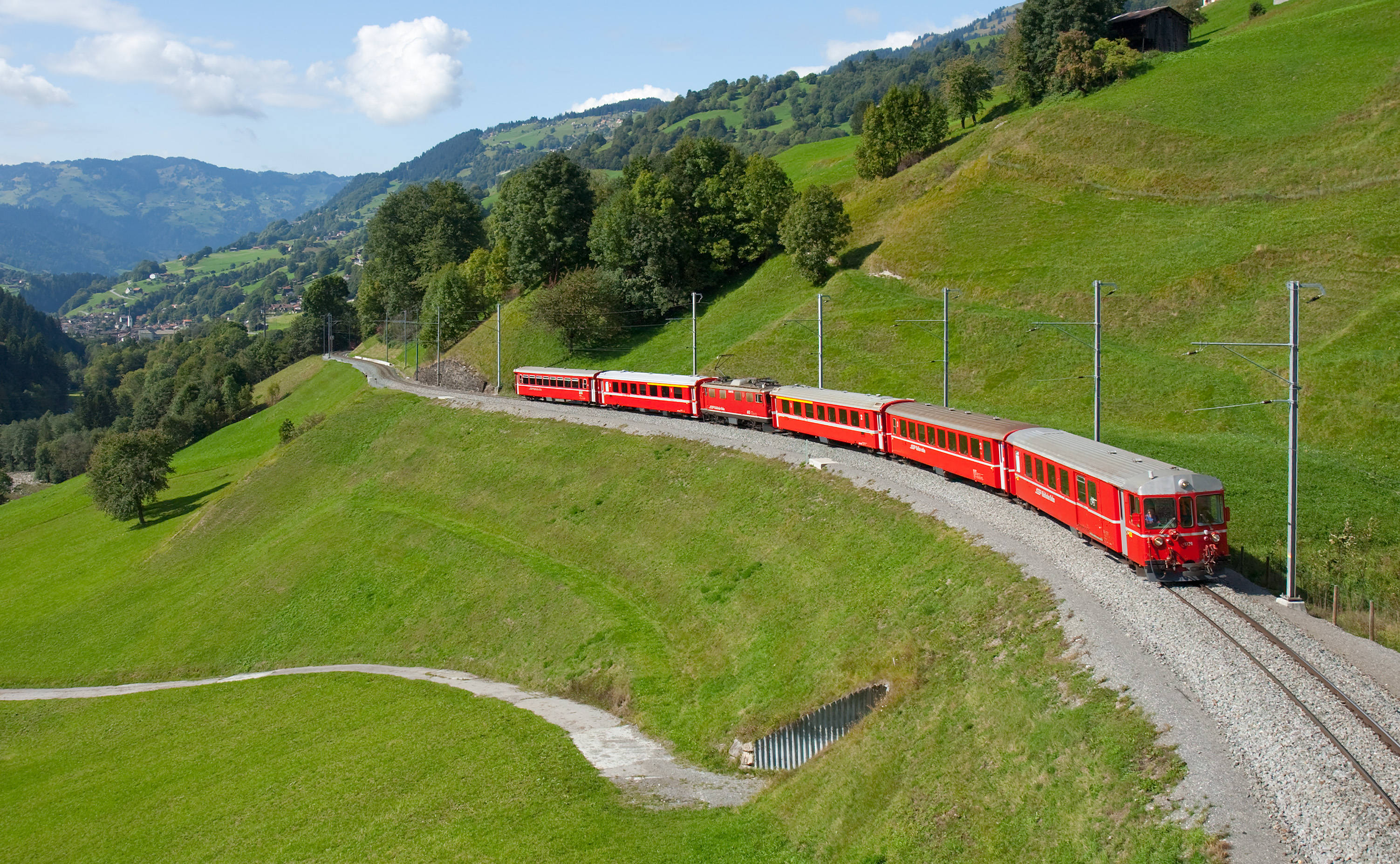
プレティガウ線の列車、クブリス-サース間
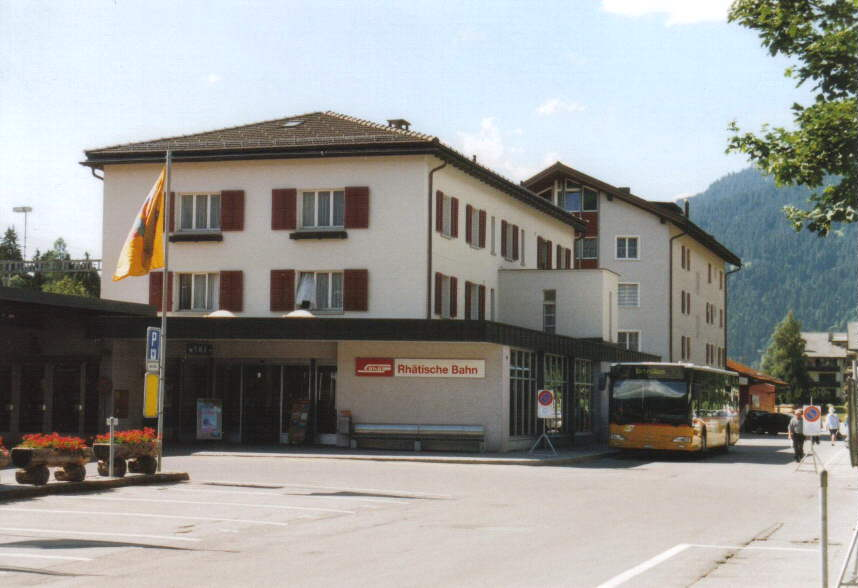
フェライナ線と分岐するクロスタース駅
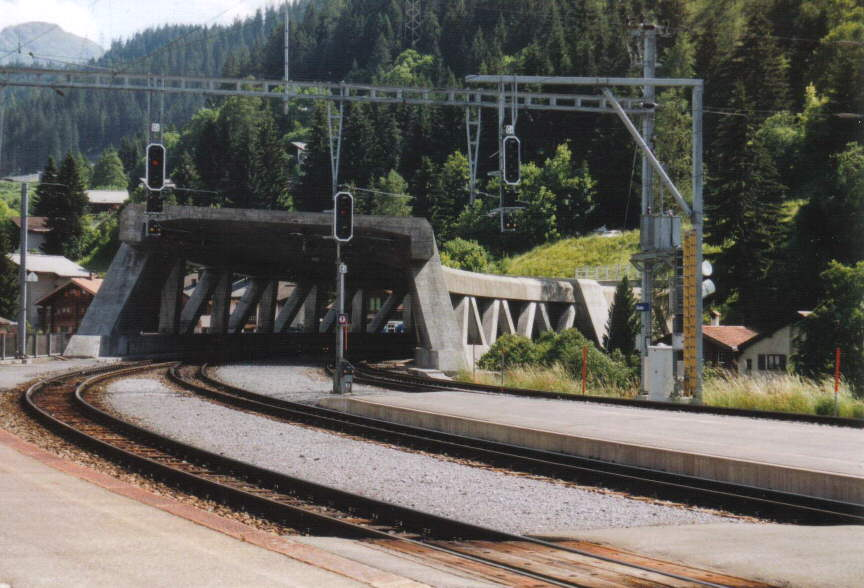
クロスタース駅、右がプレティガウ線、左がフェライナ線
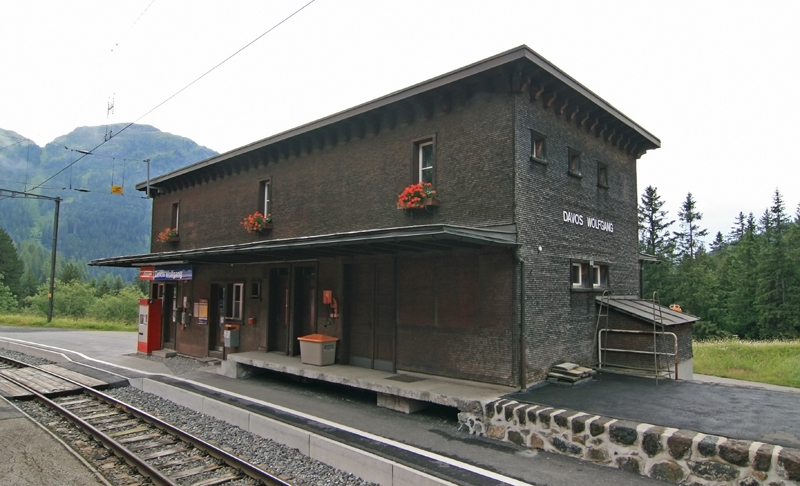
ダヴォス・ウォルフガング駅
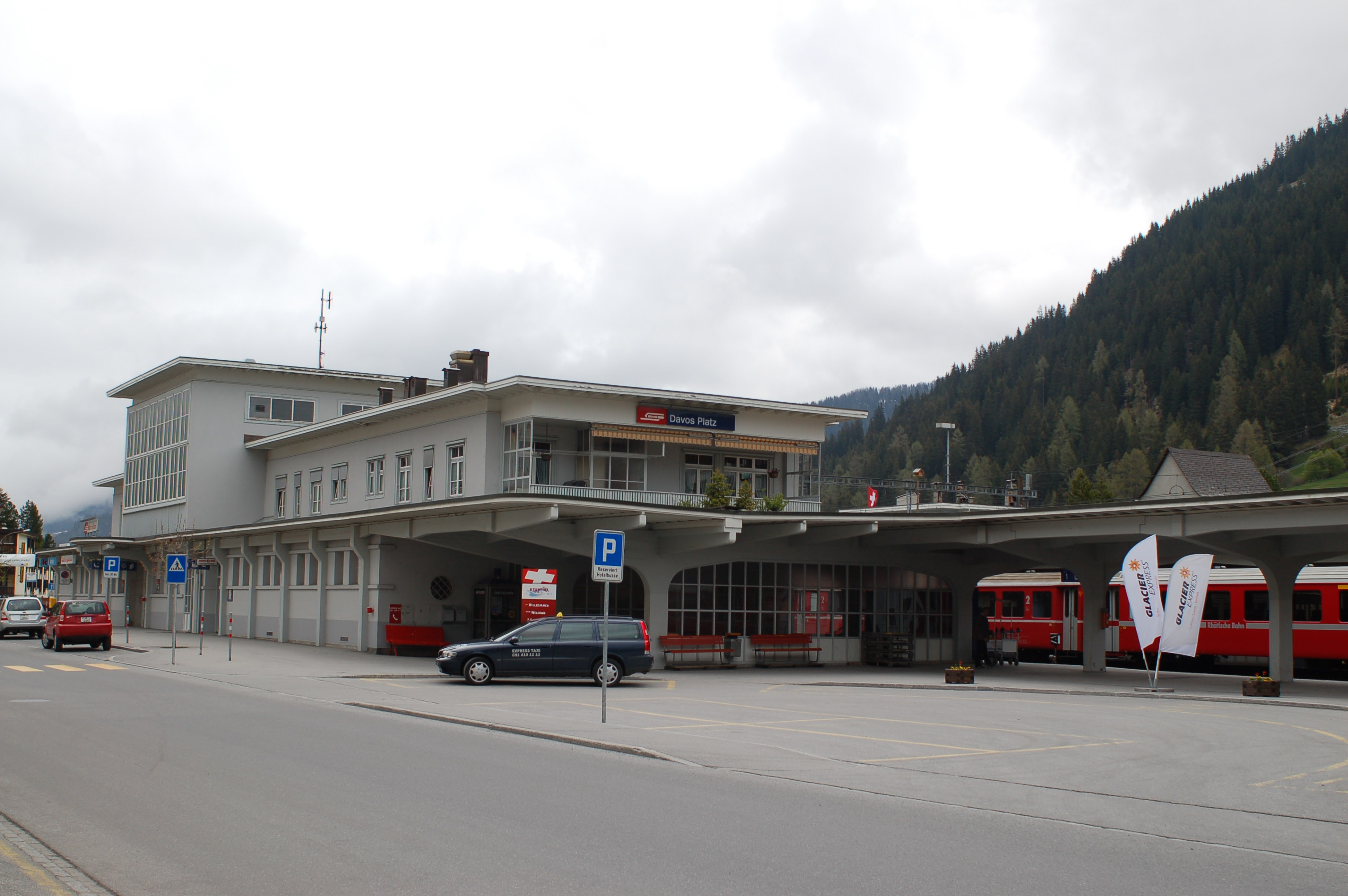
ダヴォス・プラッツ駅

### クロスタース - スーシュ（フェライナ線）
- 路線長：21.5km
- 開通年：1999年11月19日
- 電気方式：交流11kV 16.7Hz

標高2383mのフュルエラ峠をくぐる全長19kmのフェライナトンネルを主とする新しい路線で、エンガディン地方への速達ルートとなっており、開業時には「NEVA Retica」もしくは「NEVA Pendel」と呼ばれるプッシュプル式の旅客列車がクールやラントクアルトからシュクオール・タラスプへ運行されていた。また、フェライナトンネルを抜けてセルフランからサヤインスまで標準18両編成、編成長320mの列車フェリーが運行されており、2006年には50万台以上の自動車を輸送している。なお、フェライナ線は車両限界が拡大されており、列車フェリーの車両積載車のうち、屋根つきの車両には全長18.5m、全幅2.5m、全高3.3m、総重量18t以下の、屋根無しの車両ではホイールベース12.5m、全幅2.5m、全高4.0m、総重量28tまでの自動車を積載できるため、比較的大型のトラックやバスの輸送も可能となっており、最高速度も100km/hとされている。なお、このトンネルの開通によってフュルエラ峠を通過する道路は冬季は通行止めとなるようになった。

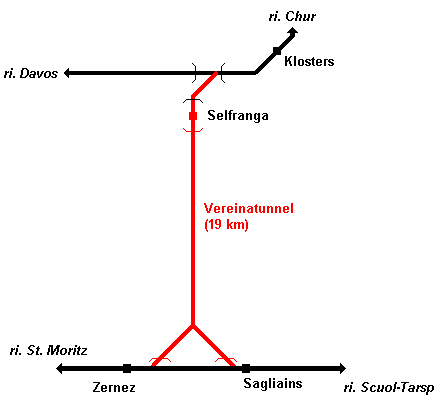
フェライナトンネル路線図
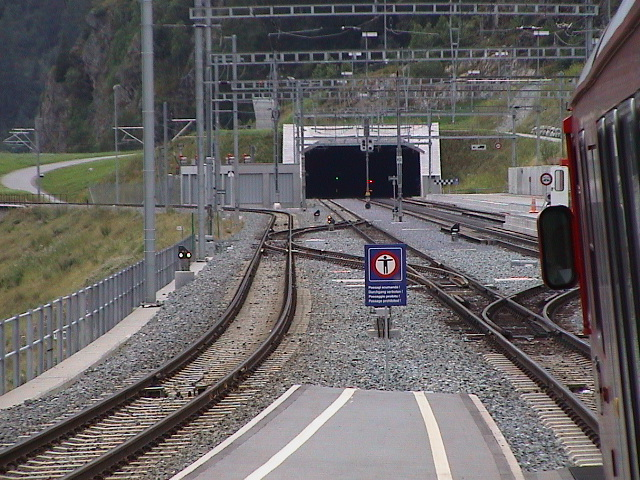
フェライナトンネル入口
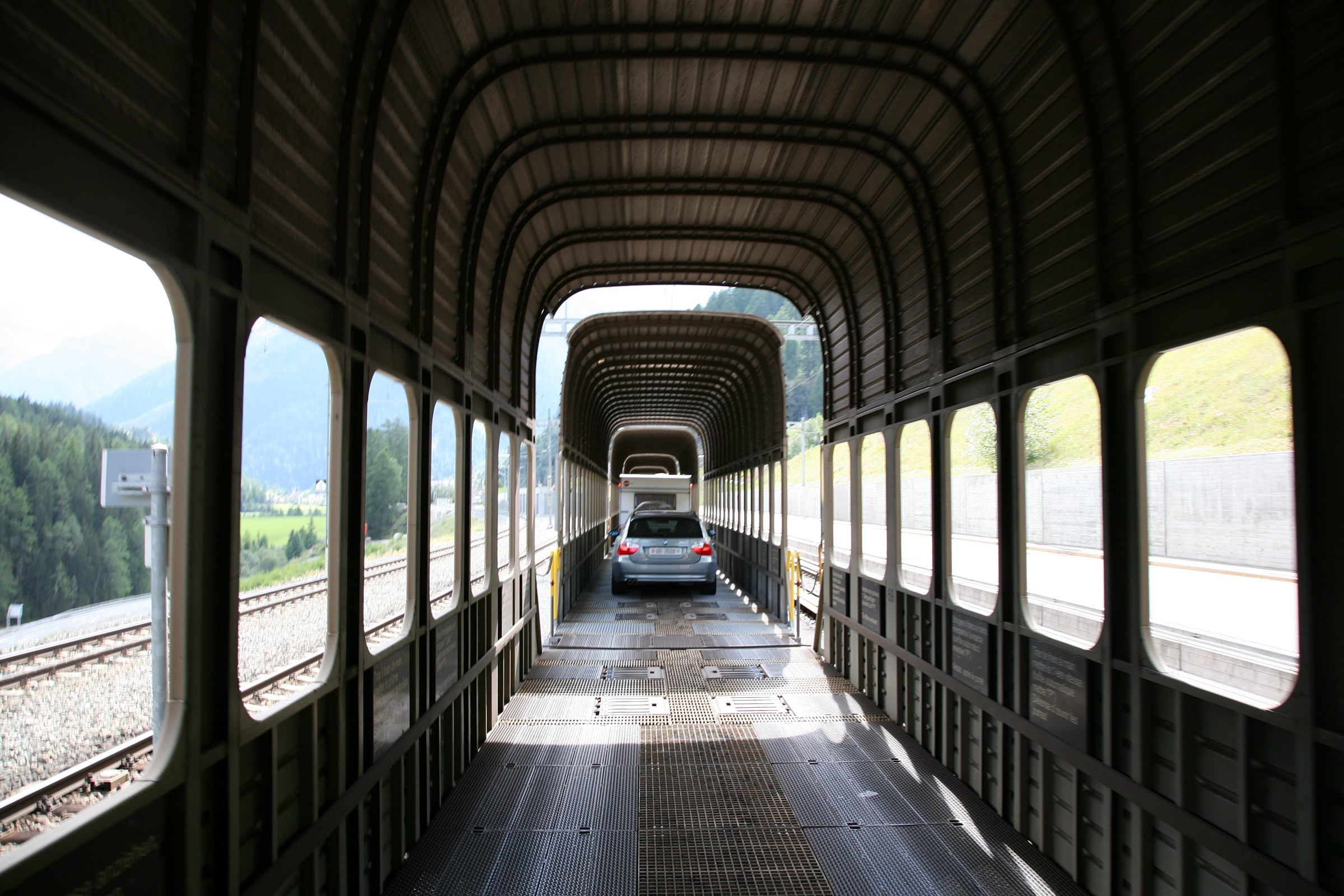
フェライナトンネルの列車フェリーの貨車内部の様子
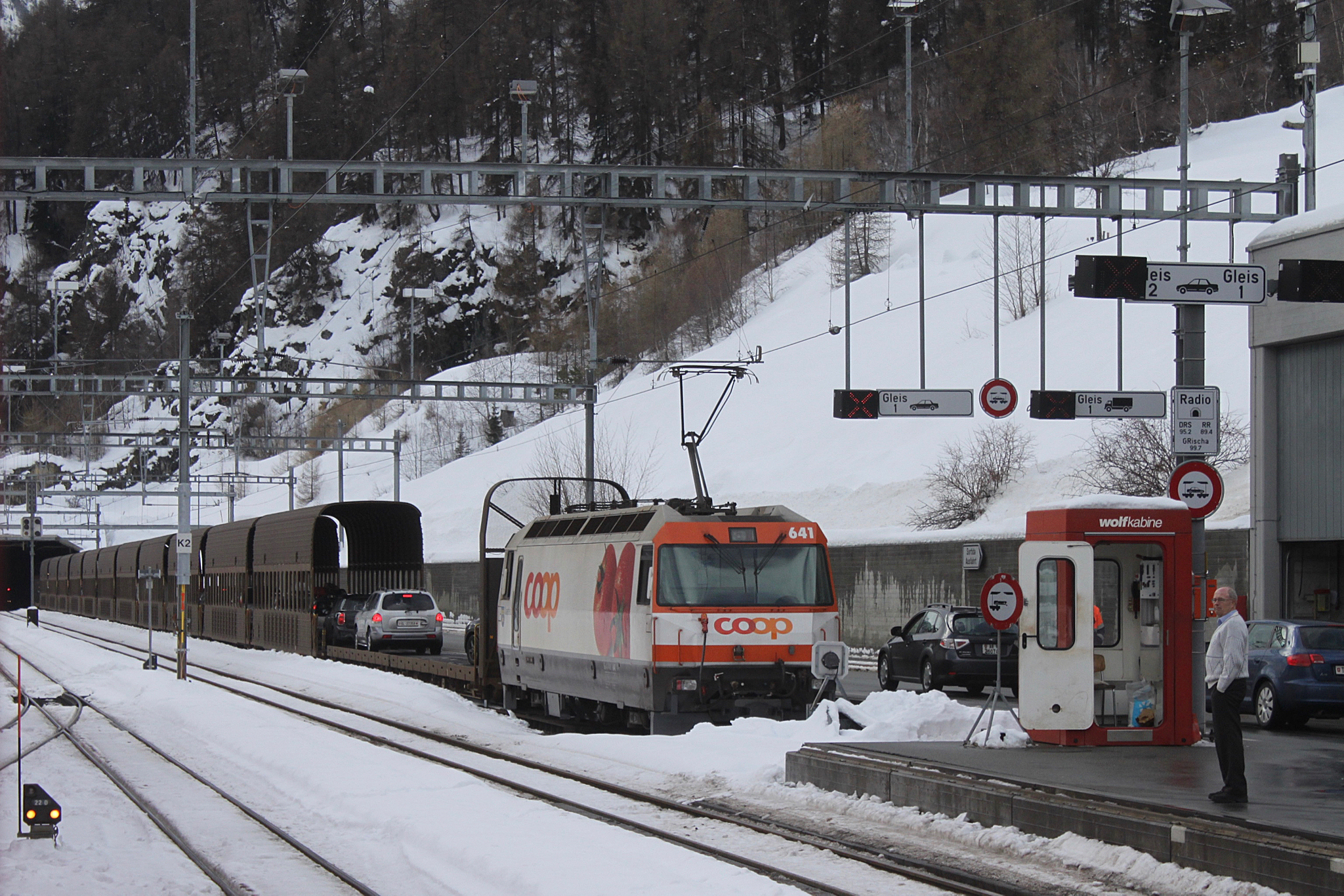
荷役線に停車しているフェライナトンネルの列車フェリー
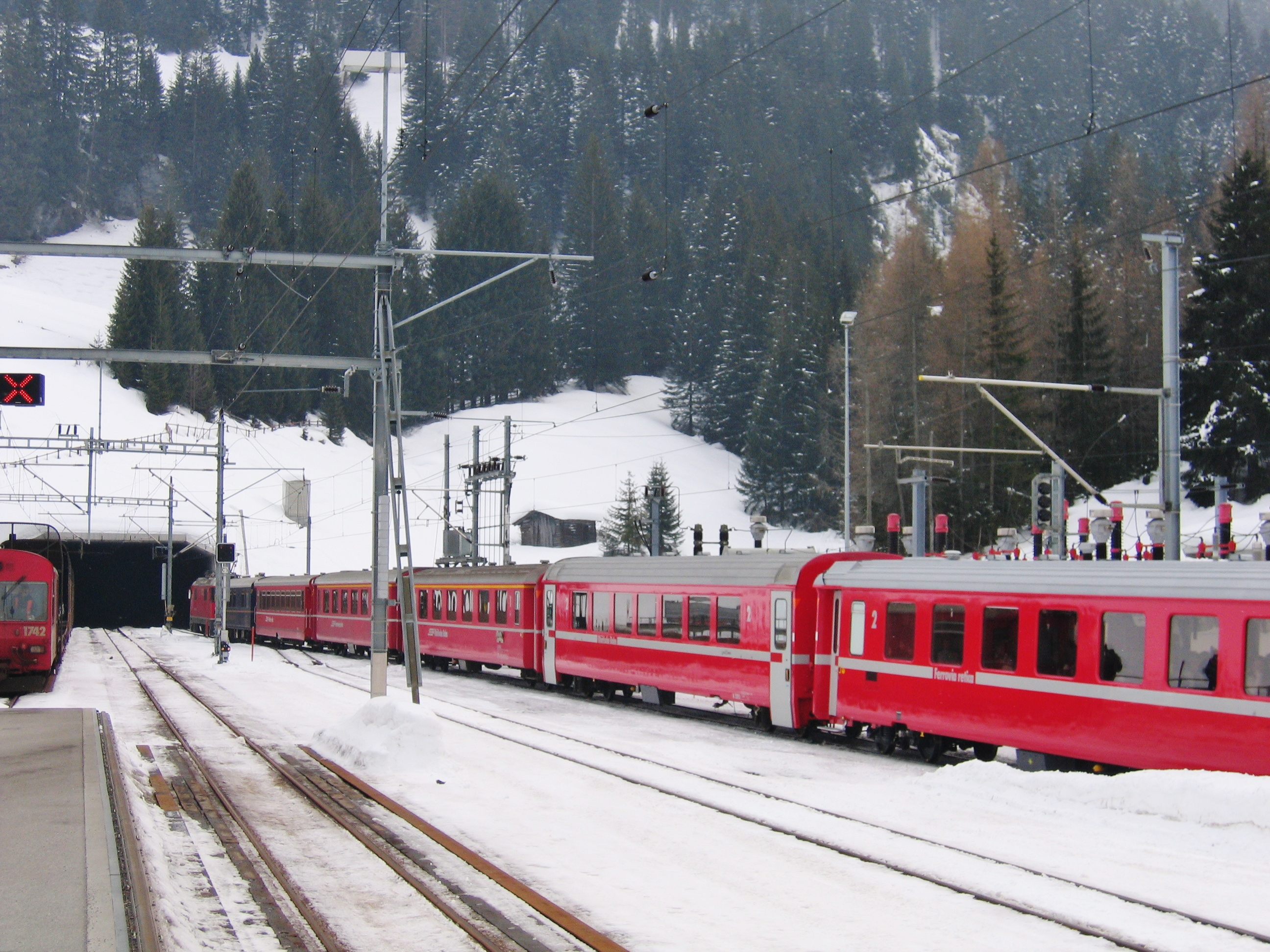
フェライナトンネルを通過する、食堂車を連結した旅客列車
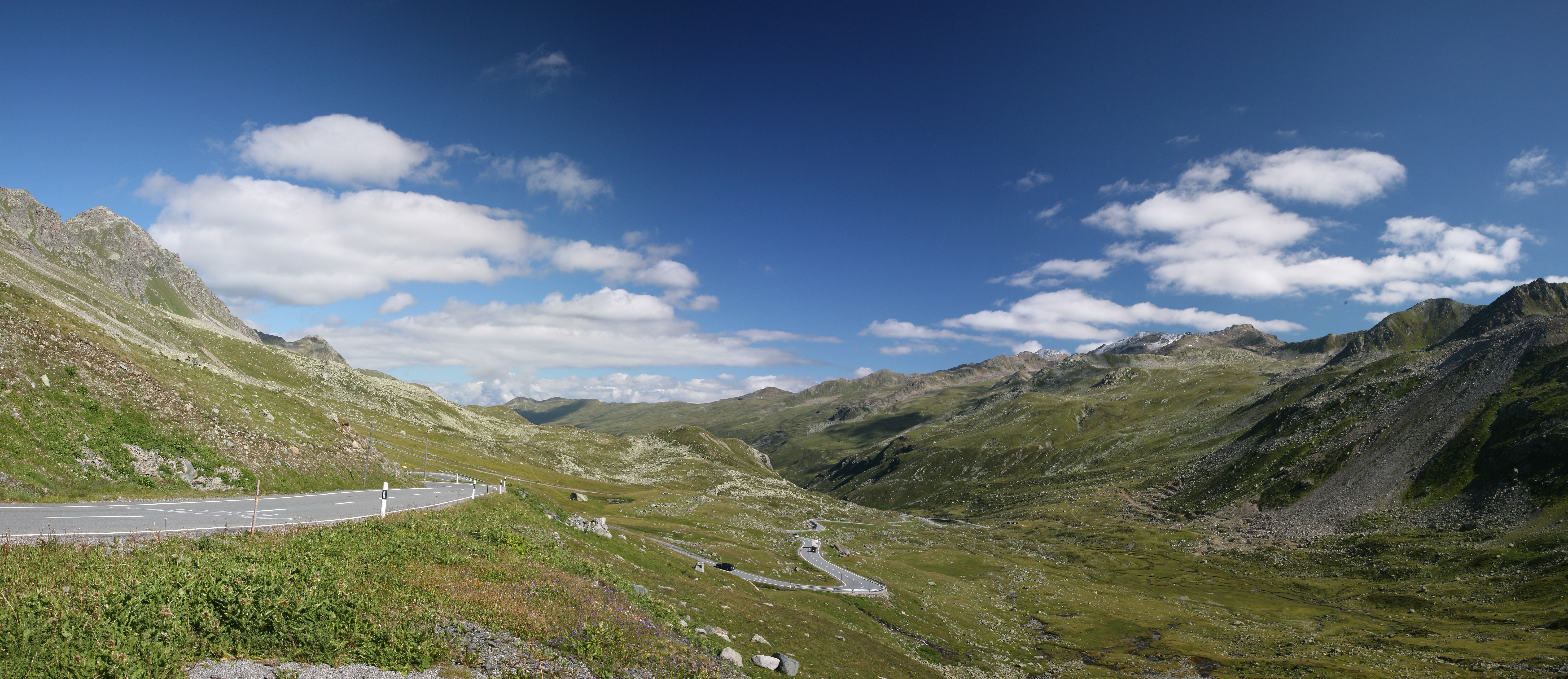
フェライナトンネルがくぐるフュルエラ峠

### ラントクアルト - クール
- 路線長：13.7km
- 開通年：1896年8月29日
- 電気方式：交流11kV 16.7Hz
- 最急勾配：19パーミル
- 標高：523.4-584.3m
- 隧道：0箇所
- 橋梁：1箇所
- 複線区間
  - トリミス - ウンテルファッツ間（2.3km）

ラントクアルトからライン川に沿ってグラウビュンデン州の州都であるクールへ至る路線であり、建設はラントクアルト-クール-テュシス間の路線として行われている。比較的開けた土地を走行するため最急勾配も19パーミルと平坦であり、標高差も61mと小さくなっている。また、この区間はスイス国鉄と並行した路線となっている。
ラントクアルト駅からは食品工場、運送会社などへの、ウンテルファッツ駅からはリサイクルセンターやセメント工場への引込線が設けられており、いずれも並行するスイス国鉄との共用使用のため1435mm軌間と1000mm軌間の三線軌条となっている。なお、ウンテルファッツ駅の貨物取扱量ははレーティッシュ鉄道で最大となっている。
クールはスイス国鉄との共同使用駅であり、再開発により2003年12月6日からバス乗り場も統合した新駅となっている。駅の北西側がレーティッシュ鉄道、南東側がスイス国鉄となっており、駅の北西側および西側には両鉄道の留置線や機関区などが設けられている。また、クール - アローザ線はクール駅の南東側の駅前広場から発着するが、スイス国鉄駅の脇に貨物ホームがあり、スイス国鉄線を横断する連絡線によって本線系統と接続している。
クールはスイス最古の街とも呼ばれ、5000年以上の歴史を持ち、古代ローマ時代などではアルプスを南北に結ぶ交通の要所であり、現在でもエンガディン地方への玄関口となっている。

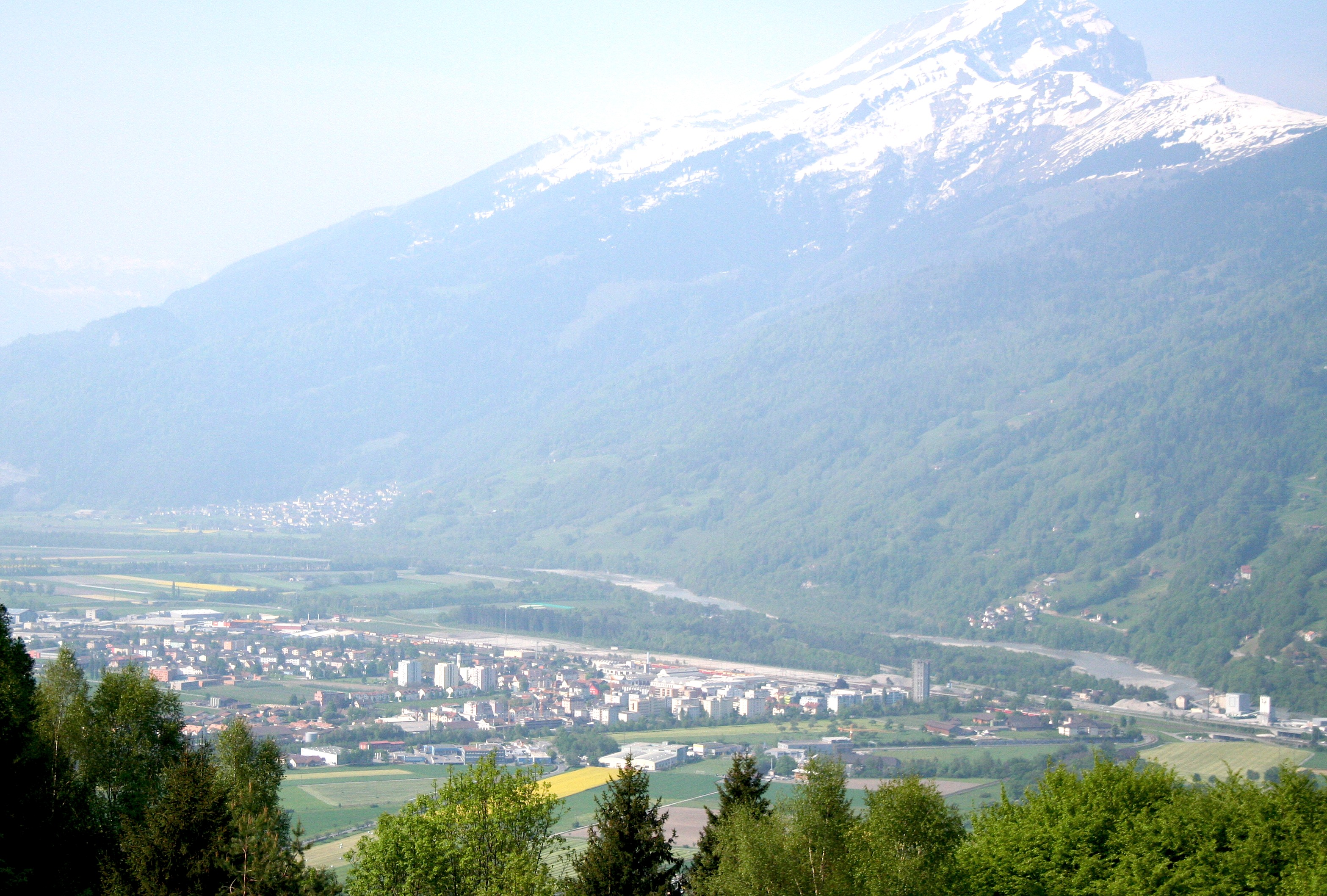
ラントクアルト市街、中央下寄りに駅と工場が広がる
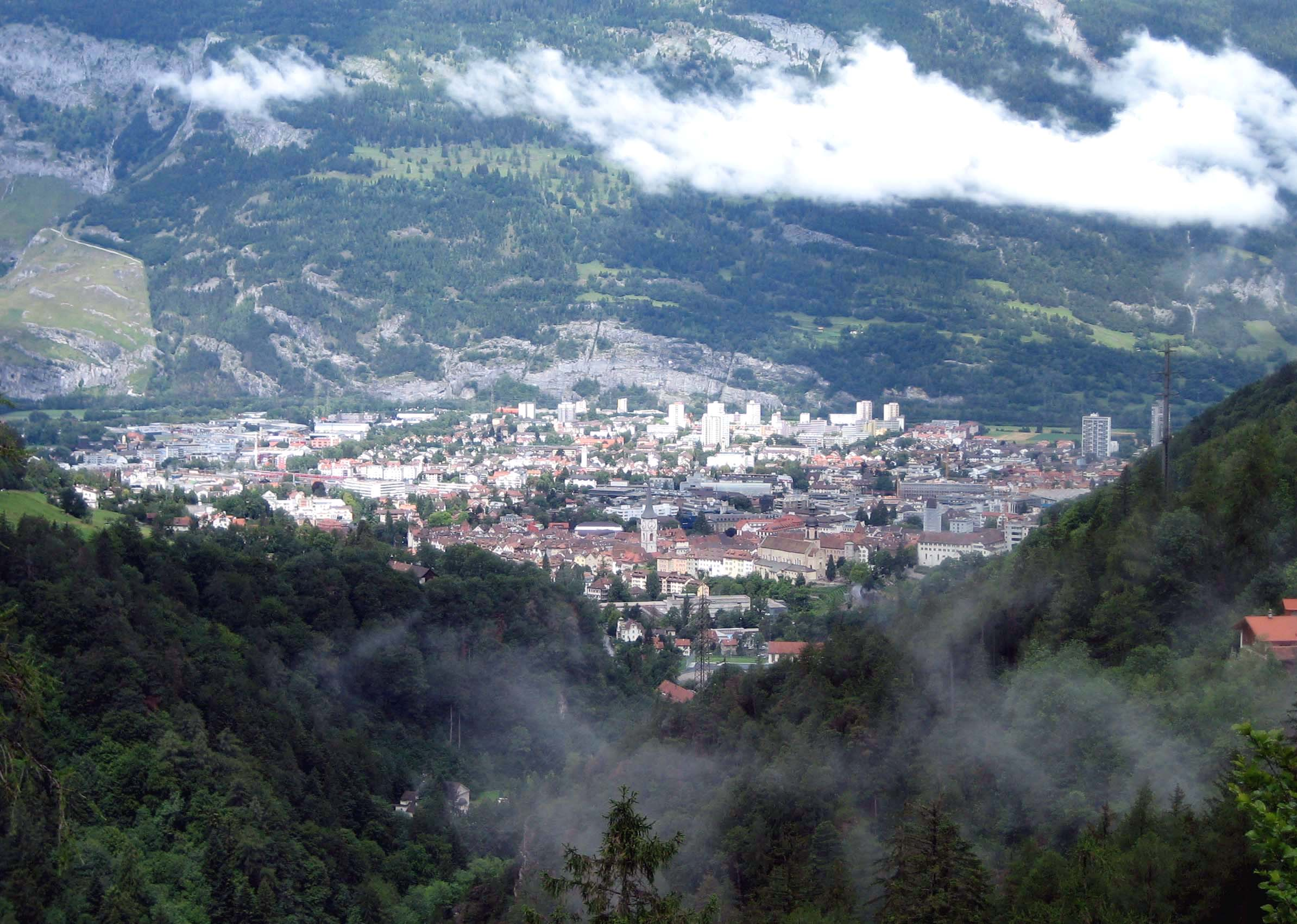
クール市街
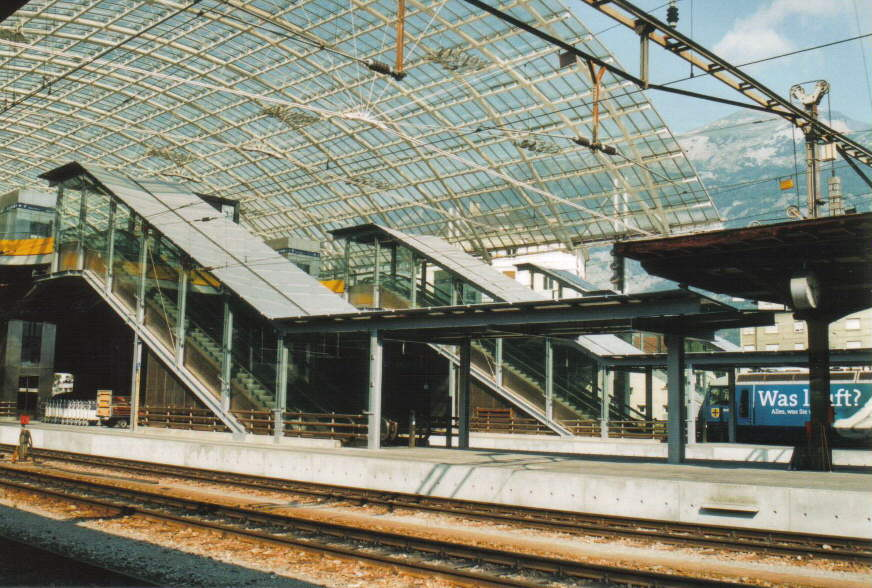
クール駅
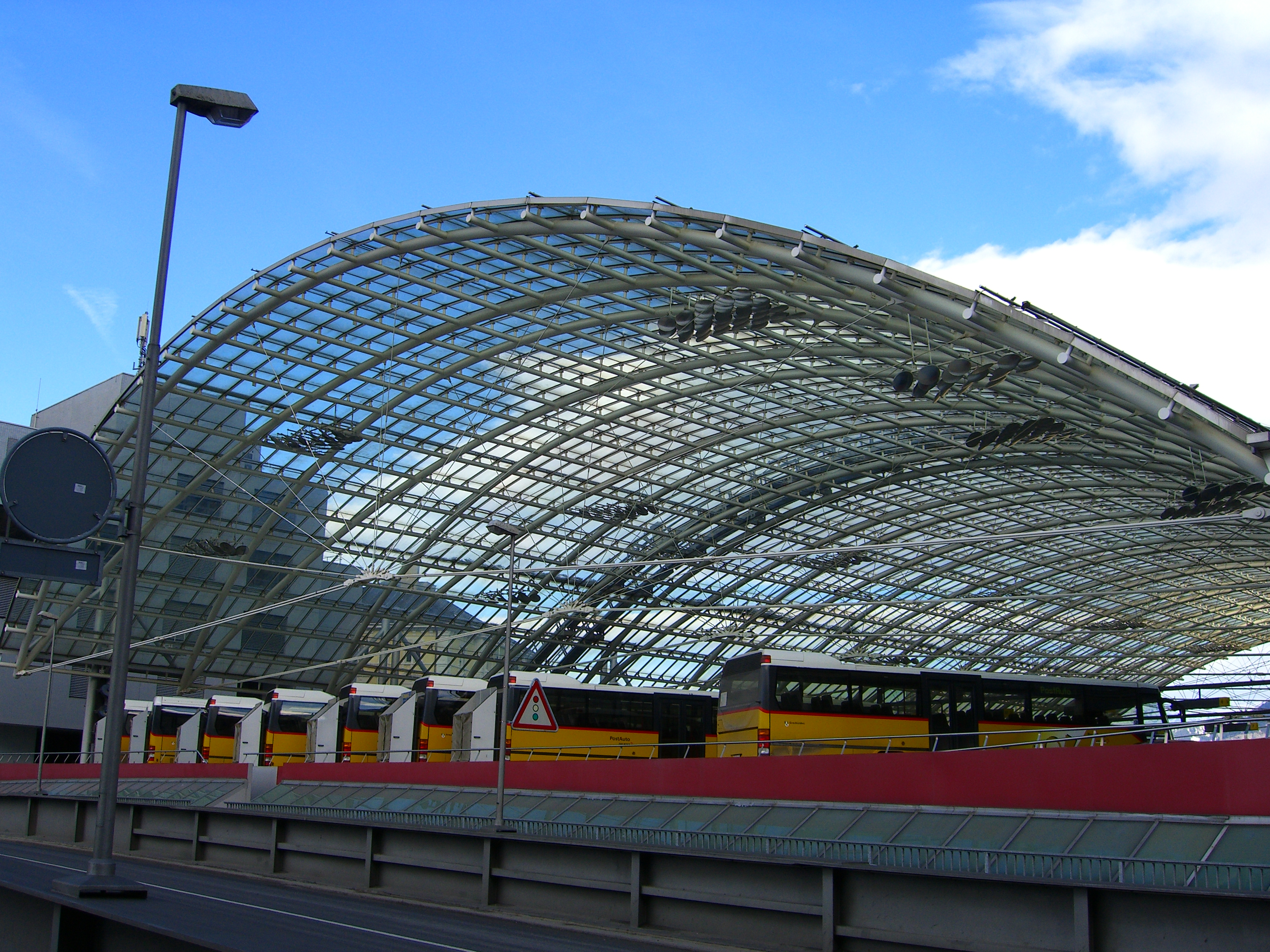
クール駅の2階はバスターミナルとなっている
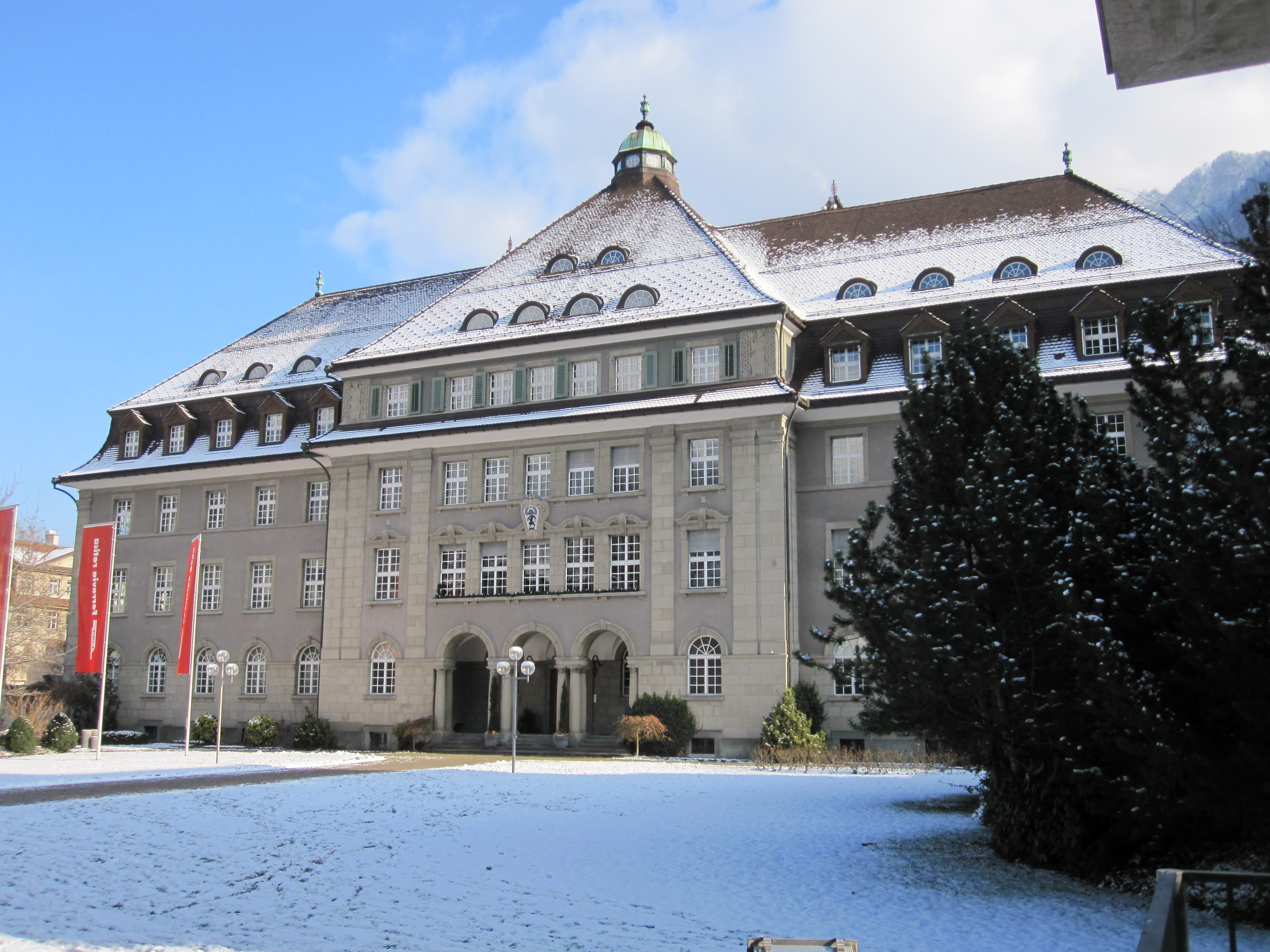
クール市内にあるレーティッシュ鉄道の社屋

### クール - サンモリッツ（アルブラ線）
- 路線長：89.0km
- 開通年

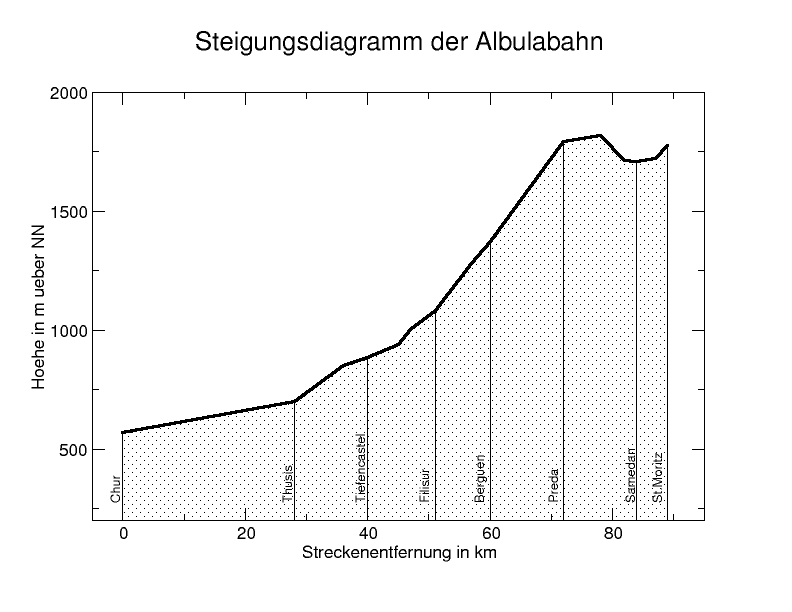
アルブラ線の線路高低図

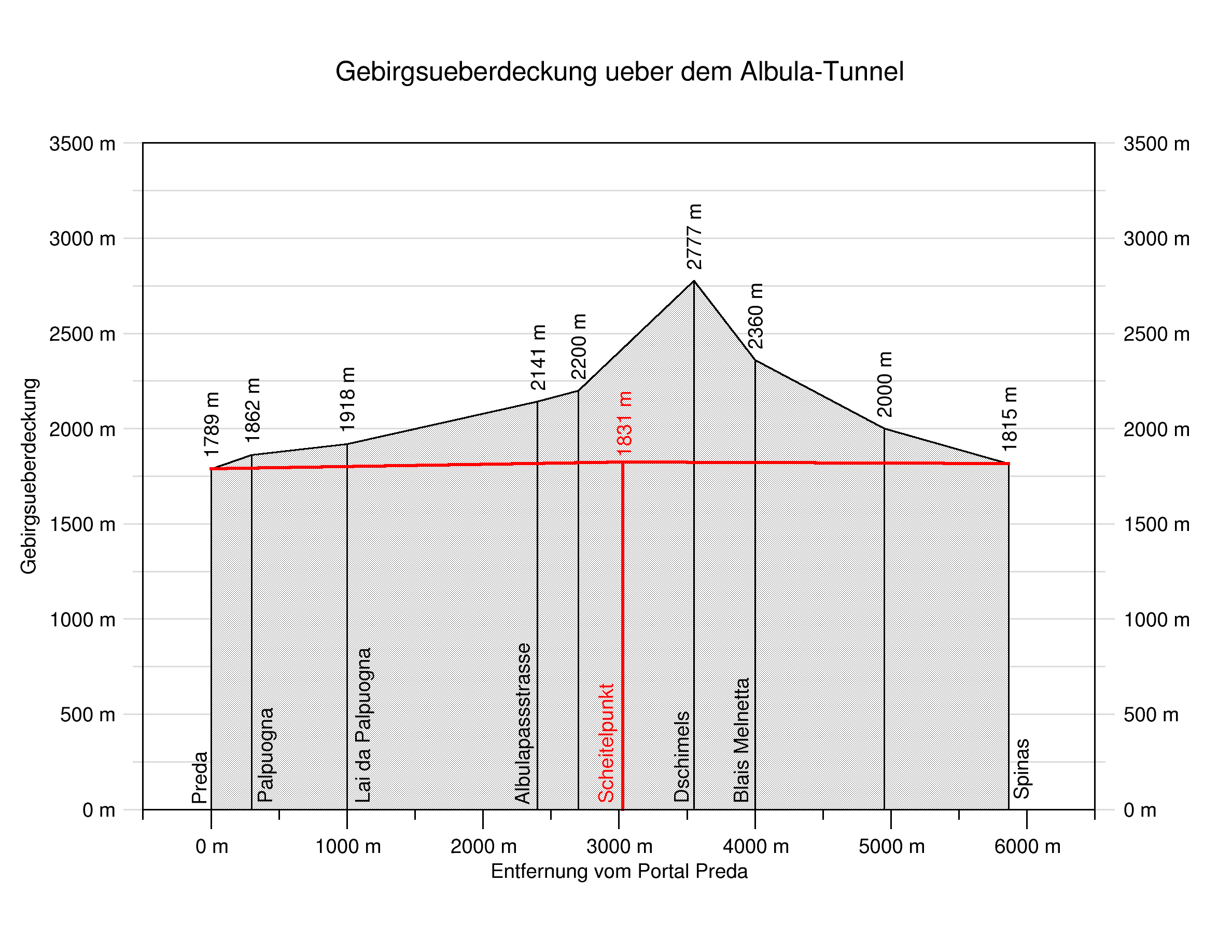
アルブラトンネルの断面図

  - クール - テュシス（27.3km）：1896年7月1日
  - テュシス - ツェレリーナ（59.1km）：1903年7月1日
  - ツェレリーナ - サンモリッツ（2.6km）：1904年7月9日
- 電気方式：交流11kV 16.7Hz
- 最急勾配：35パーミル
- 標高：569.2-1820m
- 隧道：41箇所
- 橋梁：50箇所
- 複線区間
  - クール - ライヒェナウ・タミンス間（9.7km）
  - トゥシス - シルス（ドムレシュク）間（1.8km）
  - ランドヴァッサートンネル南口 - フィリズール間（1.0km）
  - プレダ駅付近（2.1km）

レーティッシュ鉄道のメインラインであり、クールを出た後ライン川に沿って進み、ライヒェナウ・タミンス駅でオーバーランド線と分岐してからは同じくフォルダー・ライン川と分かれたヒンター・ライン川を、その後トュシスからはその支流であるユリア川のシュン渓谷を、ティーフェンカステルからはさらに分かれたアルブラ川に沿ってアルブラ渓谷を登り、アルブラ川とドナウ川の主要な支流の一つであるイン川の支流との分水嶺であるアルブラ峠をアルブラトンネルで越えてエンガディン地方へ入り、ベーベルからはサンモリッツに向けてイン川を上る路線で、氷河急行、ベルニナ急行の運行区間の一つである。なお、レーティッシュ鉄道の路線区分においてはクール - サンモリッツ間を1つの路線としているほか、運行系統上でもこの区間が1路線（路線番号940）となっており、この区間を「アルブラ線」とする場合や文献がある一方で、世界遺産「レーティッシュ鉄道アルブラ線・ベルニナ線と周辺の景観」に指定されているトゥシス駅を過ぎた地点からサンモリッツ間を「アルブラ線」とする場合の双方があり、アルブラ線という通称の使用法は一定ではない。
クールからライヒェナウ・タミンスまでの間9.7kmは複線で、そのうちクールからドマート/エムスまでの間はうち1線がスイス国鉄から乗り入れる貨物列車用の1435mm軌間と1000mm軌間の三線軌条となっており、1435mm軌間の軌道を使用する際には単線並列的に使用される。また、この区間の架線電圧はレーティッシュ鉄道の列車用の交流11kV 16.7Hzであるが、架線電圧交流15kV 16.7Hz対応のスイス国鉄の電気機関車が牽引する貨物列車もそのまま入線する。途中のフェルスベルク駅からはカランダ・ビールのビール工場への三線軌条の引込線が、ドマート/エムス駅からは化学製品メーカーのエムスケミーの工場への1435mmの引込線がそれぞれ設置されている。
トゥシス-ティーフェンカステル間でユリア川を越えるソリス橋はレーティッシュ鉄道で一番高い橋であり、全長164m、高さ89mの石造橋である。
ダヴォス方面の路線と分岐するフィリズールの手前でアルブラ川は同じくダヴォス湖から流れるランドヴァッサー川と分かれるが、アルブラ線がこの分かれたランドヴァッサー川を渡る橋がレーティッシュ鉄道随一の名所であるラントヴァッサー橋である。この橋は全長141.7m、最大高さ65m、勾配20パーミルの6連アーチの石造橋であり、橋のティーフェンカステル側は急な斜面となっているが、フィリズール側はほぼ垂直の崖となっており、橋がランドヴァッサートンネルへ直接つながっており、橋が半径400mのカーブとなっていることと合わせて絶好の景観を生み出している。
フィリズールから先はアルブラ川に沿ってさらに上るが、この区間はループ線等を多用して高度を稼いでいる。フィリズール駅近くでループ線1箇所、ベルギュン-ブレダ間ではオメガループ線2箇所とループ線とダブルループ線1箇所ずつが連続し、この区間は直線距離では約5kmであるが、線路長12.6kmで高度416mを登っている。なお、冬季にはこのループ線区間で列車をリフト代わりに利用するそり遊び客用にベルギューン-プレダ間にシャトルトレインが多数運行される。
ブレダ駅を過ぎるとすぐにアルブラ峠をくぐり北海と黒海の分水嶺であるアルブラトンネルに入る。このトンネルは開通時、狭軌世界最長のトンネルであり、現在でもアルプスを越える最も標高の高いトンネルであり、全長5866mでブレダ側約3000mが上り10パーミル、その先が下り2パーミルとなっている。2010年まではアルブラトンネルを通過するテュシス-サメダン間で自動車積載貨車が運転されており、両駅に自動車積載用の設備が設けられているが、この線の車両限界が通常の大きさであるため、高さ2.5m、幅2.2mまでの自動車までしか積載することができなかった。なお、アルブラトンネルは老朽化が進行しているため、並行して新トンネルを建設し、現アルブラトンネルを非常用の避難路とする計画が実施され、2024年6月12日から新トンネルに置き換えられた。
アルブラトンネルを越えてエンガディン地方に入ると、ロマンシュ語圏となって家屋の様式なども変わるが、アルブラ線はベーベル駅でエンガディン線と分岐してイン川を上り、サメダンでポントレジーナ方面へ分岐したあと終点でありベルニナ線との接続駅で両線が並ぶ行き止まり式の駅であるサンモリッツへ至る。サンモリッツはイン川の途中にあるサンモリッツ湖の畔にある高級リゾート地で、1928年と1948年の2回の冬季オリンピックが開催されるなど世界的にも有名であり、シャンパン気候と呼ばれる爽やかな気候が特徴である。

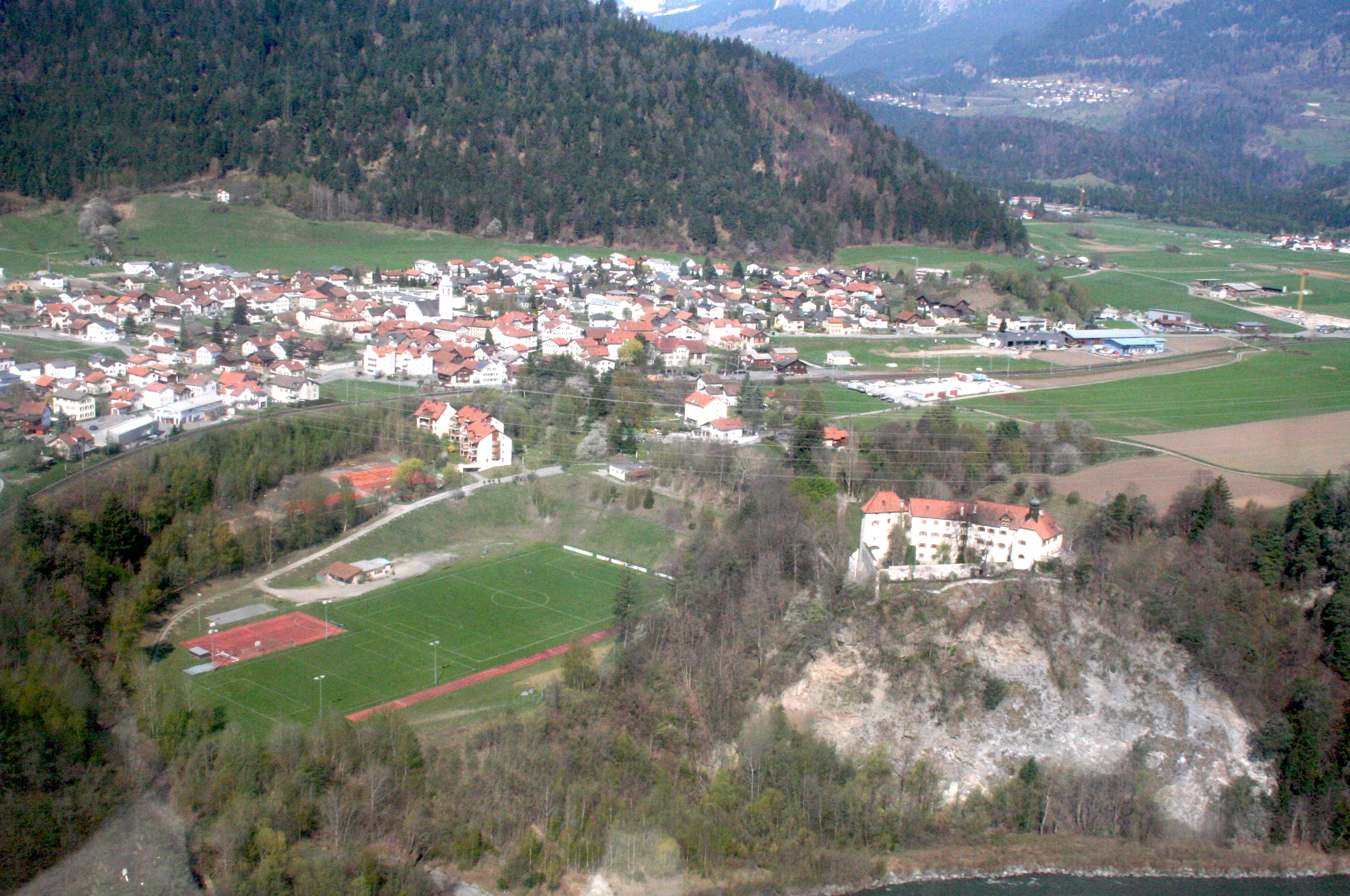
レッツゥーンス駅とその周辺
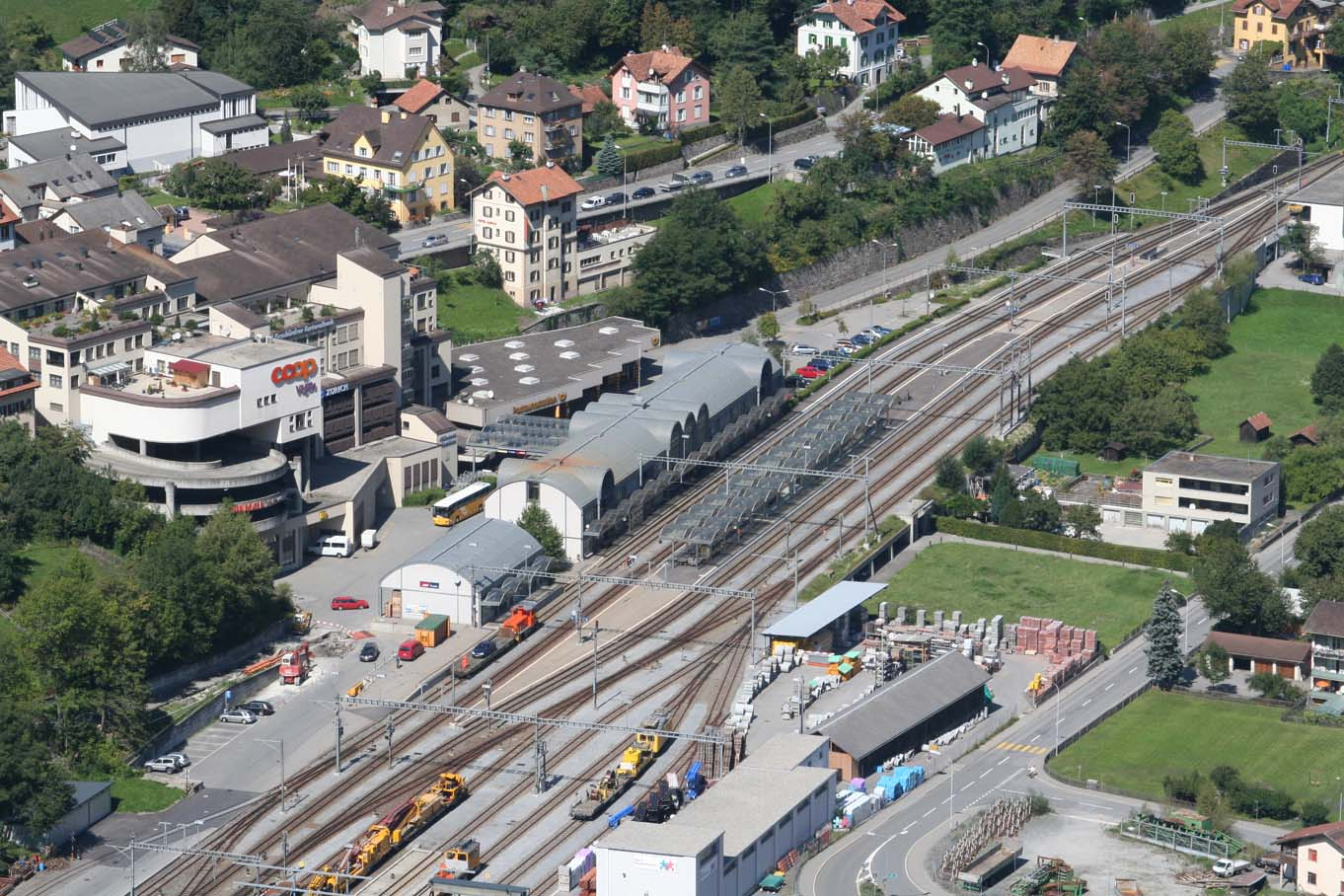
トゥシス駅
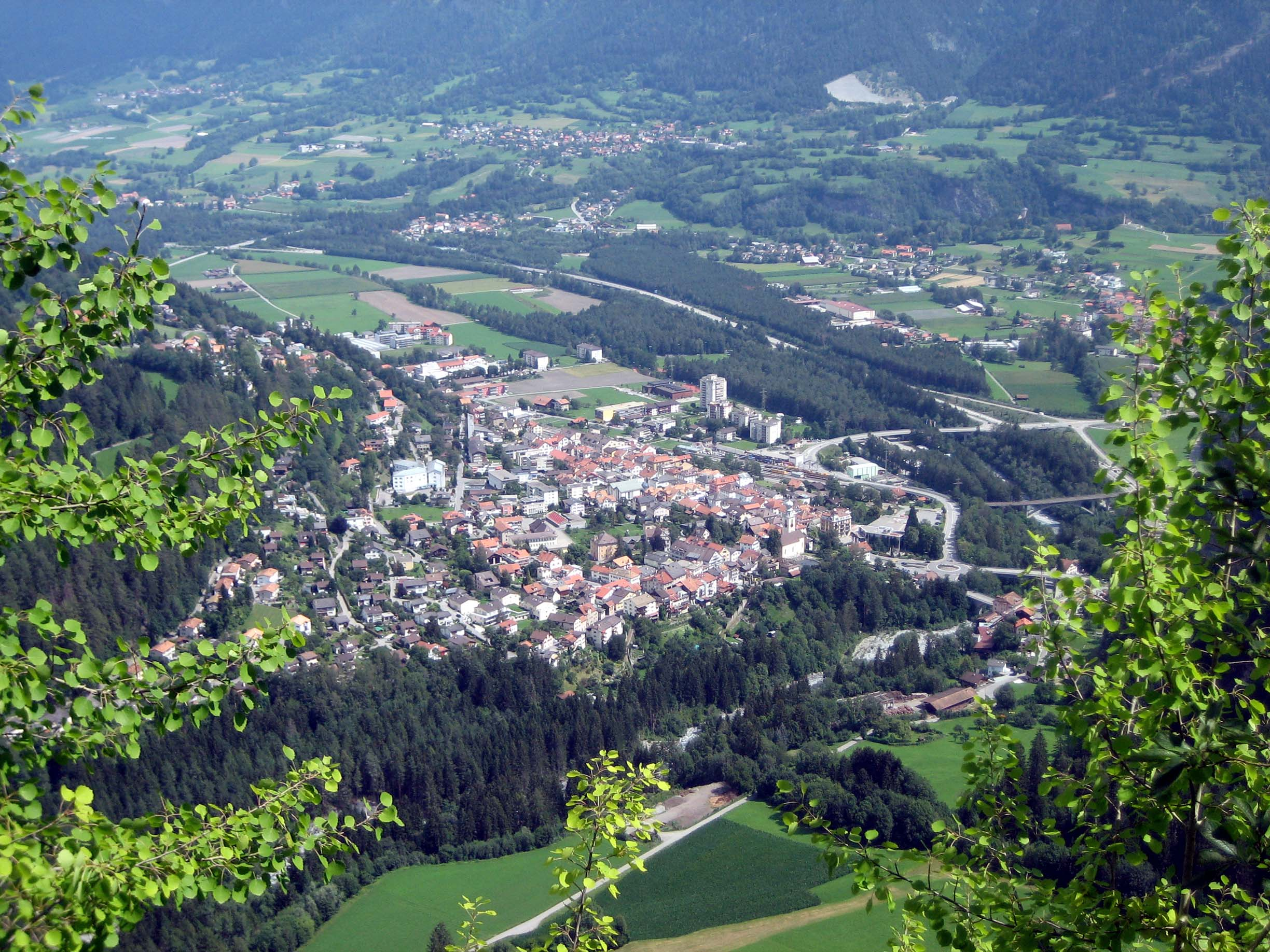
トゥシス駅とその周辺
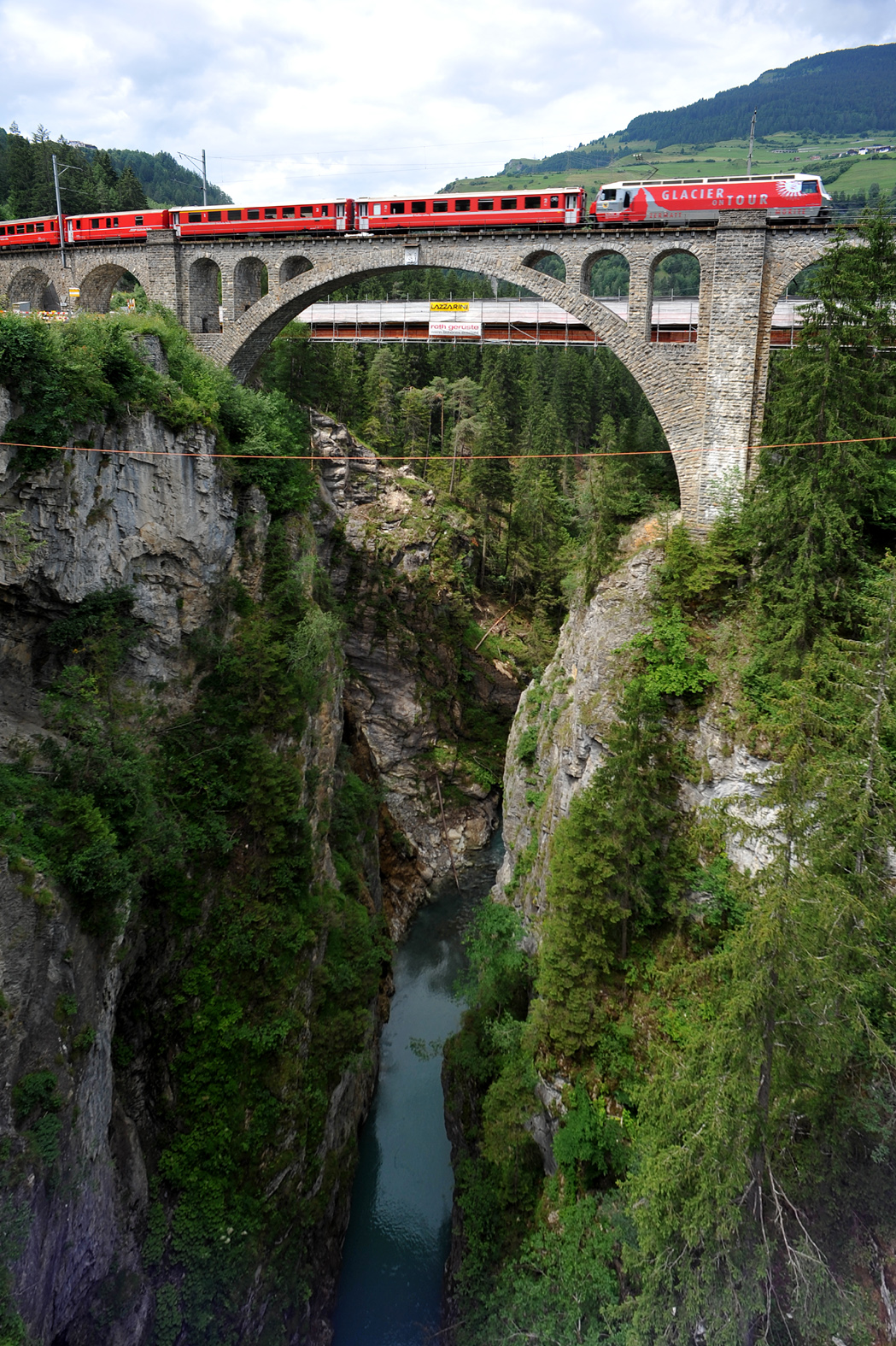
高さ89mのソリス橋
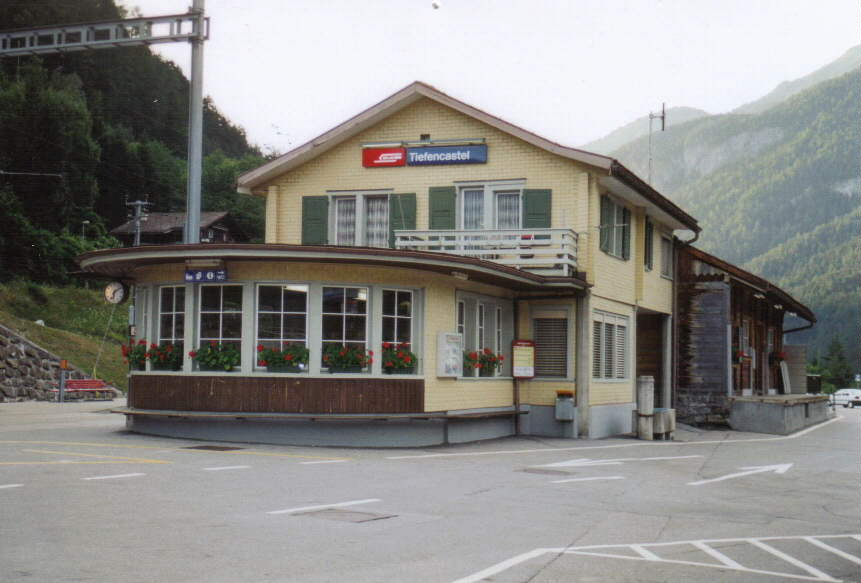
ティーフェンカステル駅
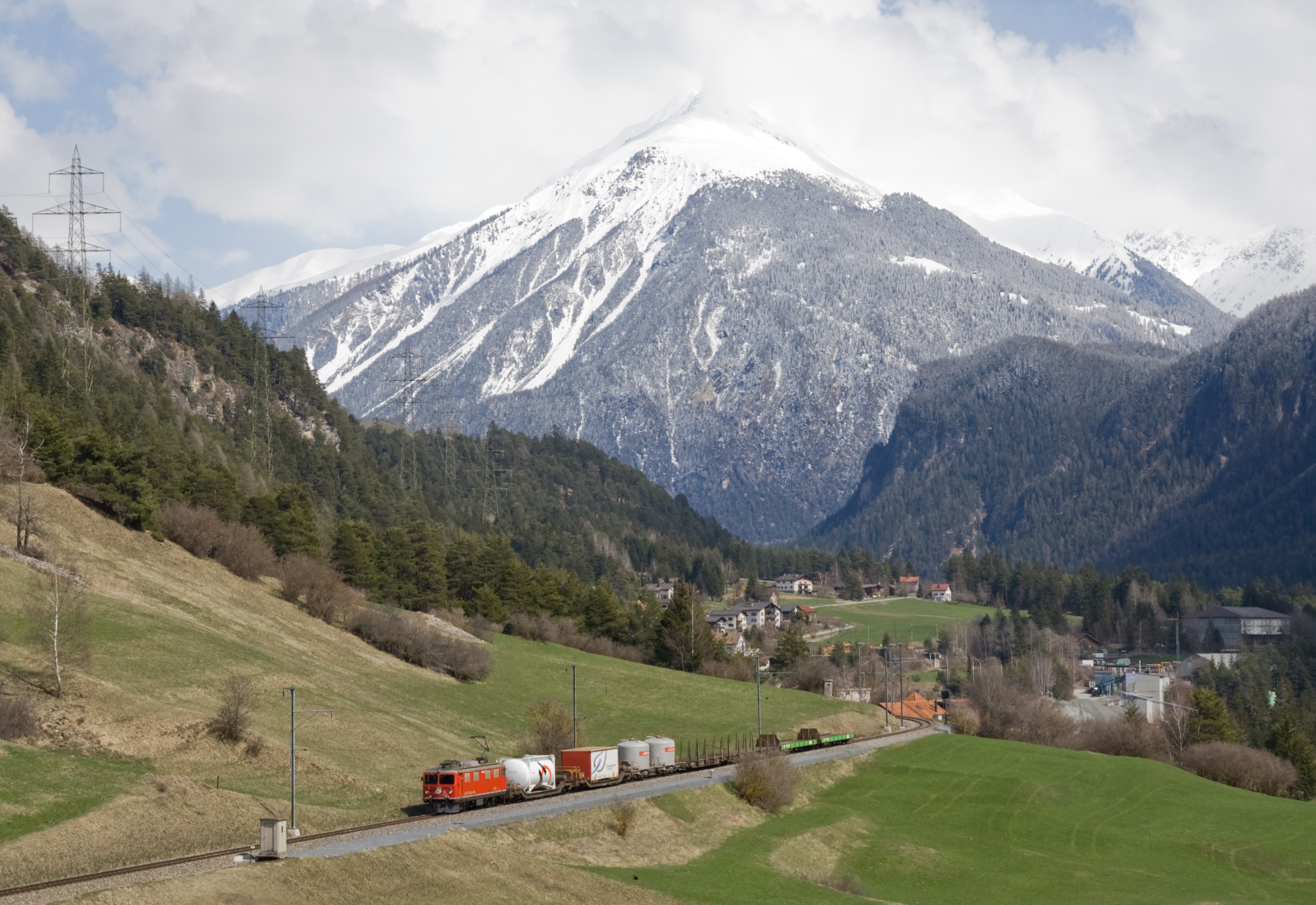
ティーフェンカステル-スラバ間の貨物列車
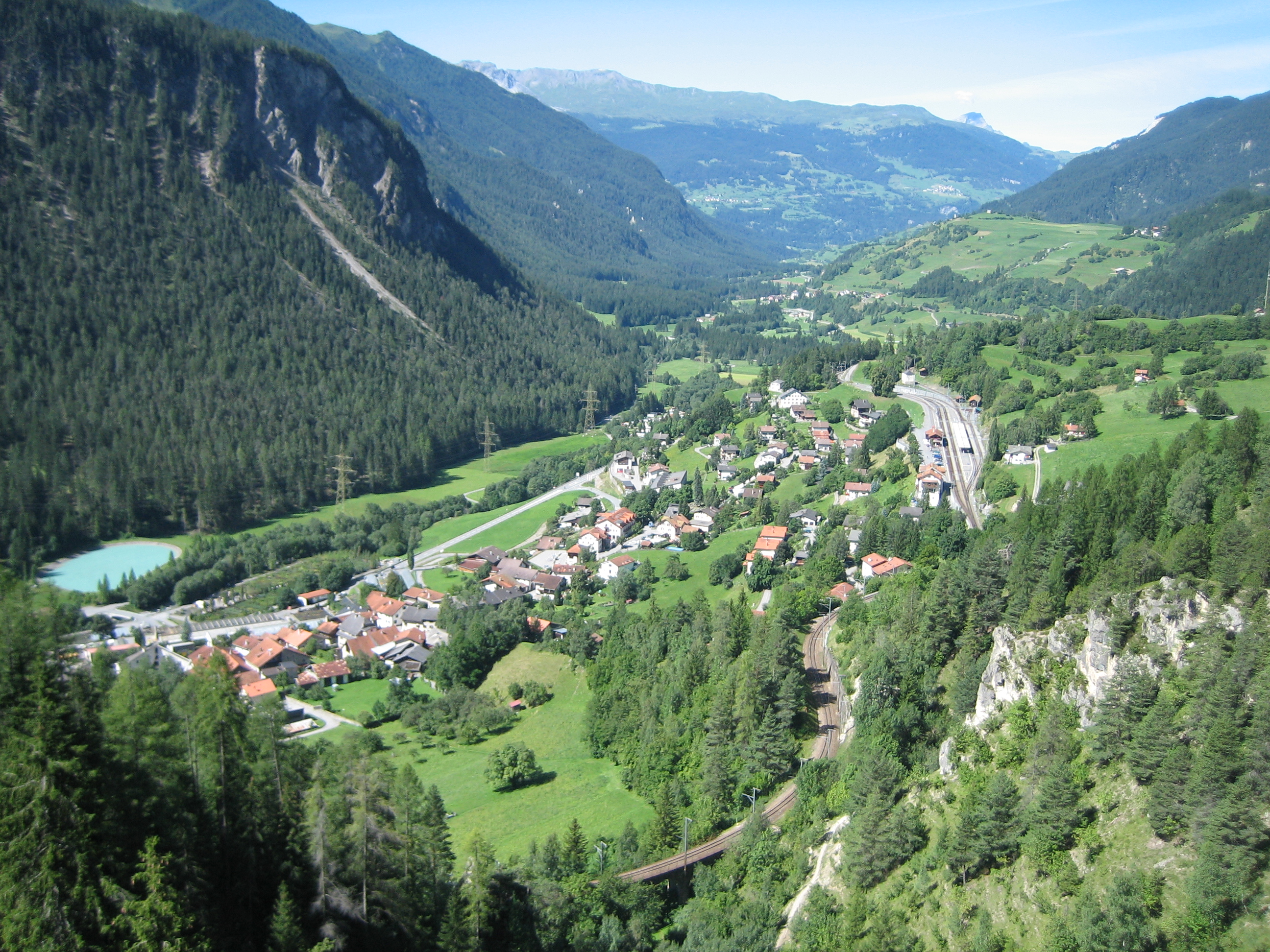
フィリズール駅とその周辺、手前がサンモリッツ側
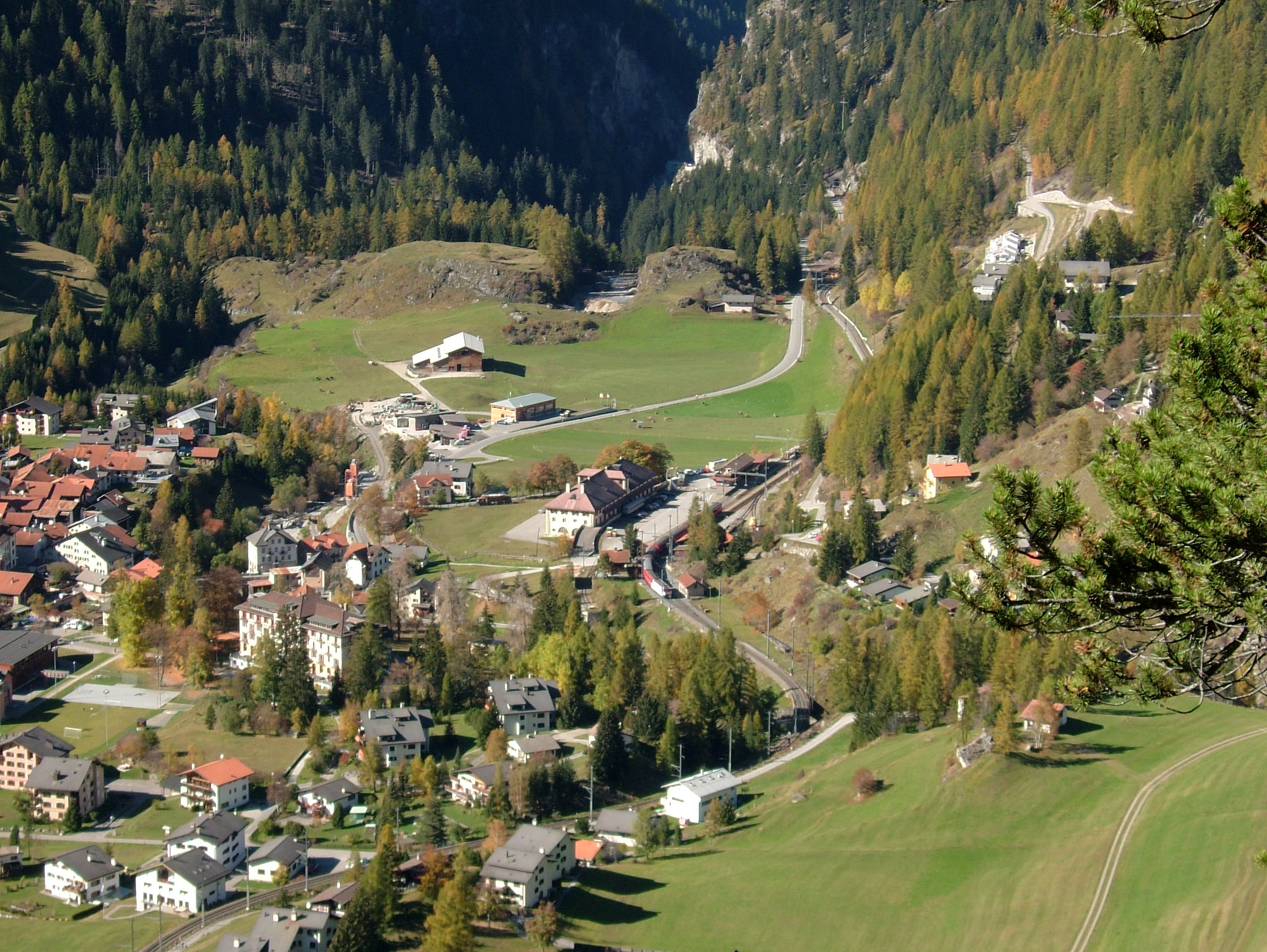
ベルギューン駅とその周辺
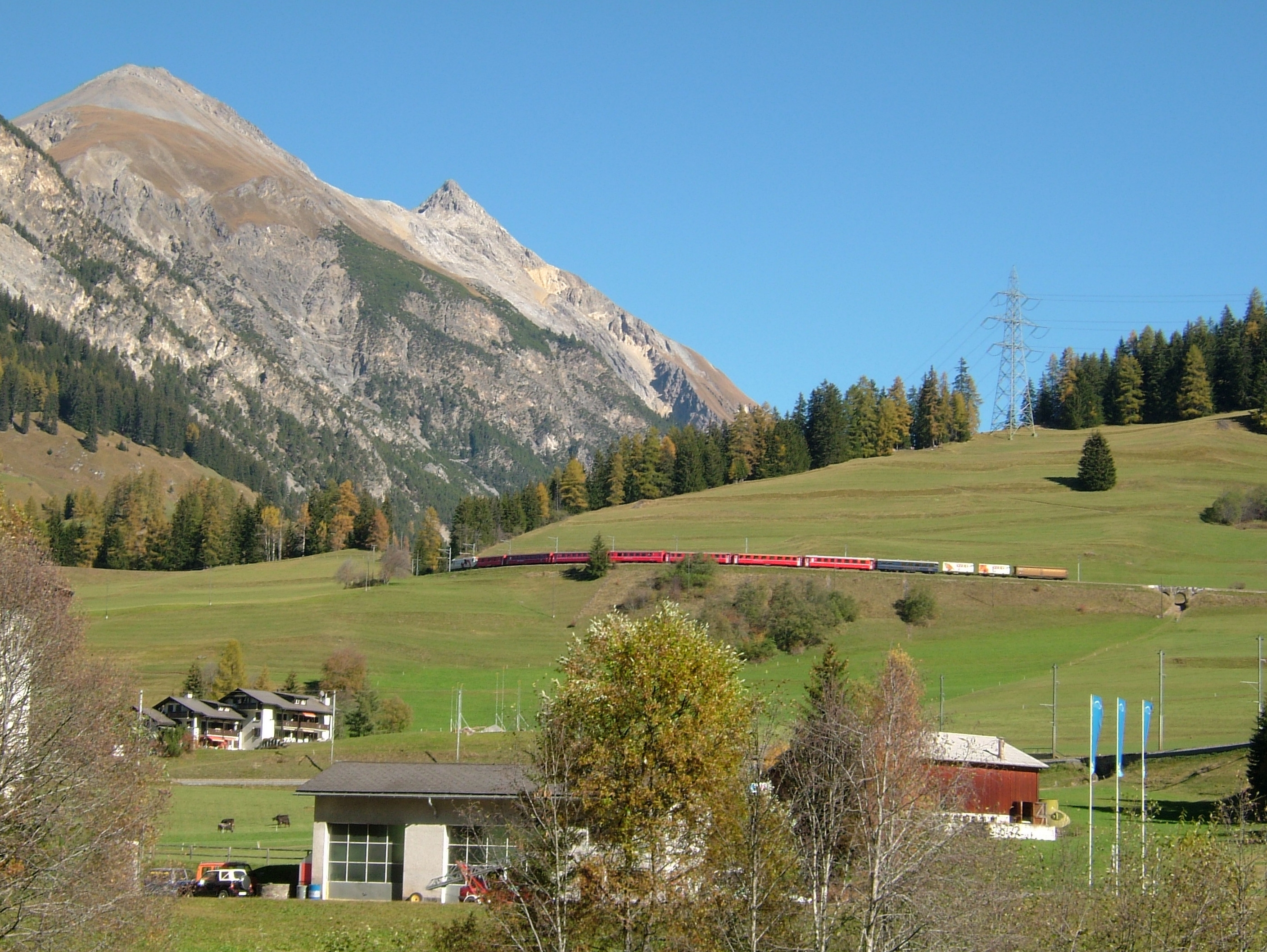
ベルギューン付近のループ線を上る列車
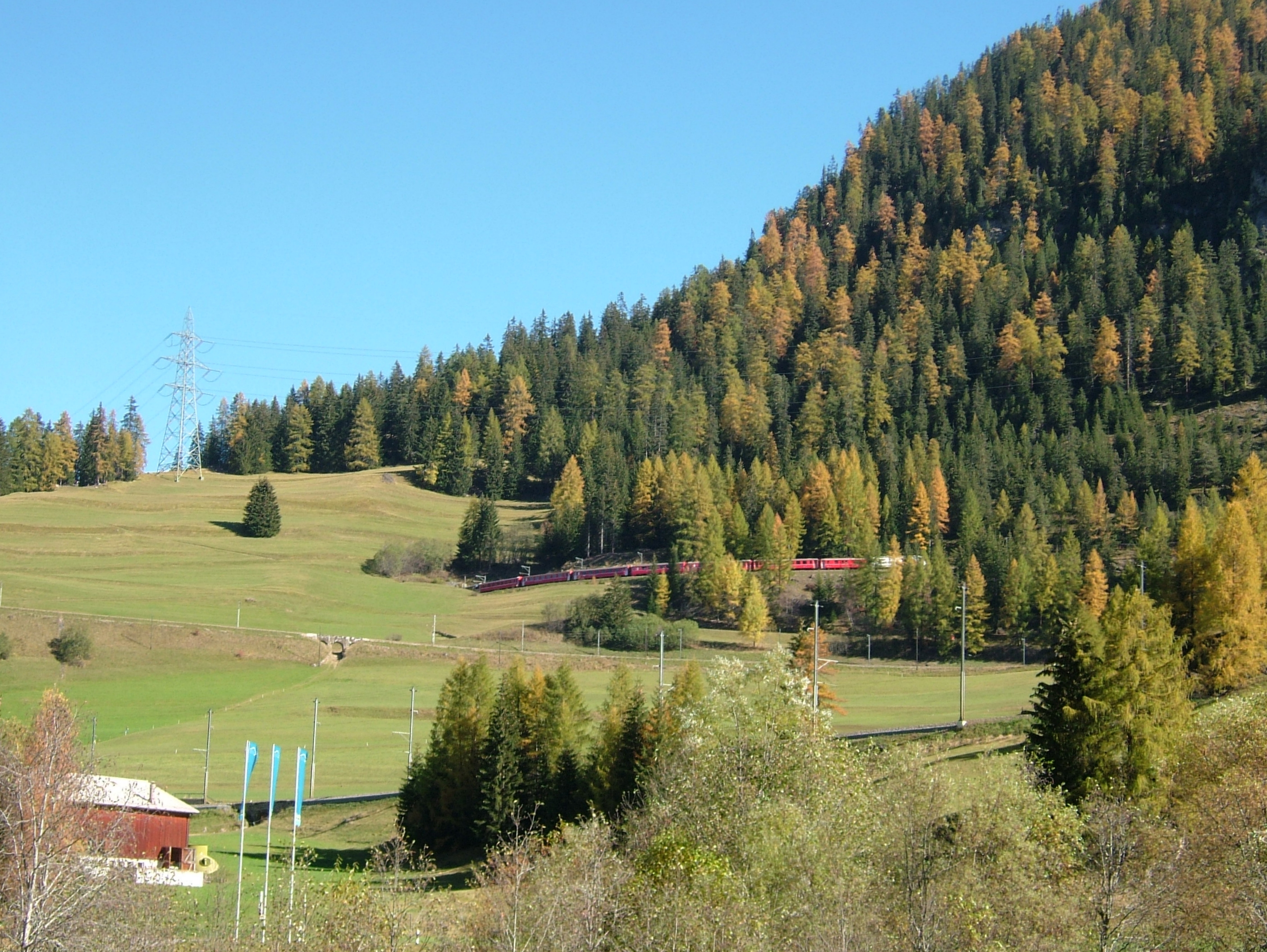
ループ線を上る列車、前の写真の続き
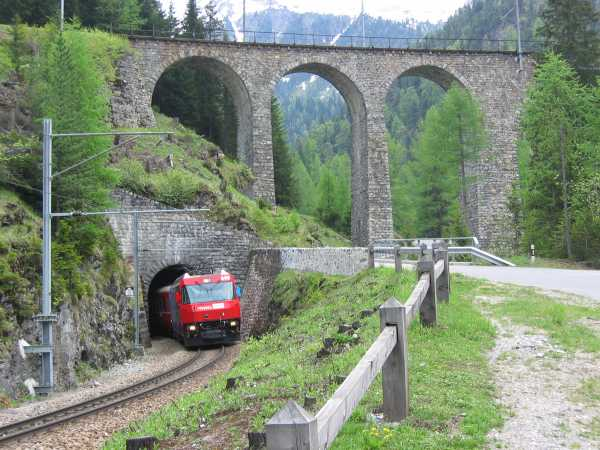
ベルギューン-プレダ間のループ線
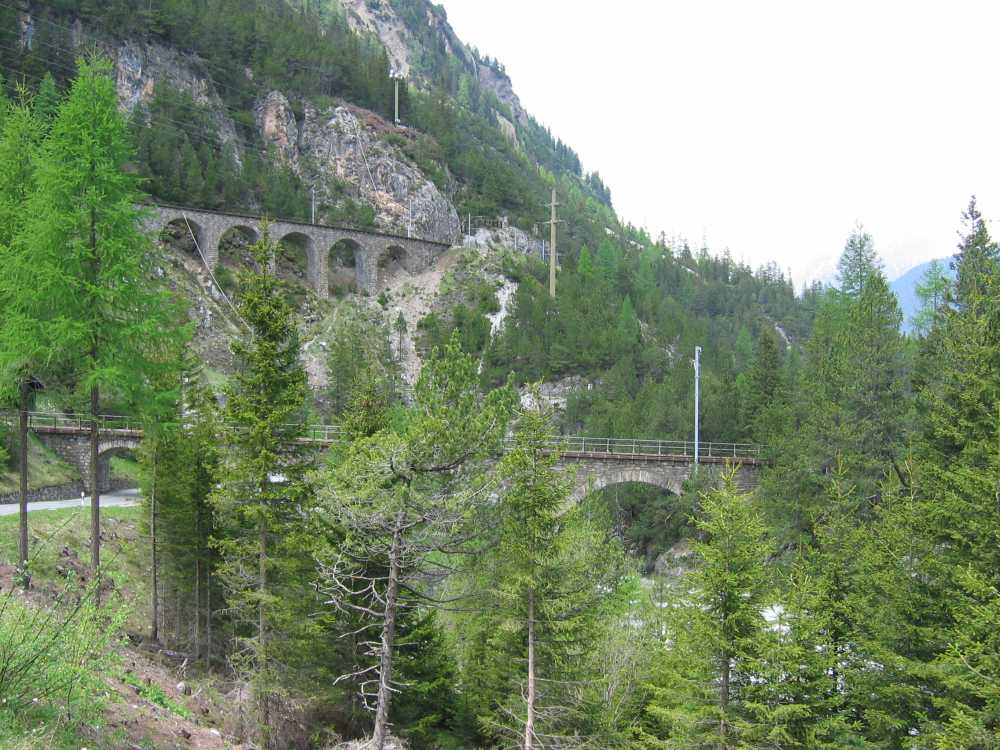
ベルギューン-プレダ間のループ線
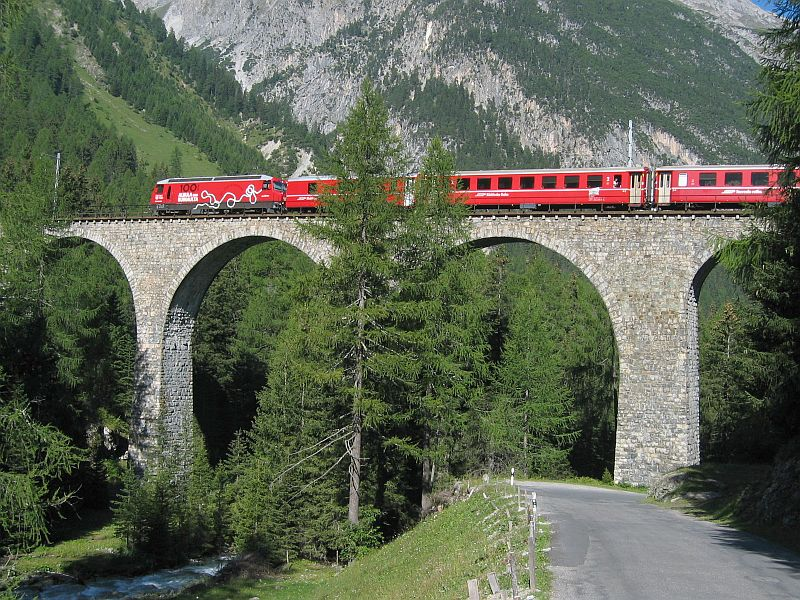
プレダ付近、機関車の側面にこの区間の線形図が描かれている
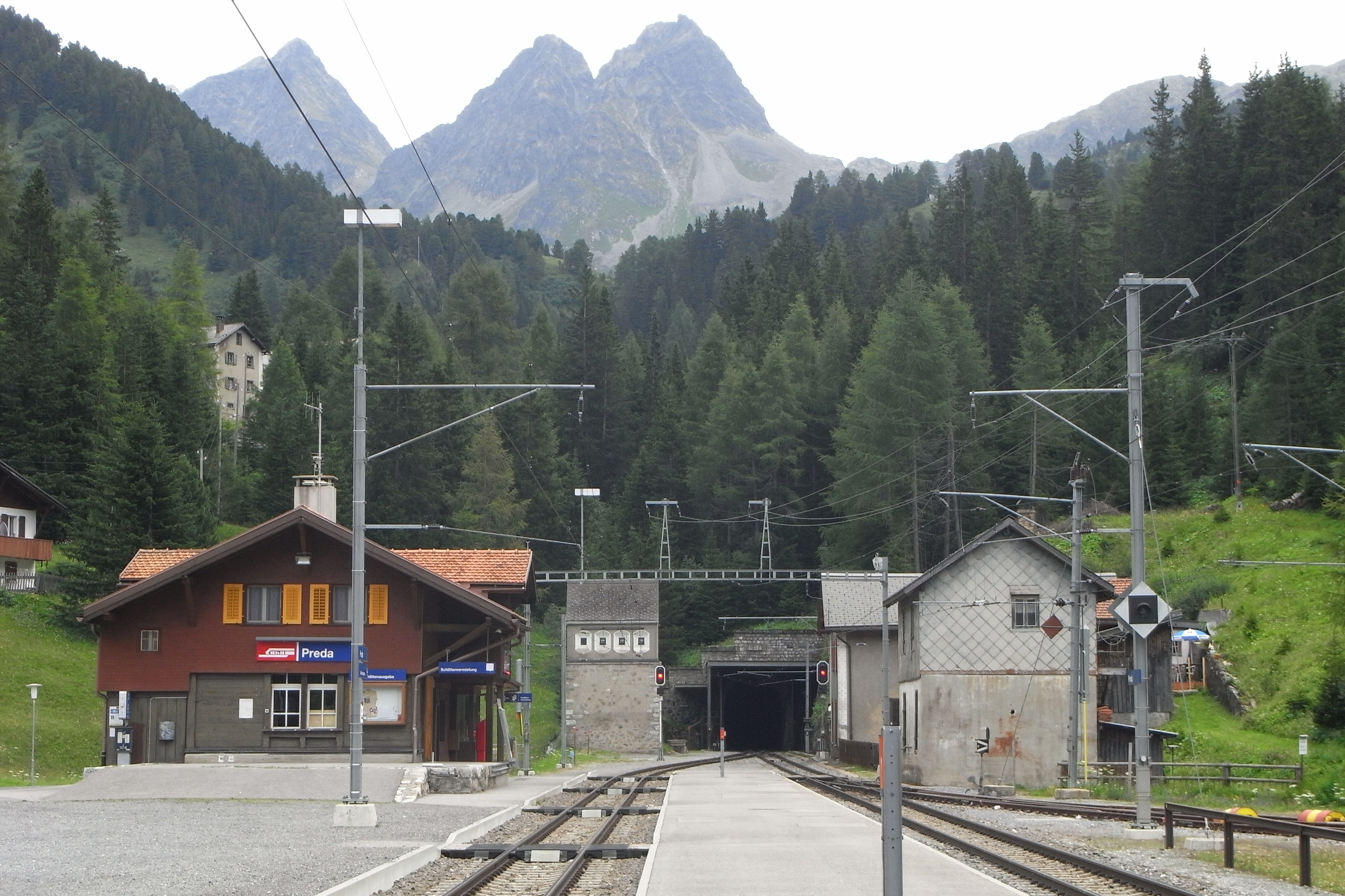
プレダ駅とアルブラトンネル入口
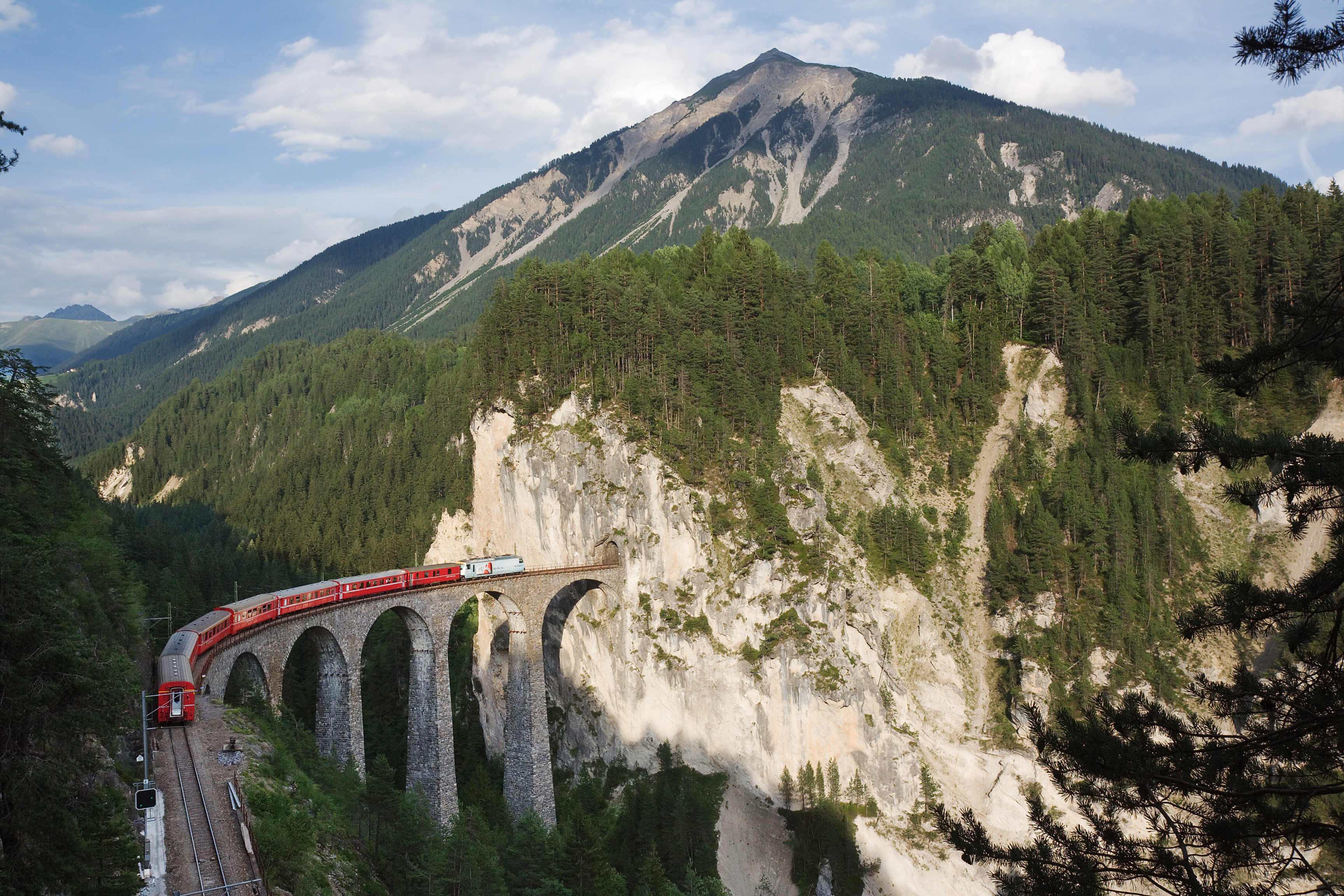
ランドヴァッサー橋
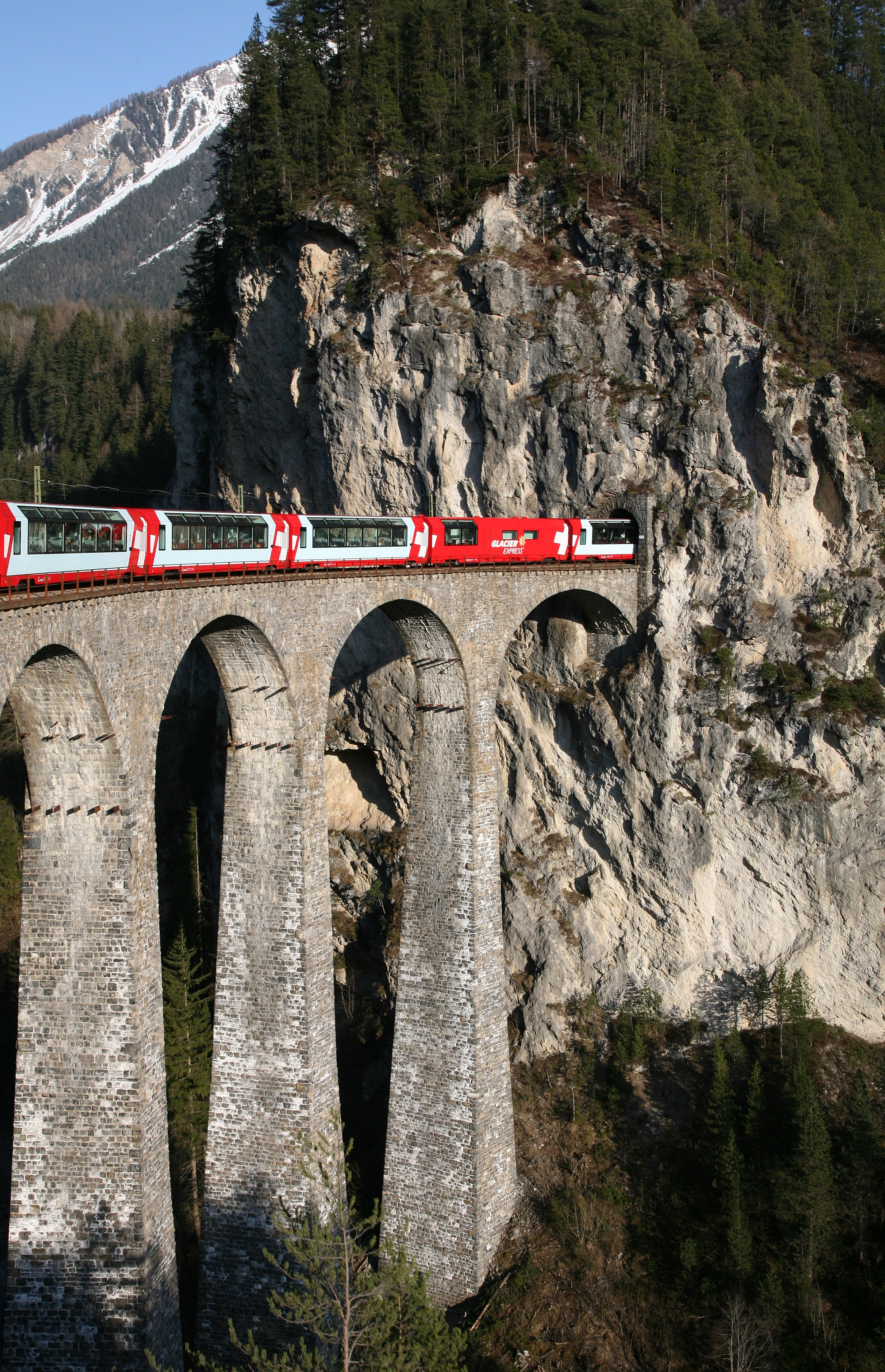
ランドヴァッサー橋を渡る氷河急行
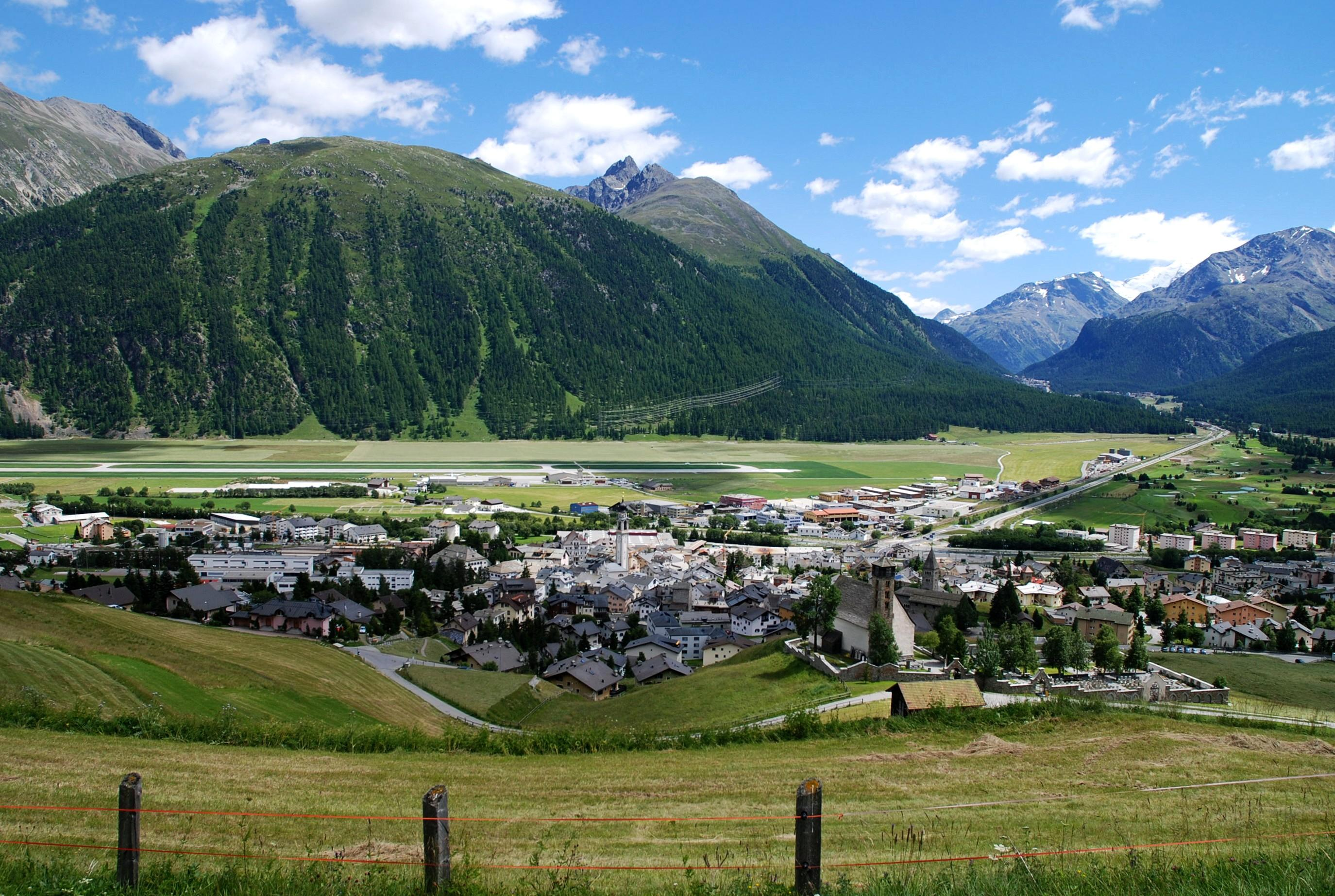
サメダン駅とその周辺、右がサンモリッツ、右上がポントレジーナ方面
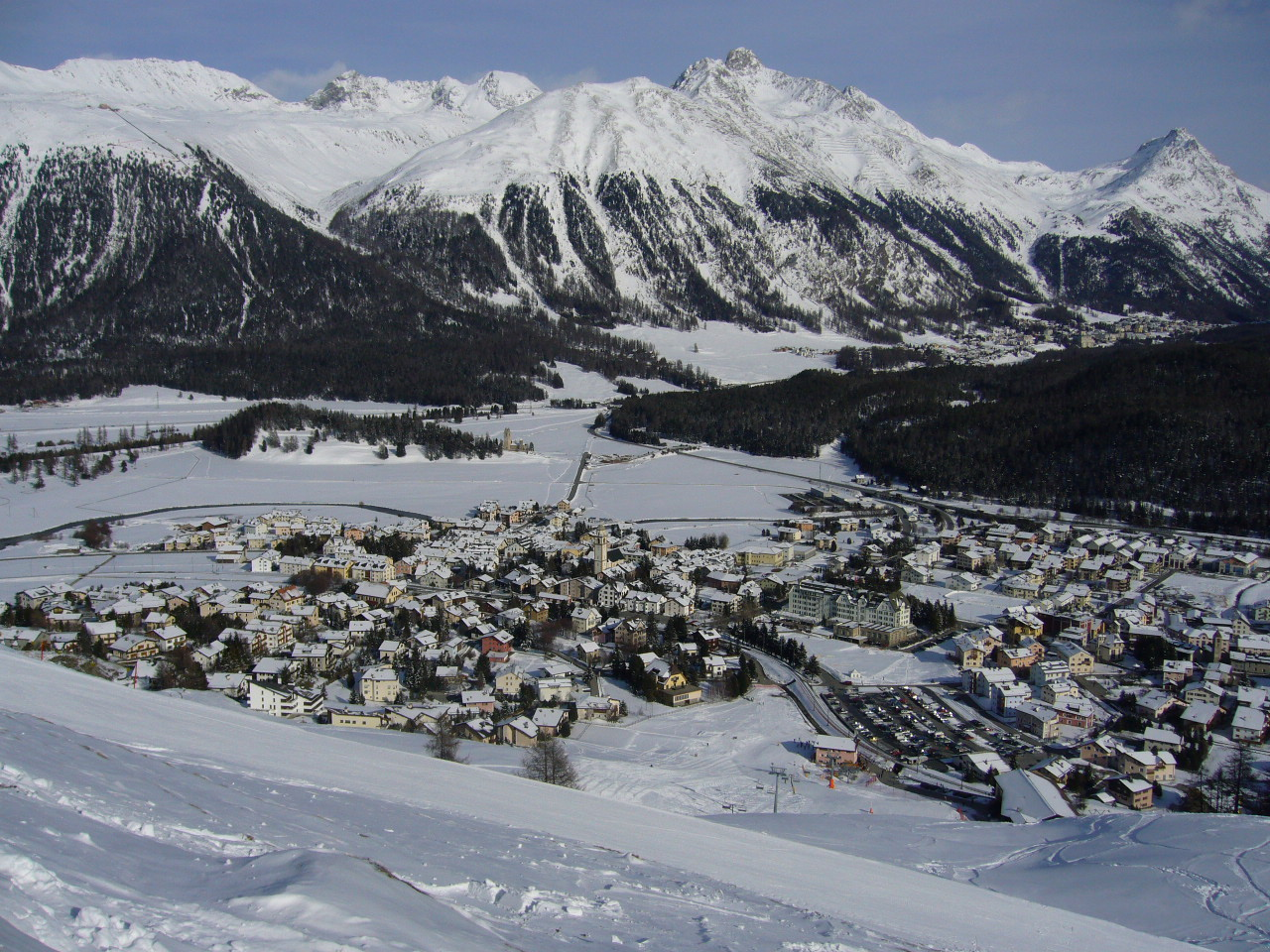
冬のツェレリーナ駅とその周辺
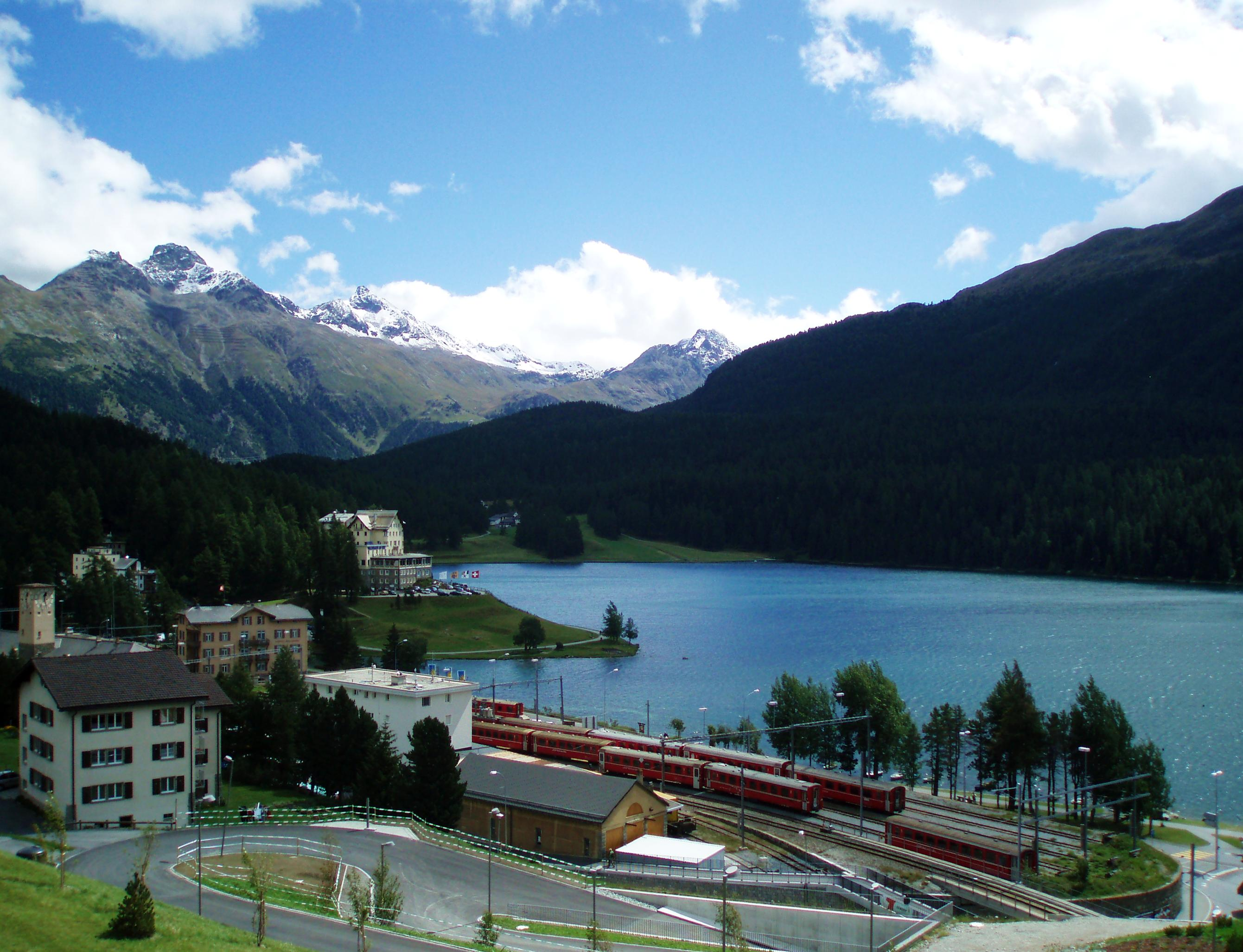
サンモリッツ湖とサンモリッツ駅
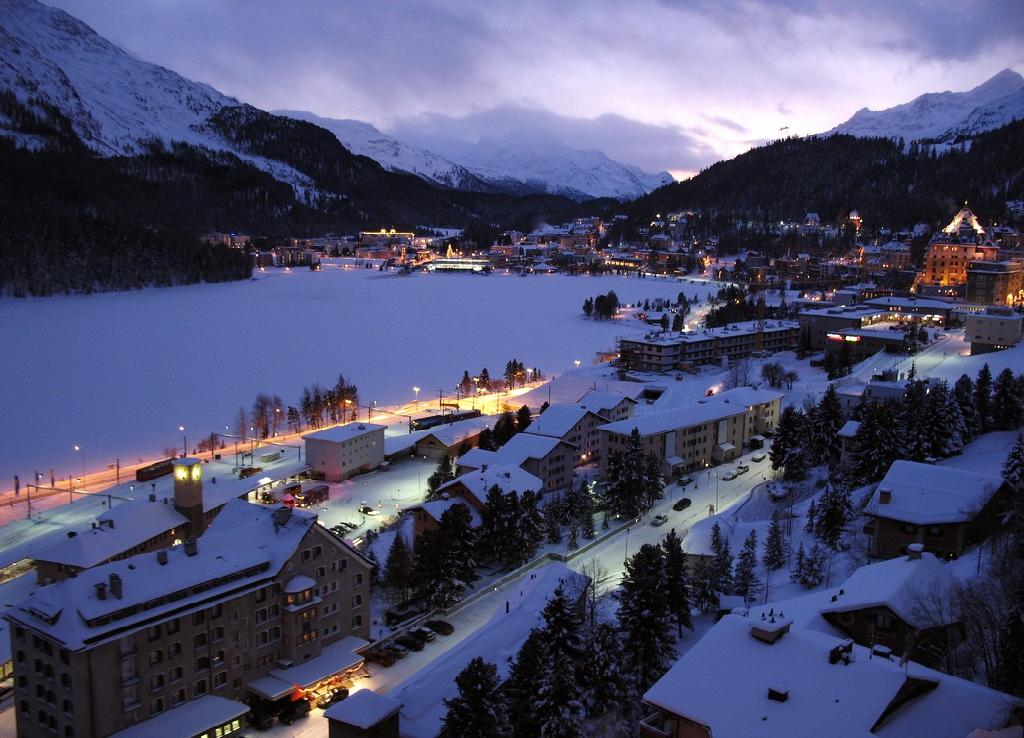
冬のサンモリッツ駅とその周辺

### ダヴォス - フィリズール
- 路線長：19.3km
- 開通年：1909年7月1日
- 電気方式：交流11kV 16.7Hz
- 最急勾配：35パーミル
- 標高：1080.2-1540.2m
- 隧道：14箇所
- 橋梁：11箇所

プレティガウ線のダヴォス・プラッツからアルブラ線のフィリズールの間をランドヴァッサー川に沿って下る山岳路線である。比較的距離は短いが、トンネルが14箇所と多く、うち2本は900mを越える。また橋梁は7箇所であるが、このうちウィーセナー橋は長さ204m、高さ87mの石造橋で、この線名所のひとつとなっている。なお、レーティッシュ鉄道の路線区分においては通称プレティガウ線と合わせたラントクアルト - ダヴォス - フィリズール間が1つの路線となっている一方で、運行系統上では路線番号910（プレティガウ線とフェライナ線経由シュクオール・タラスプまで）と915（ダヴォス - フィリズール）に区分されており、プレティガウ線と本区間を別路線として扱う文献もある。

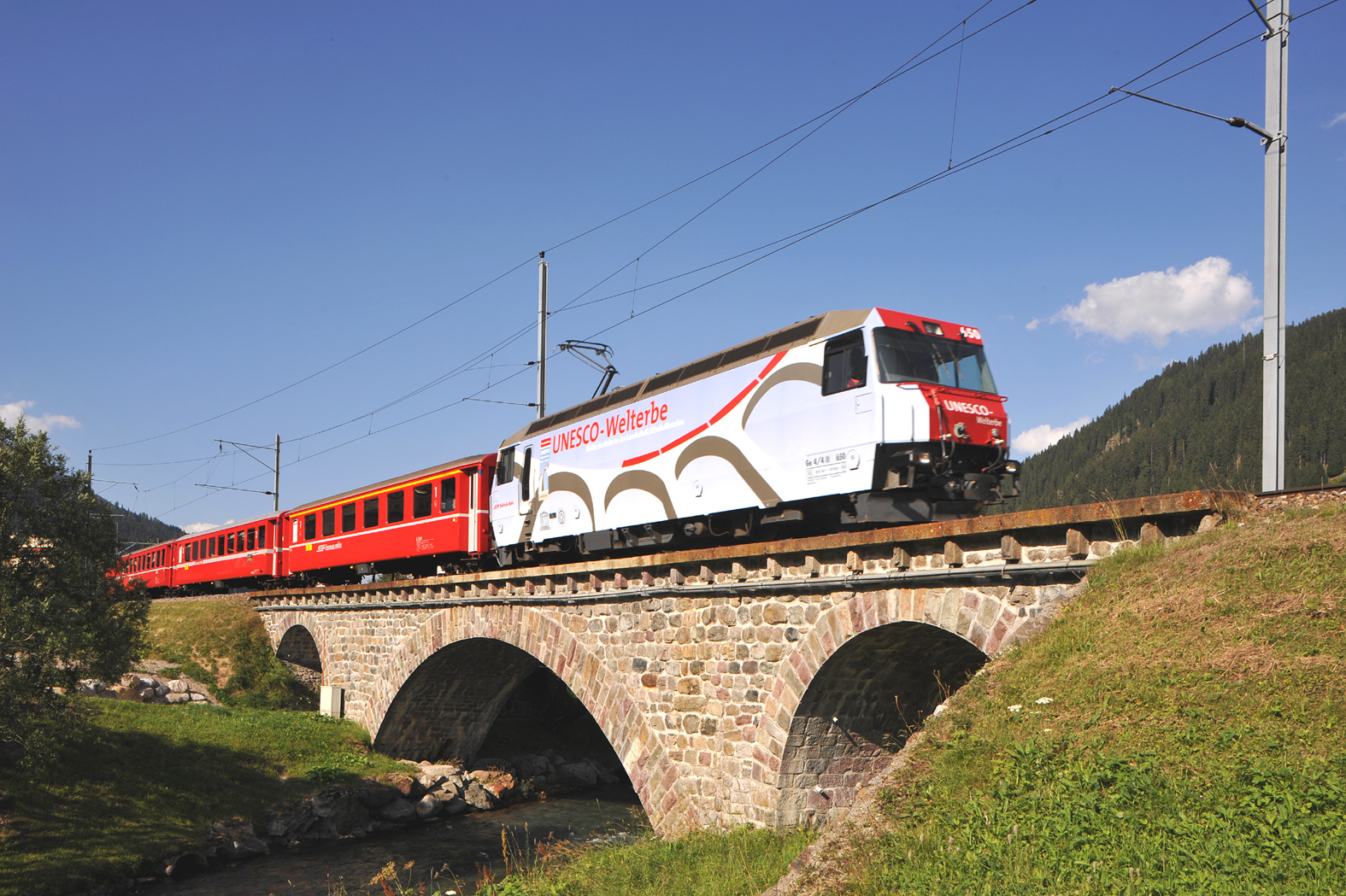
ダヴォス・プラッツ-ダヴォス・フラウエンキルヒ間の列車
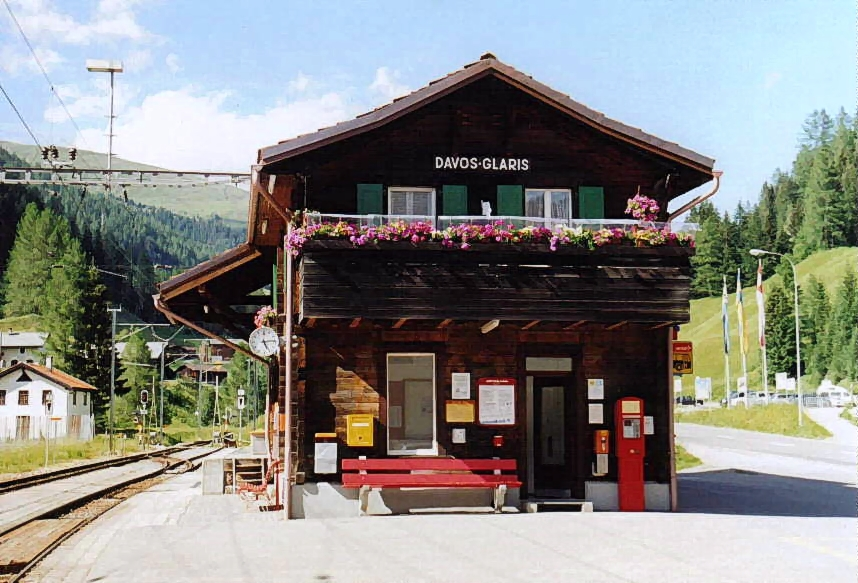
ダヴォス・グラリス駅
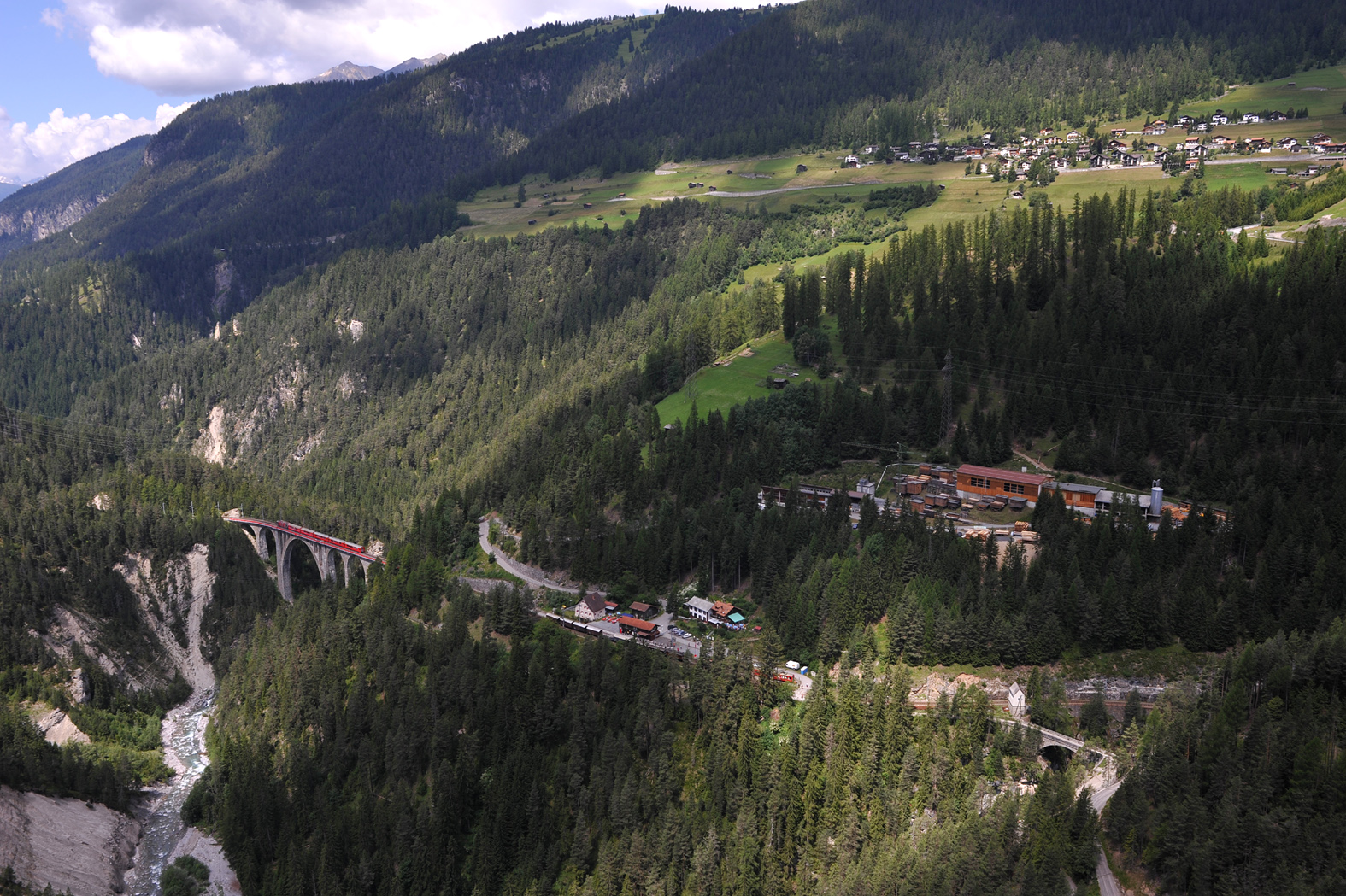
ウィーセン駅とその付近
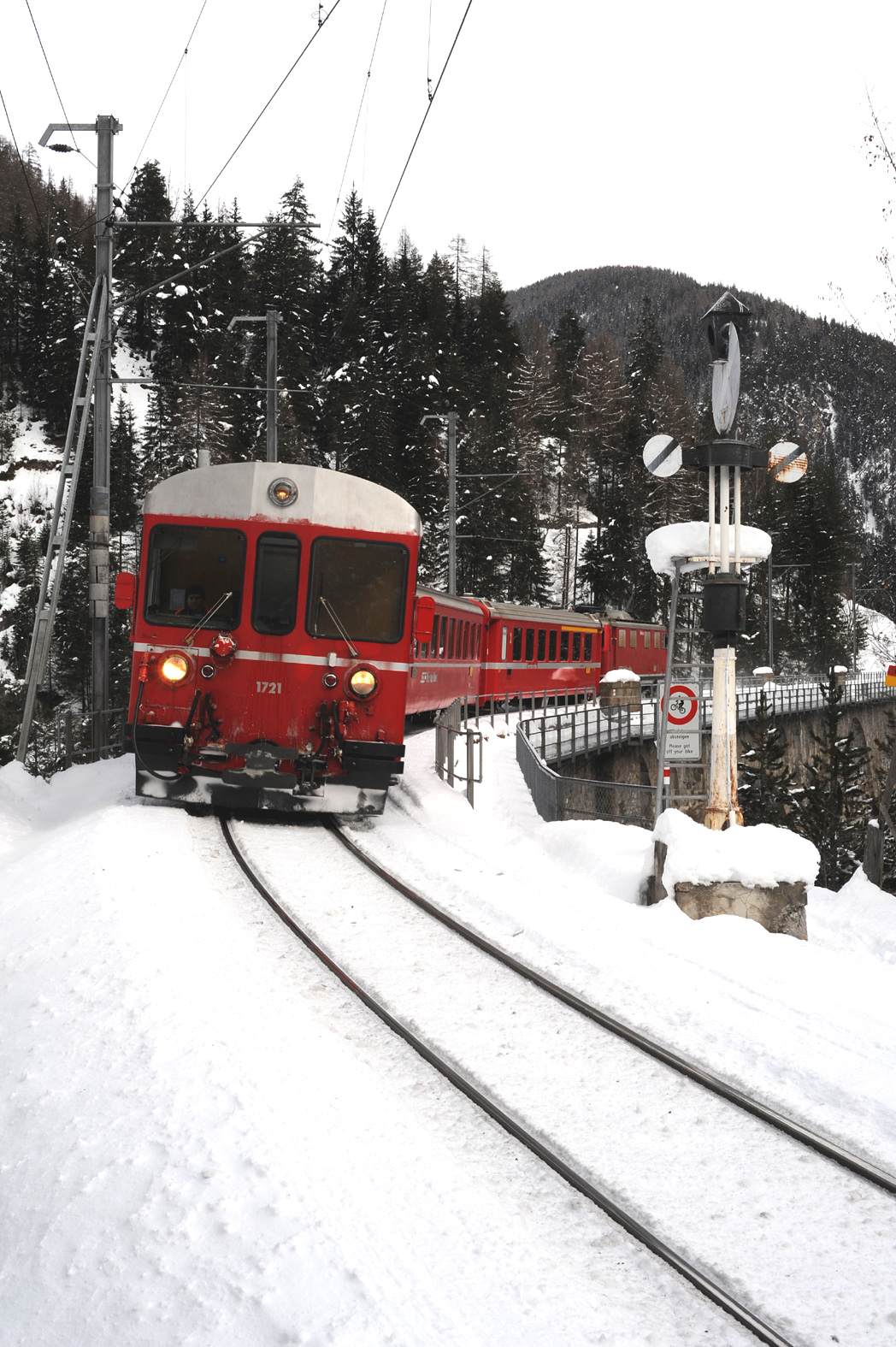
ウィーセン駅に進入するシャトルトレイン
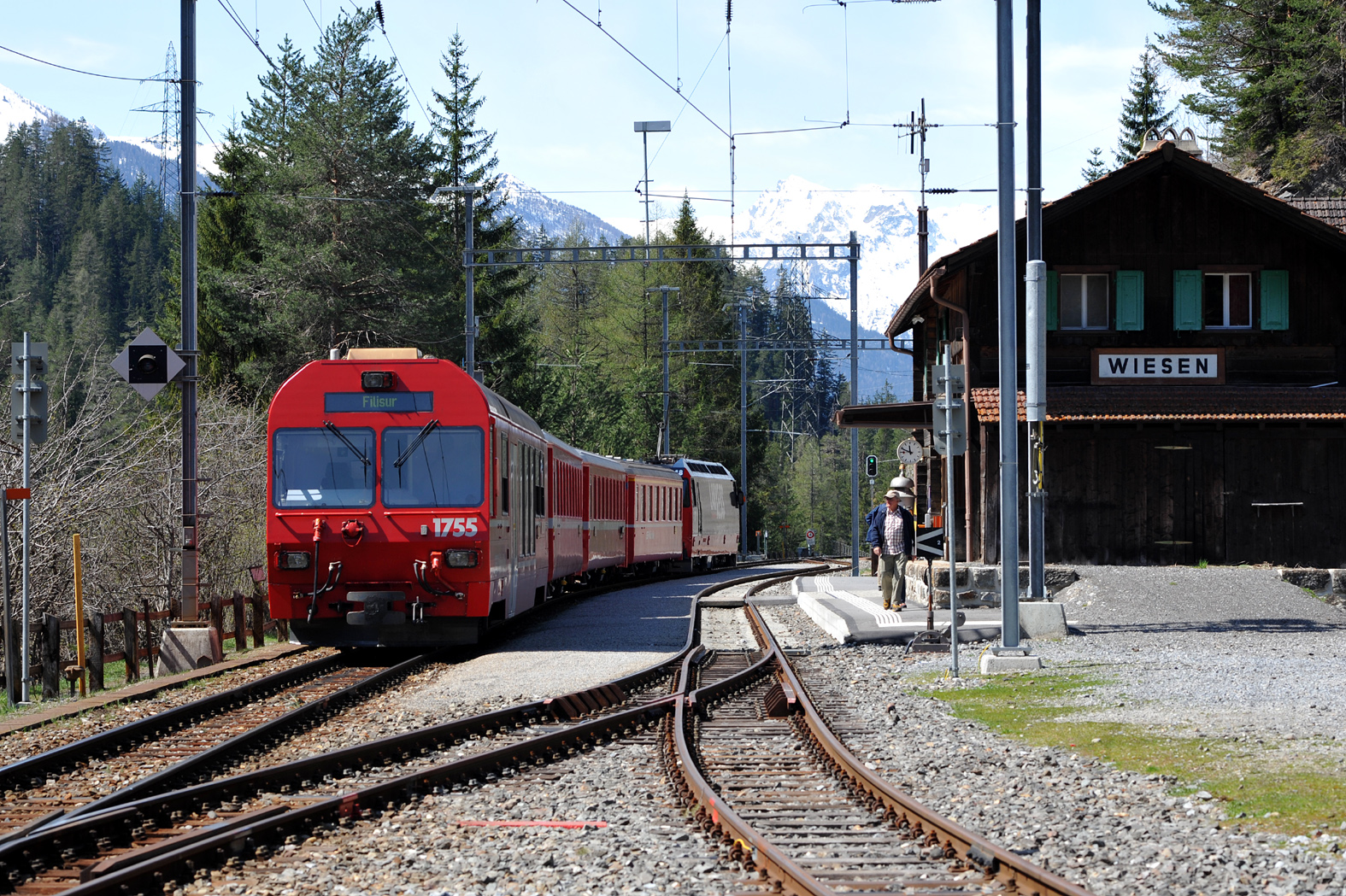
ウィーセン駅構内のシャトルトレイン
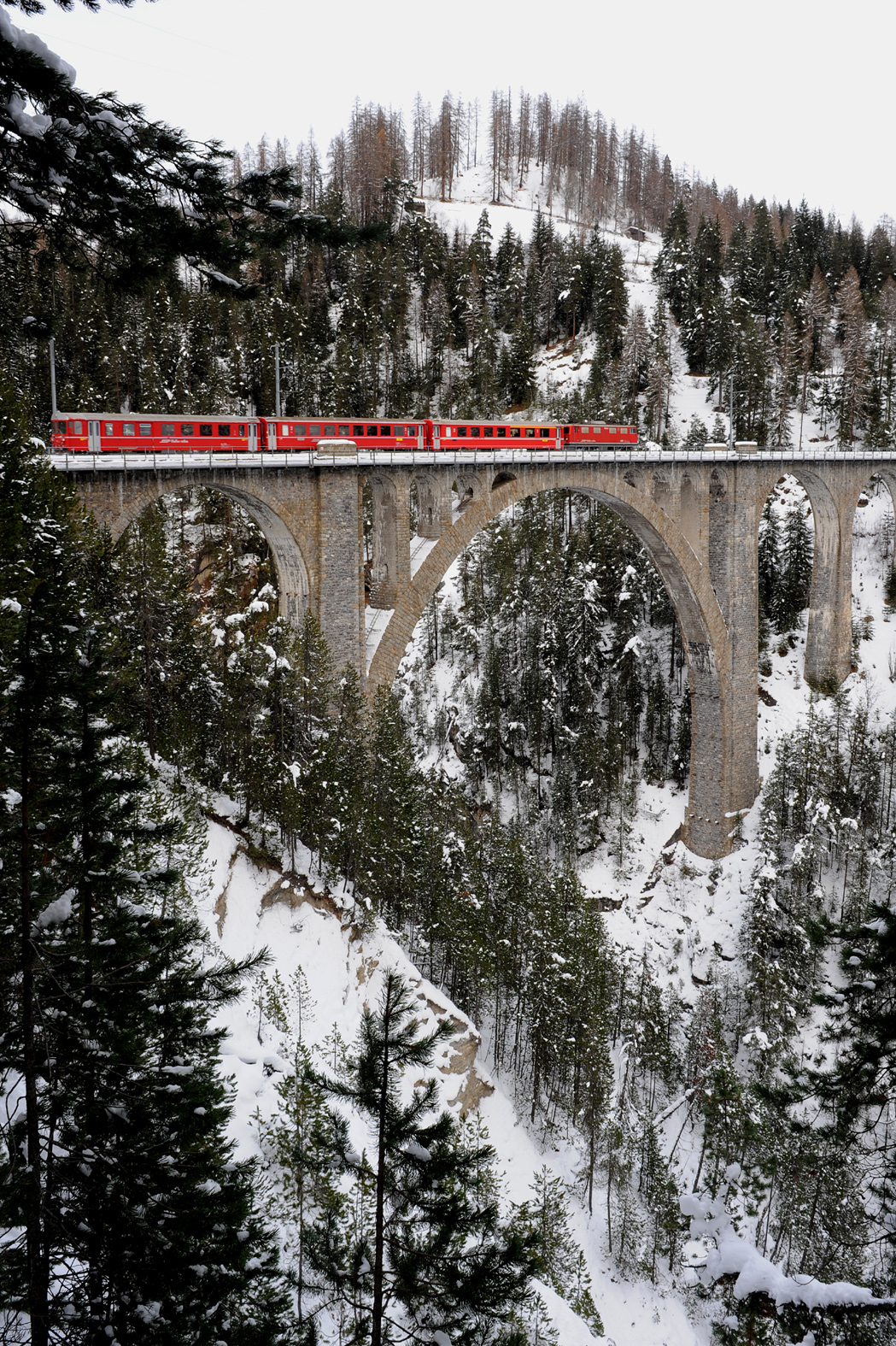
ウィーセナー橋
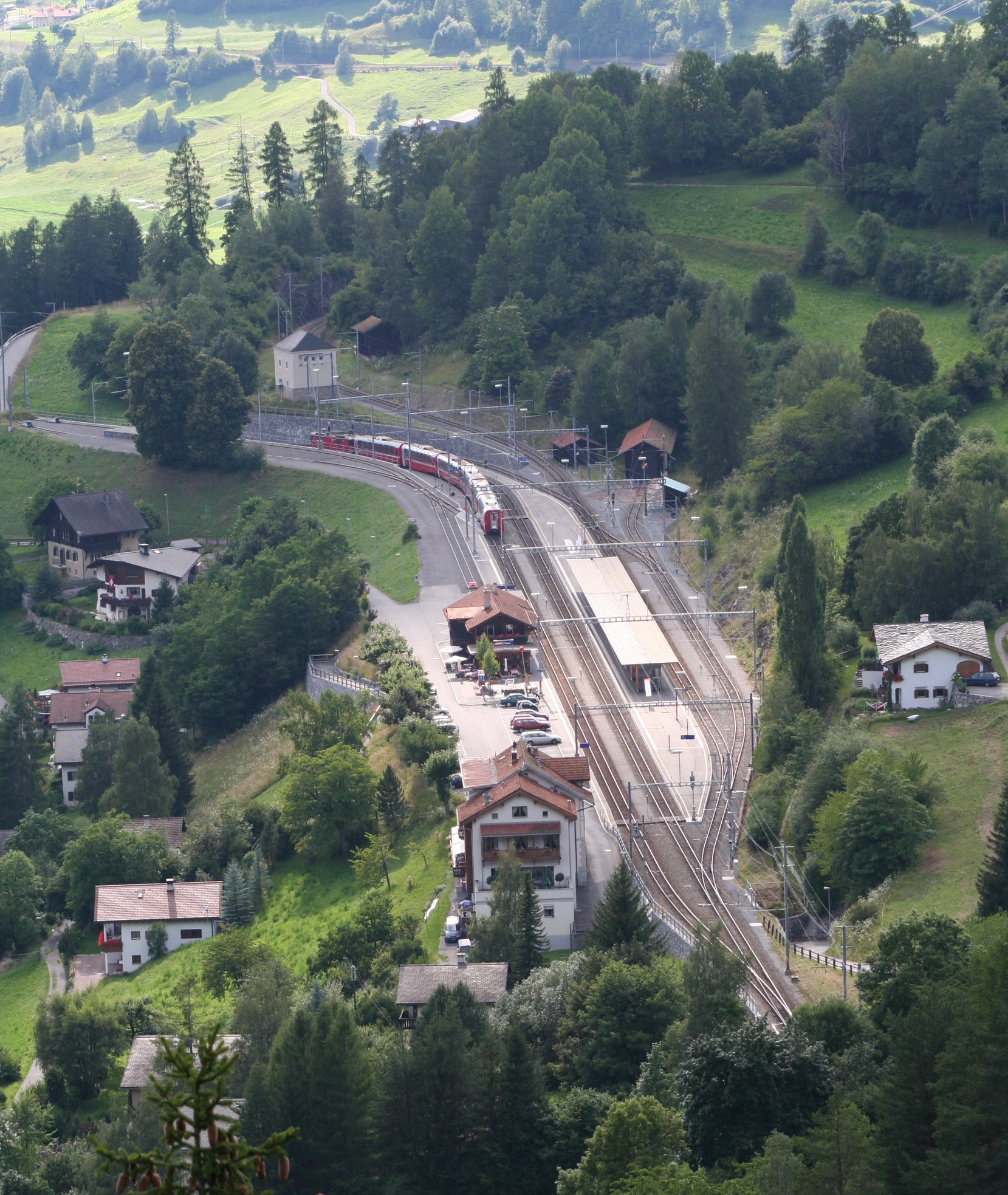
フィリズール駅、左側に発車する列車はクール方面行、右側がダヴォス方面
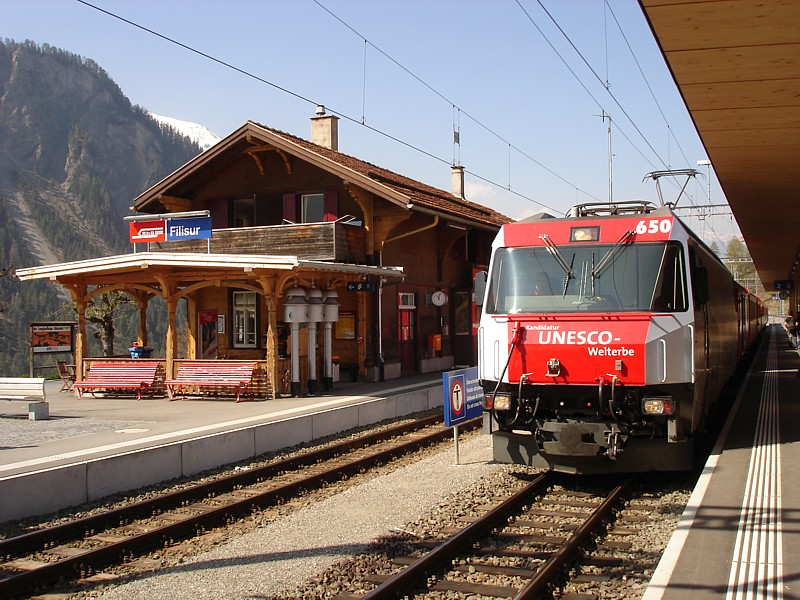
フィリズール駅

### ライヒェナウ - ディセンティス/ミュンスター（オーバーランド線）
- 路線長：49.3km
- 開通年
  - ライヒェナウ - イランツ（19.3km）：1903年6月1日
  - イランツ - ディセンティス/ミュンスター（30.0km）：1912年8月1日
- 電気方式：交流11kV 16.7Hz
- 最急勾配：27パーミル
- 標高：604.3-1129.7m
- 隧道：5箇所
- 橋梁：24箇所

ライン川沿いに遡り、ライヒェナウ・タミンス駅付近でヒンター・ライン川と別れたフォルダー・ライン川に沿ってライン峡谷の川面近くを抜け、フォルダー・ライン川を5回渡りながら遡り、ディセンティス/ミュンスターでマッターホルン・ゴッタルド鉄道に接続する路線で、氷河急行の運行区間の一つである。
レーティッシュ鉄道とマッターホルン・ゴッタルド鉄道では軌間、架線電圧等は共通であるが機関車の直通は行われず、客車についても氷河急行のみ直通となり、その他は運行が分かれている。
ディセンティス/ミュンスター駅のミュンスターはロマンシュ語で修道院を意味しており、駅近くにはスイス最古のベネディクト派の修道院がある。

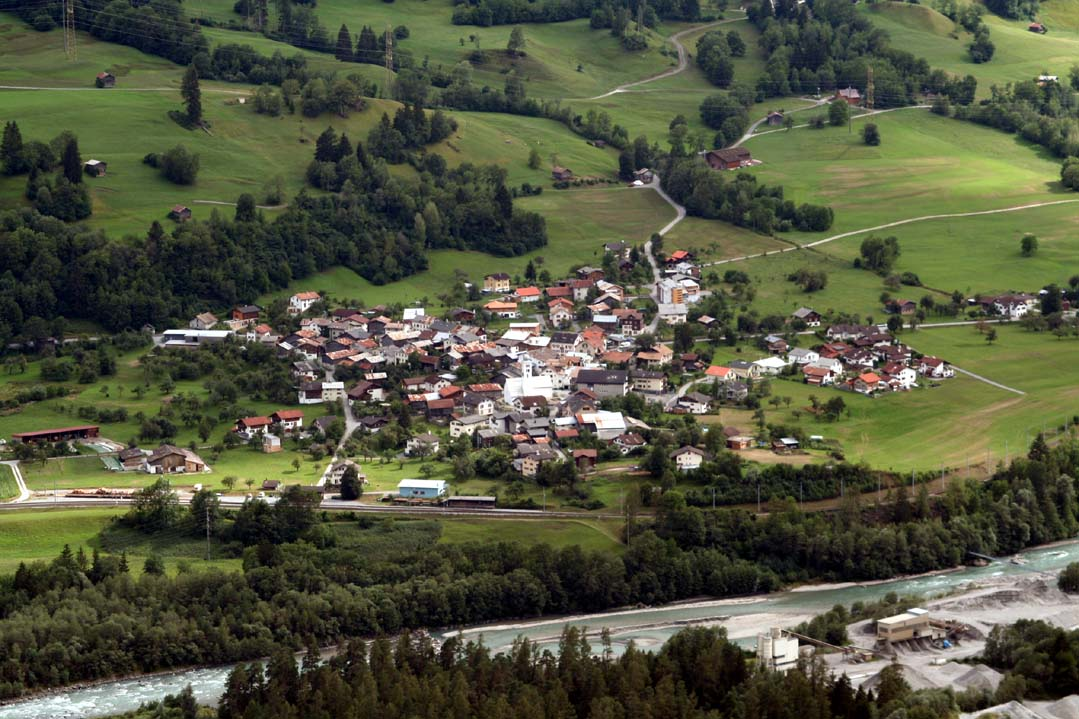
カストリッシュ駅とその付近
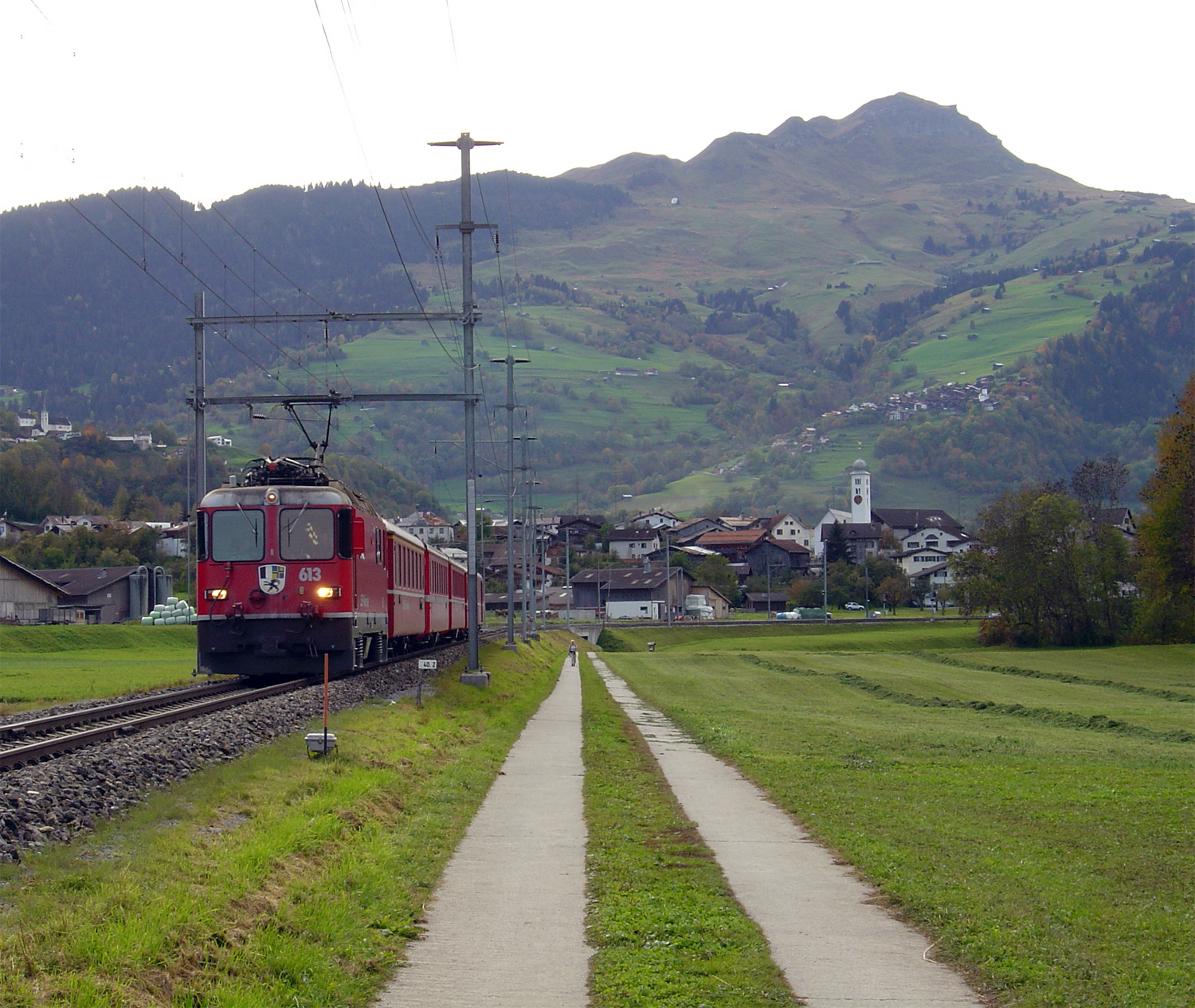
オーバーランド線の列車、カストリッシュ駅付近
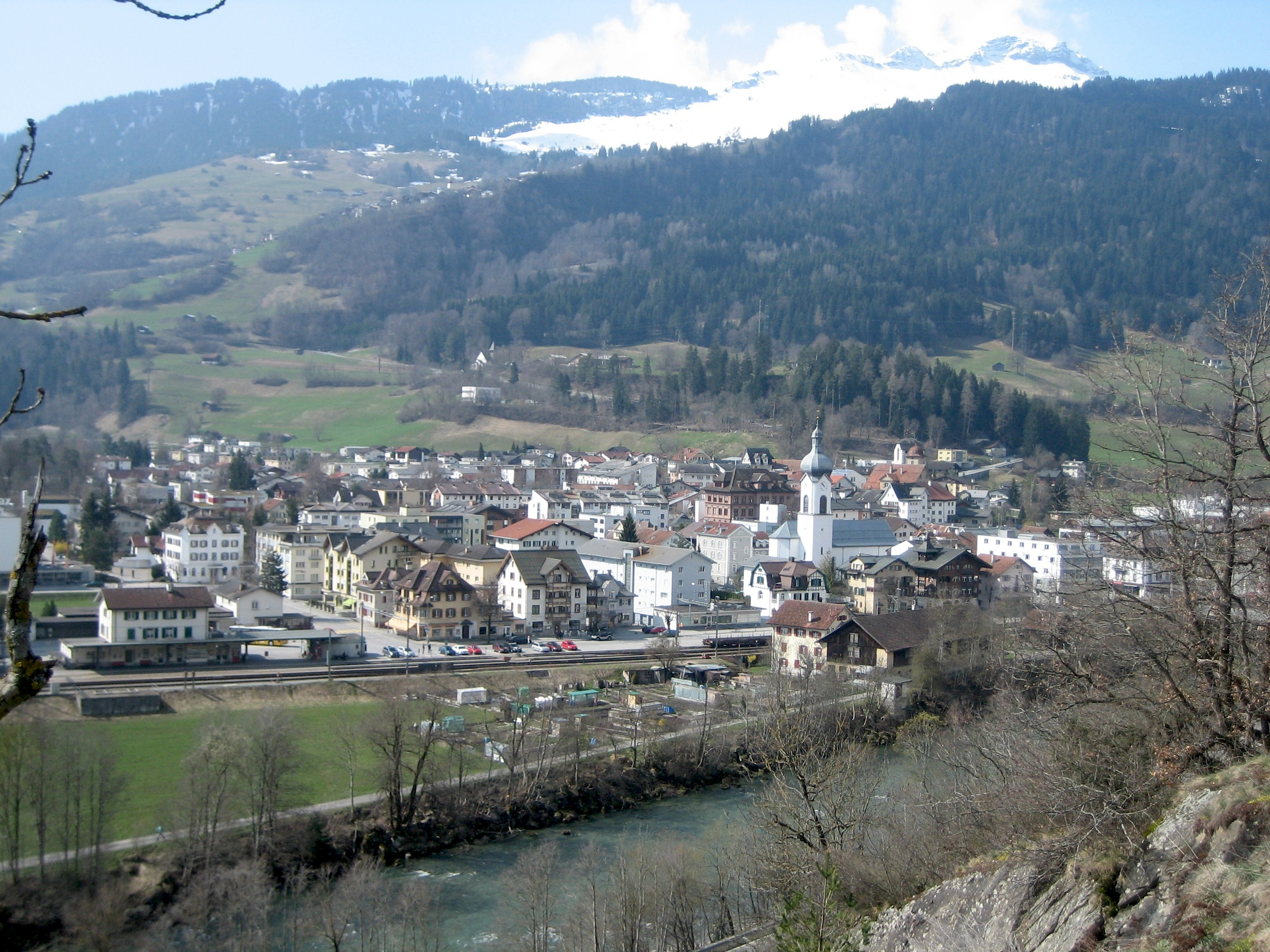
イランツ駅とその付近
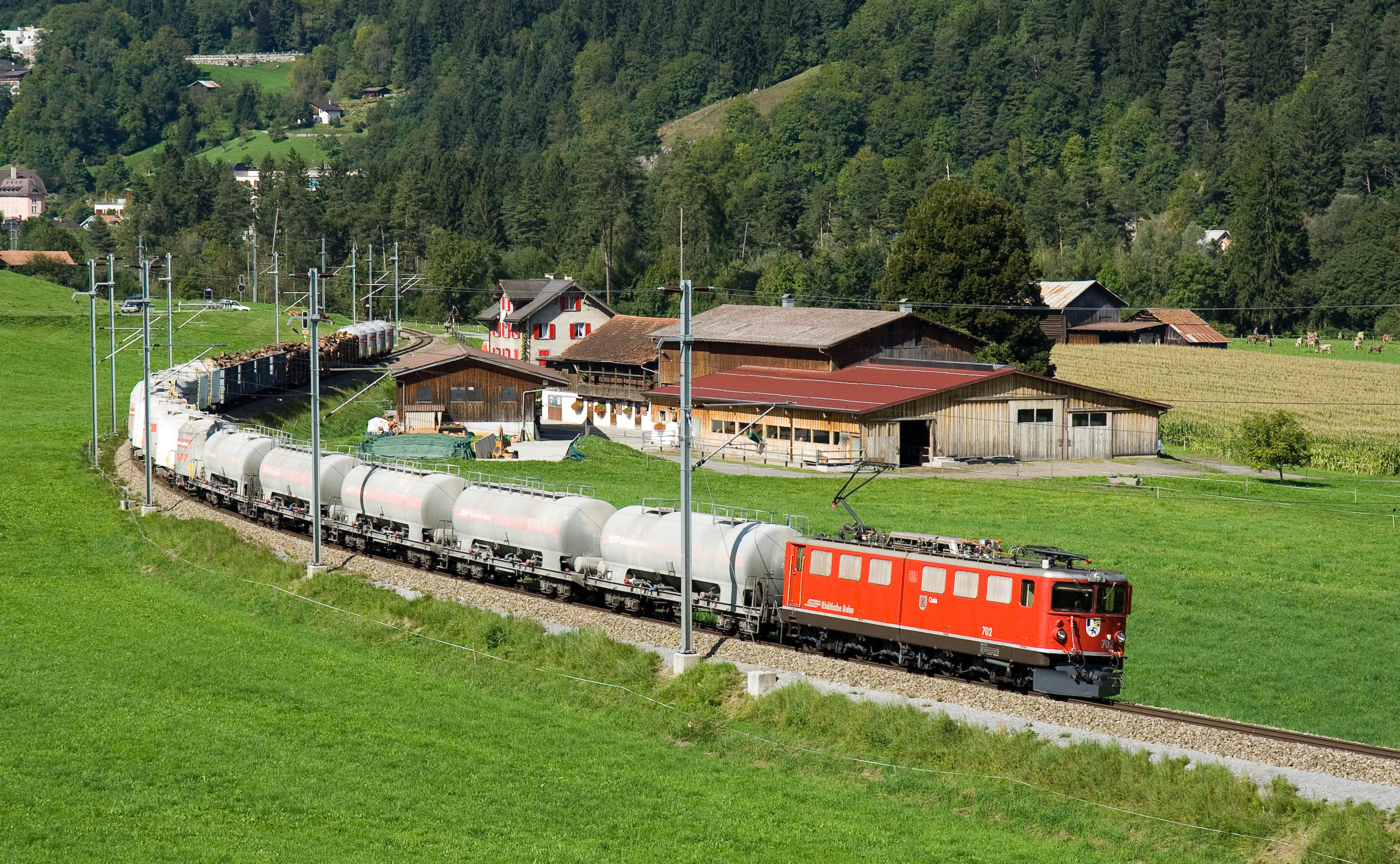
イランツ駅付近のセメントおよび木材主体の貨物列車
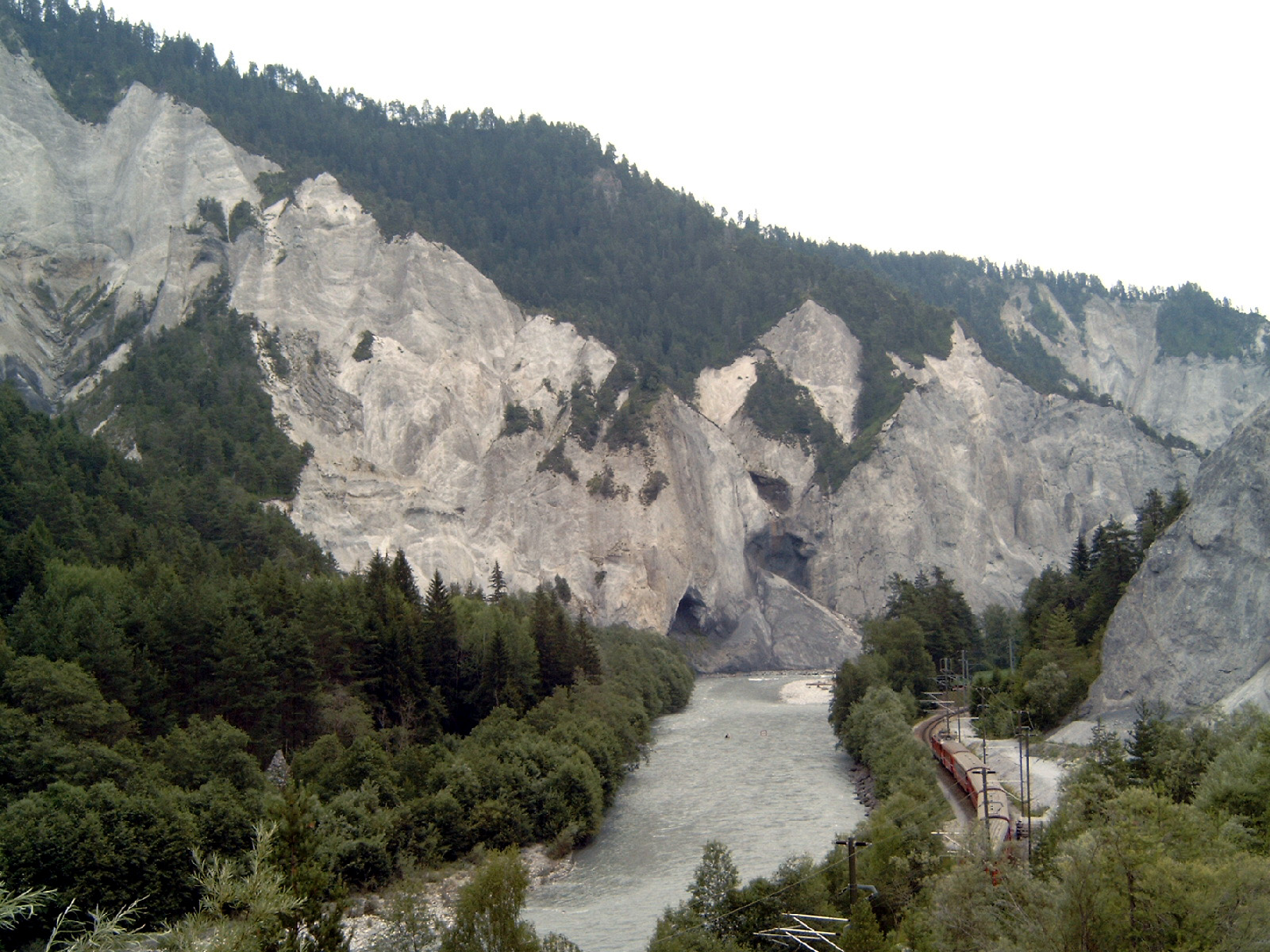
ライン峡谷を行く列車
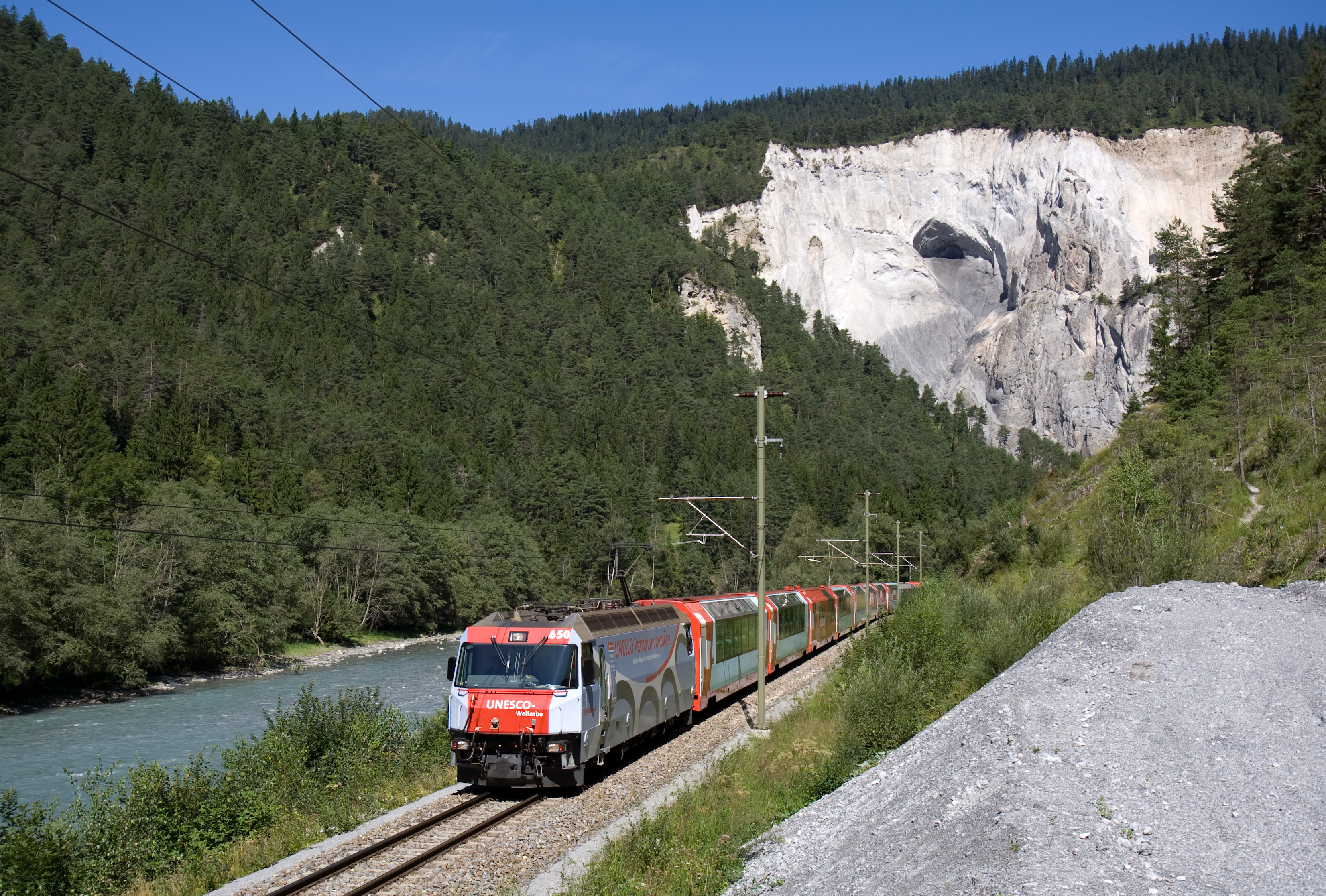
ライン峡谷を行く氷河急行
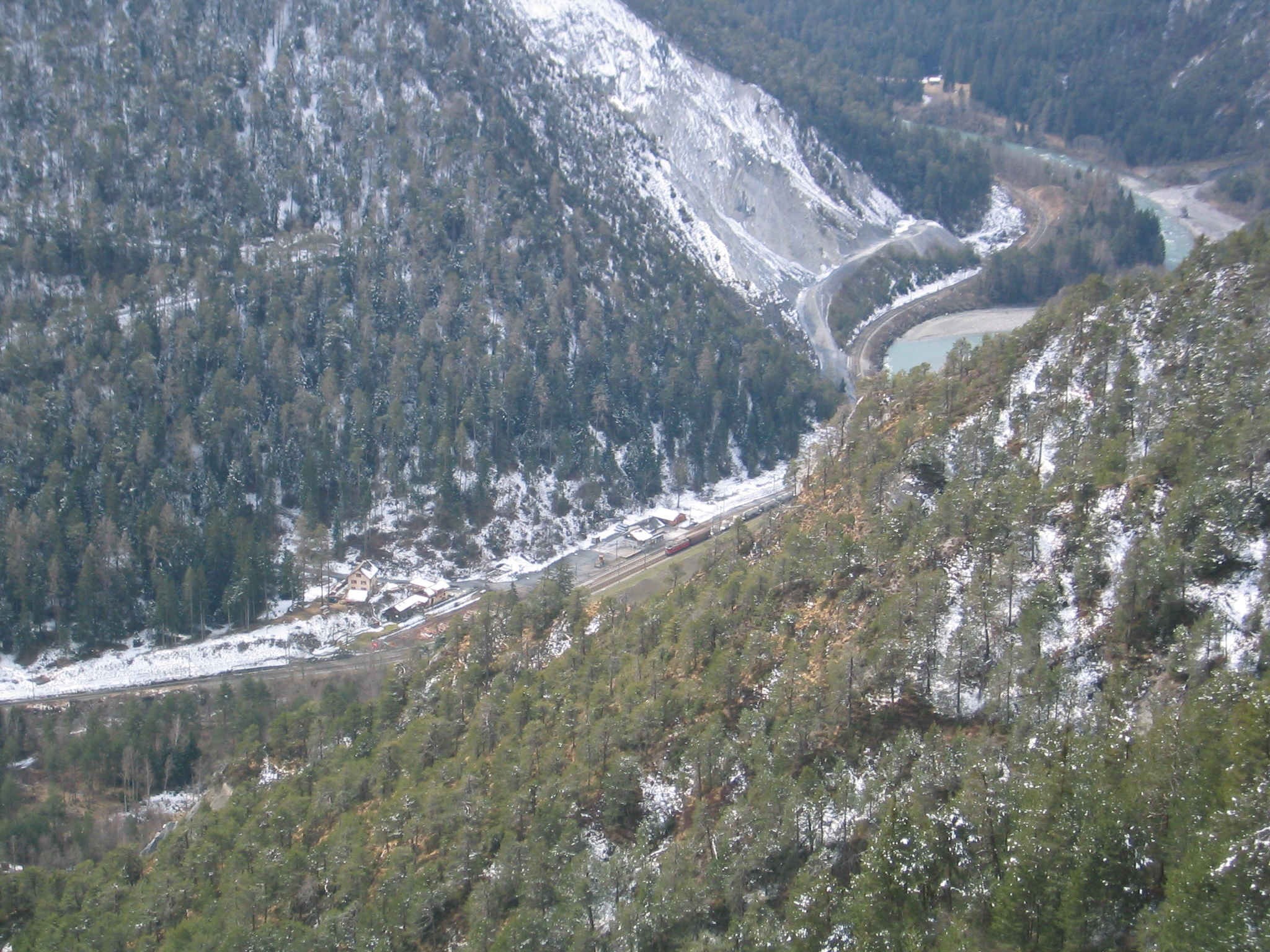
ライン峡谷内のフェアサム・サフィン駅
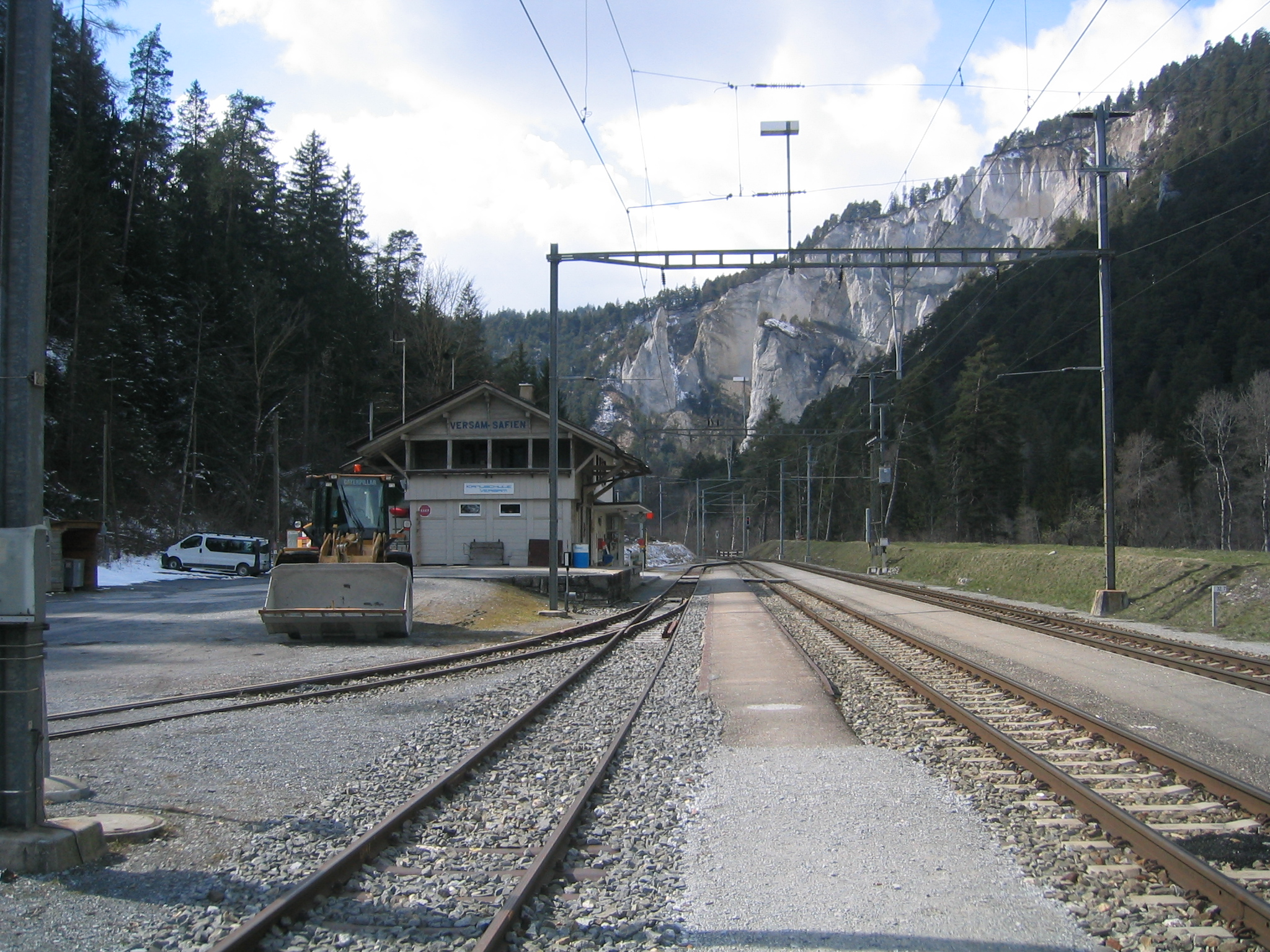
フェアサム・サフィン駅構内
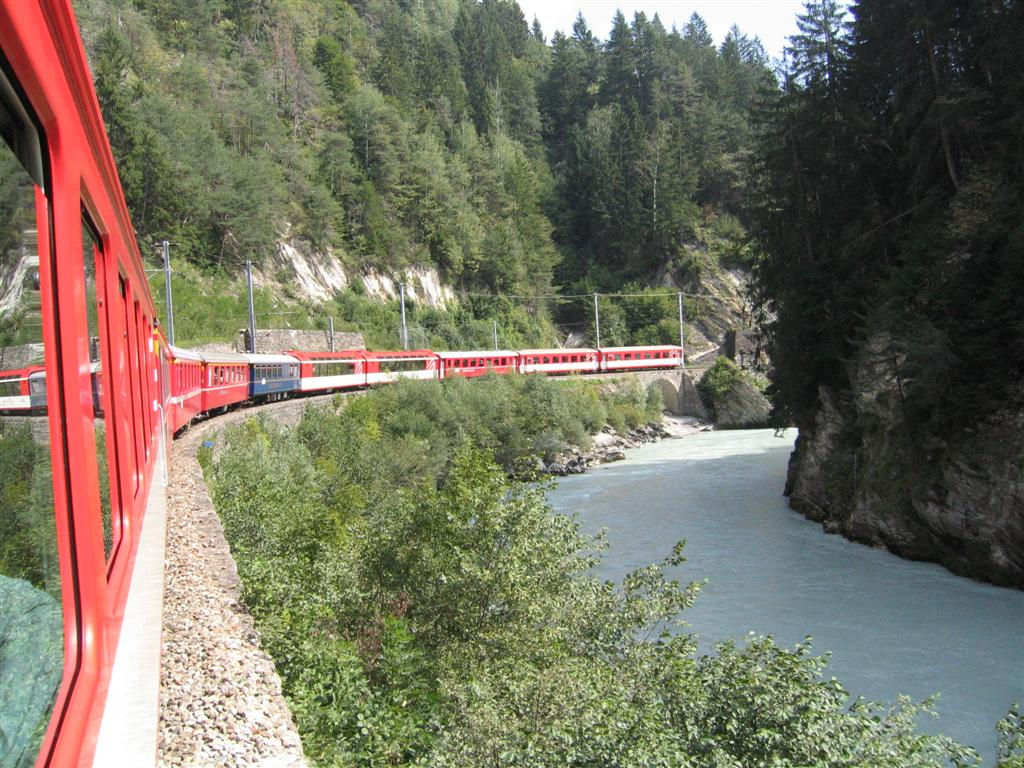
ライン川沿いの氷河急行
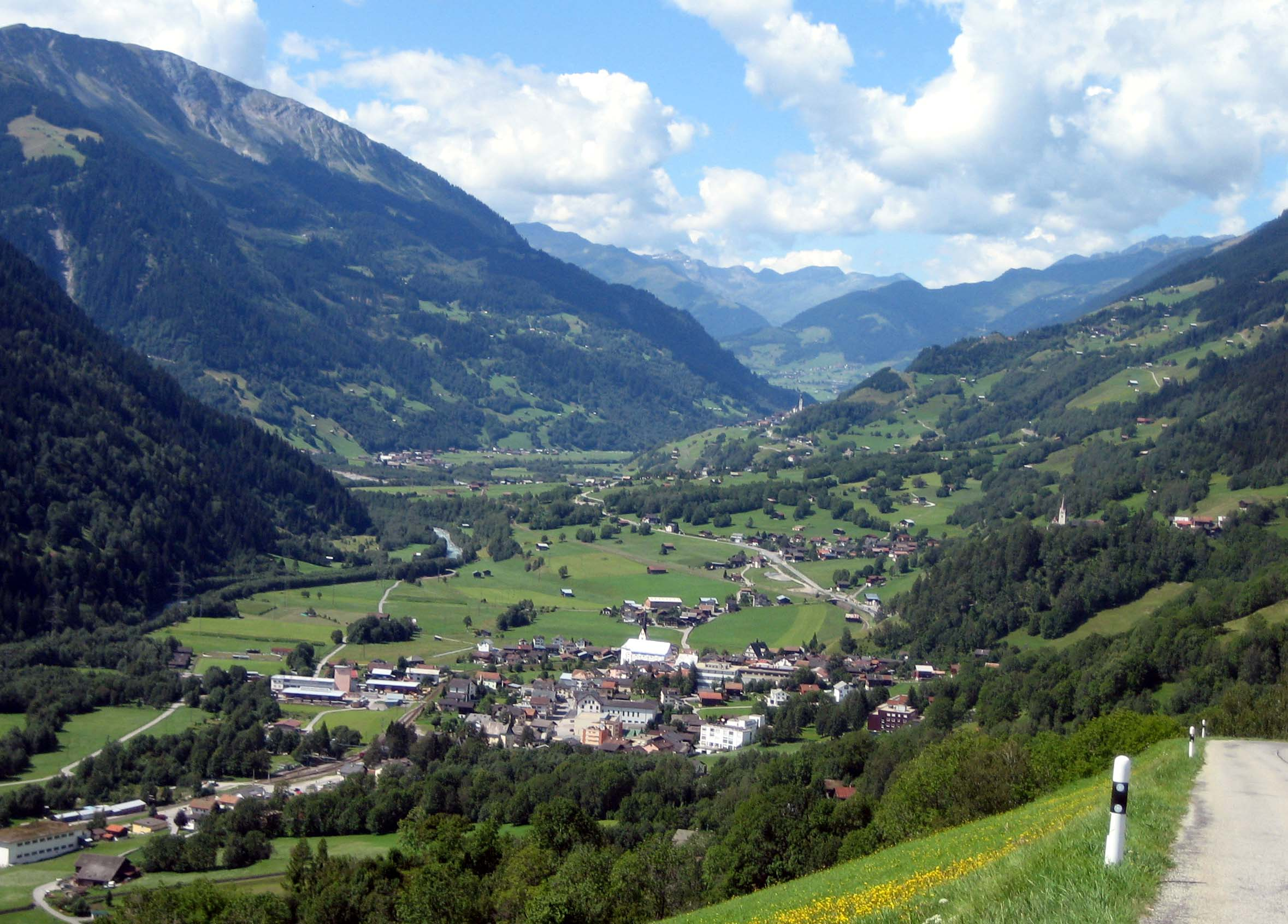
トゥルン駅付近
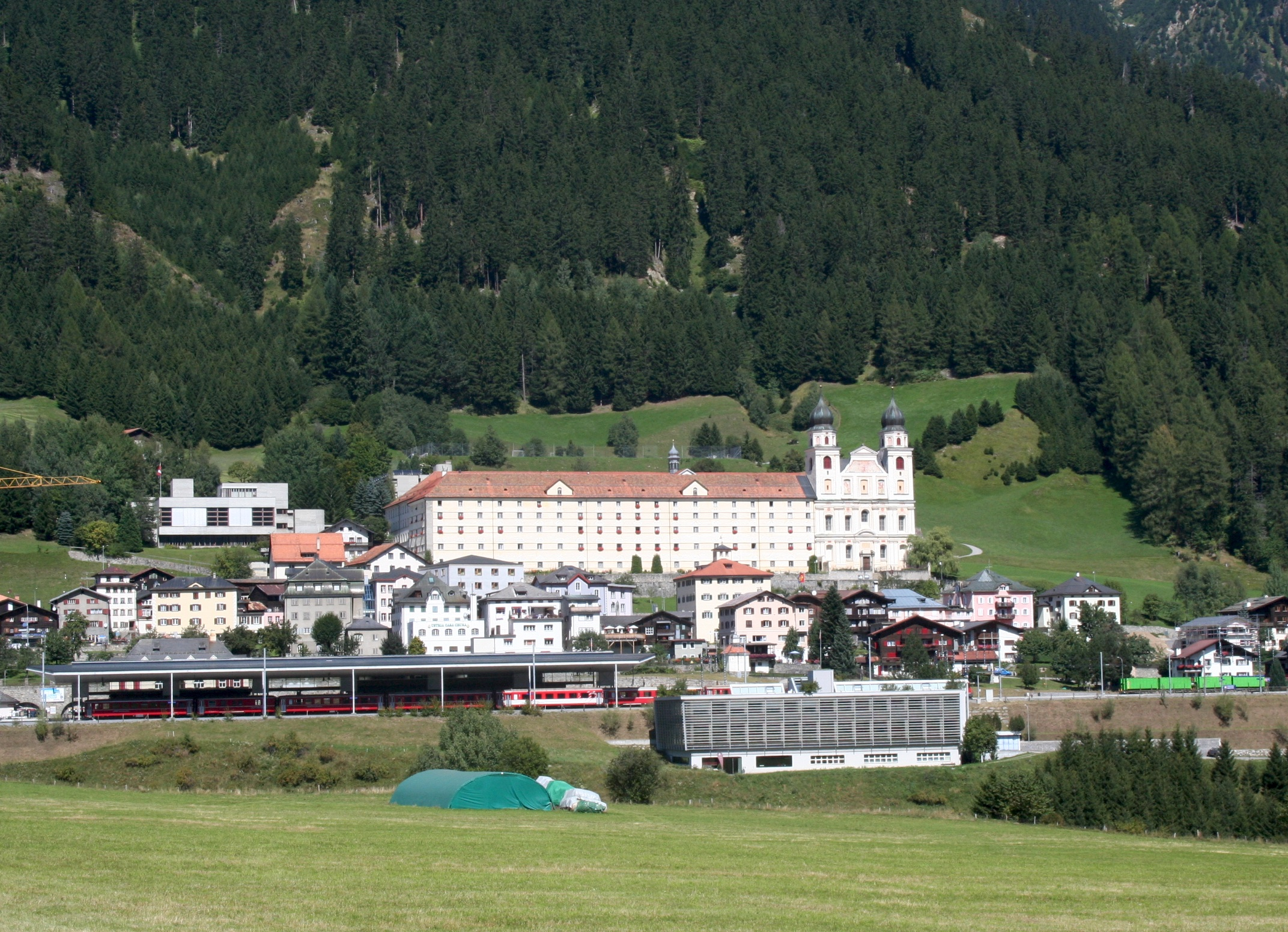
ディセンティス/ミュンスター駅
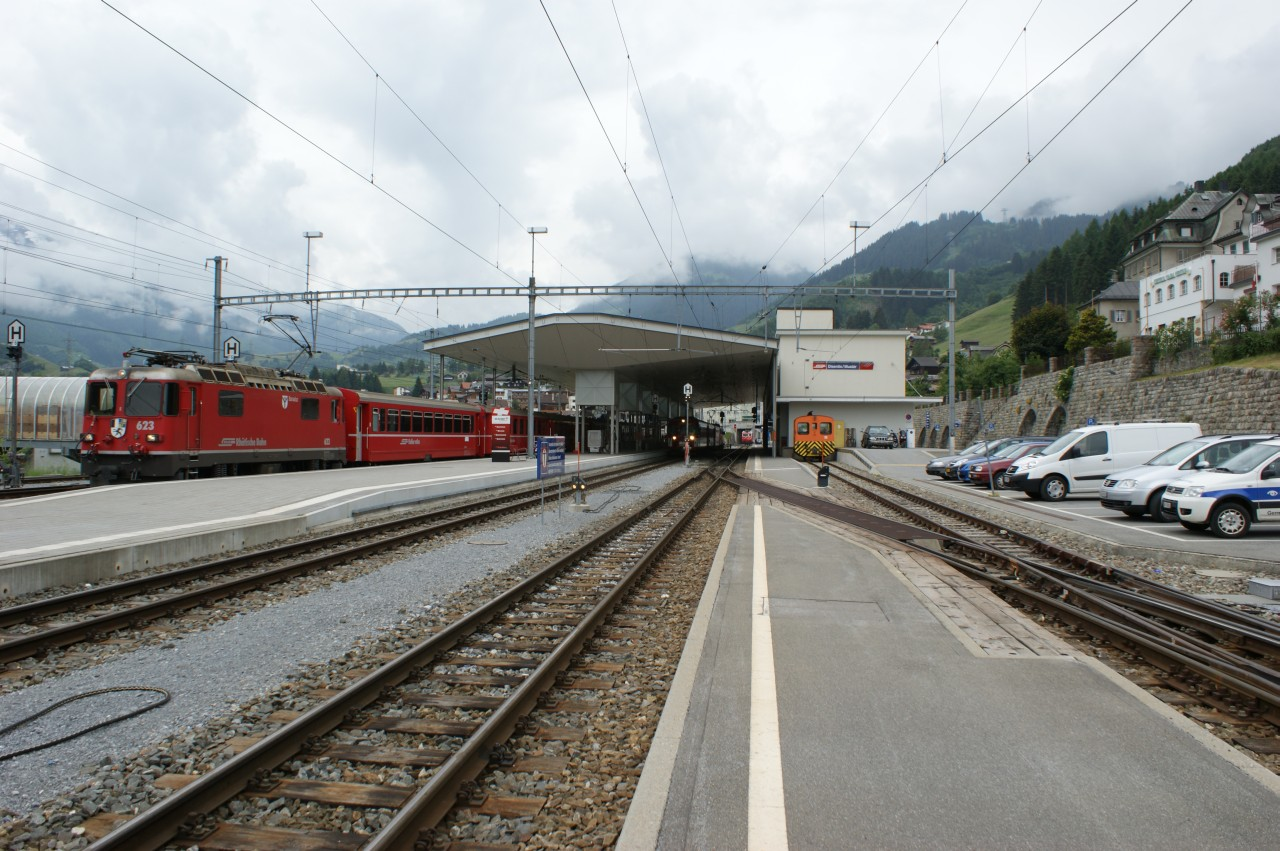
ディセンティス/ミュンスター駅構内

### ベーベル - シュクオール・タラスプ（エンガディン線）
- 路線長：49.4km
- 開通年：1908年7月1日
- 電気方式：交流11kV 16.7Hz
- 最急勾配：25パーミル
- 標高：1286.7-1710.2m
- 隧道：17箇所
- 橋梁：30箇所

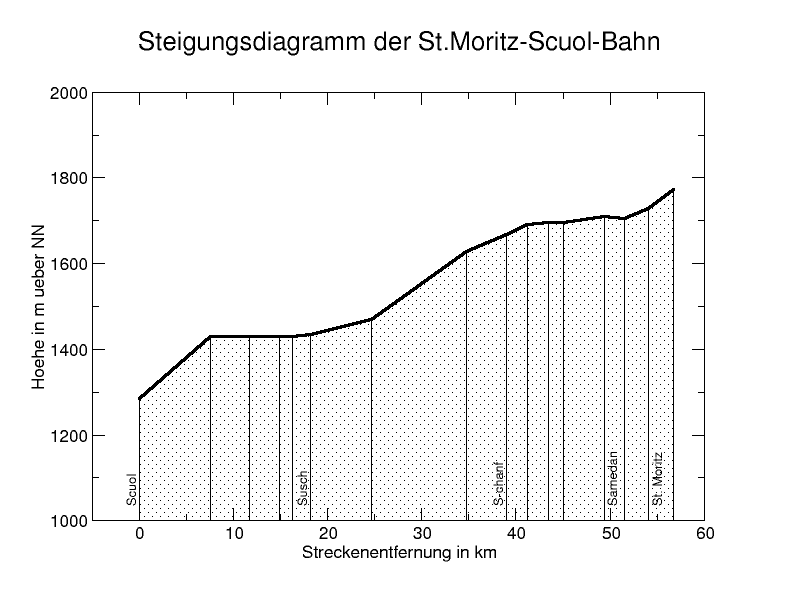
エンガディン線（サンモリッツ - ベーベル間はアルブラ線）の線路高低図

エンガディン地方のアルブラ線のベーベルから、ドナウ川の支流であるイン川に沿ってオーバーエンガディンの下流部からウンターエンガディンの古くからの保養地であるシュクオールまでの区間を下っていく路線である。「エンガディン」は“イン川の”谷を意味しており、本路線は大きな勾配はなく、最大勾配である25パーミルの区間も一部であり、多くは平坦から20パーミルの間となっている。当初から電化で開業しており、本線系統では初の電化路線となっている。
途中にはスイス唯一の国立公園の玄関口であるツェルネッツ駅、スイスの文化財保護地域に指定されたグアルダの入口であるグアルダ駅などがあり、終点のシュクオール・タラスプ駅はローマ時代から知られる天然温泉の沸く保養地であり、ウンターエンガディンの中心地である。また、タラスプの名はシュクオール郊外にある11世紀の古城タラスプ城に由来する。

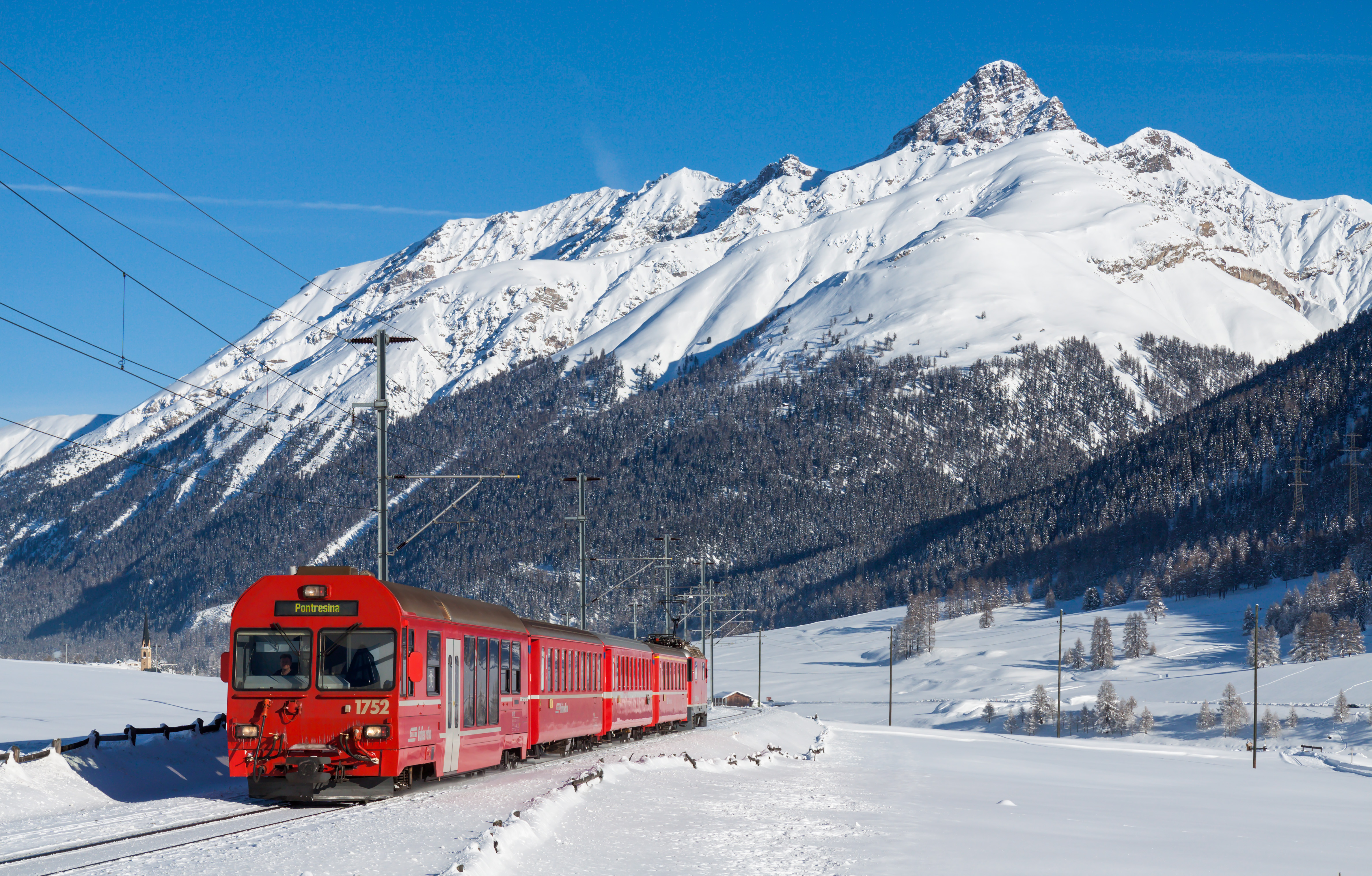
冬のエンガディン線、シャンフ-ツォーツ間
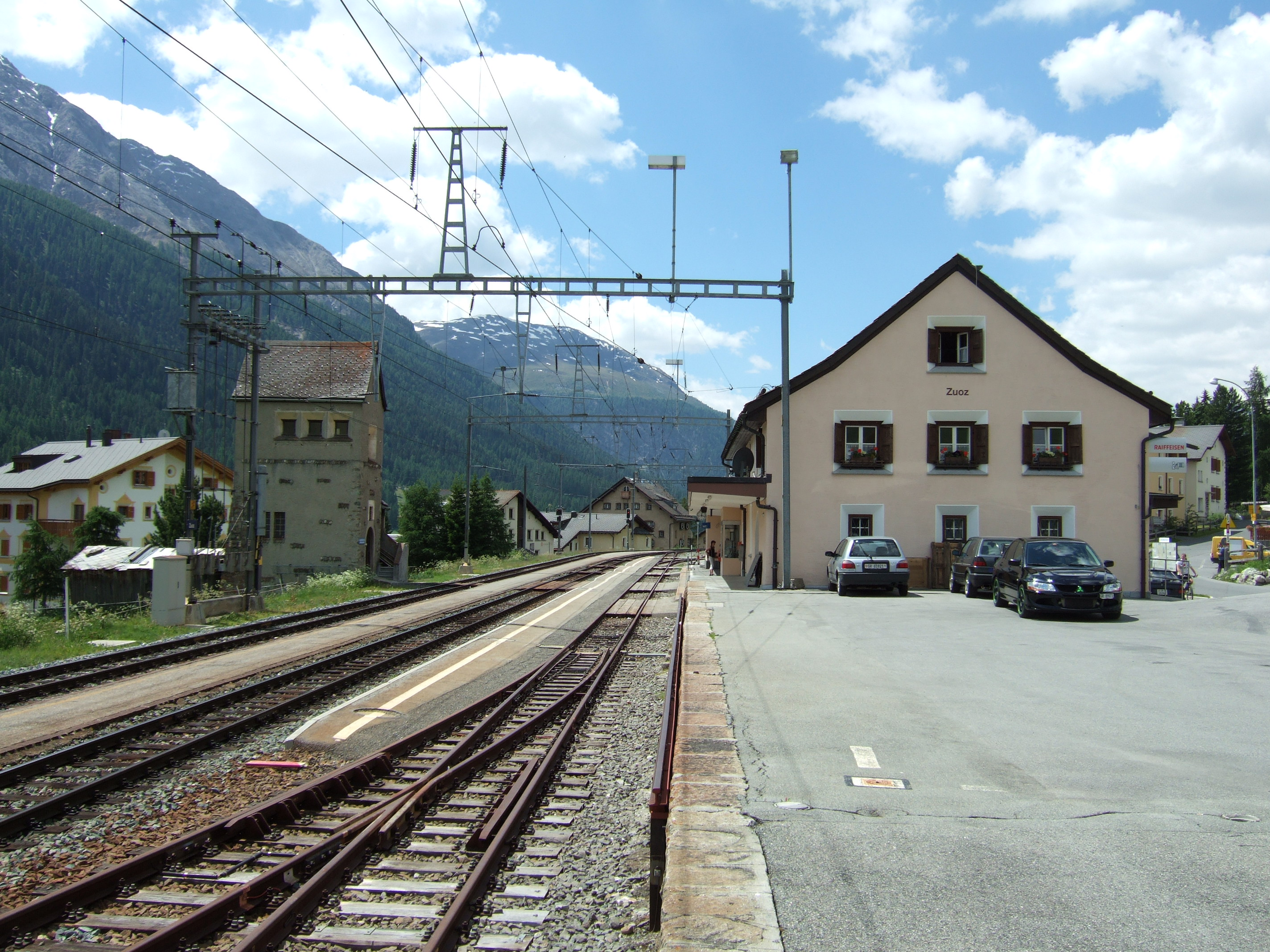
ツォーツ駅
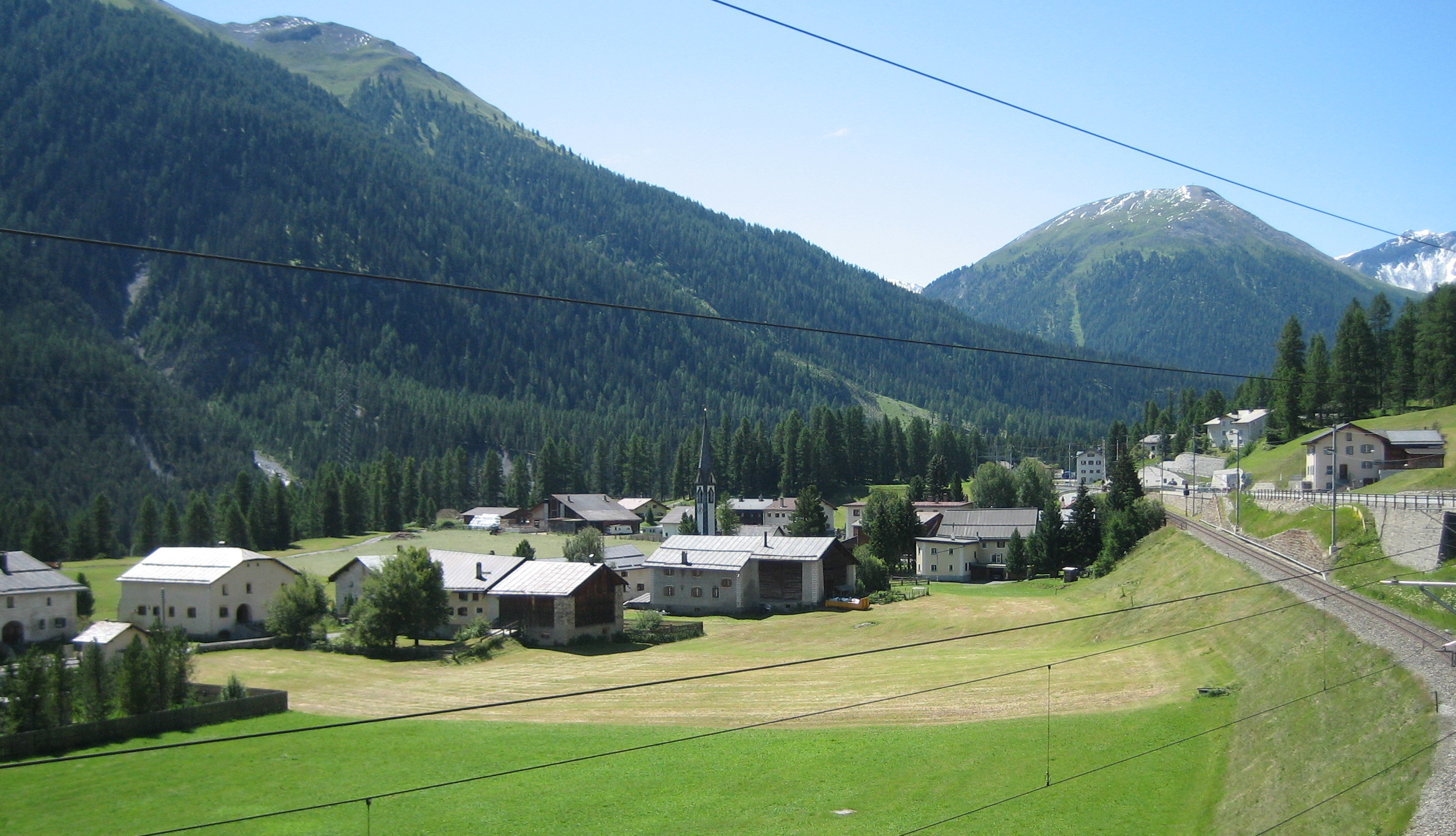
シャンフ駅とその付近
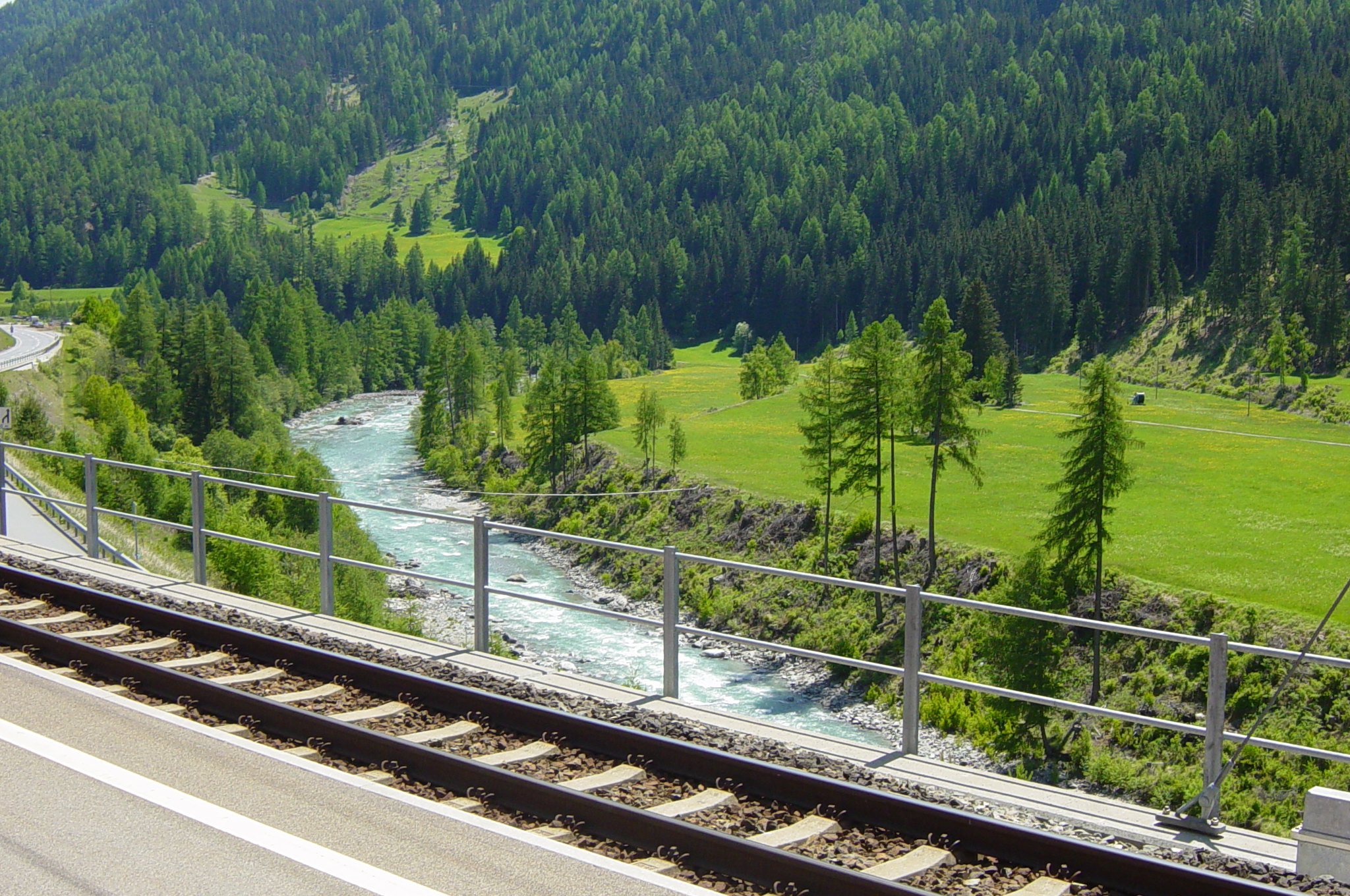
イン川、サヤインス付近
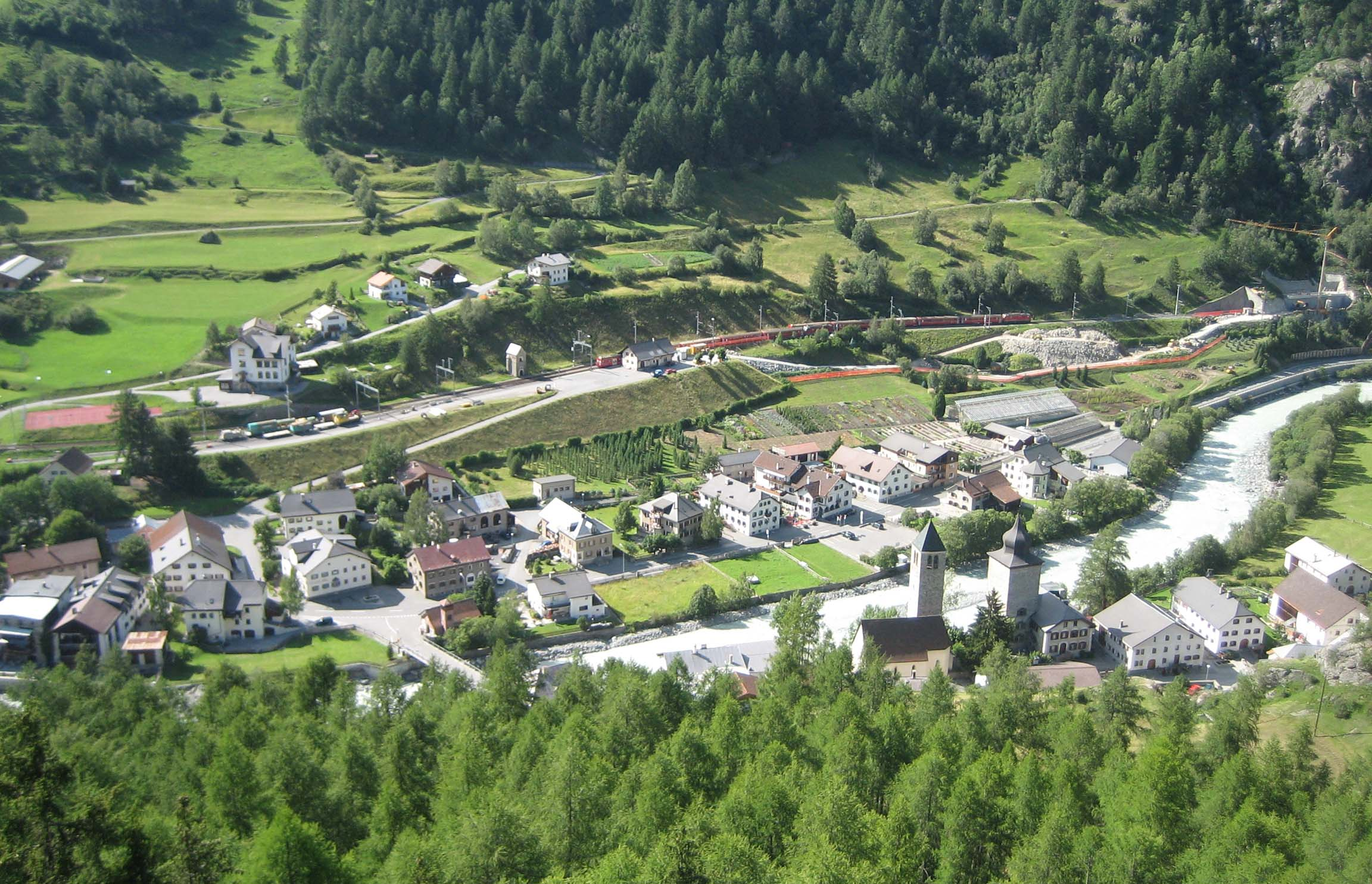
スーシュ駅とその付近
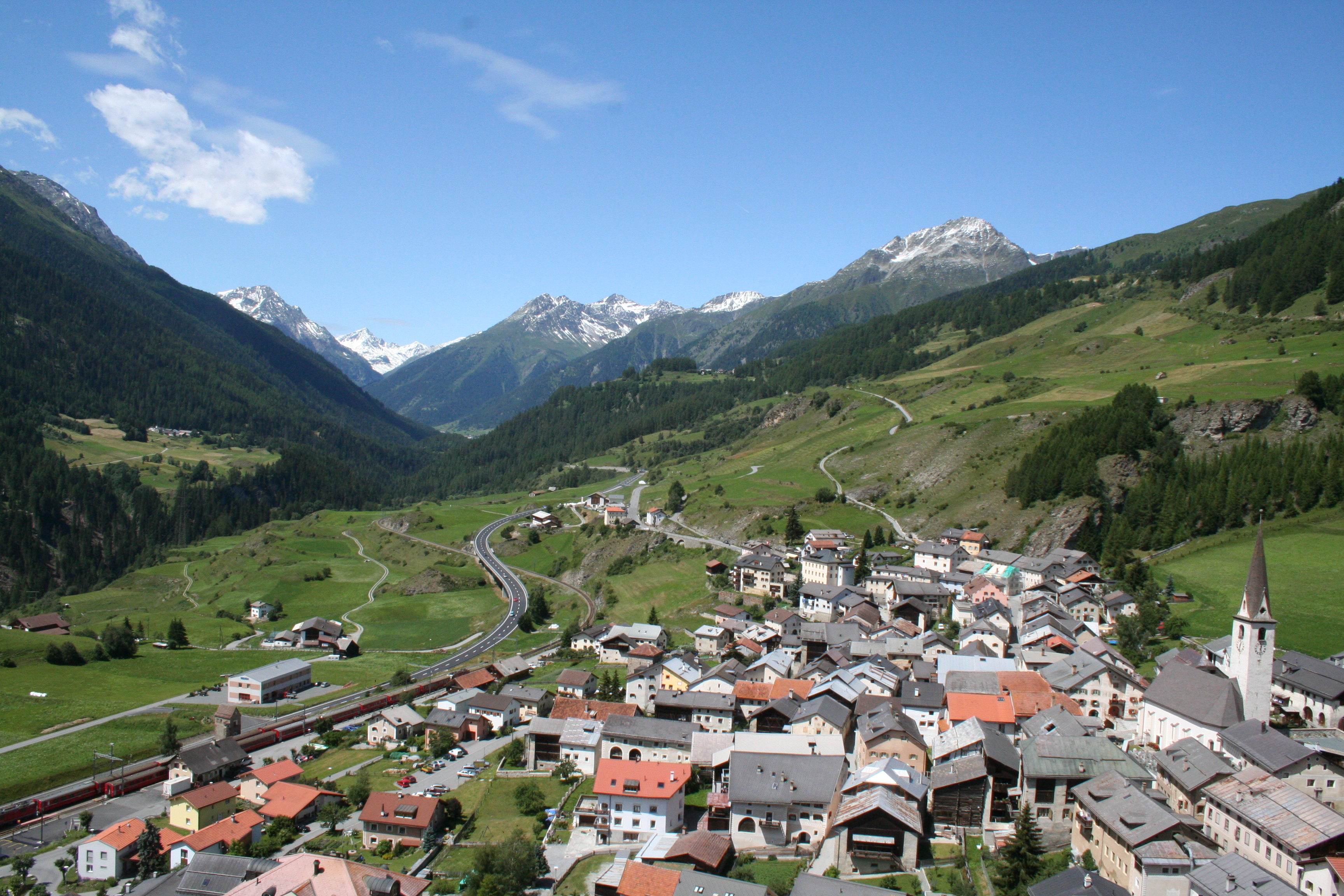
アルデッツ駅とその付近
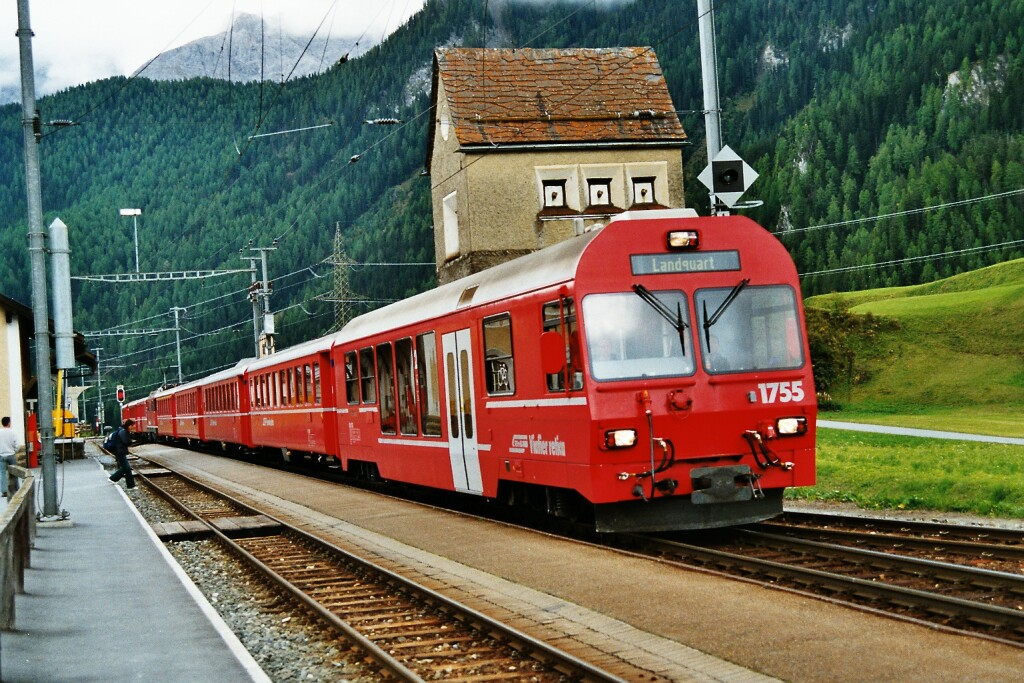
アルデッツ駅構内
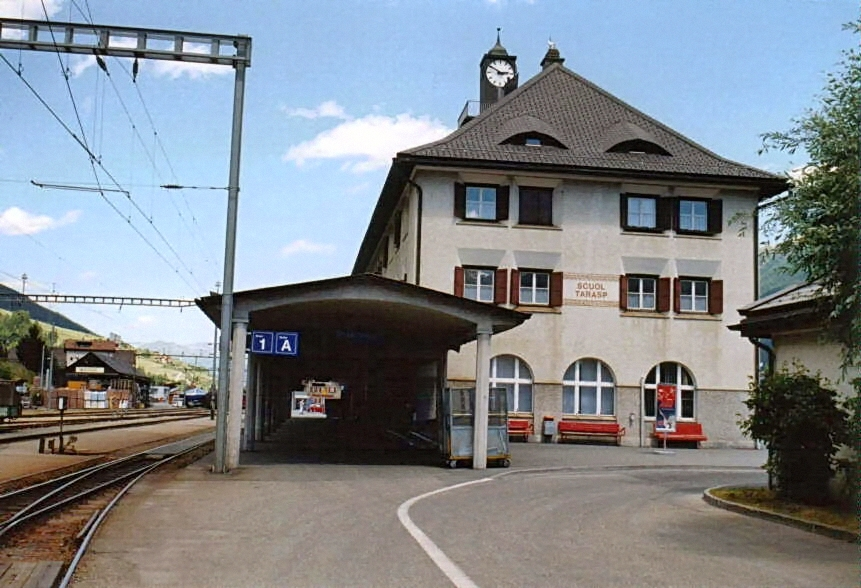
シュクオール・タラスプ駅、ウンターエンガディン地方では駅舎の様式が異なる

### サメダン - ポントレジーナ
- 路線長：5.9km
- 開通年：1908年7月1日
- 電気方式：交流11kV 16.7Hz
- 最急勾配：25パーミル
- 標高：1705.4-1773.7m
- 隧道：6箇所
- 橋梁：2箇所

アルブラ線のサメダンとベルニナ線のポントレジーナ間を短絡する路線で、サンモリッツを通らないベルニナ急行などが通過するほか、ポントレジーナ発のエンガディン線の列車が主に運転されている。
サメダン駅はアルブラ線のベーベル方面からの路線がサンモリッツ方面とベルニナ線方面に分岐する駅であるほか、サメダン機関区が置かれており、留置線や工場が設置されている。また、ポントレジーナ駅は架線電圧交流11kVの本線系統と直流1000Vのベルニナ線の接続駅であり、駅構内の4本の線路（うち3本がホーム付）のうち3番線1本が交流11kVと直流1000Vの切換式、2本が交流11kV、1本が直流1000V用となっており、ベルニナ線の留置線が併設されている。

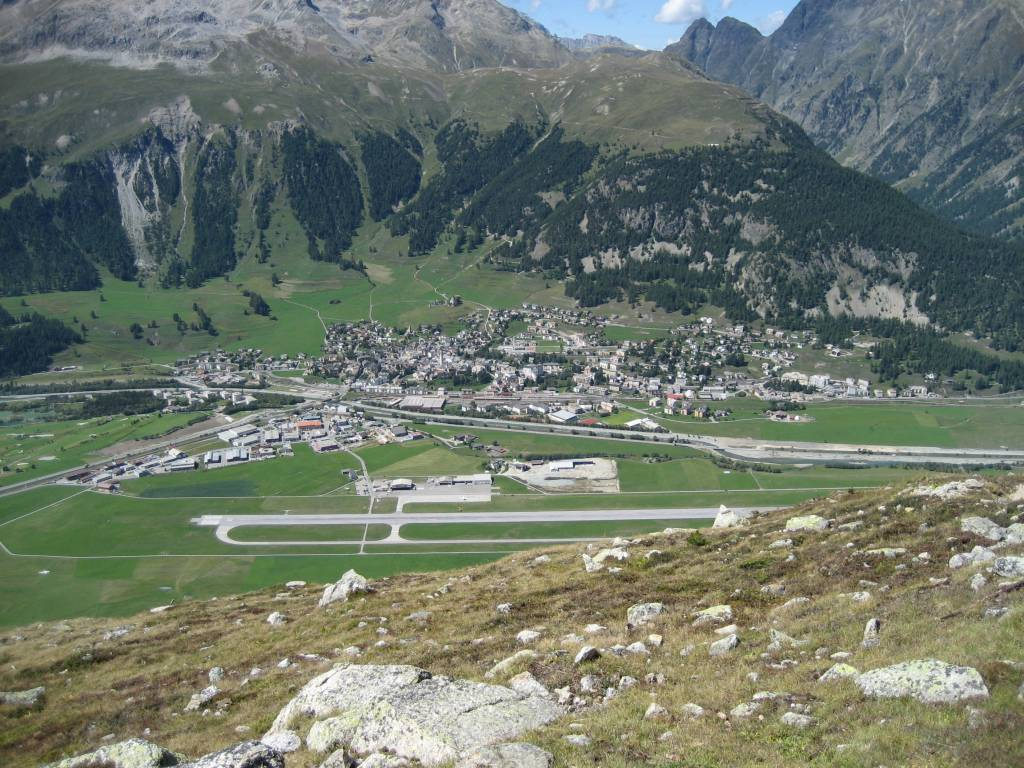
サメダン駅とその付近
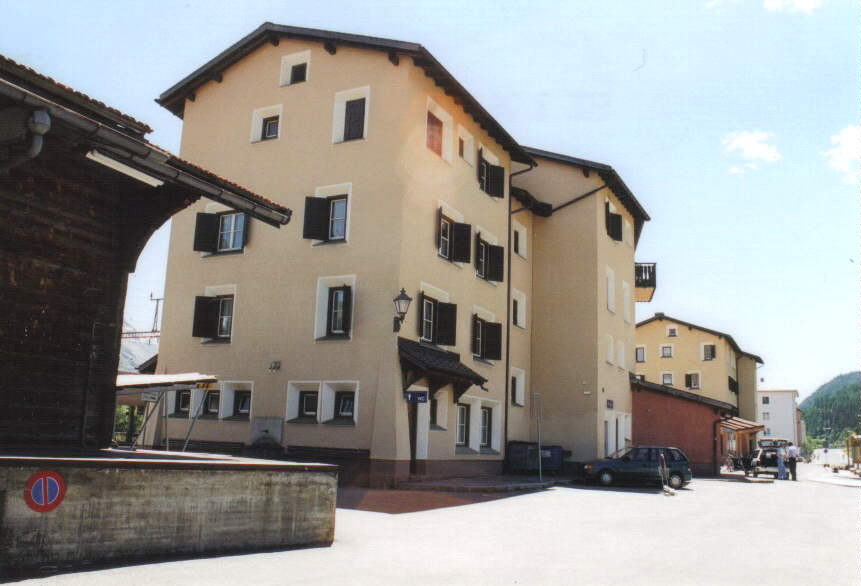
サメダン駅
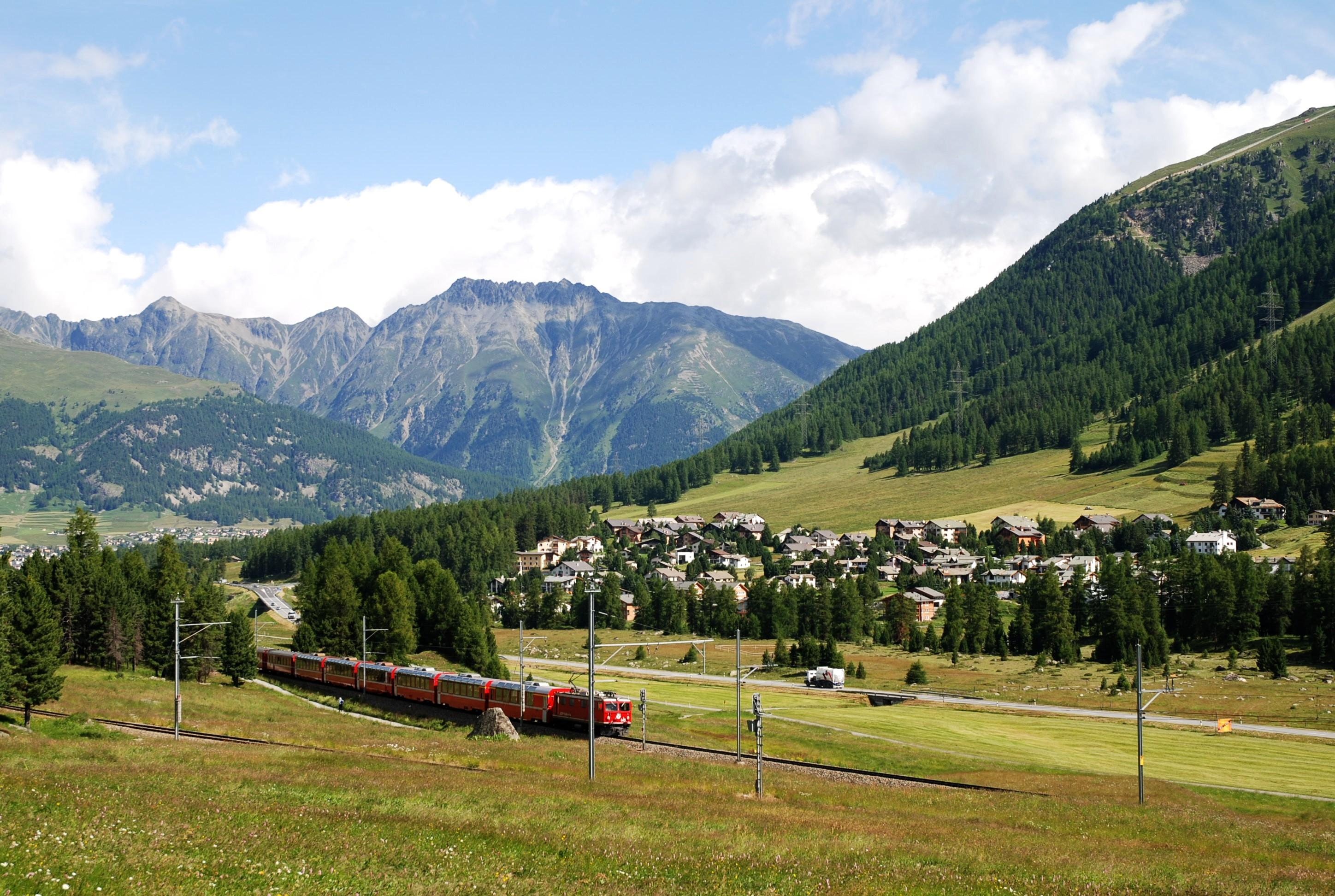
ポントレジーナ駅付近
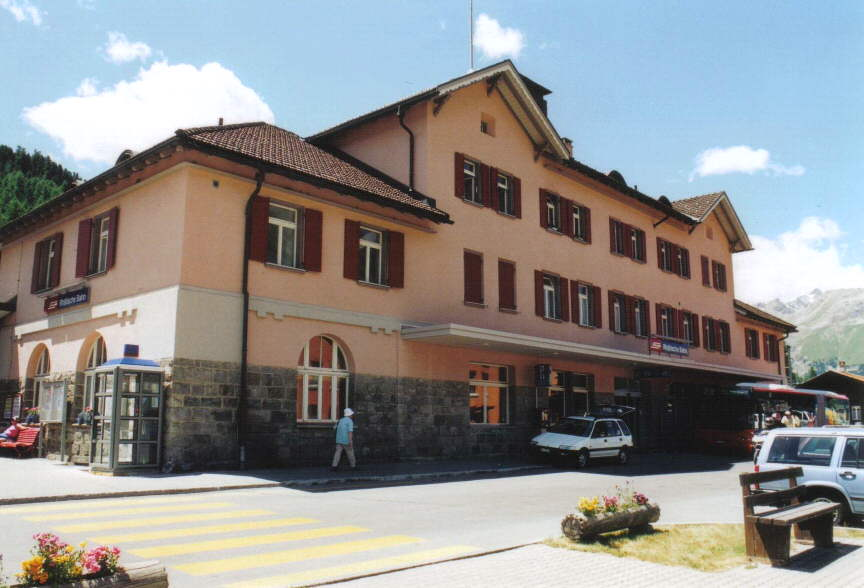
ポントレジーナ駅

### サンモリッツ - ティラーノ（ベルニナ線）
- 路線長：60.7km

ベルニナ線の線路高低図

- 開通年：1908年 7月1日（一部、夏季のみ）/ 1910年 7月5日 全線開通
- レーティッシュ鉄道へ合併：1943年1月1日
- 電気方式
  - 直流750V（1935年まで）
  - 直流1000V（1935年以降）
- 最急勾配：70パーミル[8][9]
- 最小曲線半径：45m
- 標高：429.3-2253.2m
- 隧道：11箇所
- 橋梁：11箇所

サンモリッツからベルニナ峠を越えイタリアのティラーノまで下る路線。1908年ベルニナ鉄道として部分開業し、1910年全線開通。
観光列車として知名度の高いベルニナ急行の運行区間の一つであり、終点のティラーノ駅ではトレニタリアと接続する。ティラーノ駅は当鉄道で唯一イタリア領にあるが、2022年現在イミグレーションは不要。税関検査や申告が必要な場合のみ同駅で行われる。
最高標高2253 mは粘着式鉄道としてはヨーロッパで最大であり、高度差1824mを最急勾配70パーミル、最急曲線半径45mで越える山岳路線で、途中区間は森林限界を超え、途中の車窓からは3箇所の氷河が見られる。また、一部区間では併用軌道を走行する。
日本の神奈川県を運行する小田急箱根の鉄道線（箱根登山電車）は、海外視察者からの情報や、建設当時の同鉄道の技師長がベルニナ線を視察、調査した結果などを基に建設されており、このことが縁で1979年にレーティッシュ鉄道と箱根登山鉄道（当時）は姉妹鉄道となっている。ベルニナ線の主要3駅には箱根登山鉄道から寄贈された駅名板が設置されているほか、1990年製造のABe4/4 54号機が「Hakone」と命名された。2010年、Ge4/4 II 622号機が「箱根登山電車」広告車両となった。2014年には箱根登山鉄道の3000形がABe8/12_3501-3515形の愛称にならって、「アレグラ号」と命名された。

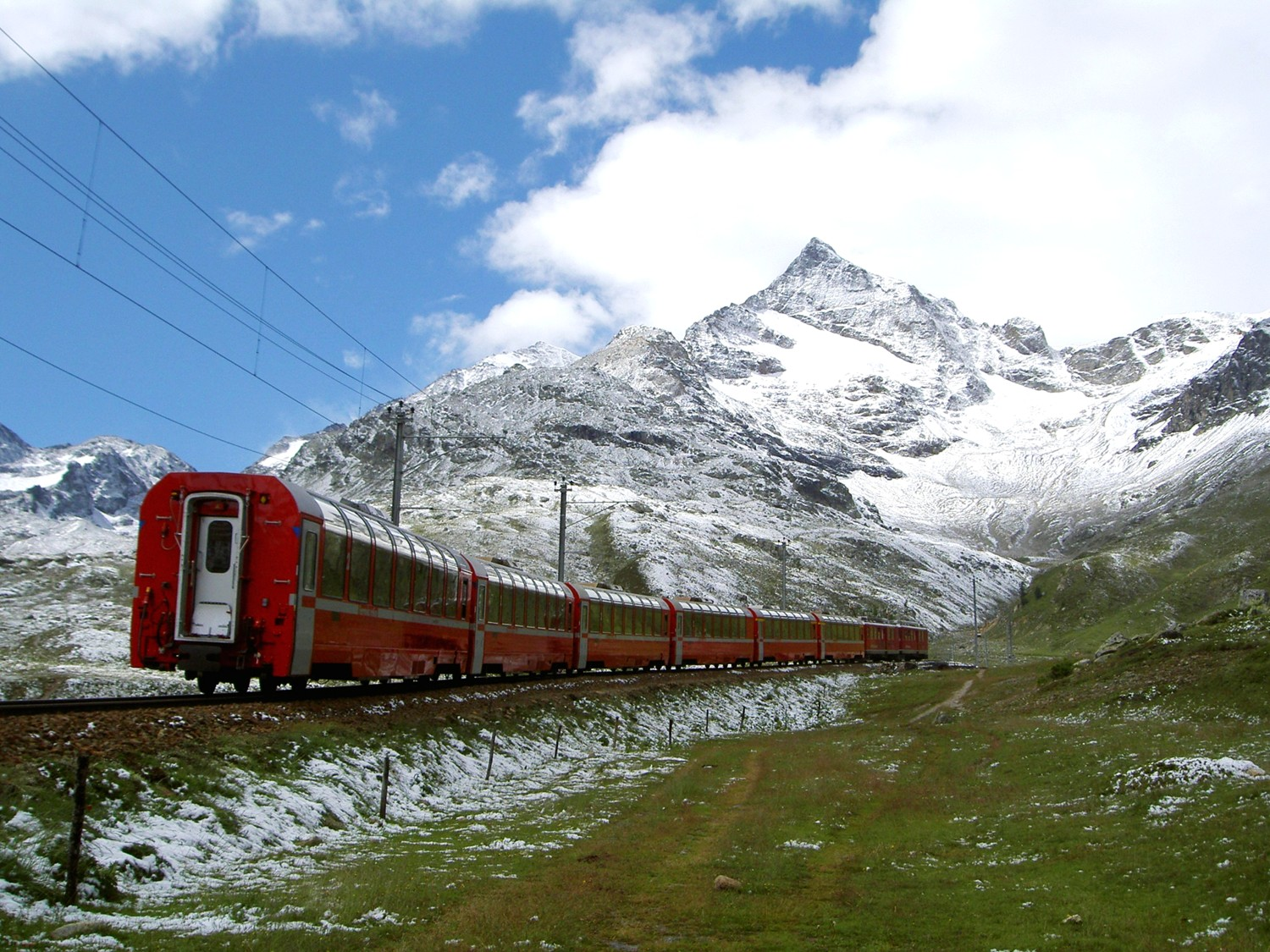
ベルニナ峠を下るベルニナ急行
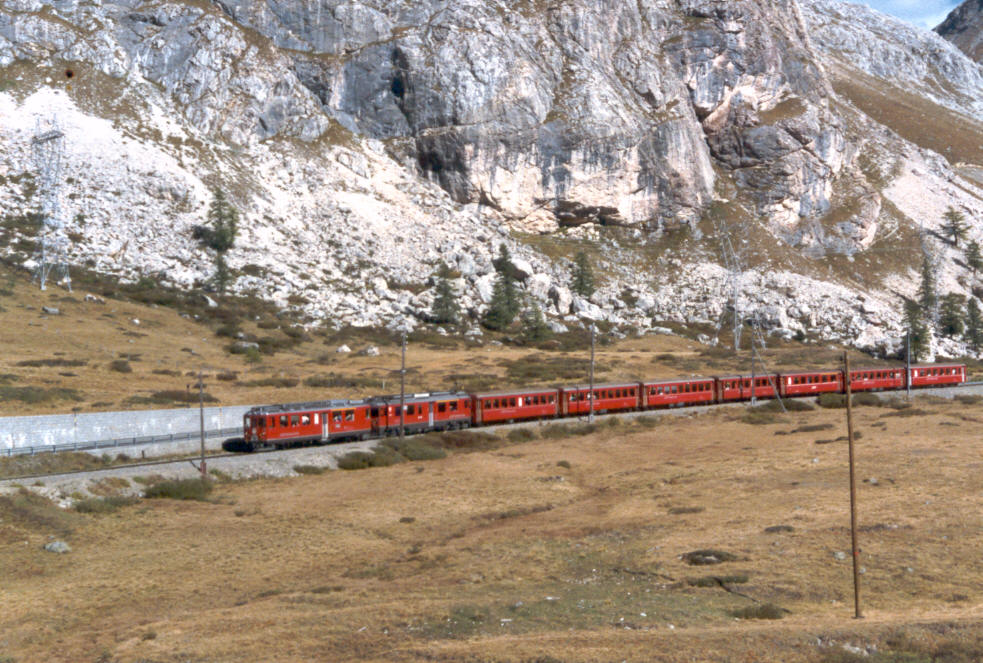
森林限界上を行く列車
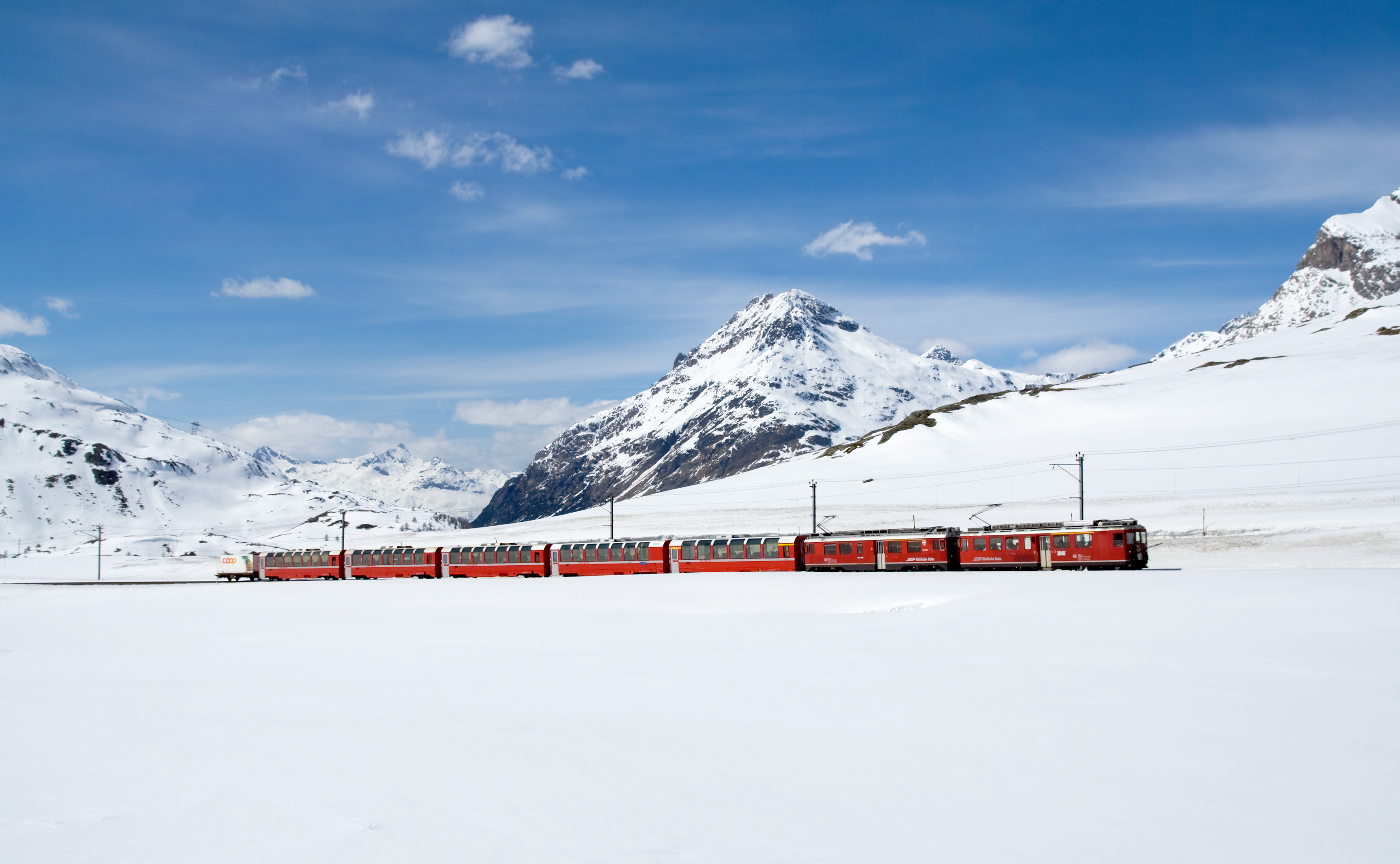
冬のオスピッツォ・ベルニナ付近のベルニナ急行
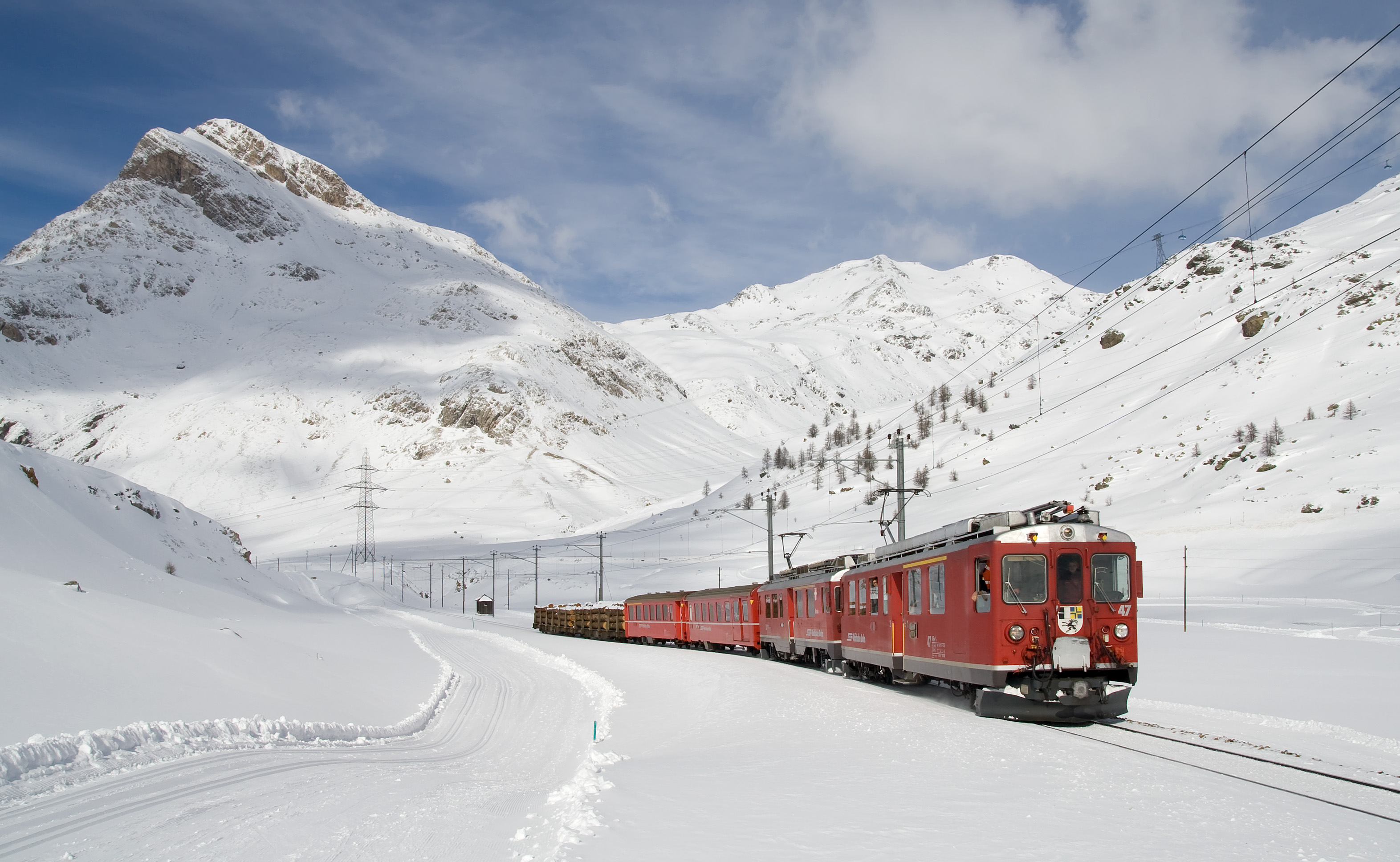
冬のオスピッツォ・ベルニナ付近の混合列車
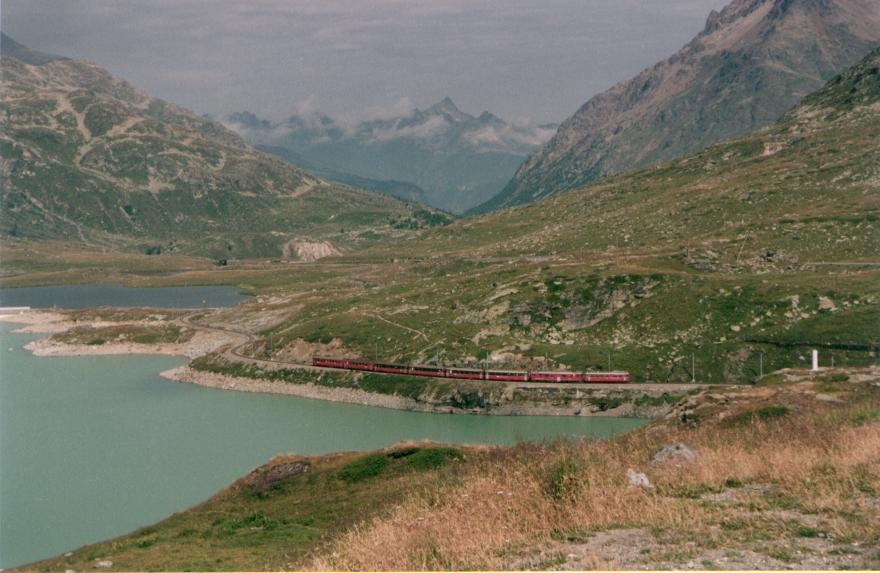
ラーゴ・ビアンコ付近
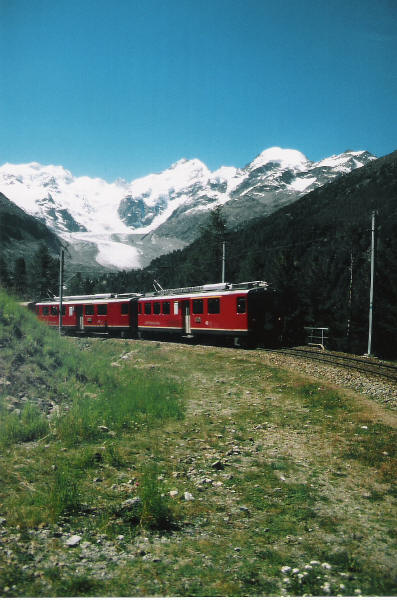
モルテラッチュ氷河
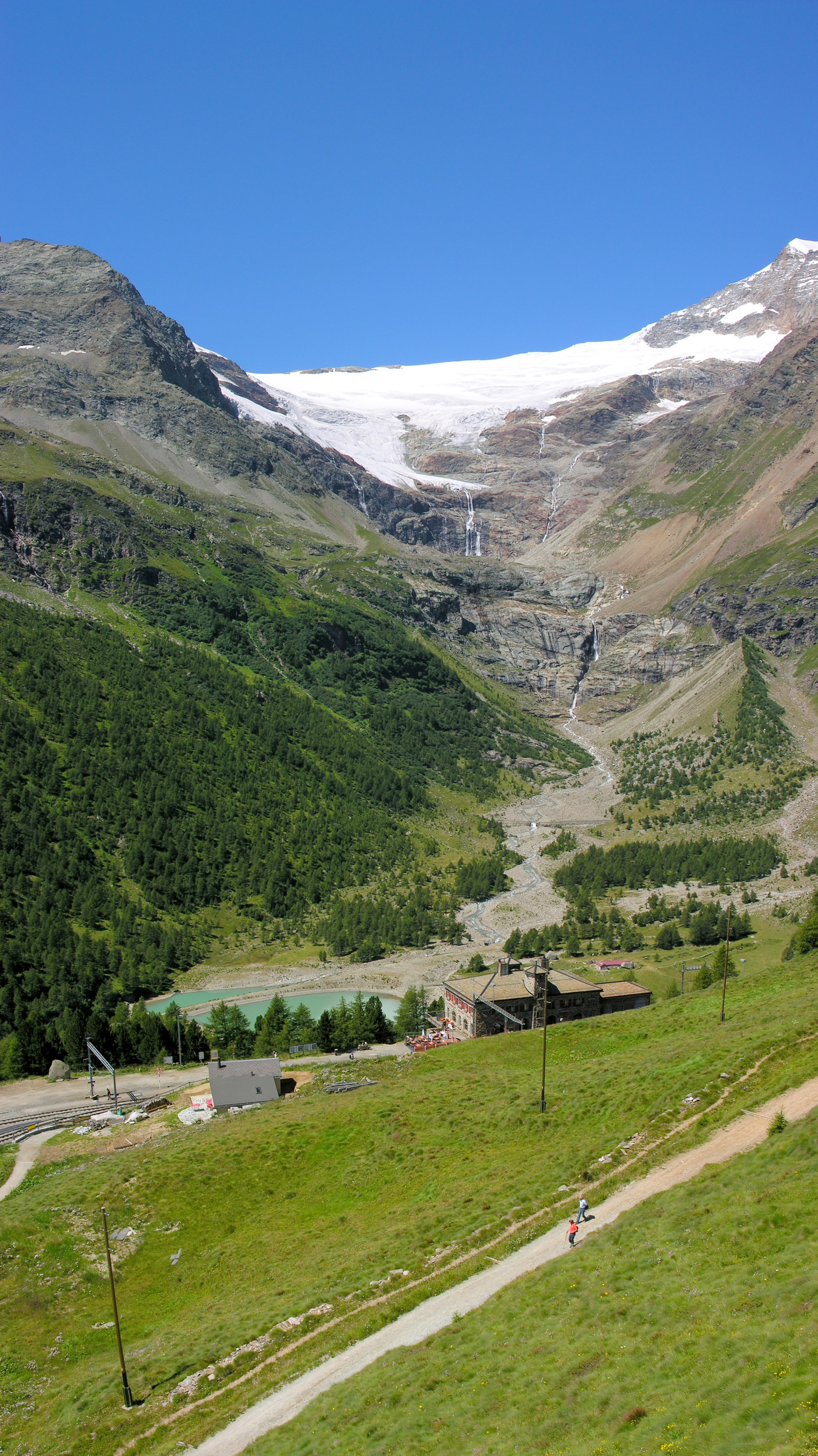
アルプ・グリュム駅とパリュー氷河
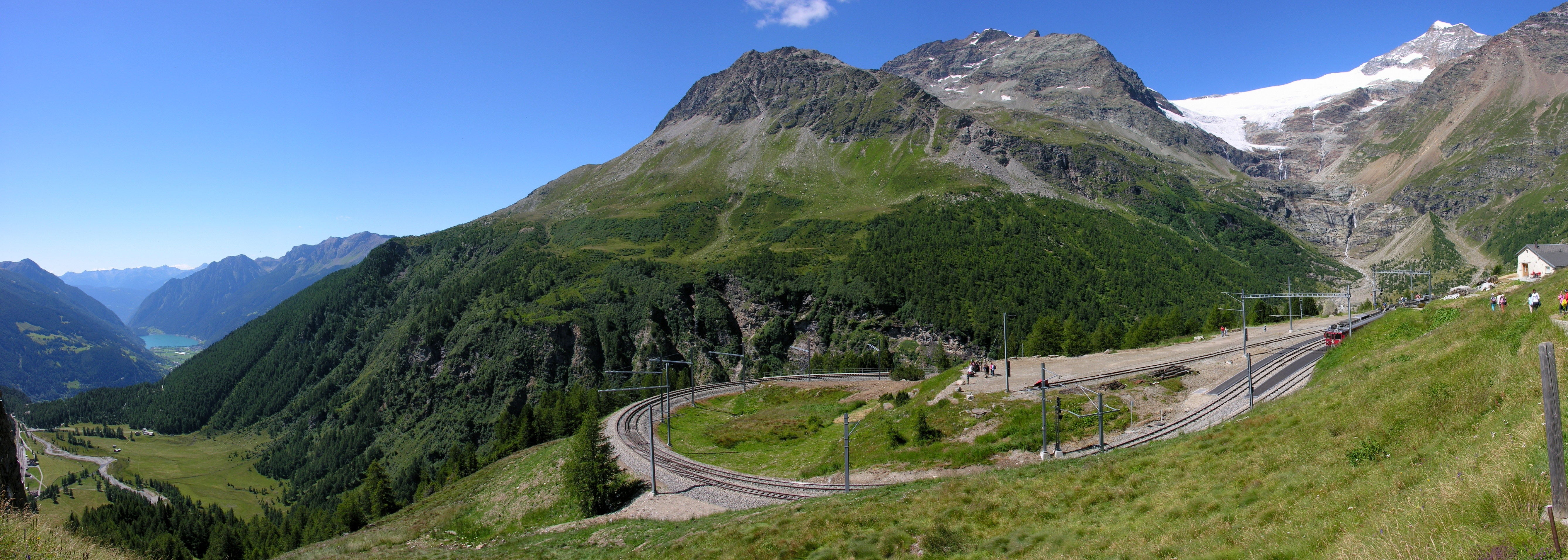
アルプ・グリュム駅とヘアピンカーブ
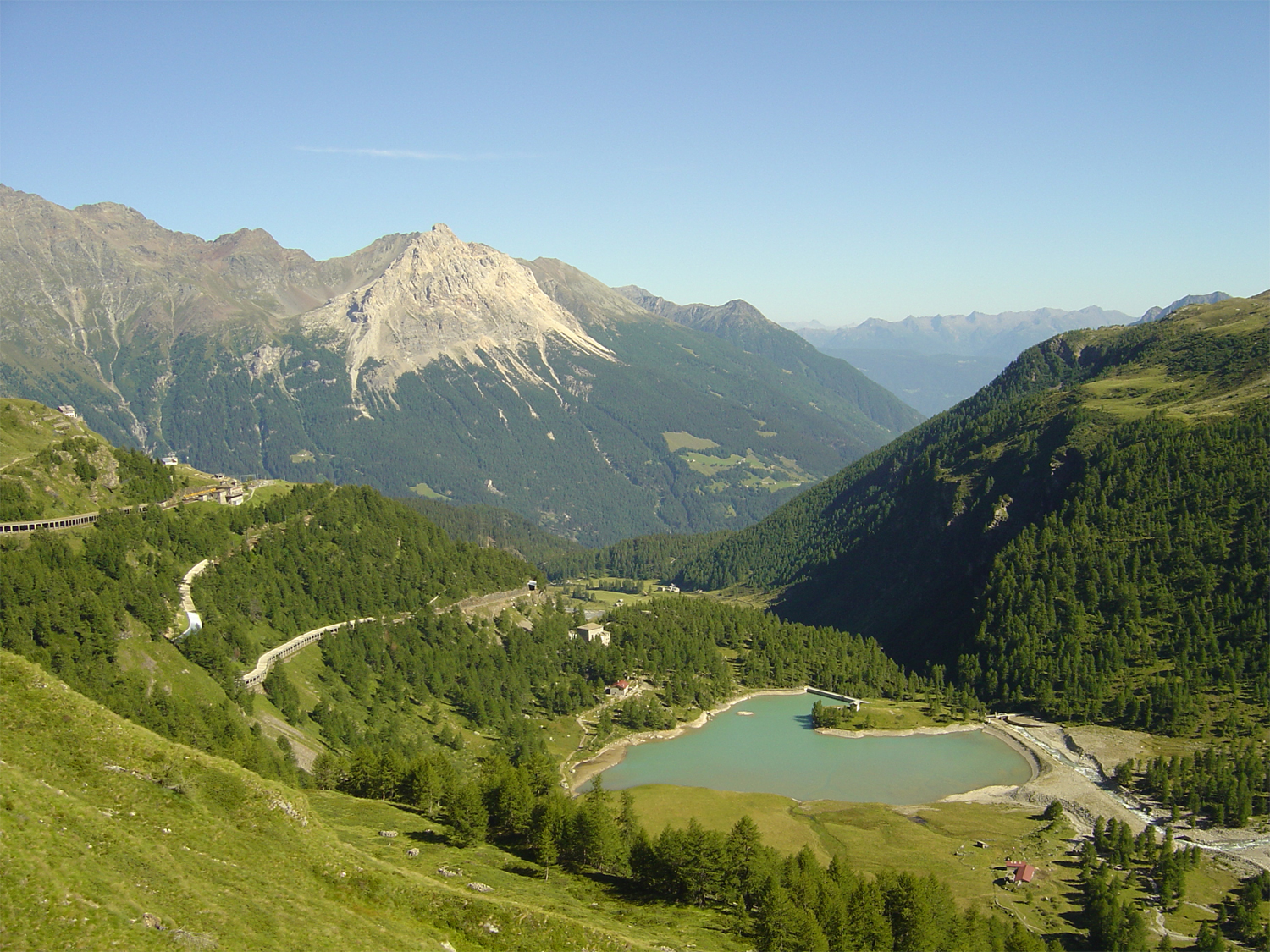
アルプ・グリュム付近、左側のスノーシェッドに覆われたつづら折りの線路がベルニナ線
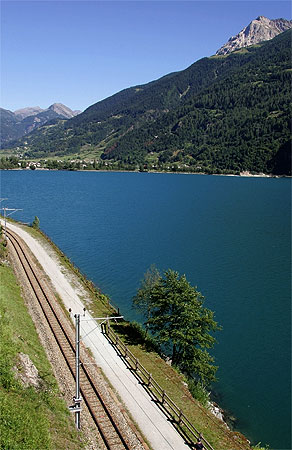
ポスキアーヴォ湖
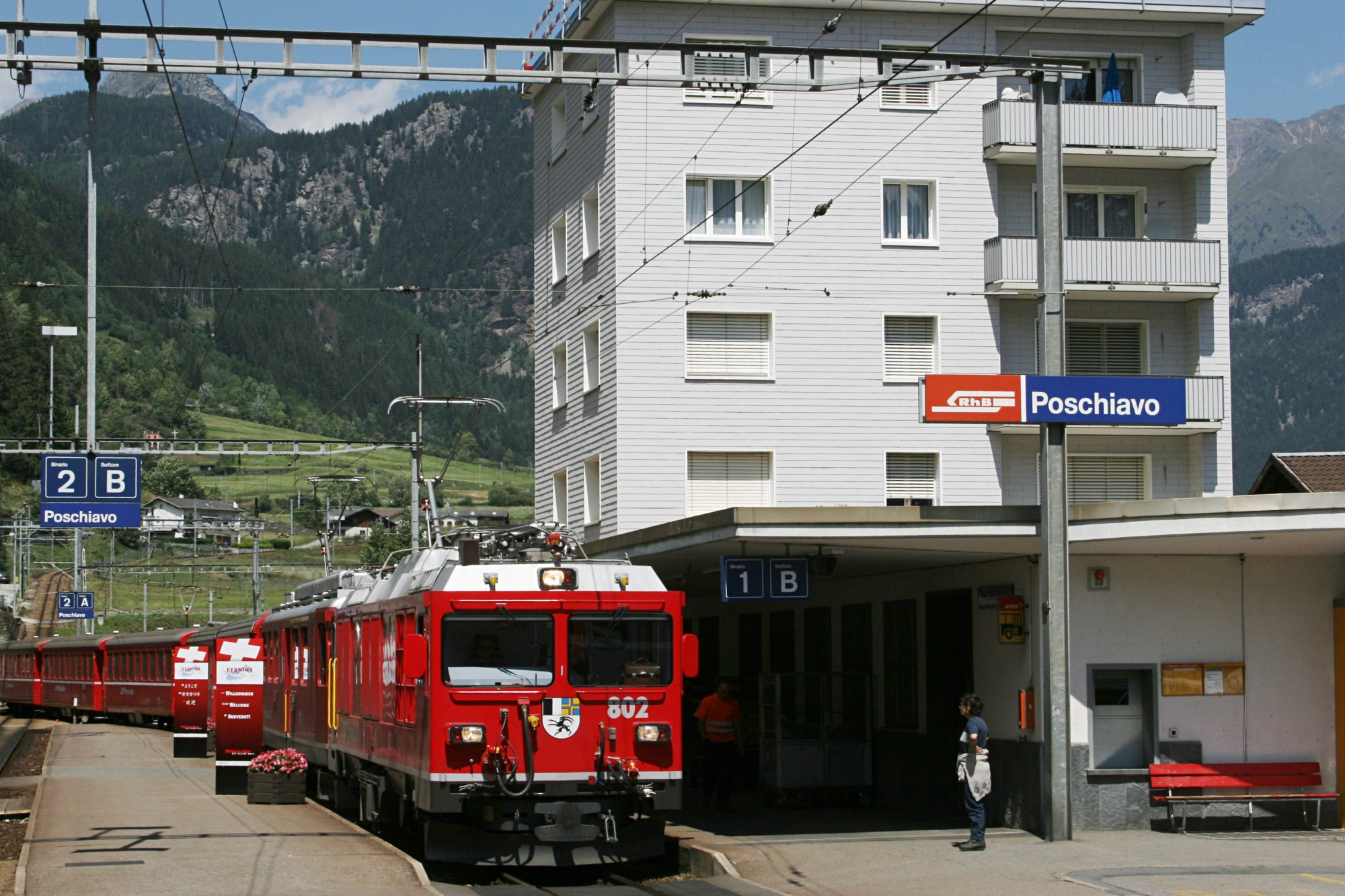
ポスキアーヴォ駅
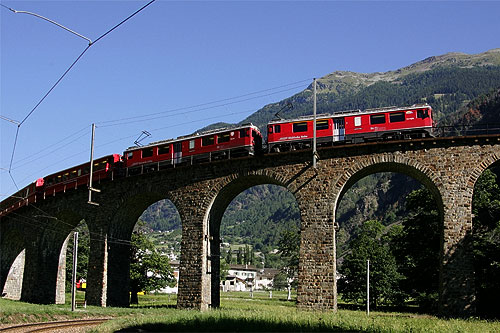
ブルージオのオープンループ
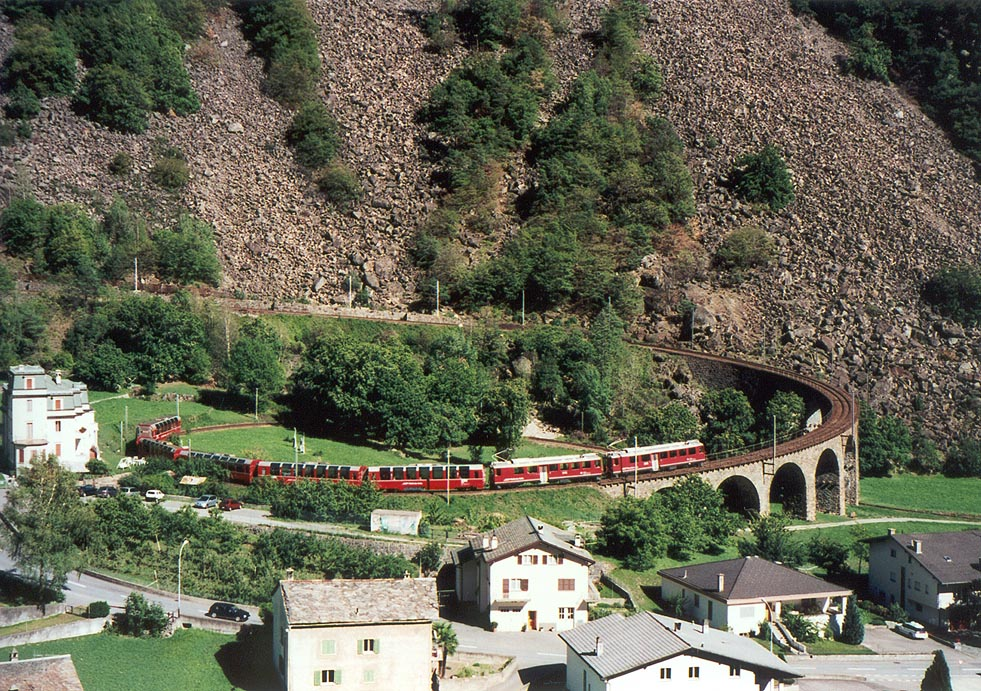
ブルージオのオープンループ
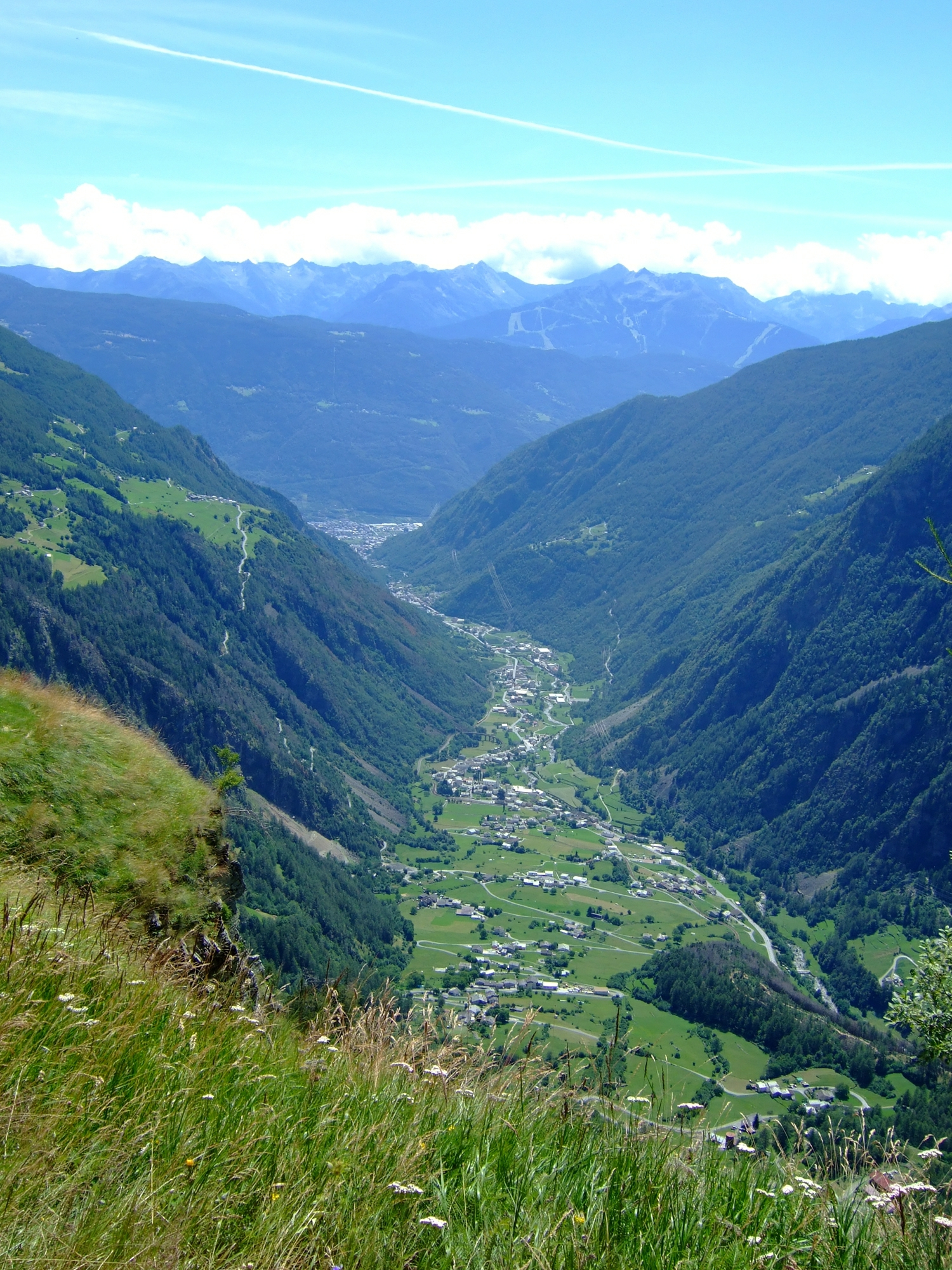
ブルージオ駅とその周辺
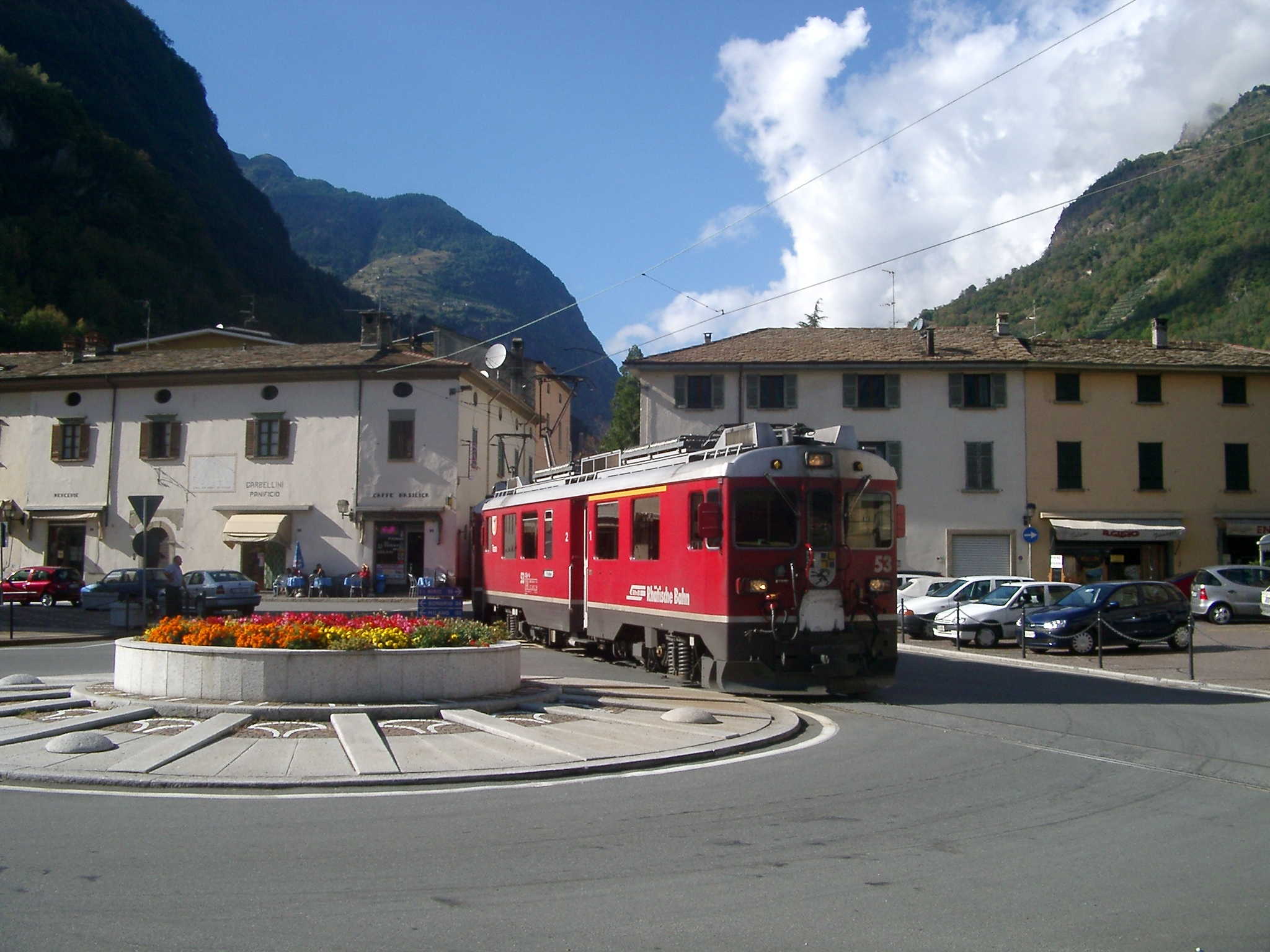
ティラーノ市内の併用軌道
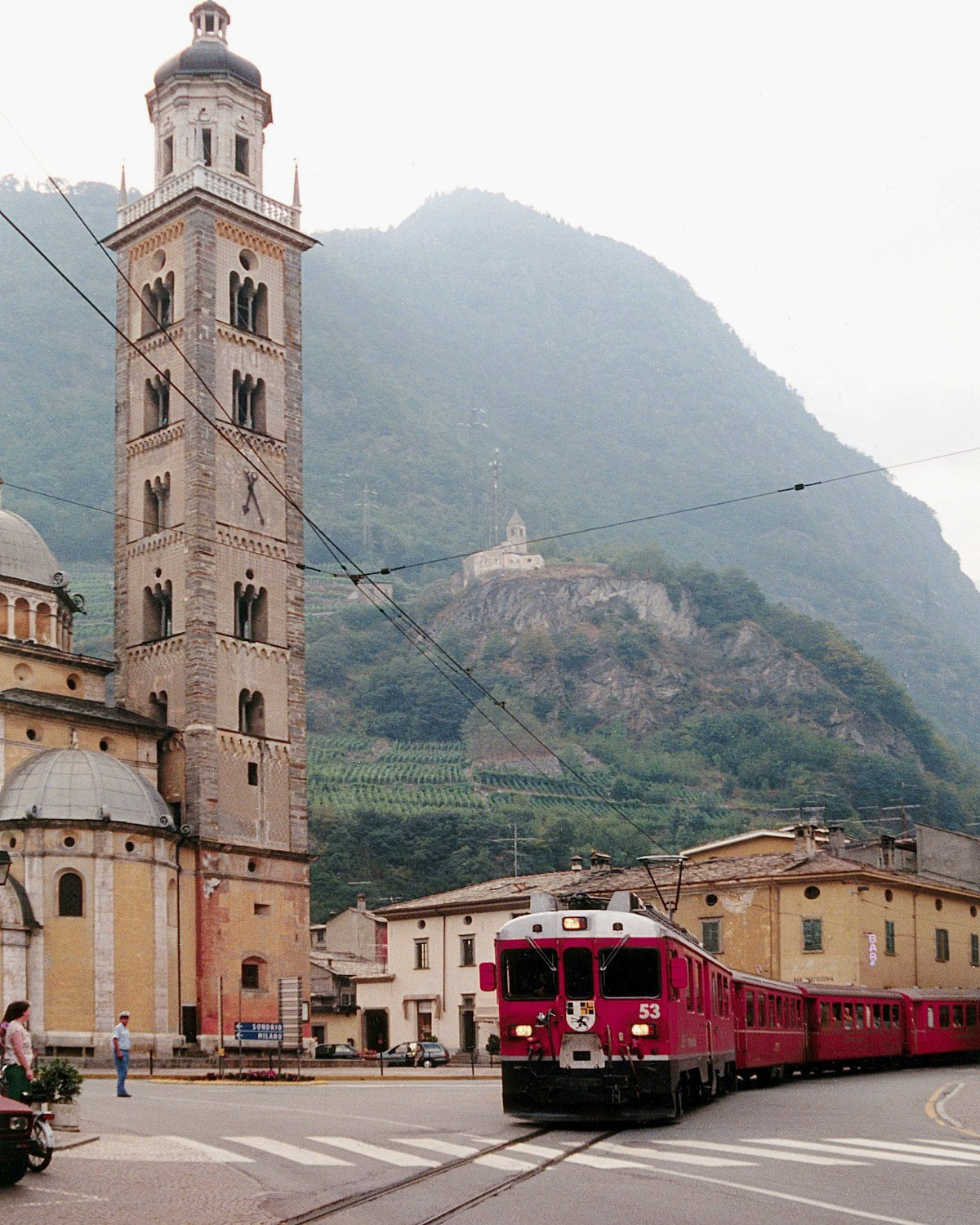
ティラーノのシンボルであるマドンナ・ディ・ティラーノ巡礼教会
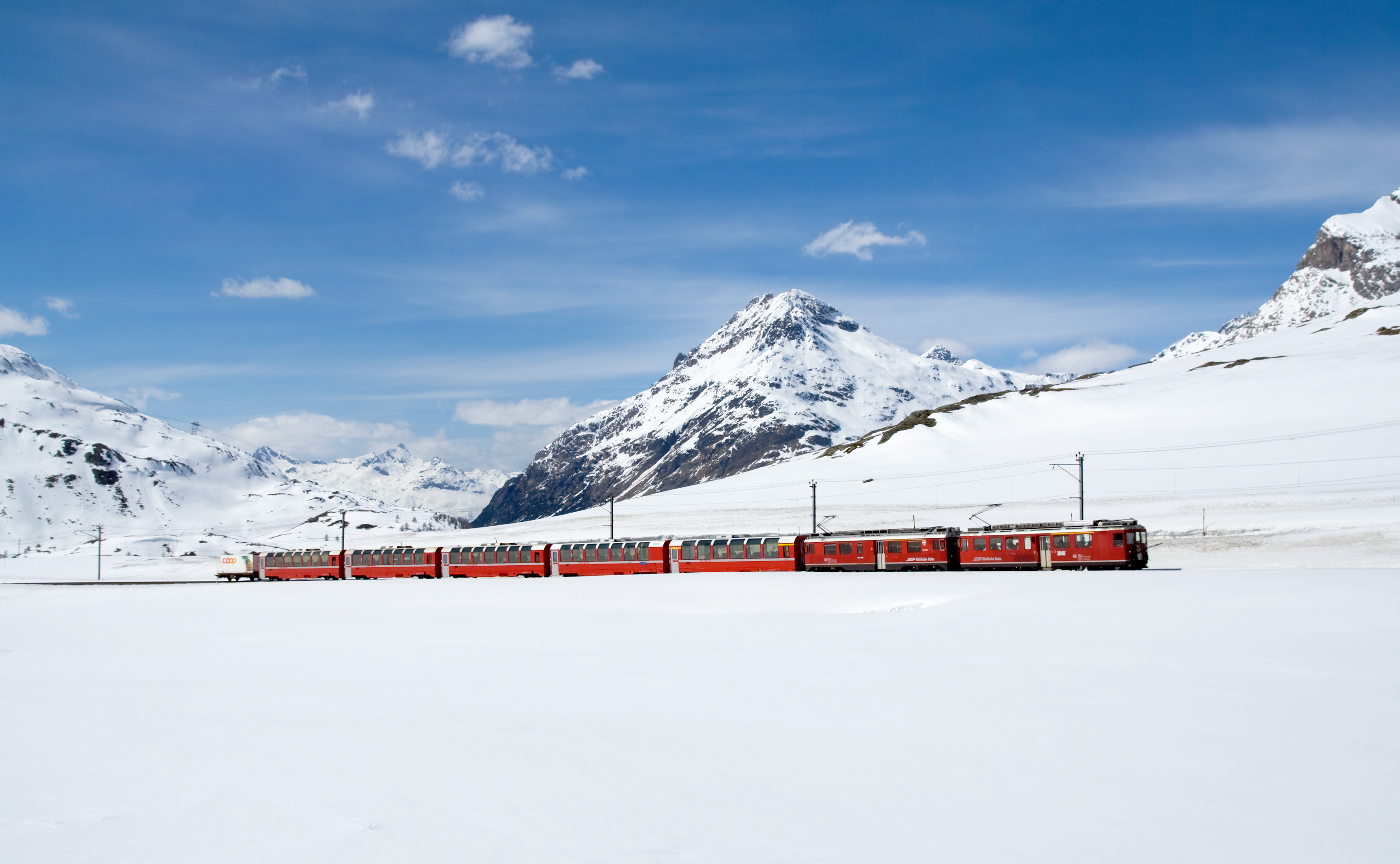
冬のベルニナ峠を走る ベルニナ急行
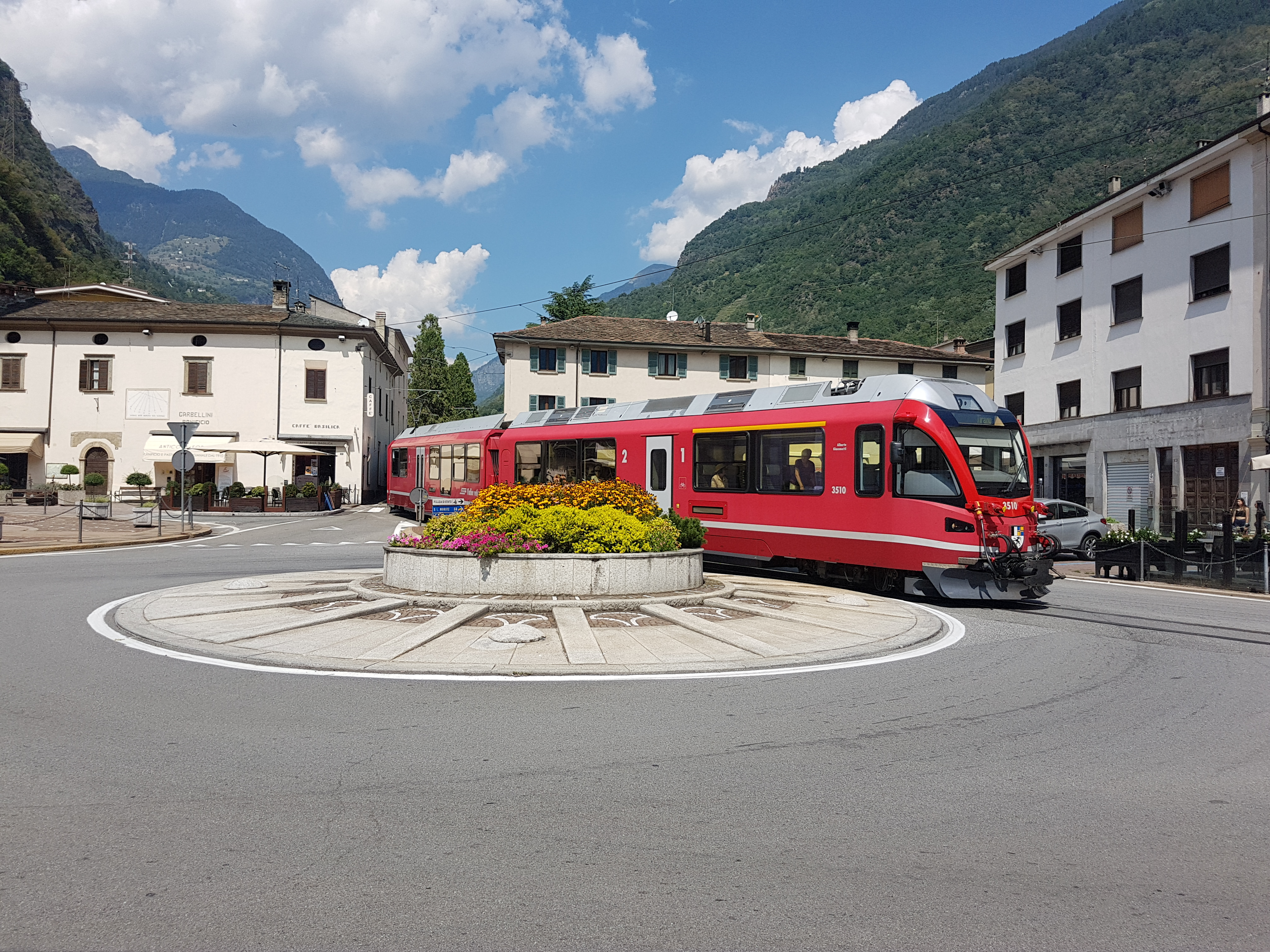
併用軌道を走るABe8/12形通称"Allegra（アレグラ）"
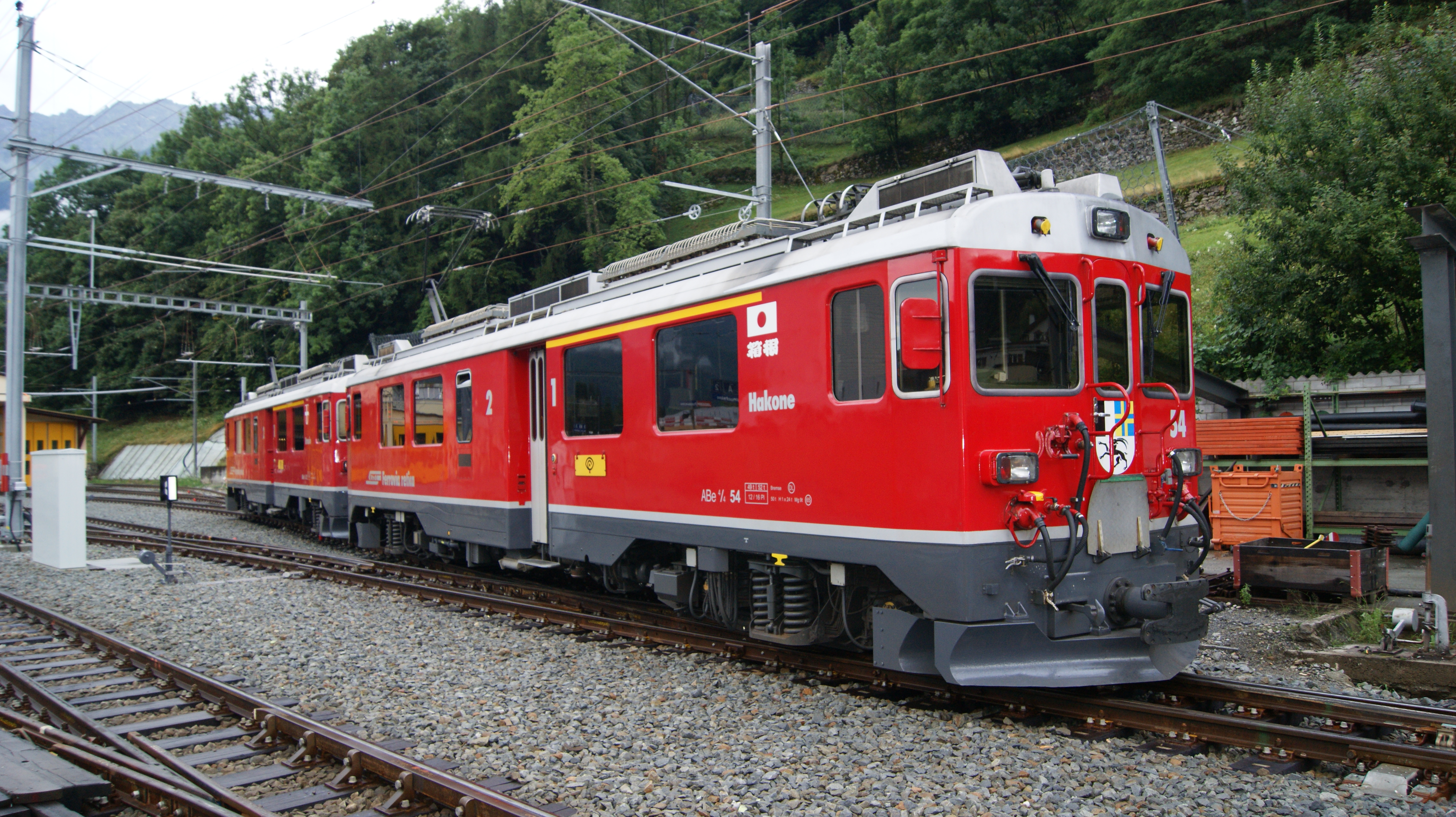
ABe4/4 54号機 "Hakone（箱根）"

### ベリンツォーナ-メソッコ（ベリンツォーナ - メソッコ線）
- 路線長：31.3km
- 開通年：
  - ベリンツォーナ-メソッコ電気鉄道ベリンツォーナ - ロスタッロ間（21.4km）：1907年5月6日
  - ベリンツォーナ-メソッコ電気鉄道ロスタッロ - メソッコ間（9.9km）：1907年7月31日
- レーティッシュ鉄道へ合併：1942年1月1日
- ベリンツォーナ - カスティオーネ間廃止、全線の旅客列車廃止：1972年5月28日
- カーマ - メソッコ間廃止：1978年8月
- メソルチーナ鉄道[注釈 15]へ譲渡：2003年12月31日
- カスティオーネ - ローベレド間の線路撤去開始 : 2014年6月
- 電気方式：直流1500V
- 最急勾配：60パーミル
- 最小曲線半径：80m
- 標高：244-769m
- 隧道：3箇所
- 橋梁：28箇所

ベリンツォーナ-メソッコ電気鉄道がティチーノ州の古都で、現在では世界遺産となっている「ベッリンツォーナ旧市街の3つの城と防壁・城壁群」があるベリンツォーナからメソッコまでを開業させた山岳路線で、メソッコから先レーティッシュ鉄道のフィリズール近辺への延長を計画していたが実現しなかった。
1960年代に路線に並行して国道A13号線が開通して、冬季でも安定した自動車輸送が可能になったことから旅客輸送量が減少したため、1966年頃から廃止の検討がなされ、1972年5月28日にはベリンツォーナ - カスティオーネ間3.5kmが廃止となると共に全線の旅客輸送が廃止され、PTTバスに転換された。さらに、1978年8月7、8日の暴風雨により大きな被害を受けたカーマ - メソッコ間15.1kmはそのまま休止となり、1979年12月9日に廃止となった。
カスティオーネ駅はスイス国鉄との連絡駅であり、スイス国鉄の1435mm軌間の貨車を標準軌貨車積載車に積載する設備が設けられていた。グロノ駅やサン・ビトーレ駅手前にも同様の設備があり、そこから1435mm軌間の引込線が工場等へ設けられていた。
1995年以降にはメソルチーナ鉄道の手でファントレインが運行され、ベリンツォーナ- メソッコ線の車両のほか、レーティッシュ鉄道、ベルニナ鉄道その他スイス私鉄の旧型客車や電車が使用されているほか、1997年にはレーティッシュ鉄道のG3/4形1号（ハイジ）蒸気機関車によるスイス鉄道150周年記念列車も運行されている。
2003年12月31日には残ったカスティオーネ - カーマ間と所属車両がメソルチーナ鉄道に譲渡され、譲渡された車両の中の旧ベリンツォーナ-メソッコ電気鉄道の電車の復元も計画されていたが、2013年には旅客輸送免許が失効した。2014年6月には ローヴェレド駅付近での道路整備事業に伴い、線路が撤去され、カスティオーネ - ルミーノ間でも線路が撤去されている。
同年8月4日には、カスティオーネ～カランアシャ橋における占有許可も取り消されており、残ったグロノ - カーマ間の占有許可も2020年には失効するとみられる。

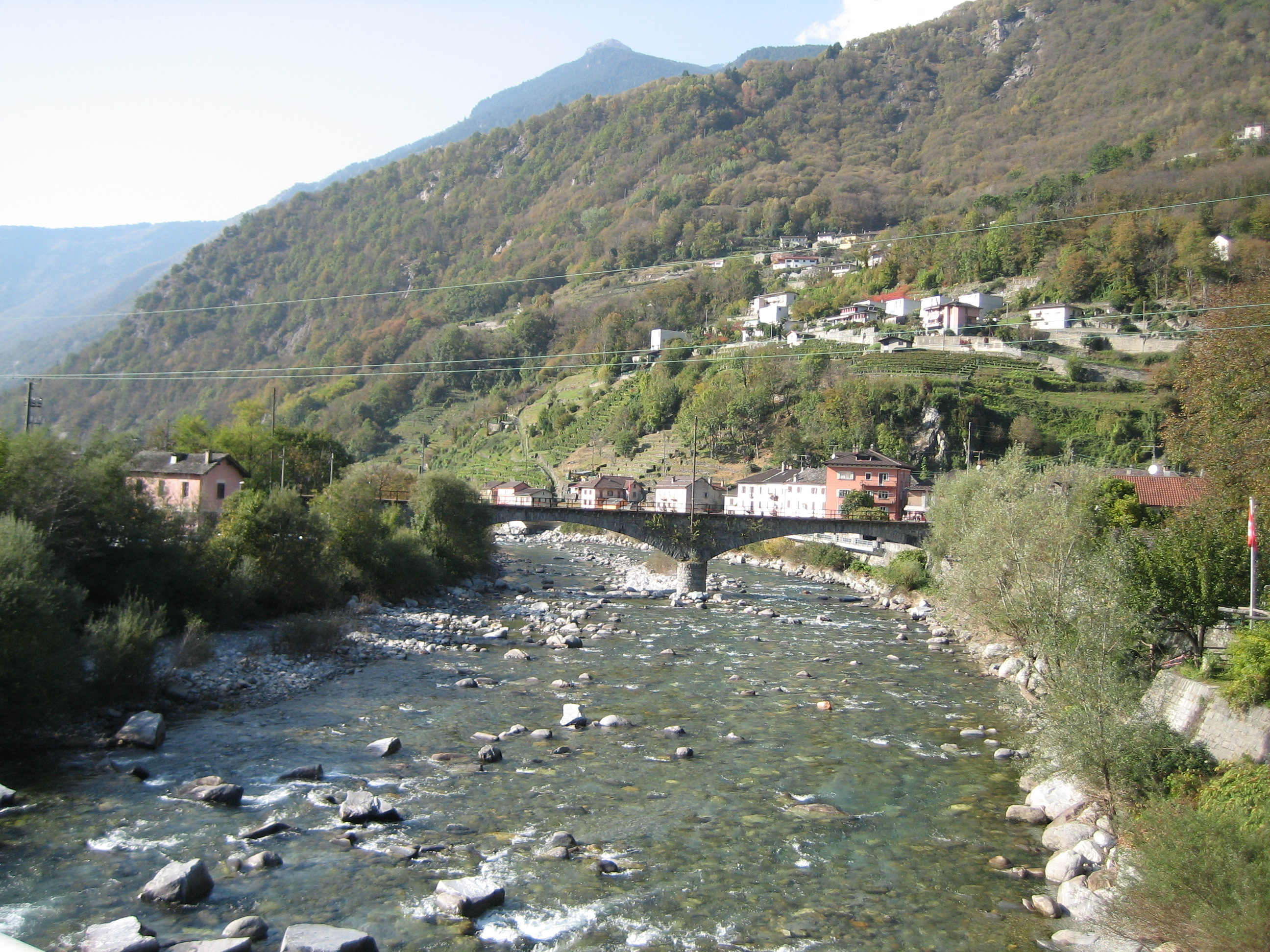
ベリンツォーナ - メソッコ線の旧モエザIII橋 北緯46度14分16秒 東経9度7分54秒 / 北緯46.23778度 東経9.13167度
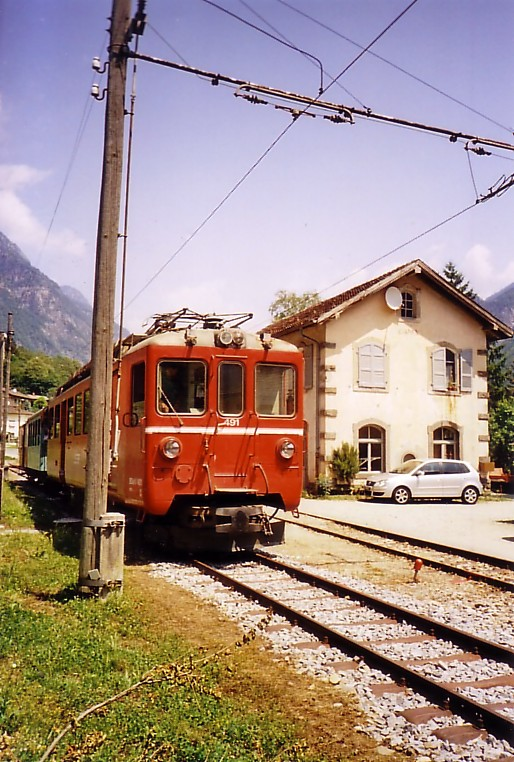
旧カーマ駅 北緯46度16分21秒 東経9度10分09秒 / 北緯46.27250度 東経9.16917度
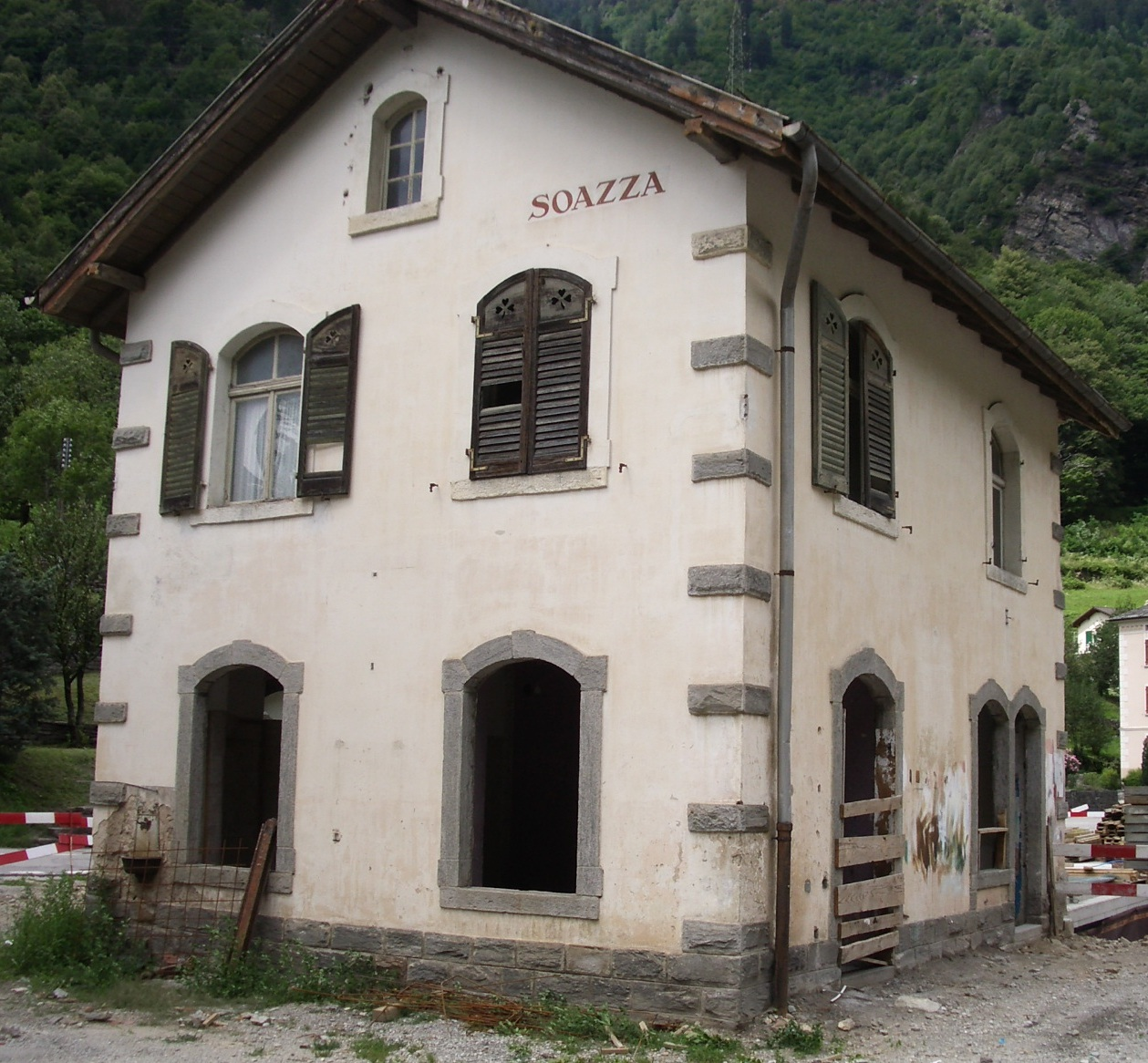
旧ソアッツァ駅 北緯46度22分02.8秒 東経9度13分22.5秒 / 北緯46.367444度 東経9.222917度
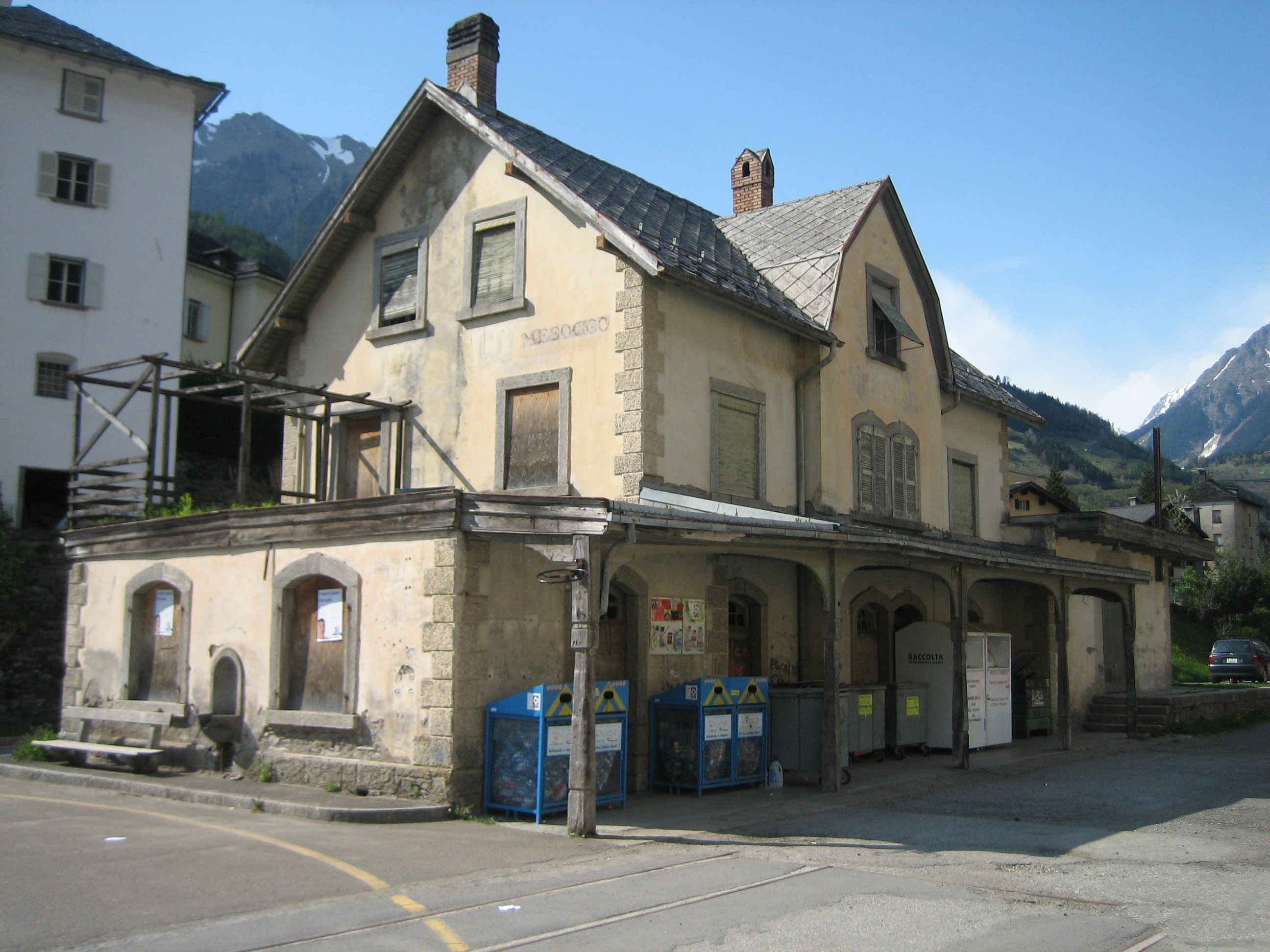
旧メソッコ駅 北緯46度23分24.7秒 東経9度14分02.3秒 / 北緯46.390194度 東経9.233972度

### クール - アローザ（クール - アローザ線）
- 路線長：25.7km

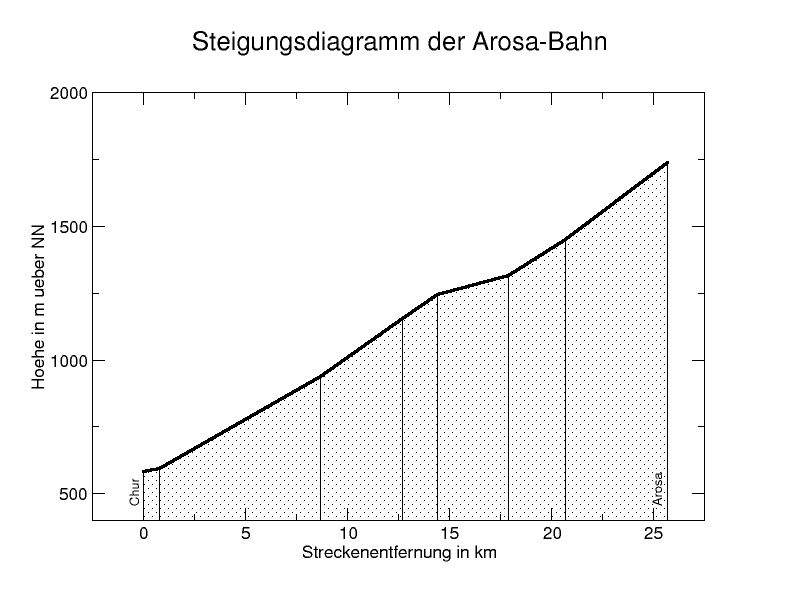
クール - アローザ線の線路高低図

- 全線開通年：1914年12月14日（クール-アローザ鉄道）
- レーティッシュ鉄道へ合併：1942年1月1日
- 電気方式
  - 直流2400V（1997年まで）
  - 交流11kV 16.7Hz（1997年以降）
- 最急勾配：60パーミル
- 標高：584.3-1738.7m
- 隧道：19箇所
- 橋梁：20箇所

クール-アローザ鉄道により開業した、クールからプレスール川に沿って登り、本路線開業前からの古いリゾート地であるアローザ間へ至る山岳路線である。
クール - アローザ線のクール駅はスイス国鉄およびレーティッシュ鉄道のクール駅の駅前広場にあり、クール駅から約1.5km程度の区間は併用軌道上もしくは道路脇を走行する。なお、1990年代にはクール駅の再開発に伴い、クール市内のクール - アローザ線を地下化してレーティッシュ鉄道本線系統のクール駅に乗入れる構想があったが実現はしていない。
ラングヴィース駅の先にプレスール川を右岸から左岸に渡るラングヴィース橋があるが、この橋は全長287m、高さ62mのコンクリート製で、中央部はスパン92mのアーチ橋となっている。
終点のアローザはオーバーゼーの湖畔にあり、ハイカー、高地療養者、スキーヤーなどが訪れるリゾート地となっている。

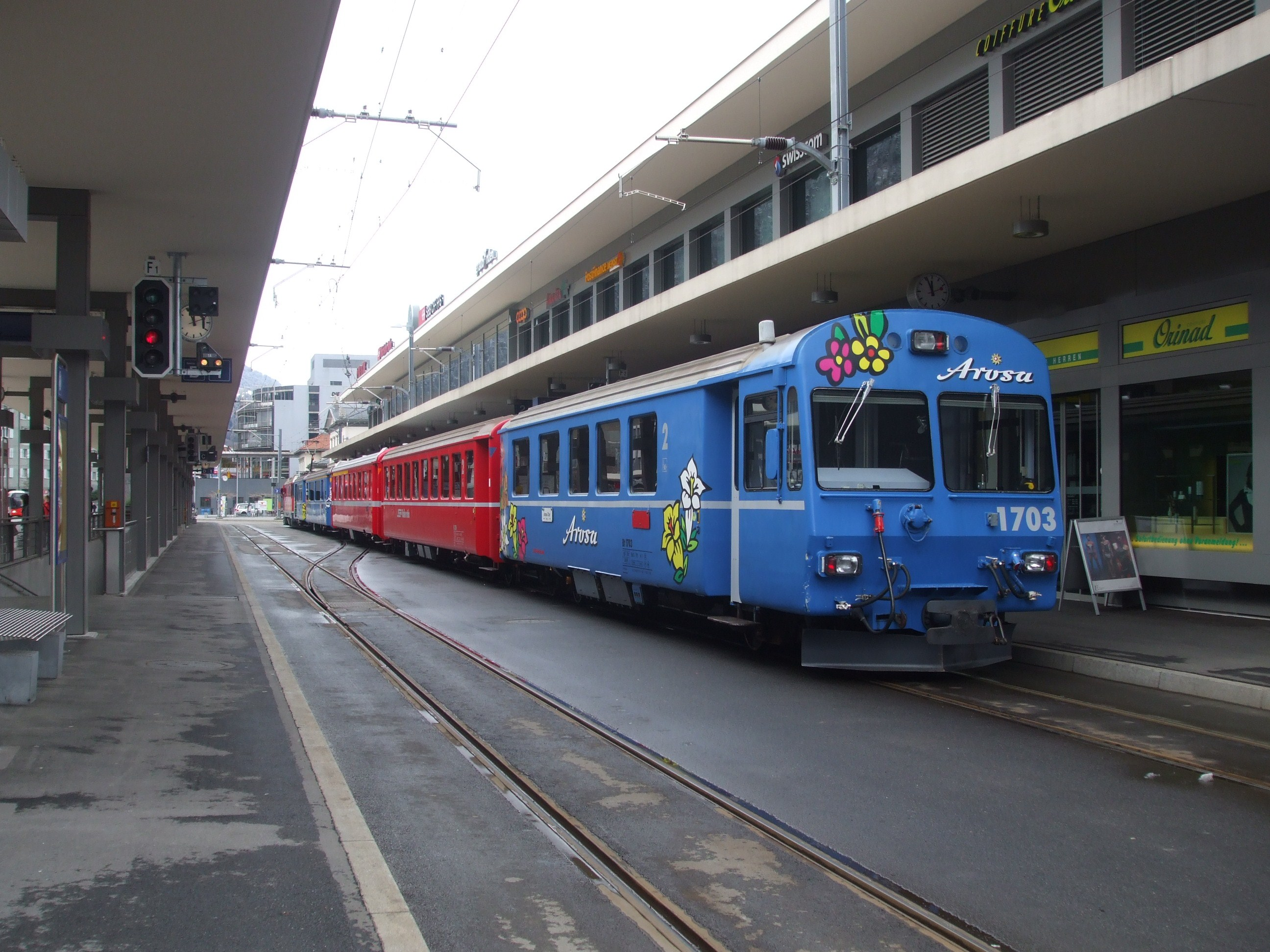
駅前広場にあるクール - アローザ線のクール駅
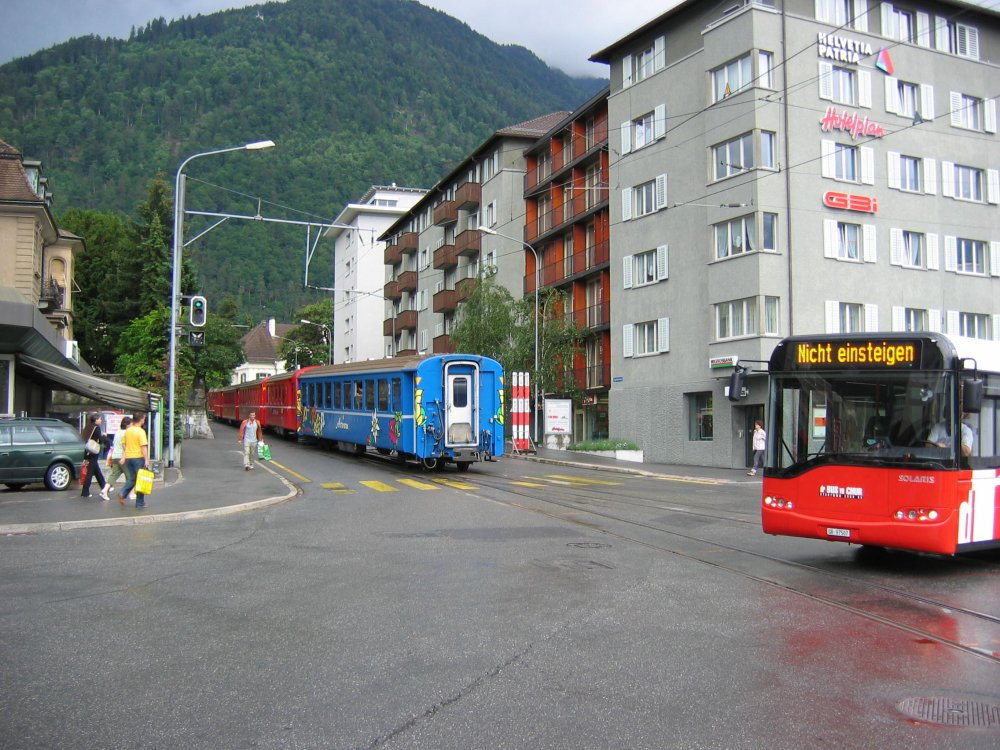
クール市内の併用軌道
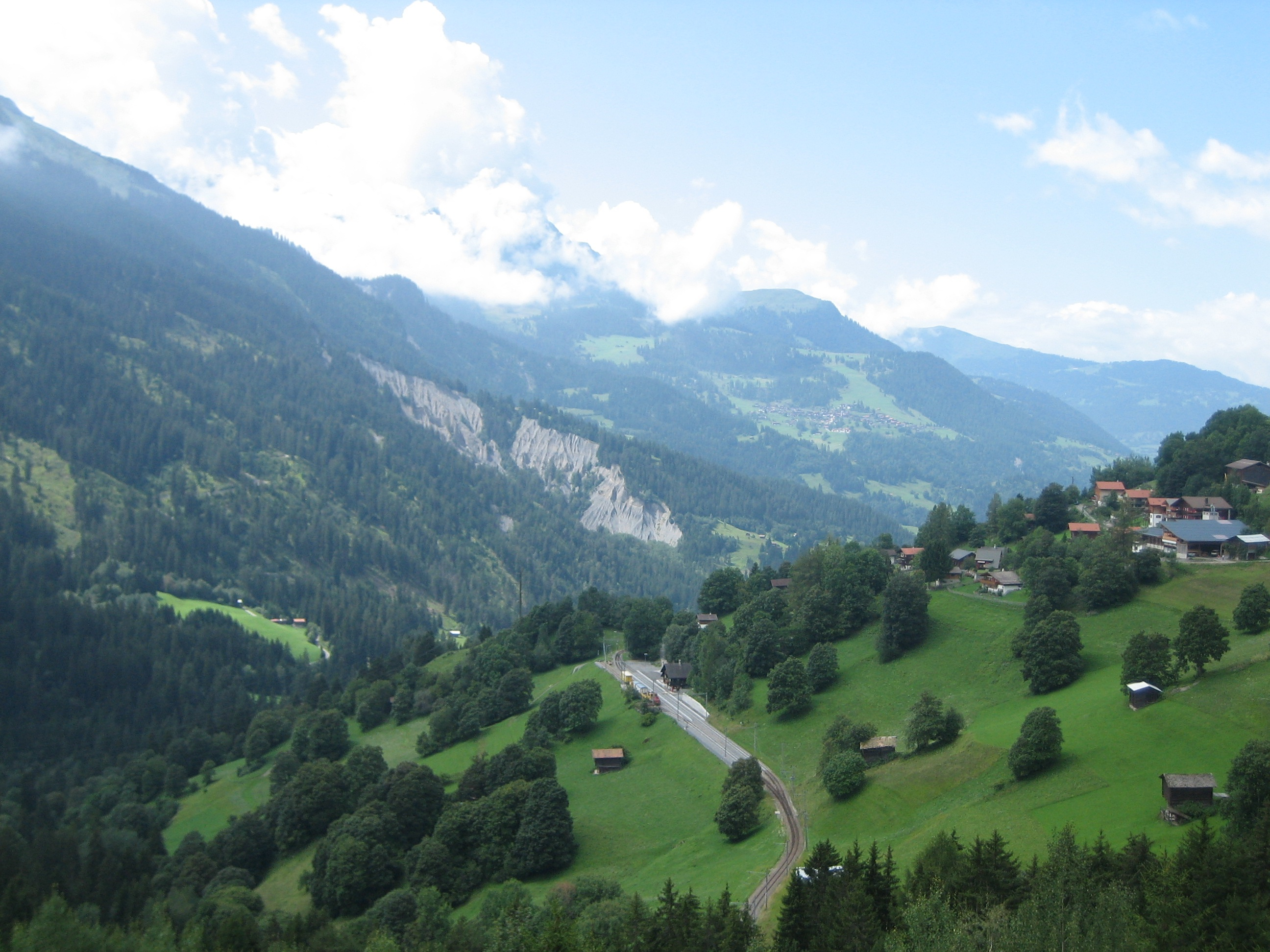
ペイスト駅
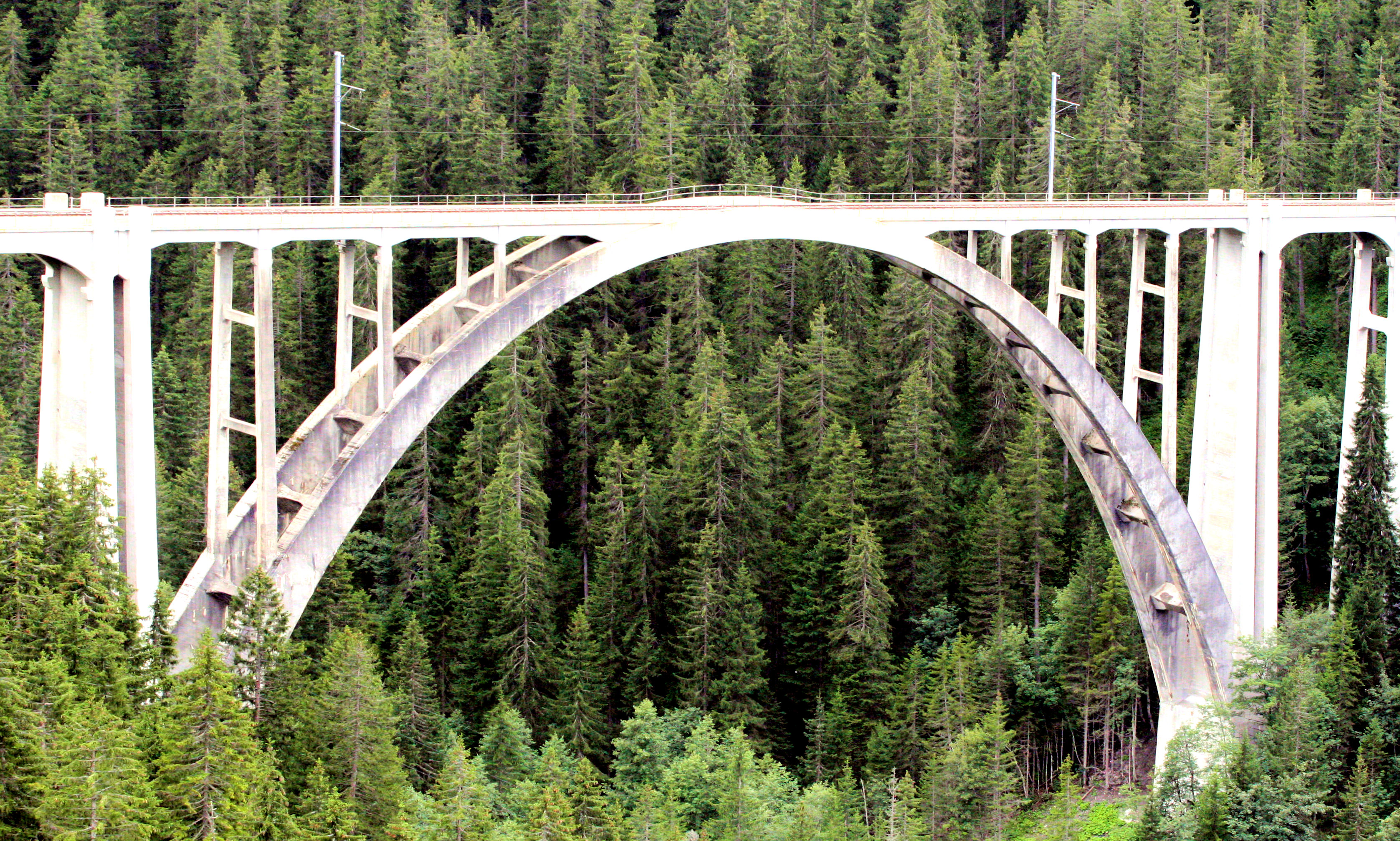
ラングィース橋
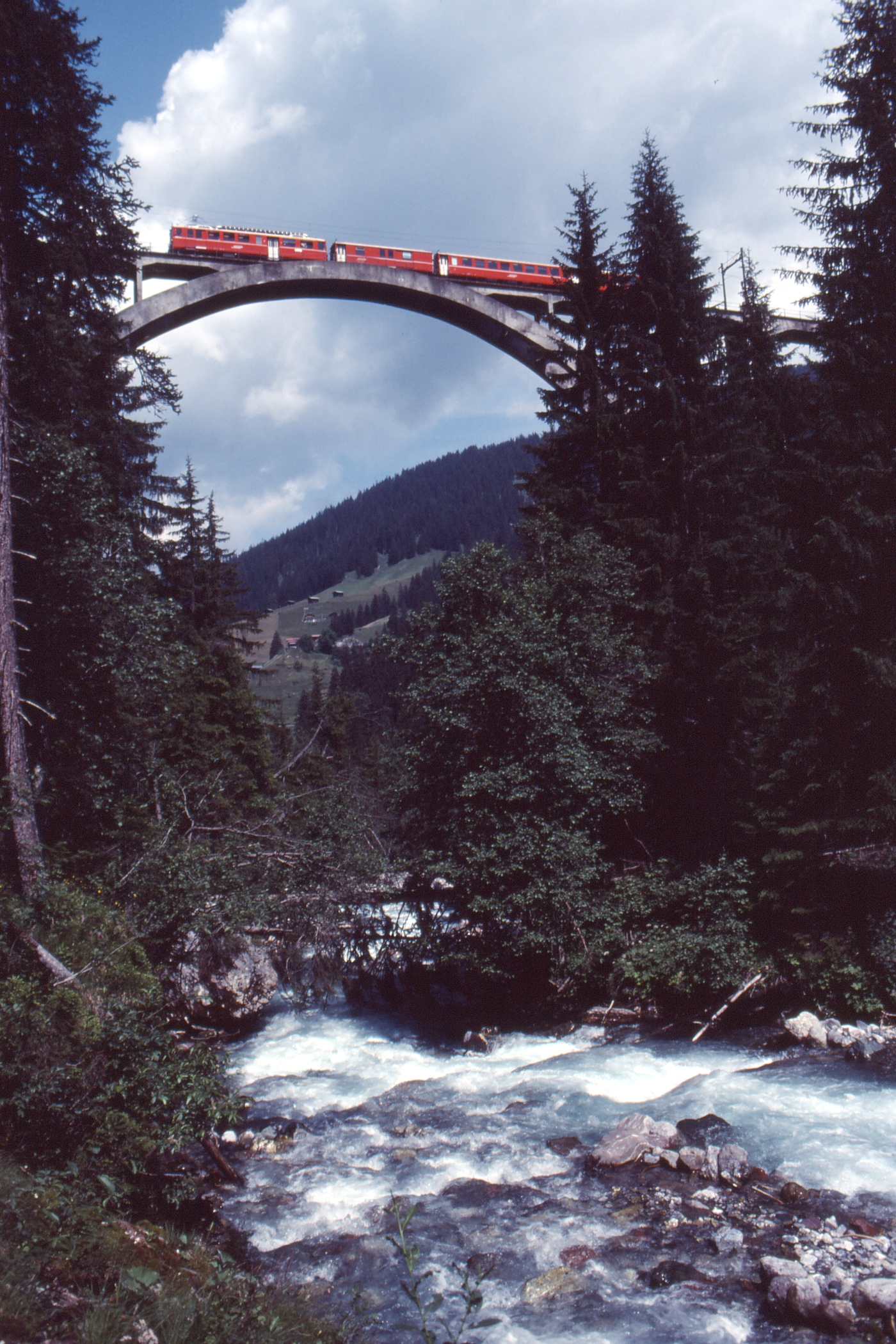
ラングィース橋を渡る列車
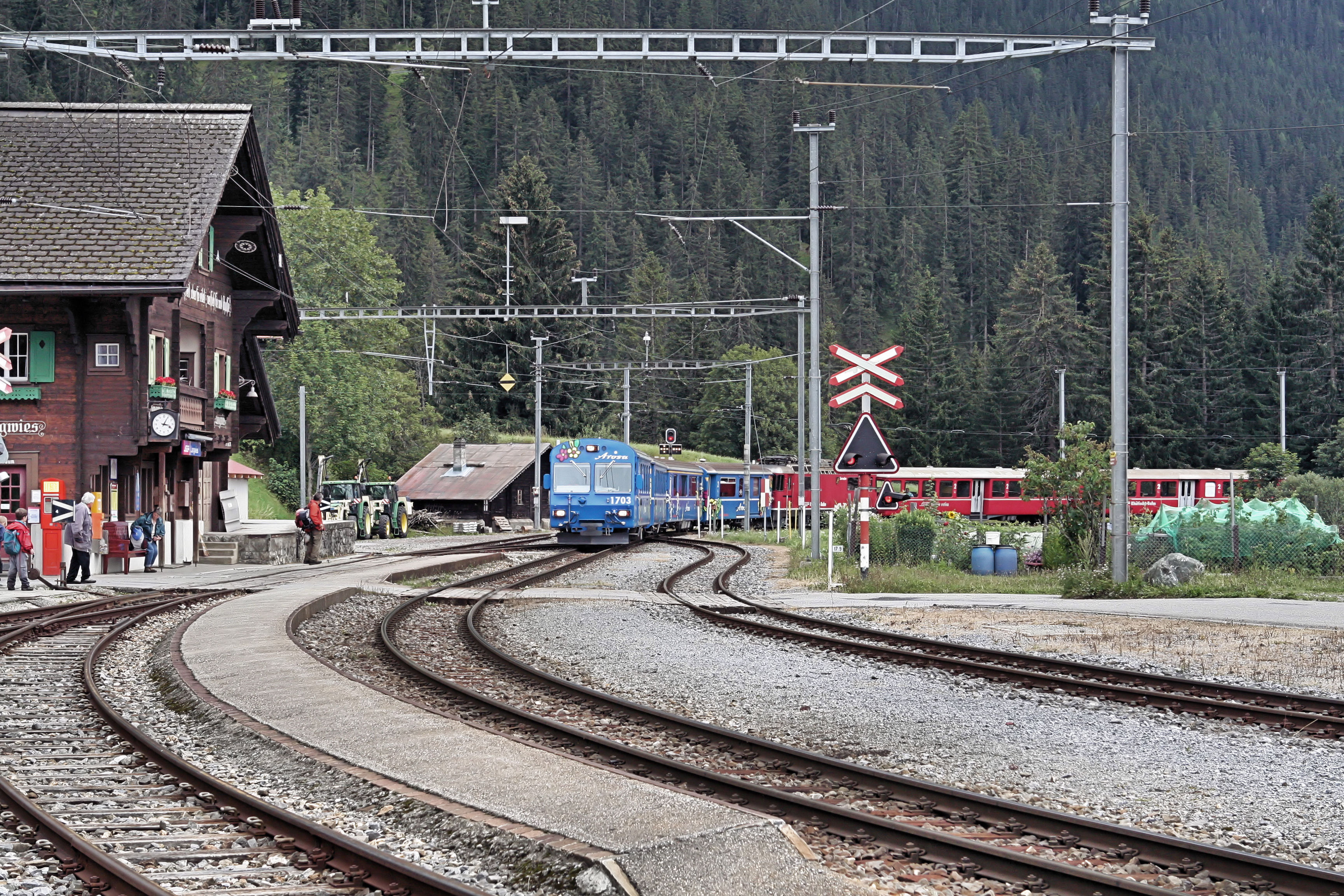
ラングィース駅とアローザ急行
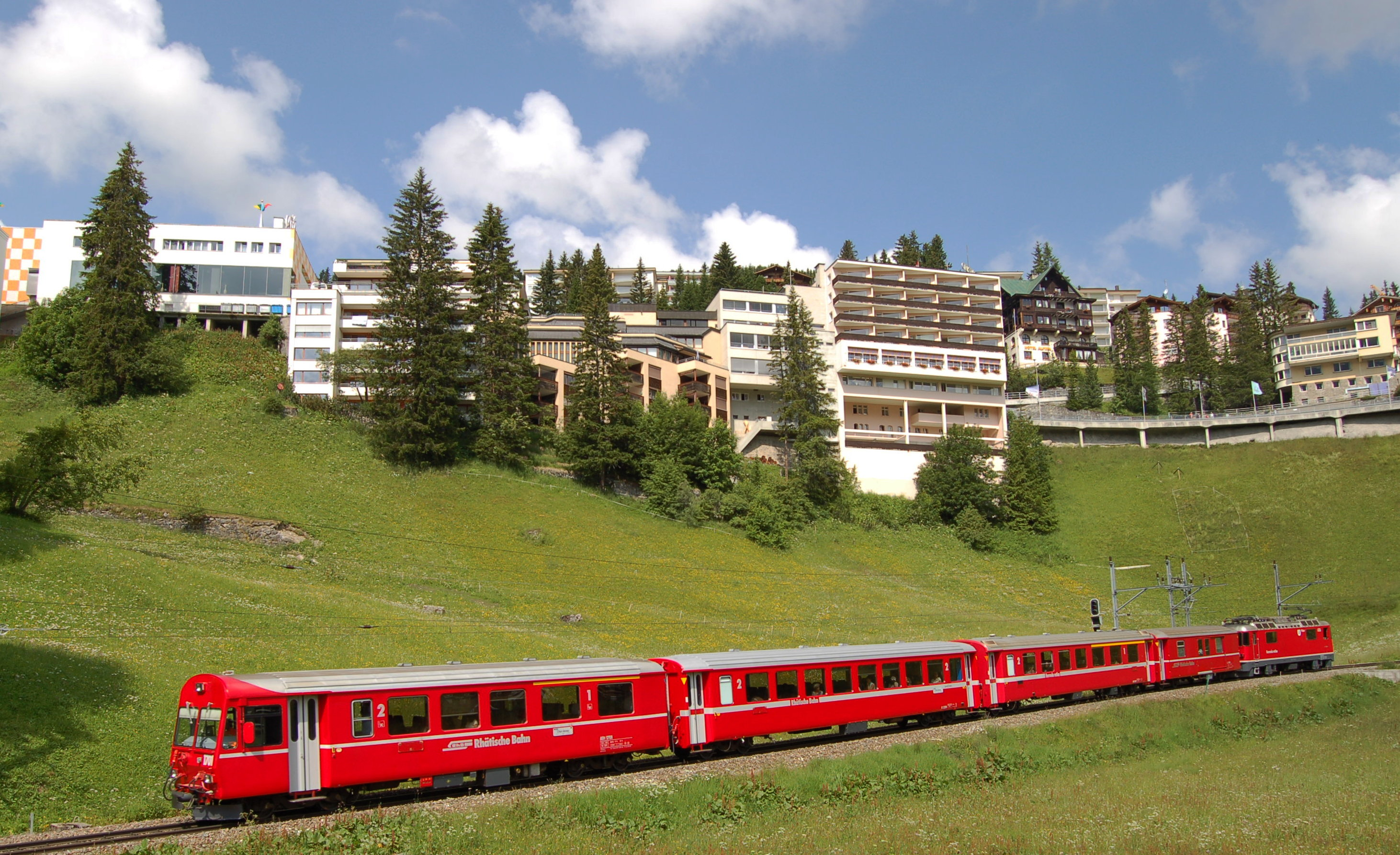
アローザ線のシャトルトレイン、アローザ付近
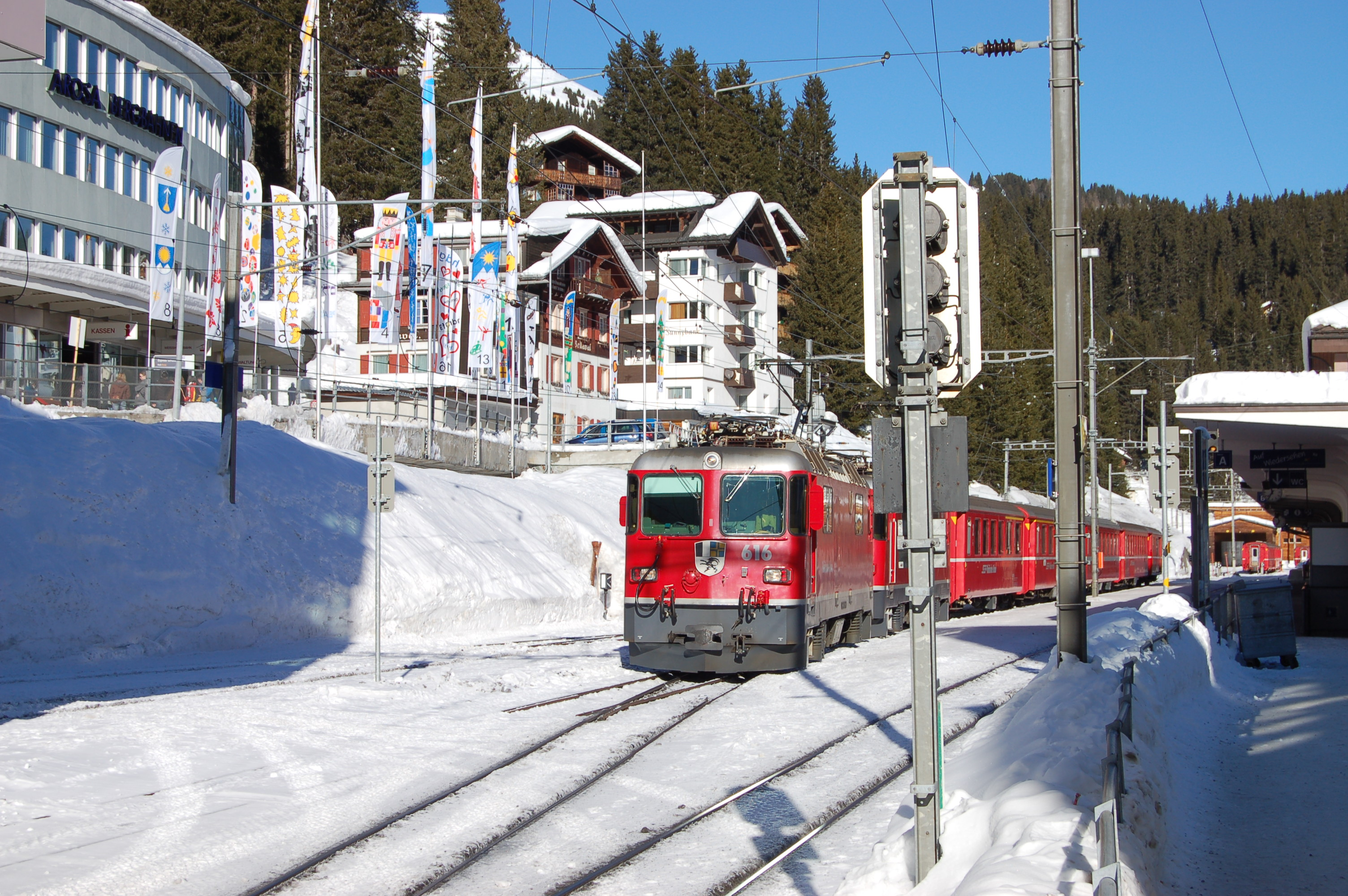
アローザ駅

## 運行

### 本線系統
本線系統は機関車牽引の列車が主となっており、電車列車は区間運転用に一部区間で走行するのみである。レーティッシュ鉄道では貨物輸送も重要なウエイトを占めており、貨物用、事業用合わせて約750両の貨車が生活物資、木材、セメントなどを輸送するほか、フェライナトンネルやアルブラトンネルでは列車フェリーが運行され、自動車の輸送が行われている。

### ベルニナ線
ベルニナ線は輸送量が比較的少ないため、開業以来旅客、貨物列車とも主に電車牽引で運転されている。72パーミルの急勾配の路線であるが電車が最大8両程度の客車を牽引しており、近年では編成中間にも電車を連結して十数両の長大列車を走行させる試験も行われている。

### ベリンツォーナ - メソッコ線
ベリンツォーナ - メソッコ線は輸送量が少ないため、開業以来旅客、貨物列車とも電車牽引で運転されていた。旅客列車は1972年に廃止され、標準軌貨車輸送車の電車牽引による沿線の工場への列車を主とした貨物列車がわずかに運転されていた。

### クール - アローザ線
開業以来電車牽引の列車が主に運転されてきたが、1997年の交流への電気方式変更後は主としてGe4/4II形電気機関車などが客車を牽引している。アローザ急行は専用の青いイラスト入りの専用客車による列車で、クール - アローザ線の新しい看板列車として1997年から運転されていた。

### 現在の運行
スイス国内の列車がパターンダイヤ化されたBahn+Bus 2000計画によってレーティッシュ鉄道でも旅客列車の運行系統の整理や一部区間の複線化による運行の効率化によって、昼間時間帯を中心に1時間ごとのパターンダイヤ化され、快速列車に相当するレギオエクスプレス（RE）、各駅停車であるレギオ（R）、都市近郊列車のSバーン（S）および氷河急行、ベルニナ急行が運行されているが、その他にも季節によってさまざまな季節列車が設定されている。また、早朝、深夜時間帯や区間列車の一部は各駅を経由するバスによる運行となっている。
主要路線ではレギオは途中駅までの区間列車であり、レギオエクスプレスはレギオの運行区間では主要駅停車、その先の区間は各駅停車となっている。
主要駅以外の多く駅はリクエストストップとなっており、乗降客が無い場合は通過となる。
フェライナトンネルでは30分ヘッドで列車フェリーが運行されて自動車およびその運転者等を輸送しているほか、その他の区間でも多くの貨物列車が運行され、ローカル区間の早朝の列車などを中心に混合列車も設定され、通常の旅客列車にも必要に応じて随時貨車が併結される。
2009年時点での主な運行系統は以下の通り。
| 運行系統 | 運行区間                                                                                                | 停車駅 | 主な使用車両                                                                             | 運行概要                                                                                             |
| -------- | --- | --- | ---------------------------------------------------------------------------------------- | --- |
| RE1      | クール - サンモリッツ                                                                                   | クール - トュシス：主要駅停車 トュシス - サンモリッツ：各駅停車 | Ge4/4II形、Ge4/4III形機関車+客車                                                         | クール毎時58分発、所要2時間0分 サンモリッツ毎時04分発、所要1時間59分                                 |
| RE2      | ラントクアルト - ダヴォス・プラッツ                                                                     | ラントクアルト - クロスタース：主要駅停車 クロスタース - ダヴォス・プラッツ：各駅停車                                                                                          | Ge4/4II形、Ge4/4III形機関車+客車+BDt 1751-1758形制御客車                                 | ラントクアルト毎時47分発、所要1時間8分 ダヴォス・プラッツ毎時02分発、所要1時間11分                   |
| RE3      | ディセンティス/ミュンスター - クール - ラントクアルト - （フェライナトンネル） - シュクオール・タラスプ | ライヒェナウ - クール ラントクアルト - シエールス：主要駅停車 ディセンティス/ミュンスター - ライヒェナウ クール - ラントクアルト シエールス - シュクオール・タラスプ：各駅停車 | Ge4/4II形機関車+客車                                                                     | ディセンティス/ミュンスター毎時45分発、所要3時間32分 シュクオール・タラスプ毎時42分発、所要3時間29分 |
| R4       | クール - アローザ                                                                                       | 全区間各駅停車 | Ge4/4I形、Ge4/4II形機関車+客車（+制御客車）                                              | クール毎時08分発、所要1時間1分 アローザ毎時48分発、所要1時間4分                                      |
| R5       | サンモリッツ - ティラーノ                                                                               | 全区間各駅停車 （一部区間列車あり） | ABe4/4 41-49形、ABe4/4 51-56形電車+客車                                                  | サンモリッツ毎時45分発、所要2時間27分 ティラーノ毎時40/50分発、所要2時間27/22分                      |
| R6       | ダヴォス・プラッツ - フィリズール                                                                       | 全区間各駅停車 | Ge4/4II形、Ge4/4III形機関車+客車+BDt 1751-1758形制御客車                                 | ダヴォス・プラッツ毎時31分発、所要25分 フィリズール毎時04分発、所要25分                              |
| R7       | ポントレジーナ - シュクオール・タラスプ                                                                 | 全区間各駅停車 | Ge4/4II形機関車+客車+BDt 1751-1758形制御客車 Ge4/4I形機関車+客車+BDt 1721-1723形制御客車 | ポントレジーナ毎時02分発、所要1時間23分 フィリズール毎時34分発、所要1時間22分                        |
| S8       | シエールス - ラントクアルト - クール - レッツゥーンス                                                   | 全区間各駅停車 | Be4/4形電車+客車+ABDt 1711-1716形制御客車                                                | シエールス毎時32分発、所要55分 レッツゥーンス毎時31分発、所要54分                                    |
| S9       | クール - レッツゥーンス - トゥシス                                                                      | 全区間各駅停車 | Be4/4形電車+客車+ABDt 1711-1716形制御客車                                                | クール毎時48分発、所要35分 トゥシス毎時36分発、所要35分                                              |

| 運行系統 | 運行区間                             | 停車駅                          | 主な使用機材 | 運行概要          |
| -------- | ------------------------------------ | ------------------------------- | ------------ | ----------------- |
| R11      | クール - サンモリッツ                | 全区間各駅停車 （区間列車あり） | 機関車+客車  | 所要2時間20分程度 |
| R12      | ラントクアルト - ダヴォス・プラッツ  | 全区間各駅停車                  | 機関車+客車  | 所要1時間10分程度 |
| RE3      | ディセンティス/ミュンスター - クール | 全区間各駅停車                  | 機関車+客車  | 所要1時間20分程度 |

## 車両
| 年                   | 動力車     | 動力車     | 動力車 | 動力車           | 動力車 | 客車 | 客車     | 客車         | 客車 | 貨車   | 貨車   | 貨車     | 貨車 | 総計 |
| 年                   | 蒸気機関車 | 電気機関車 | 電車   | 入換用 /事業用車 | 計     | 客車 | 制御客車 | 荷物 /郵便車 | 計   | 二軸車 | 四軸車 | 事業用車 | 計   | 総計 |
| -------------------- | ---------- | ---------- | ------ | ---------------- | ------ | ---- | -------- | ------------ | ---- | ------ | ------ | -------- | ---- | ---- |
| 1889年               | 5          | 0          | 0      | 0                | 5      | 23   | 0        | 6            | 29   | 61     | 0      | 0        | 61   | 95   |
| 1910年               | 45         | 0          | 0      | 0                | 45     | 154  | 0        | 40           | 194  | 405    | 0      | 5        | 410  | 649  |
| 1930年               | 9          | 30         | 0      | 3                | 42     | 192  | 0        | 62           | 254  | 613    | 23     | 55       | 691  | 987  |
| 1950年               | 6          | 38         | 35     | 11               | 90     | 255  | 0        | 82           | 337  | 736    | 35     | 80       | 851  | 1278 |
| 1970年               | 4          | 51         | 30     | 29               | 114    | 271  | 3        | 85           | 359  | 852    | 151    | 123      | 1126 | 1599 |
| 1989年               | 3          | 50         | 39     | 45               | 137    | 304  | 12       | 68           | 384  | 642    | 279    | 121      | 1042 | 1563 |
| 2009年               | 3          | 59         | 27     | 58               | 147    | 326  | 23       | 33           | 382  | 464    | 280    | (約180)  | 744  | 1273 |
| 1. 2. 3. 4. 5. 6. 7. |            |            |        |                  |        |      |          |              |      |        |        |          |      |      |

### 本線系統
- 電気機関車
  - スイスの狭軌私鉄では電車による列車の牽引が一般的であるが、レーティッシュ鉄道の本線系統では1912年の電化開始以来、スイス国鉄やベルン・レッチュベルク・シンプロン鉄道[注釈 19]の標準軌の機関車をベースとした中型の機関車が牽引する列車が主力となっており、独自の機関車を多数保有している。現在では、通常の列車の牽引には、最新のVVVFインバータ制御、操舵台車で100km/h走行が可能なGe4/4III形をはじめ、サイリスタ位相制御のGe4/4II形などが単機または重連で使用されている。
  - レーティッシュ鉄道を代表する車両として特に有名なのはミニ・クロコダイルもしくはレーティッシュ・クロコダイルと呼ばれる凸型、ロッド式のGe6/6I形であり、現在でも特別列車用として旧型客車などを牽引する姿が見られる。また、他にも旧型のGe2/4形とGe4/6形が各1両ずつ残されており、こちらも様々なイベント等で特別列車を牽引しているほか、Ge6/6II形も1両が歴史的車両として保存されている。

- 個別の形式
  - Ge2/4形
  - Ge4/6形
  - Ge6/6I形
  - Ge6/6II形

| 現況(2022年) | 使用中 | 使用中  | 使用中   |
| 形式         | Ge4/4I | Ge4/4II | Ge4/4III |
| 製造初年     | 1953   | 1973    | 1993     |

- 電車
  - レーティッシュ鉄道では古くから機関車牽引の列車が主力となっていたが、2000年代以降電車化が進み、現在では本線系統とクール・アローザ線、ベルニナ線共用の複電圧、機関車兼用機ABe8/12 3501-3515形（通称「アレグラ」）が旅客列車と一部貨物列車の牽引に使用されているほか、クール近郊区間の列車には同じく通称「アレグラ」のABe4/16 3501-3505形電車がそれぞれ使用されており、2018年からは区間列車用としてABe4/16 3111-3166形電車56編成の導入が進められている。また、区間列車用に使用されていたABe4/4 501-504形は1両が特別列車用として残されている。
  - 個別の形式
    - ABe4/4 501-504形
    - Be4/4 511-516形電車（廃形式）
    - ABe8/12 3501-3515形 [15]
    - ABe4/16 3101-3105形 [15]
    - ABe4/16 3111-3166形
- 蒸気機関車
  - レーティッシュ鉄道が開業以来使用してきた蒸気機関車のうち、事業用として残されていたG4/5形2両と保存されていたG3/4形1両が特別列車用として現在でも2軸車を含む旧型客車の牽引に使用されている。また、レーティッシュ鉄道の車両の保存団体であるClub1889がG3/4形2両を保有している。
  - 個別の形式
    - G3/4形
    - G4/5形
    - G2x2/2形（廃形式）
    - G2/2+2/3形（廃形式）
    - G2/3+2/2形（廃形式）
- 客車
  - 本線系統の客車は開業後は2軸客車が使用されていたが、1910年代より2軸ボギー客車の導入が始まり、その後1930年代より軽量構造の鋼製客車が製造されるようになり、1960年代からはアルミ製の軽量構造の客車が導入されて現在に至っている。レーティッシュ鉄道の客車にはさまざまなバリエーションがあり、古くからサロン車、食堂車、オープン客車を多数保有し、近年では大形の側面窓を持つパノラマ客車が氷河急行、ベルニナ急行を中心に使用されている。また、アルブラ線のインターレギオには新型の固定編成客車であるABi 5701-5706形（通称「アルブラ」）が導入されている。
  - 個別の形式
    - EW I系
    - EW II系
    - EW III系
    - EW IV系
    - GEX2006系
    - パノラマ車
    - ABi 5701-5706形
    - 食堂車

### ベルニナ線
- 電車
  - ベルニナ線では、旅客、貨物列車の牽引は主に電車によるものとなっているほか、冬季のロータリー除雪車の推進などの除雪列車や工事列車の牽引にも電車が使用されており、現在ではスイス初の実用VVVFインバータ制御電車であるABe4/4 51-56形と本線・ベルニナ線兼用のABe8/12 3501-3515形が主力となっている。
  - 個別の形式
    - BCe4 1-14形→ABe4/4 31-37形
    - BCFe4 21-23形→ABe4/4 30形、BDe4/4 38形
    - ABe4/4 41-49形
    - ABe4/4 51-56形
- 電気機関車
  - 過去には2両の電気機関車が使用されていた。このうちGe4/4 182形は現在Club1889が保有しており、本線走行を目指して修復作業が行われ、ベルニナ線100周年イベントに合わせ2010年から動態保存されている。
    - Ge6/6 81→Ge4/4 181形（廃形式）
    - Ge4/4 82形→Ge4/4 182形
- ディーゼル / 電気機関車
  - 交流区間への直通用および事業列車用として用意された機関車で、ベルニナ線では通常は電気機関車として走行し、本線系統や架線停電をしての工事列車などではディーゼルエンジンによる電気式ディーゼル機関車として使用される。
    - Gem4/4形

### ベリンツォーナ - メソッコ線
- 電車
  - ベリンツォーナ - メソッコ鉄道は開業時より機関車を持たず、旅客列車・貨物列車とも電車および荷物電車での牽引となっており、1972年に貨物列車のみの運転となった後の1972年と1987年には自社の車両のほか、アッペンツェル鉄道[注釈 22]から電車をそれぞれ1両ずつ借用して使用（1両は後に購入）していた。
  - 個別の形式
    - BCe4 1-5形→ABDe4/4 451-455形（廃形式）
    - Fe4 501形→De4/4 471形（廃形式）
    - BDe4/4 491形（廃形式）
    - ABe4/4 41-42形（借入、譲受車、廃形式）
- 客車
  - ベリンツォーナ-メソッコ電気鉄道では開業時以降、2等車1両、2・3等車11両、3等車1両、郵便荷物車2両（1-3等区分時代）の2軸客車を保有していたが、1977年までに全廃されている。
- 貨車
  - ベリンツォーナ-メソッコ電気鉄道時代に有蓋車8両、無蓋車12両、運材車3組を保有していたほか、1960年代頃以降は、スイス国鉄からの標準軌の貨車の直通輸送が主となり、標準軌貨車積載車が8両使用されていた。

### クール - アローザ線
- 電車
  - クール-アローザ鉄道では開業後しばらくは蒸気機関車を運用していたが、旅客列車・貨物列車とも基本的には電車での牽引となっていた。
  - レーティッシュ鉄道と合併後には電車の運用効率化のために、同じ直流電化で輸送ピークの季節の異なるベルニナ線からDC1000VとDC2000Vの複電圧改造をしたABe4/4 31-37形の31-34号機およびABe4/4 30形電車が主に冬季に転用されて使用されていた。
  - 個別の形式は以下のとおり
    - BCFe4/4 1-4→ABDe4/4 481I-484I形（廃形式）
    - BCFe4/4 5→ABDe4/4 485I形（廃形式）
    - BCFe4/4 6→ABDe4/4 487I形（廃形式）
    - ABDe4/4 481II-486II形（廃形式）
    - ABe4/4 487II-488形（廃形式）
- 蒸気機関車
  - 開業後、1920年までの間、ベルナーオーバーラント鉄道[注釈 23]から譲受したG 3/3形を旅客列車、貨物列車の牽引に使用していた。
    - G 3/3形（廃形式）
- 電気機関車
  - 1997年の電気方式変更後、2010年のABe8/12 3501-3515形導入までの間は主にGe4/4II形が使用されているが、それ以前の電車とは異なり電磁吸着ブレーキを装備せずに使用されている。
- 客車
  - クール-アローザ鉄道では開業時以降、2・3等車4両、3等車3両、荷物車1両、患者搬送車1両（1-3等区分時代）の2軸客車と2・3等車3両、3等車5両のボギー客車を保有していた。
  - レーティッシュ鉄道への合併後は本線系統との同形車や本線系統からの転属車が使用されている。
- 貨車
  - クール-アローザ鉄道時代に有蓋車17両、無蓋車25両、運材車1両を保有していたほか、レーティッシュ鉄道合併以降は本線系統と共通の貨車が使用されている。

### 入換用/事業用車
入換用として電気機関車とディーゼル機関車を保有しており、一部本線での貨物列車の運用が設定されているほか、電気機関車のうち1両は架線のない区間でも走行できるようディーゼル発電機もしくは蓄電池を搭載していた。また、フェライナトンネルの救援列車用にもディーゼル機関車が配置されているほか、高所作業車、橋梁点検車など多数の事業用車を保有している。
ベルニナ線では開業当初の頃からの車齢100年を越える古い電動貨車や電気機関車が使用されているほか、特にXrotd 9213-9214形蒸気ロータリー除雪機関車が現役として残っていることが特筆される。
事業用車のうち、架線電圧に拠らないものについては全線で使用されている。
- 個別の形式（主要）
  - Geaf2/2 20601-07形
  - Gea2/4 211形→Gem2/4形（廃形式）
  - Ge2/4 212-213形（廃形式）
  - Ge3/3 214-215形
  - Ge2/2形
  - De2/2 151形
  - CFm2/2 150形（廃形式）
  - Gm3/3 231-233形（廃形式）
  - Gm4/4 241形
  - Gmf4/4 242-243形
  - Gmf4/4 23401-04形
  - Te2/2 71-73形（廃形式）
  - Tm2/2 56-67形→Tm2/2 15-26形（廃形式）
  - Te2/2 74-75形（廃形式）
  - Tm2/2 81-84形
  - Tmf2/2 85-90形
  - Tm2/2 91-92形（廃形式）
  - Tm2/2 95-98形
  - G2x3/3 1051-1052形→Xrotd 9213-9214形
  - Xrotet 9218-9219形
  - Xrotmt 9217形
  - Xm2/2 9912形
  - Xmf4/4 9918-9919形
  - Xmf2/2 9921形
  - Xe4/4 9920、9921、9923-9924形（廃形式）
  - Xe4/4 9922形（廃形式）
  - Xe4/4 23201形
  - Xe4/4 27201形

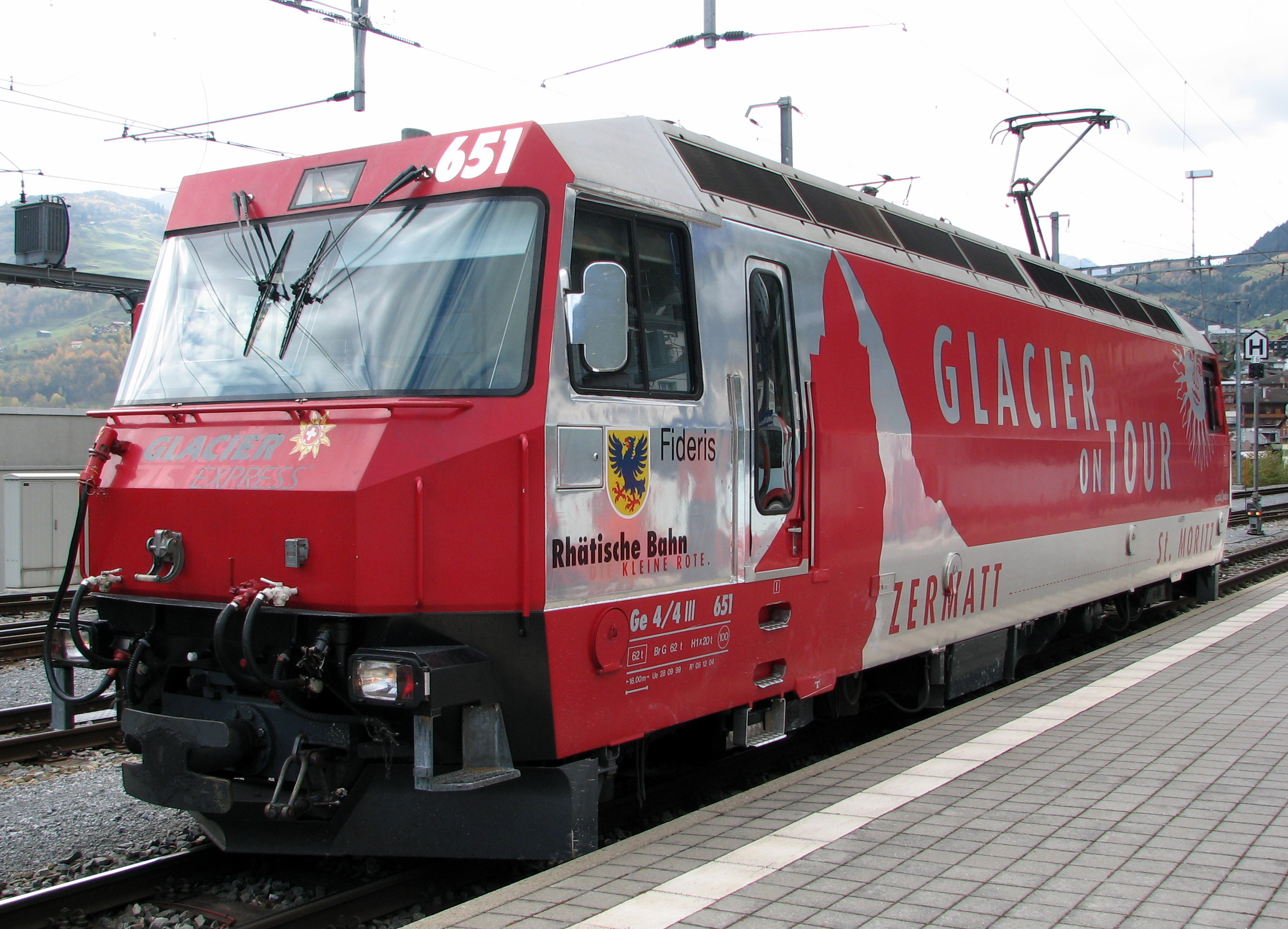
本線系統の主力機Ge4/4III形電気機関車
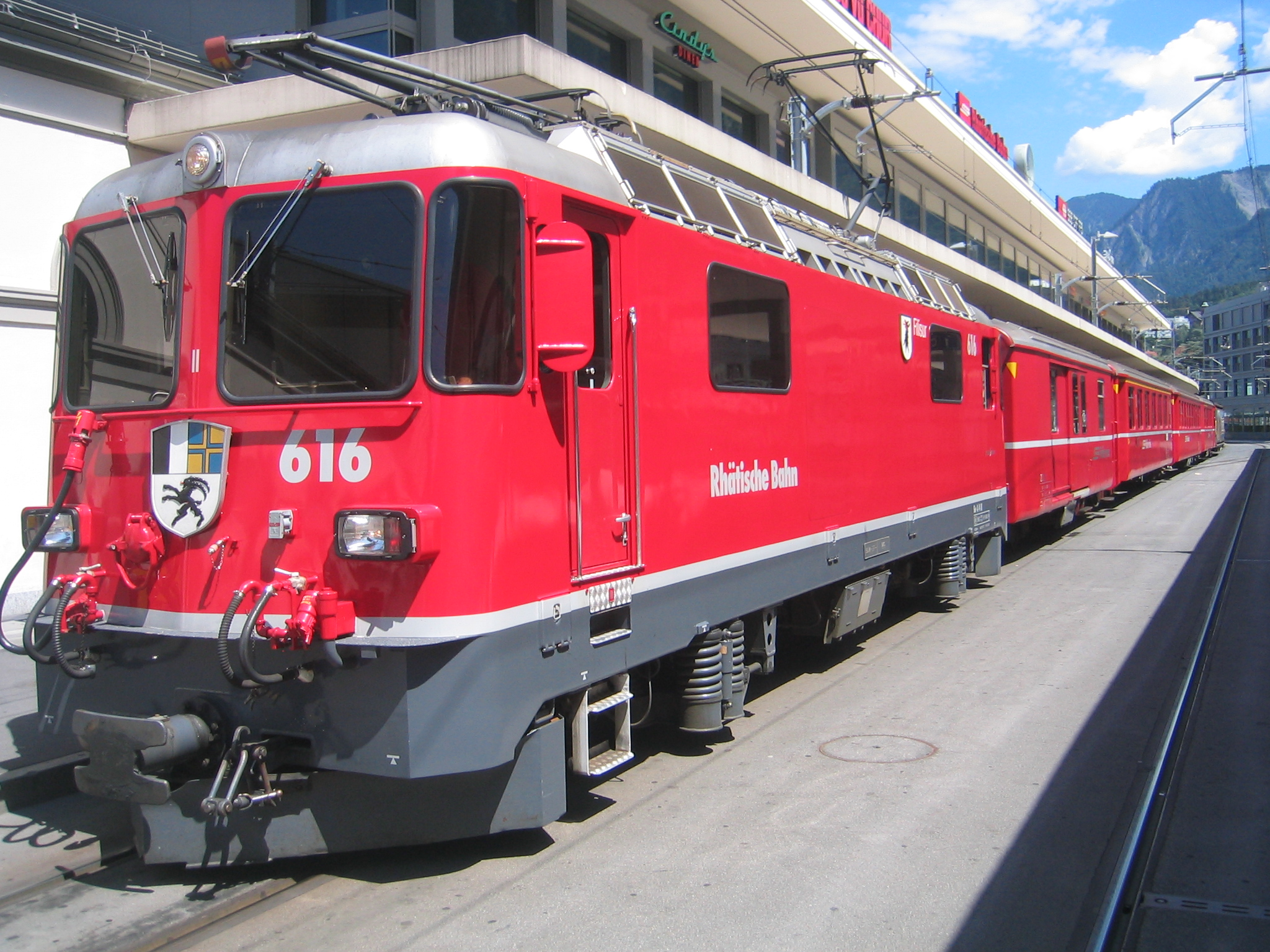
本線系統の最大勢力のGe4/4II形電気機関車
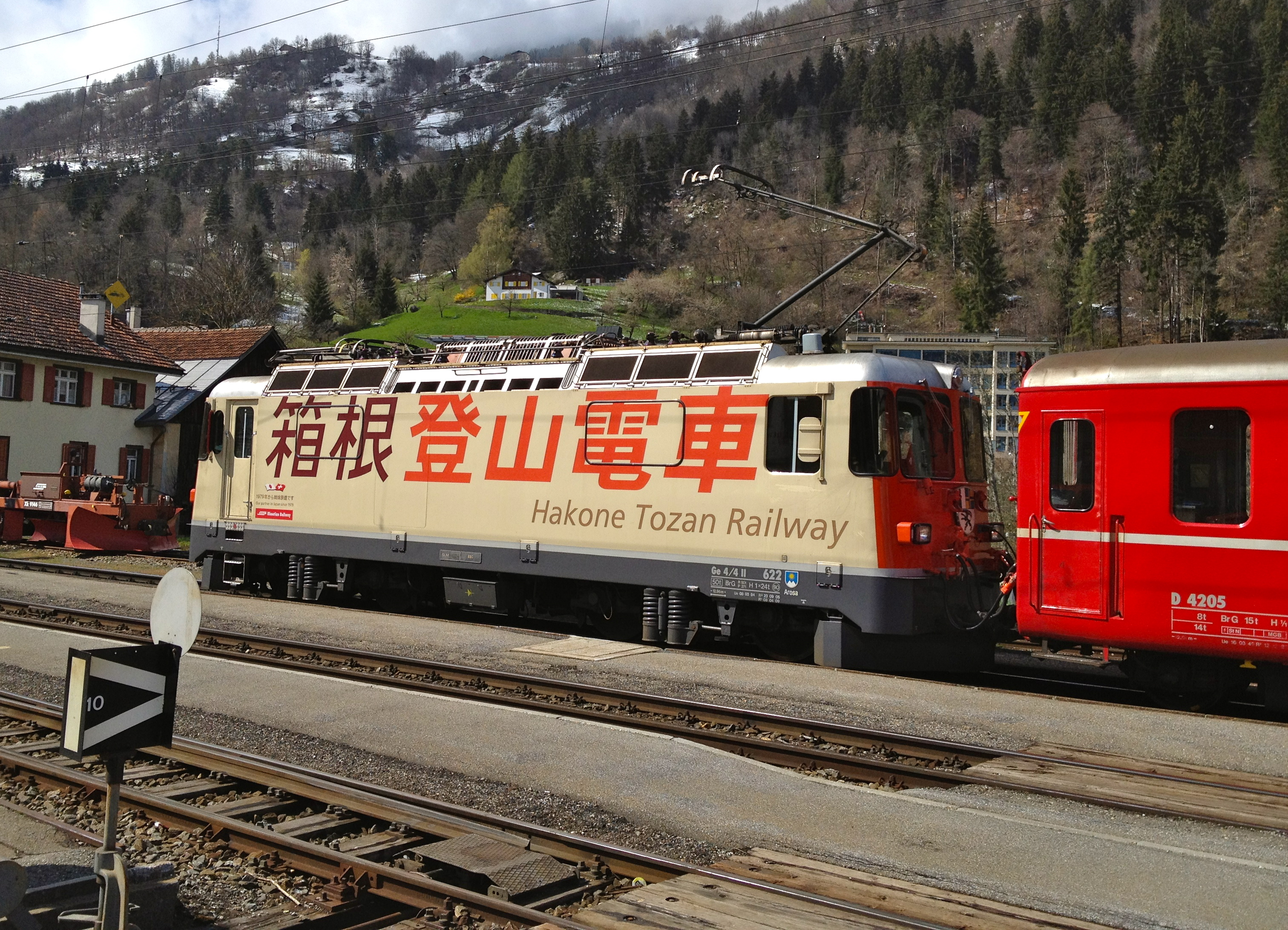
姉妹鉄道となっている箱根登山鉄道にちなみ「箱根登山電車」と大きく描かれているGe4/4II形電気機関車
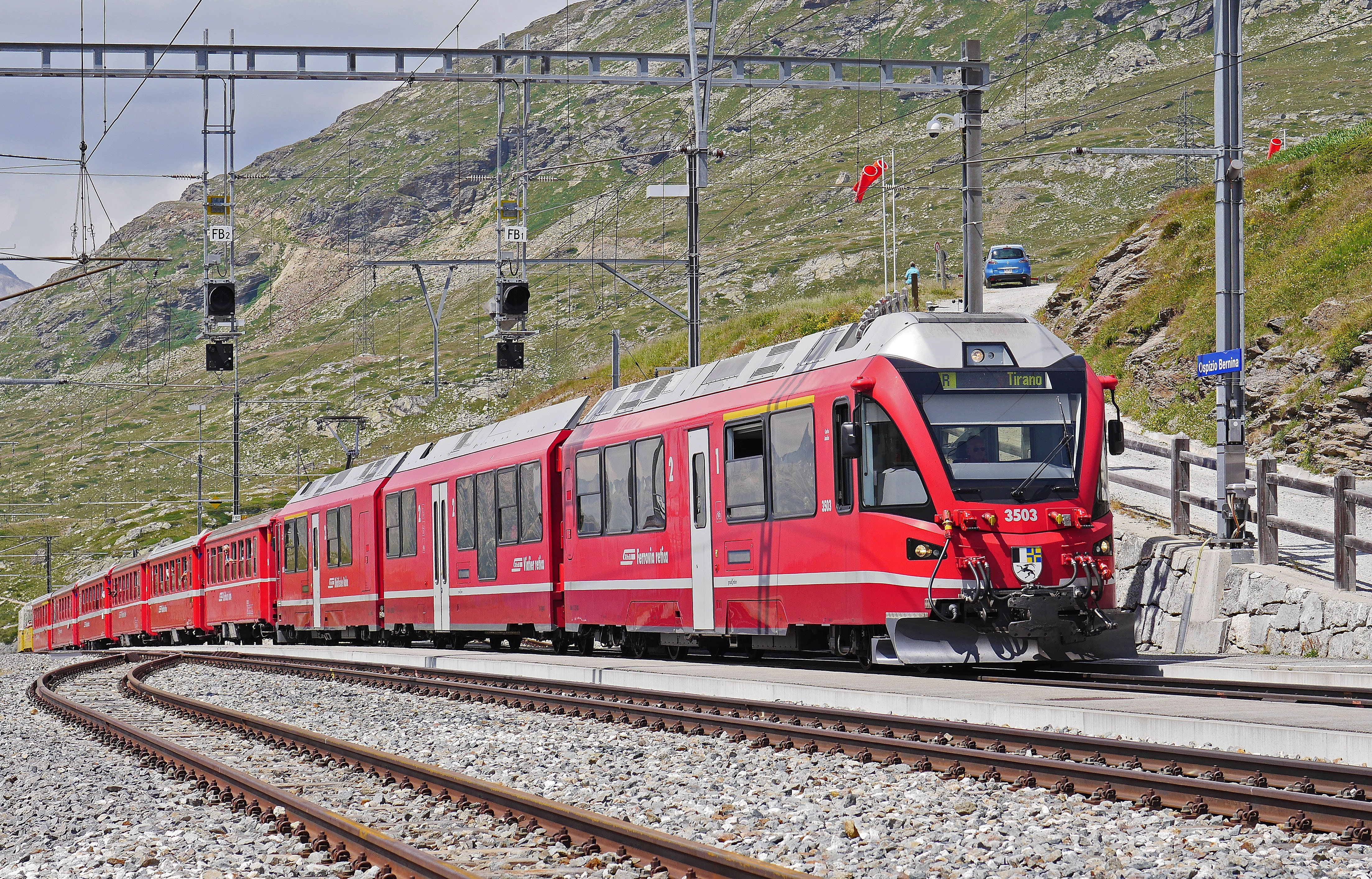
全線で主に旅客列車を牽引しているABe8/12 3501-3515形電車
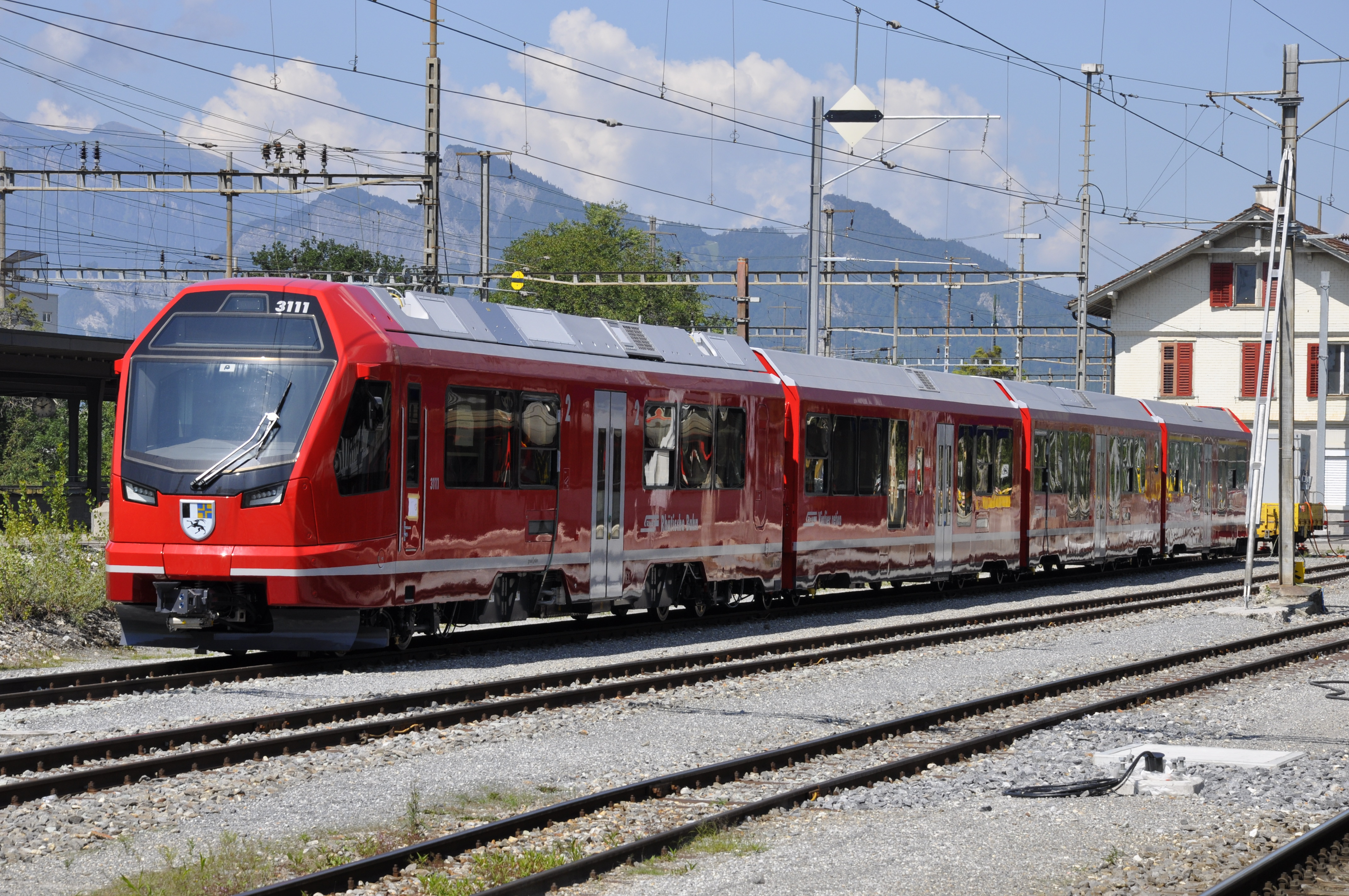
今後の主力車両として導入が進められているABe4/16 3111-3166形電車
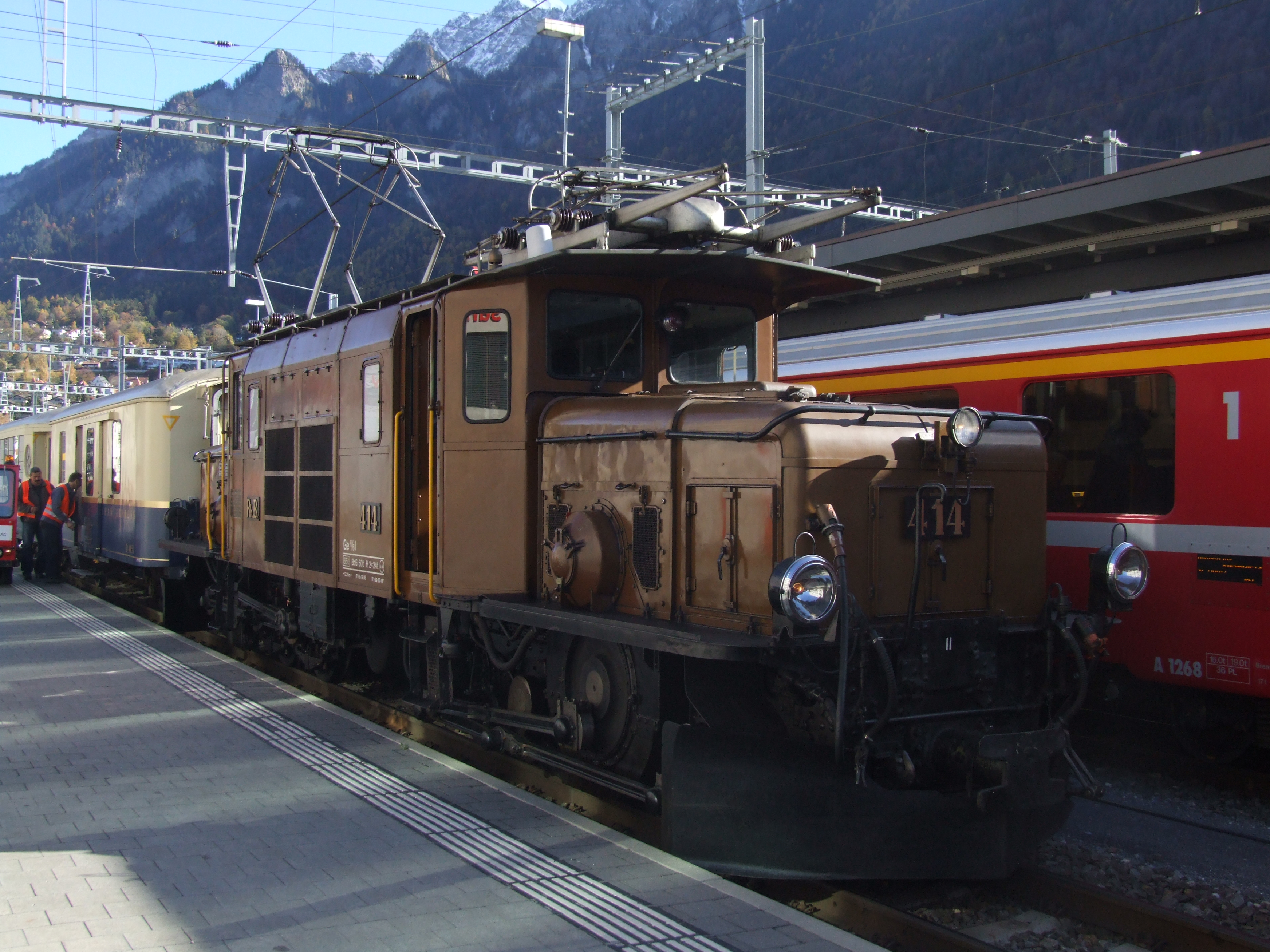
レーティッシュ・クロコダイル、Ge6/6I形電気機関車
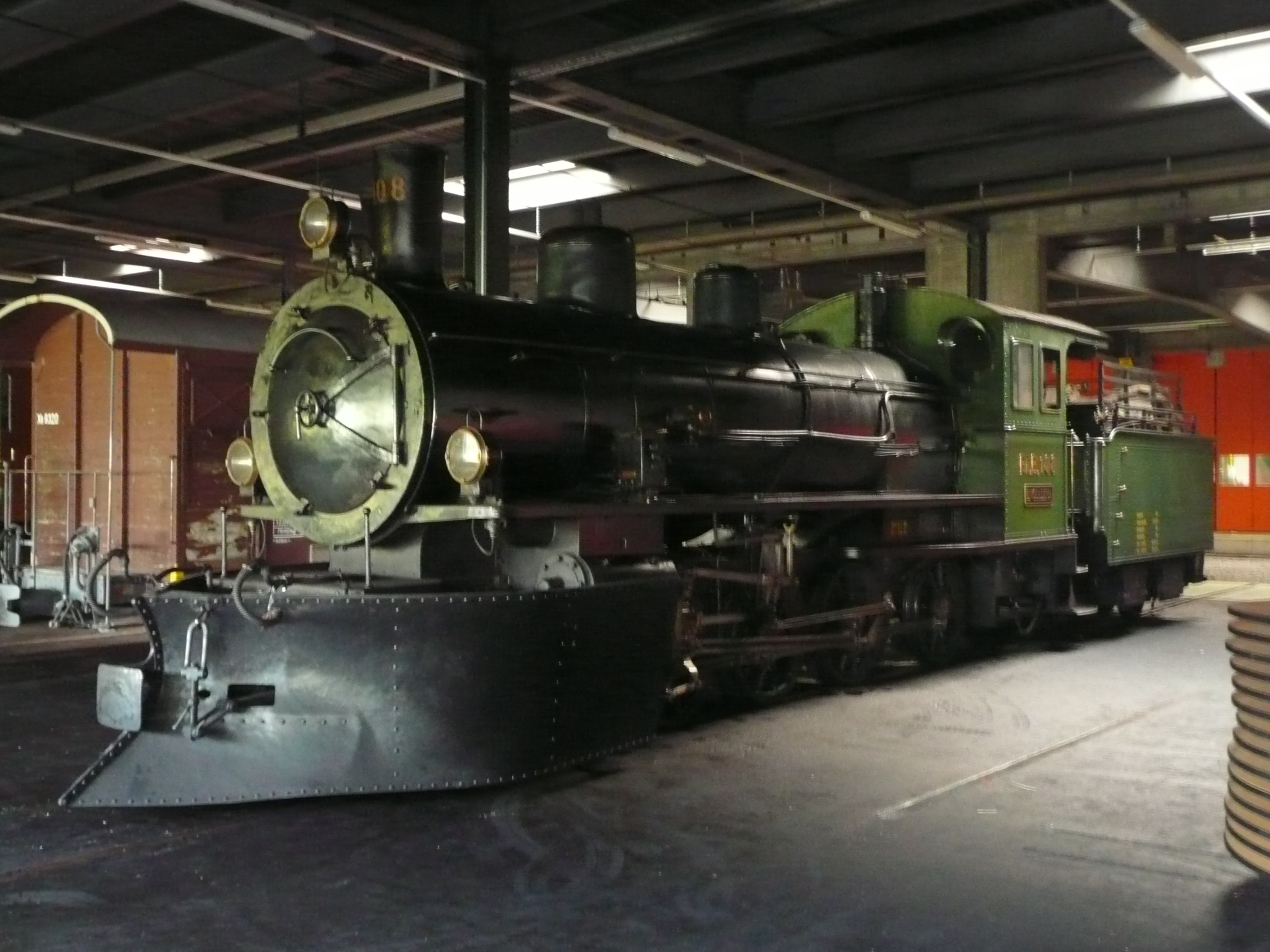
動態保存されている蒸気機関車、G4/5形
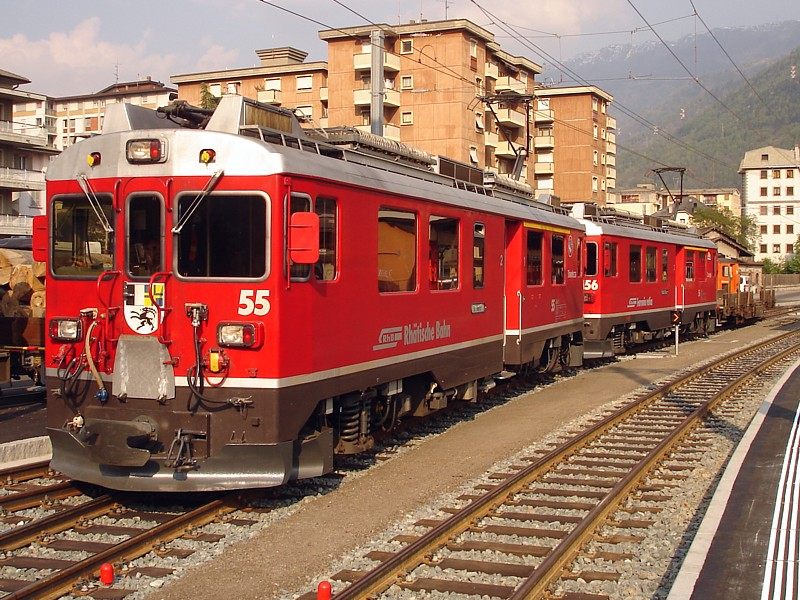
ベルニナ線の強力機、ABe4/4 51-56形電車
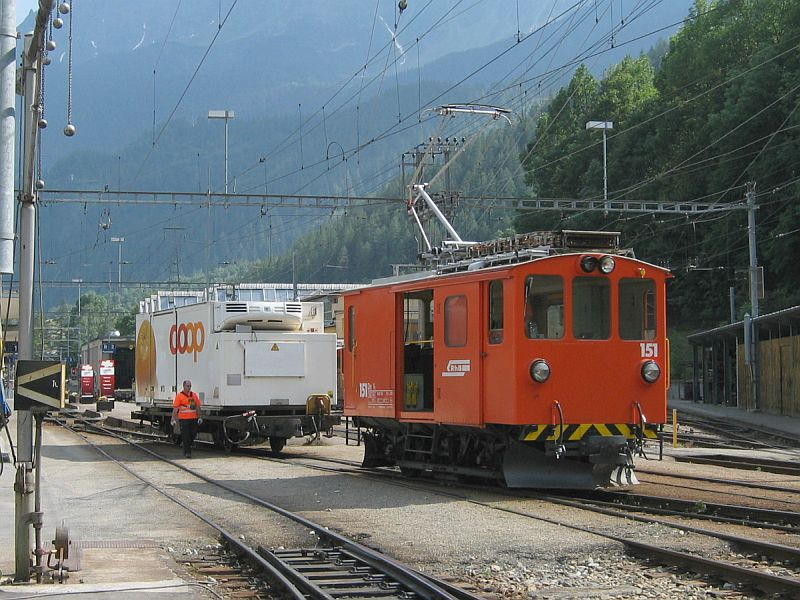
1909年製のベルニナ線の旧型入換機、De2/2形荷物電車
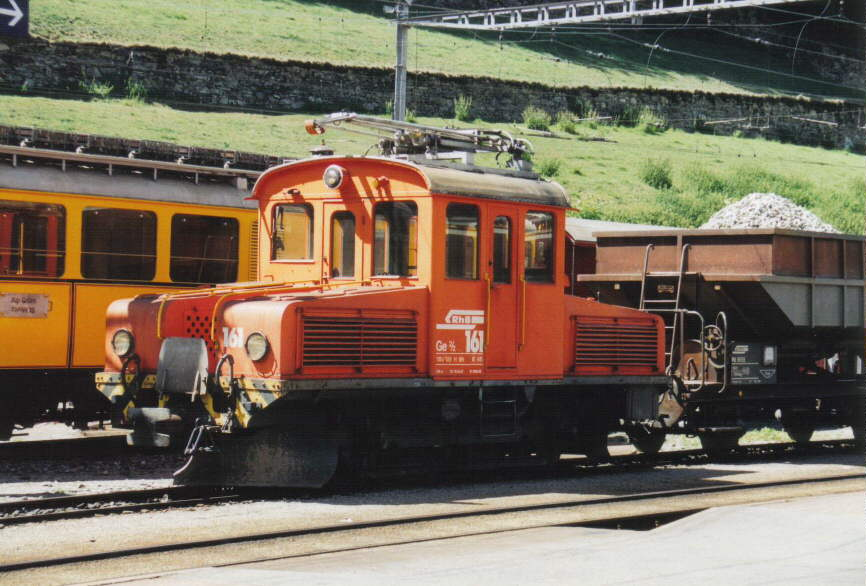
1911年製のベルニナ線の旧型入換機、Ge2/2形電気機関車
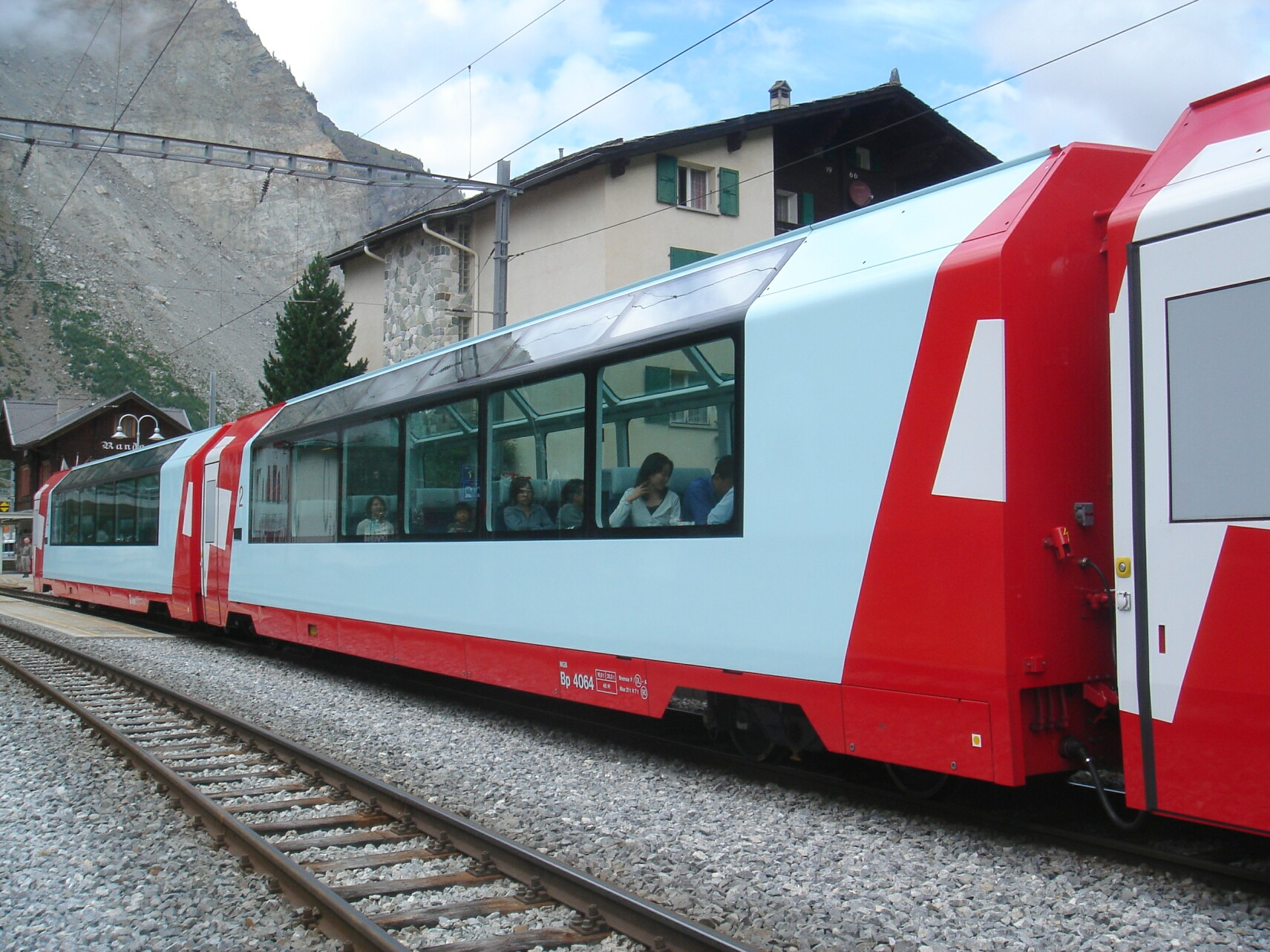
氷河急行用のパノラマ客車、GEX2006[注釈 24]
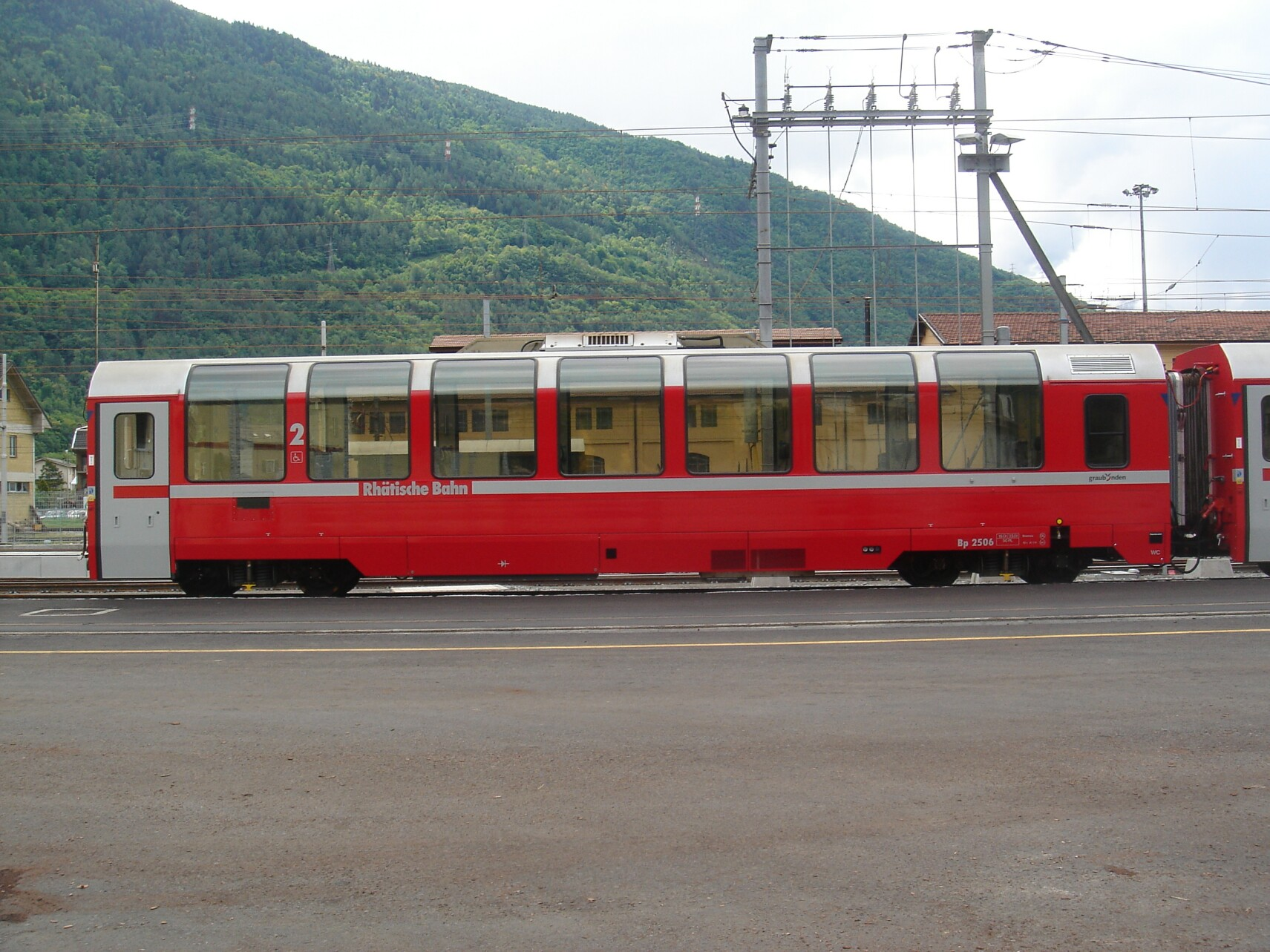
ベルニナ急行用のパノラマ車、Bp 2501-2507形客車
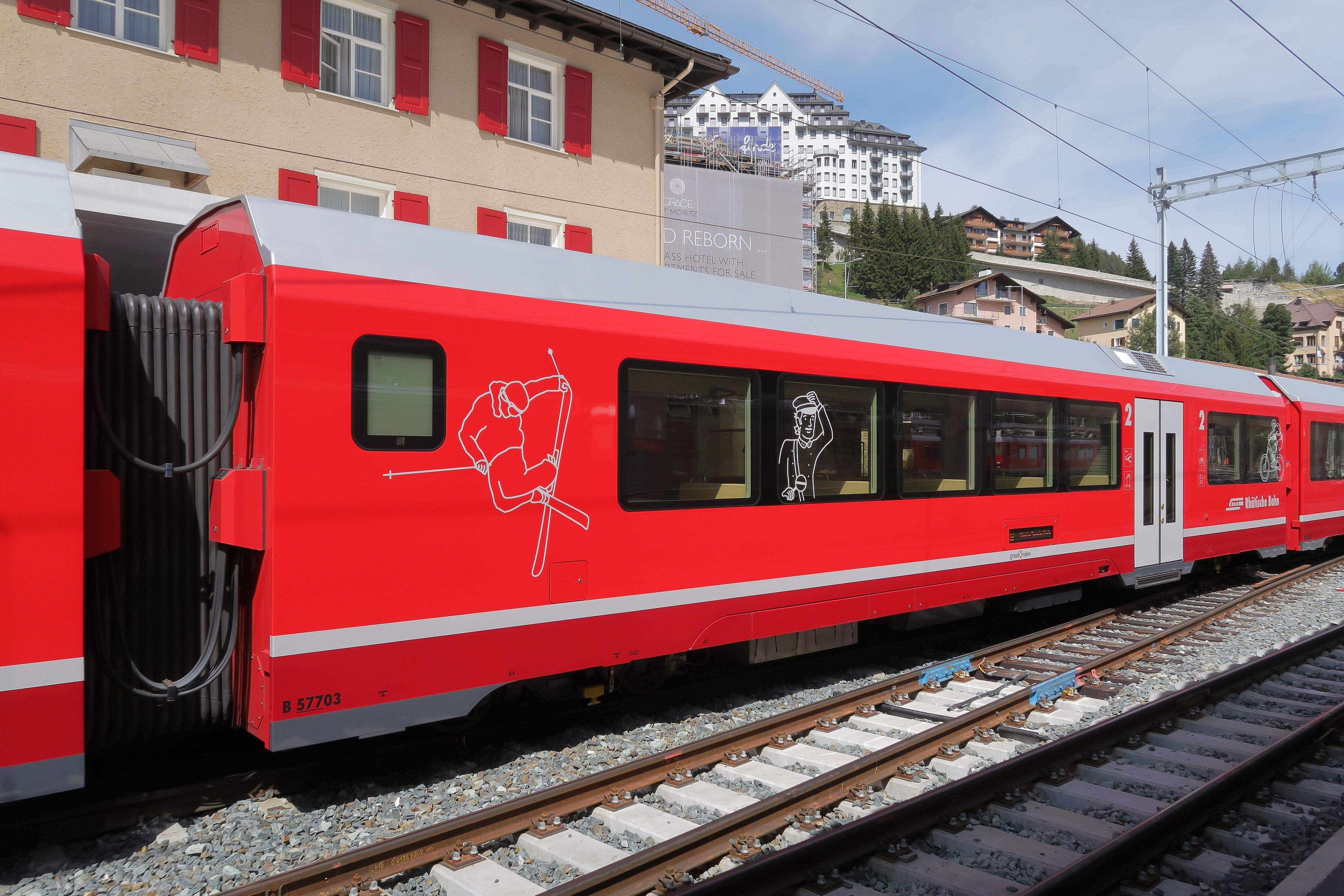
アルブラ線用の固定編成客車であるABi 5701-5706形
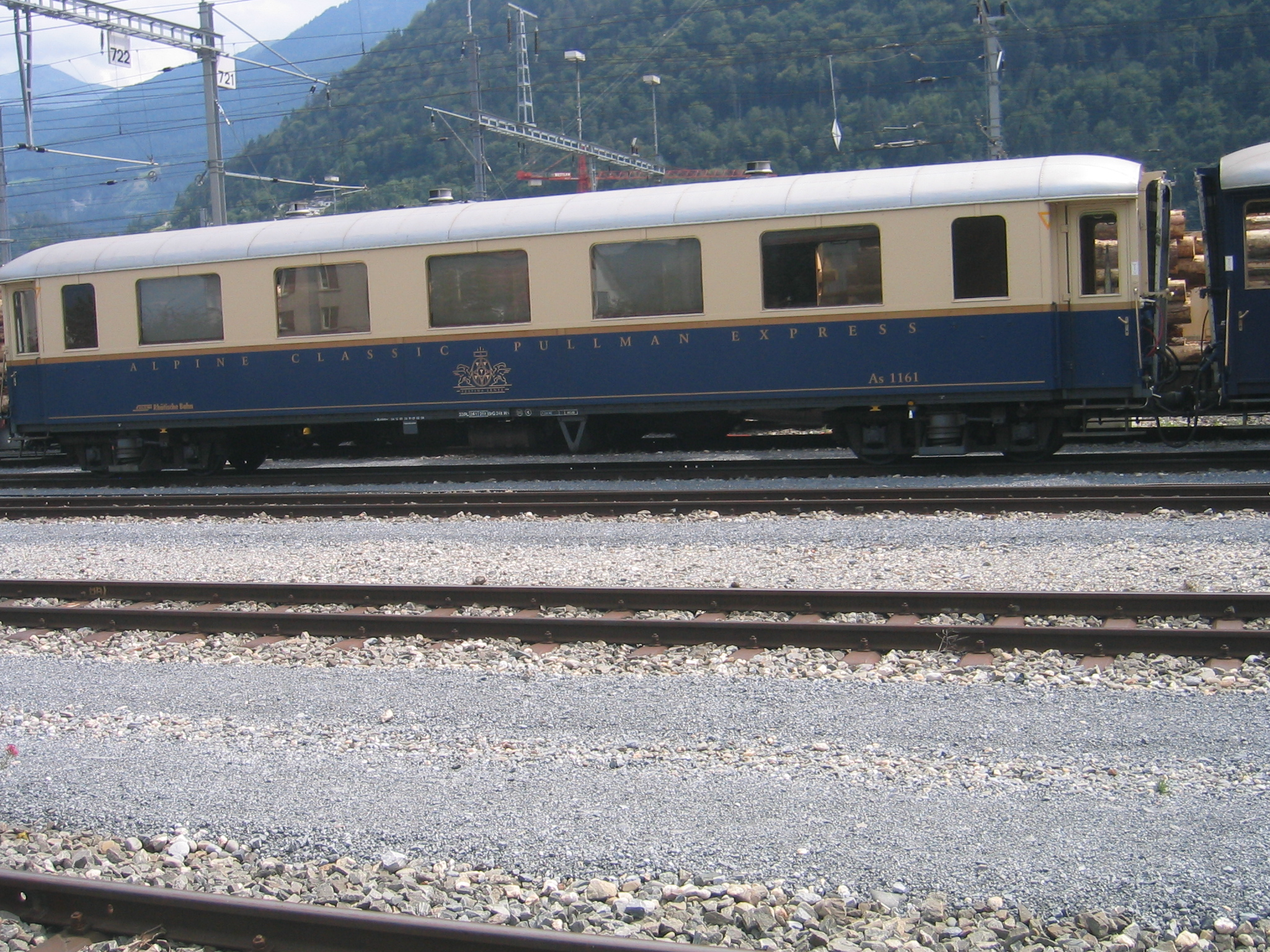
1929年製のサロン車、As 1161形客車
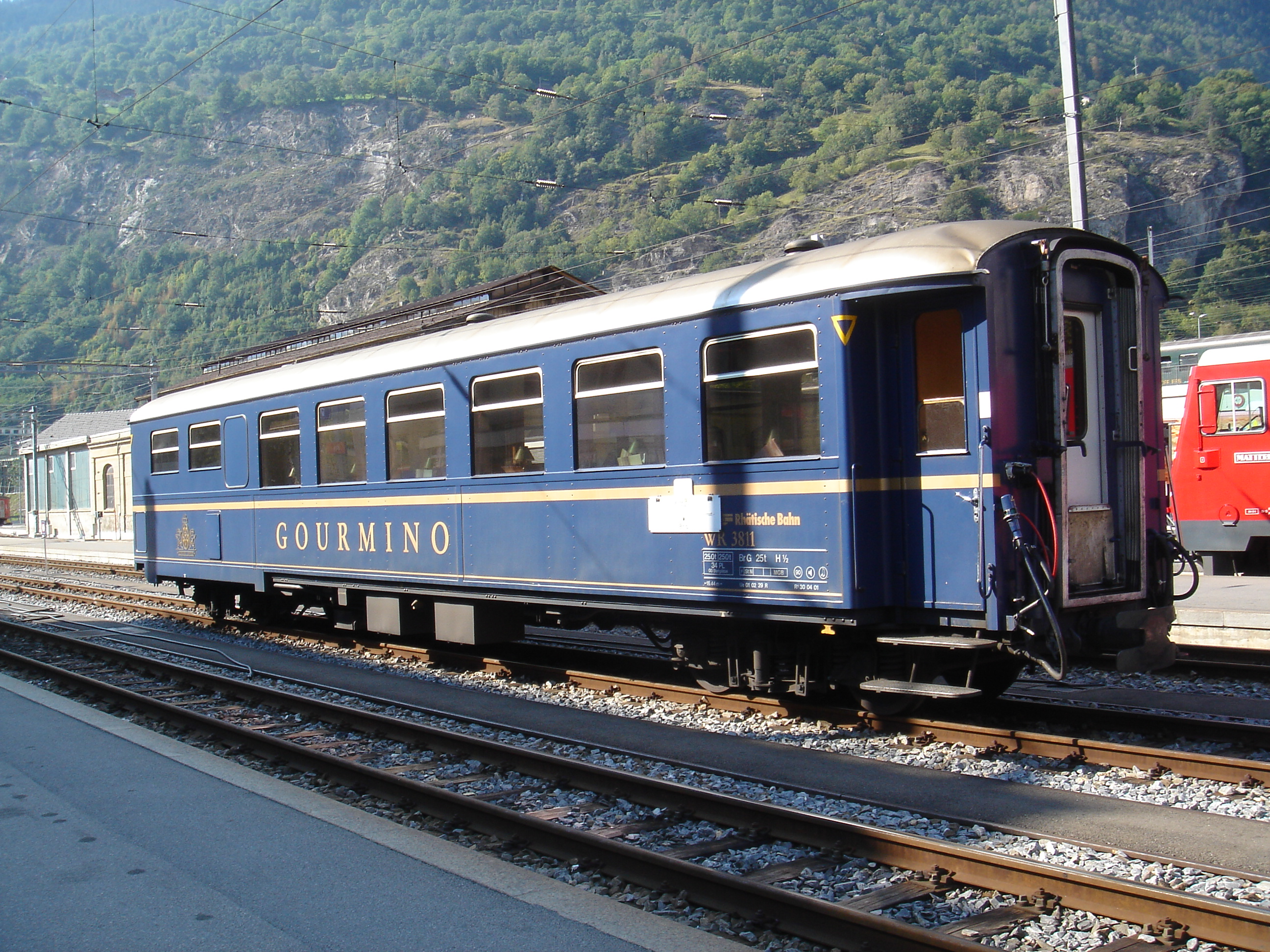
1929年製の旧型食堂車、WR 3810-3812形客車
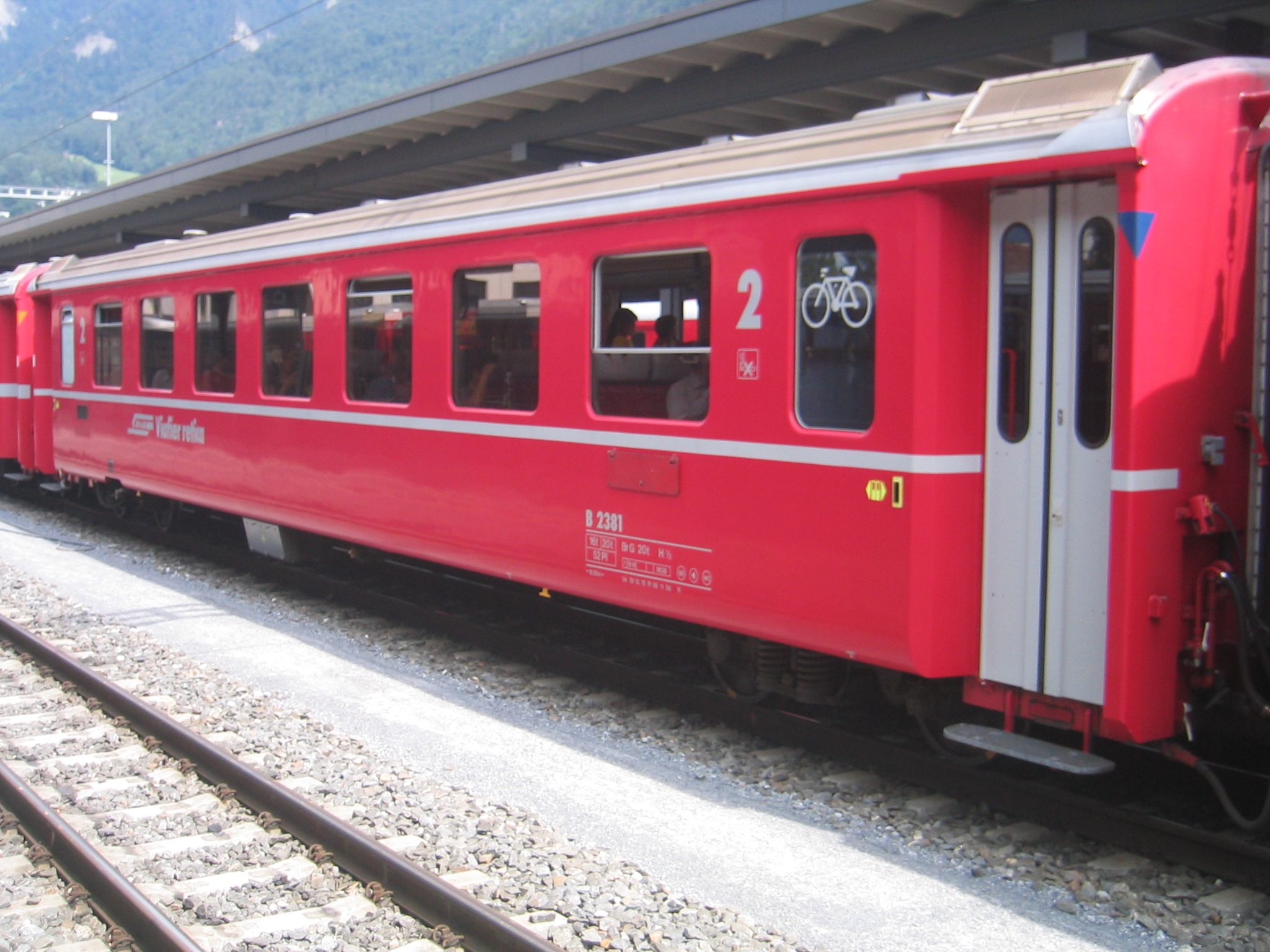
普通列車の主力であるEWIIシリーズの2等車、B 2374-2383形客車
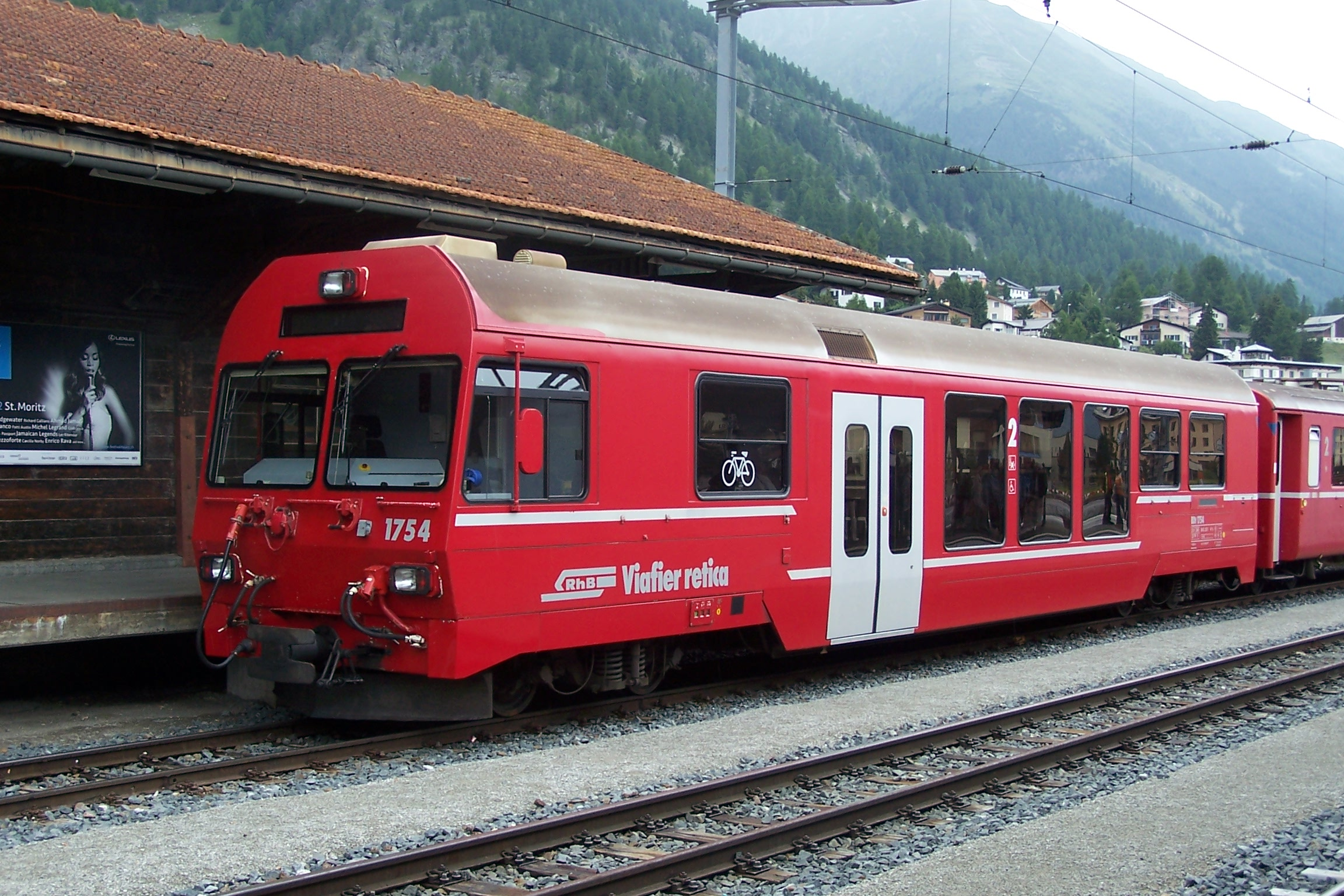
ローカル列車用の部分低床式制御客車であるABt 1751-1758形客車
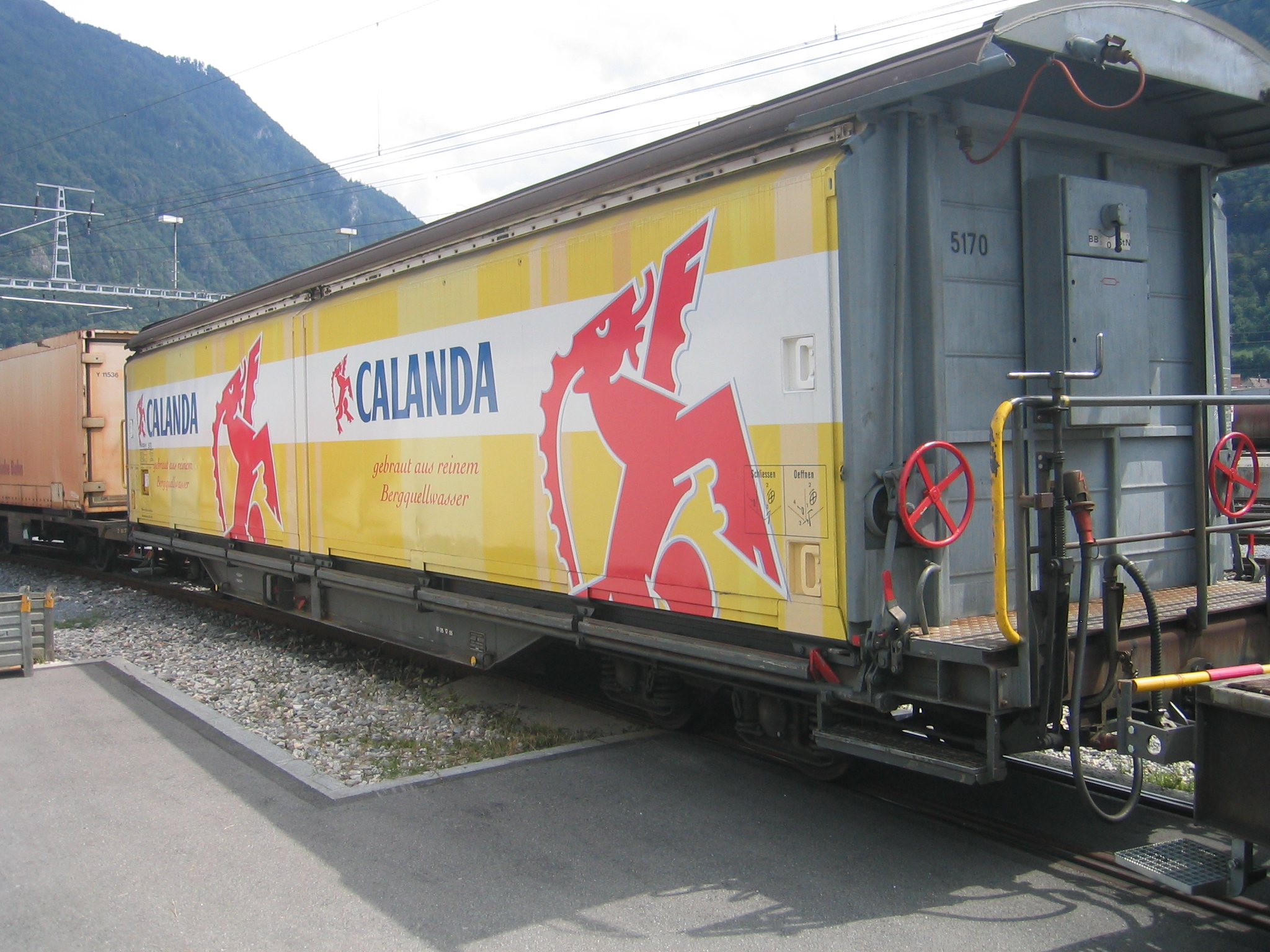
ビールの広告塗装の26t積有蓋車、Haik-qy 5161-5170形貨車
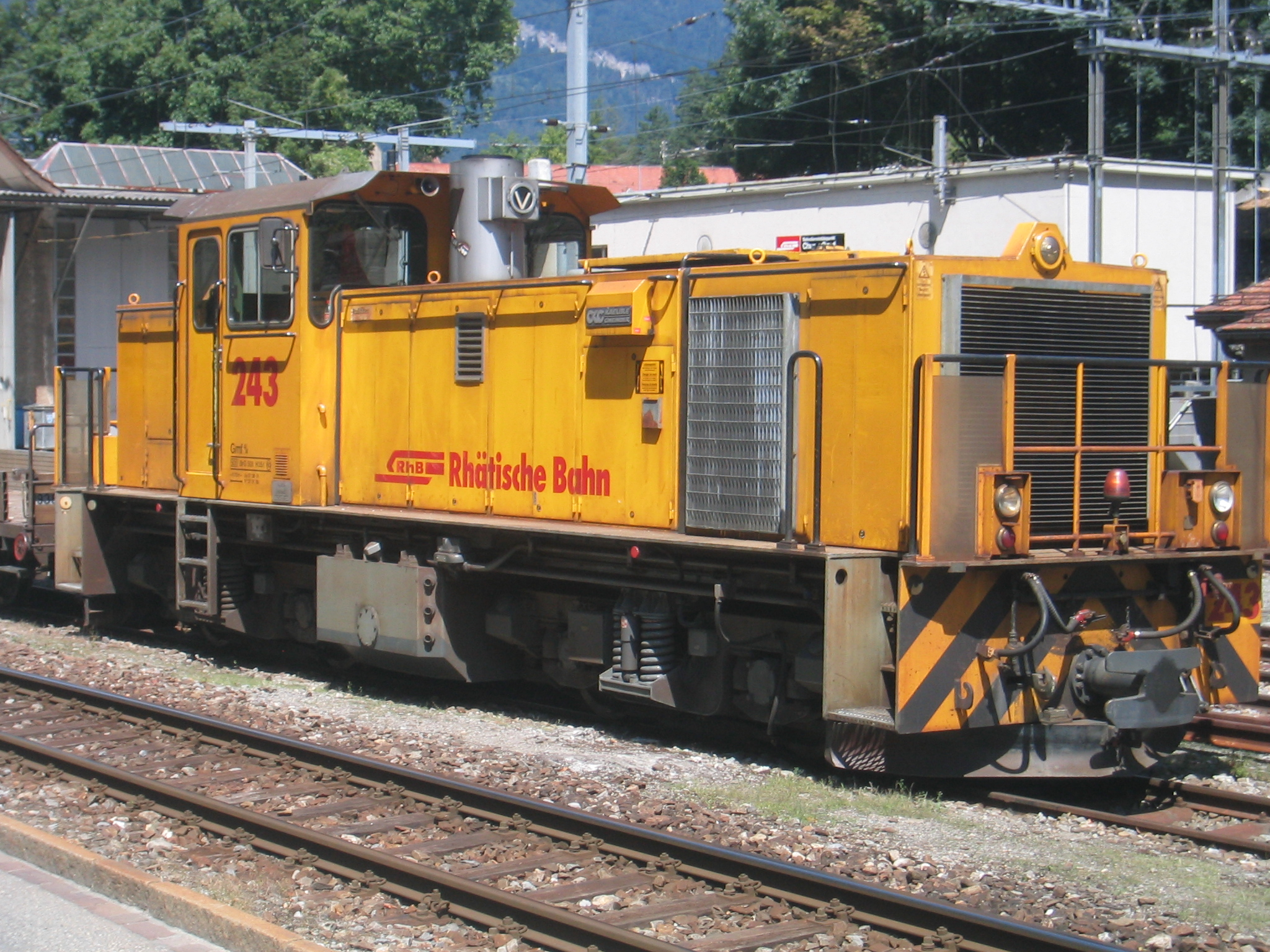
フェライナトンネルの救援・入換・工事用機、Gmf4/4 242-243形ディーゼル機関車
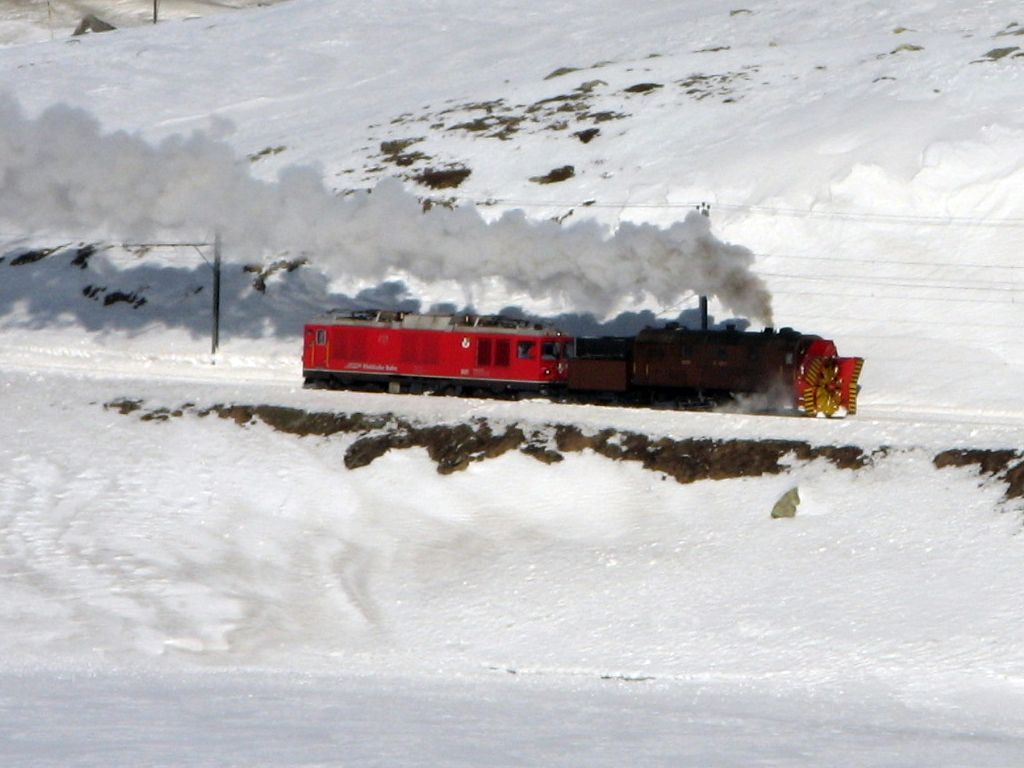
Gem4/4形ディーゼル/電気兼用機関車とXrotd 9213-9214形蒸気ロータリー機関車